# Histoire de la médecine dentaire

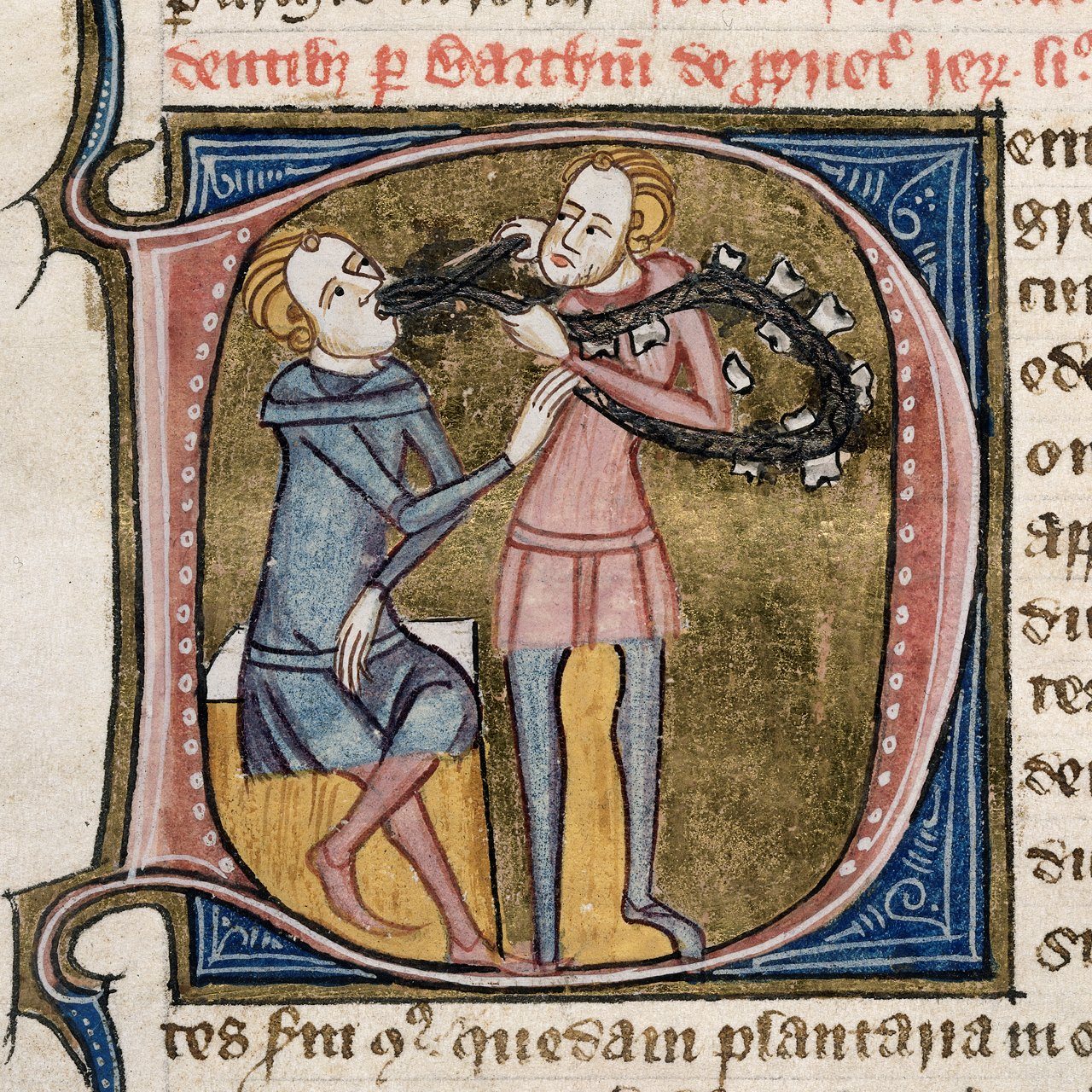
Dentiste avec une pince en argent et un collier de grandes dents pendant l'extraction d'une dent à un homme assis. Londres, 1360–1375 (British Library, Royal 6 E VI, fol. 503v)

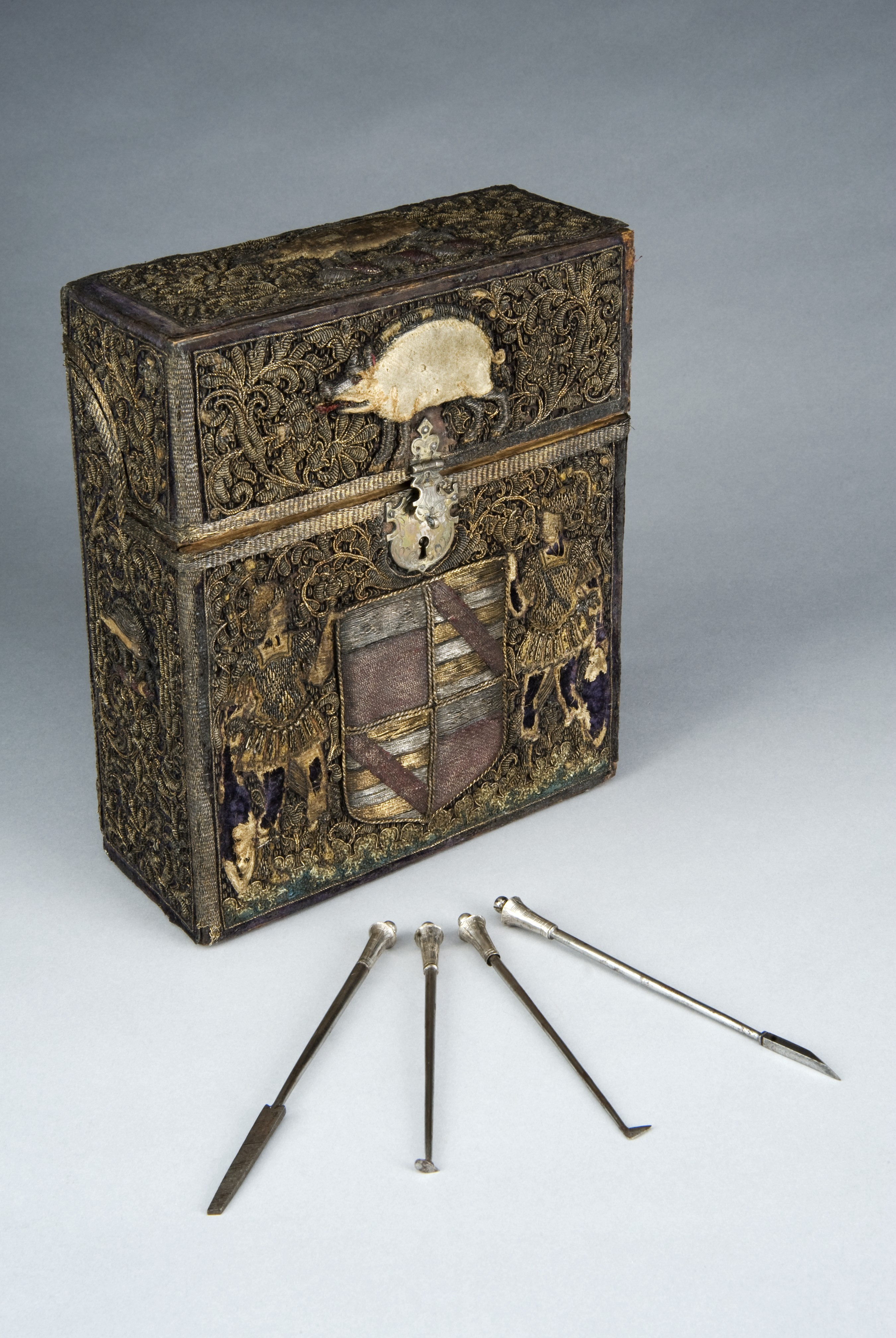
Mallette de soins dentaires avec des instruments pour enlever la plaque et le tartre dentaires, Angleterre, XVIIe siècle, Science Museum, Londres, A61493

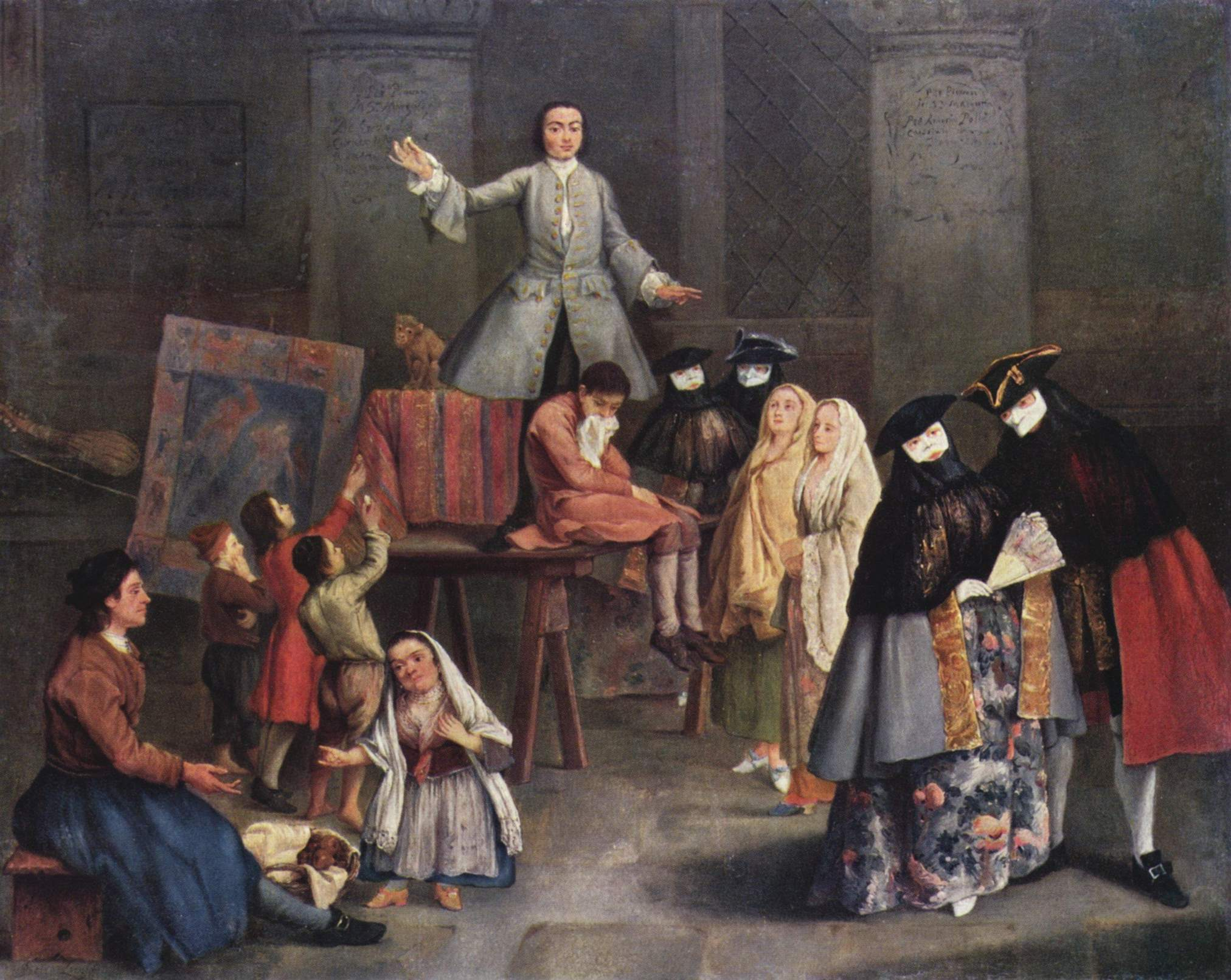
Pietro Longhi, L'arracheur de dents, v. 1780

L’histoire de la médecine dentaire est une partie de l'histoire de la médecine, et l'étude des développements historiques de la médecine dentaire, y compris des biographies des personnes qui ont influencé la médecine dentaire de leur temps. Cette histoire s'étend très loin dans le passé. Ainsi, au Danemark, la preuve de l'ouverture d'une molaire remonte au néolithique. Le traitement conservatoire des dents chez les anciens paysans du Pakistan a pu être prouvé dans l'intervalle de 7 000  à   5 500 ans av. J.C, et ce avec l'intention de « réparer » les dents, et éventuellement même de combler les cavités (trous percés dans la dent). Depuis les Sumériens, on a cru jusqu'aux temps modernes qu'un ver dans la dent était responsable de la carie. Les premiers travaux sur la technique dentaire ont été faits au milieu du Ier millénaire av. J.-C. par les Étrusques et les Phéniciens. L'influence des savants romains et grecs a été déterminante au Moyen Âge tant dans le monde chrétien que dans le monde arabe. Les découvertes arabes sont parvenues dans le monde occidental, où le métier de dentiste était exercé par les barbiers, en même temps que d'autres connaissances provenant de l'Antiquité, par l'École de traducteurs de Tolède et par Salerne. C'est au début du XVIIIe siècle que la science, notamment par le Français Pierre Fauchard, pose les bases de la médecine dentaire des temps modernes. Le traitement dentaire sous anesthésie est pratiqué à partir du XIXe siècle au moyen de gaz hilarant, qui est déjà synthétisé en 1776. Les anesthésies à l'éther ou au chloroforme suivent. Le dentiste américain William Thomas Green Morton peut ainsi débarrasser un patient de ses maux sans douleur.
En novembre 1895, Wilhelm Röntgen découvre les rayons X, qui simplifient l'exploration de la mâchoire. En 1905, l'anesthésique local procaïne est mis au point par les chimistes allemands Alfred Einhorn et Emil Uhlfelder, qui lui attribuent le nom de Novocaïne (néologisme latin pour nouvelle cocaïne). C'est ainsi que les bases sont posées pour le diagnostic et la thérapeutique modernes. La dentisterie subit alors des progrès rapides : depuis la mise au point de nombreux procédés de chirurgie dentaire jusqu'à la confection de prothèses dentaires par CFAO. Parallèlement aux progrès de la dentisterie scientifique, le tableau de la profession s'organise. Par ailleurs, il se développe une médecine dentaire vétérinaire, qui se sert des procédés de la médecine dentaire générale convenablement adaptés.
En 2024, un robot dentiste piloté par une intelligence artificielle autonome a réalisé des premiers essais d'intervention sur un patient humain, avec une technologie sans rayon X pour cartographier son espace d'intervention.

## Remarques préalables
L'histoire de la médecine travaille avec des méthodes historiques et partiellement ethnologiques. Elle trouve ses sources pour l'essentiel dans les textes, comme les textes médicaux des temps passés, les rapports de maladie, l'histoire ou les agendas, les lettres, les textes littéraires et les descriptions ou interviews ethnographiques. L'étude des restes humains et des anciens agents pathogènes n'entre pas dans le champ de l'histoire de la médecine mais dans celui de la paléopathologie. Quelques découvertes sont néanmoins rapportées ci-après pour être complet.

## Préhistoire
On a longtemps cru qu'en raison de leur régime alimentaire, les chasseurs-cueilleurs n'étaient pas atteints par les caries. Au paléolithique moyen, à l'époque des Néandertaliens, on ne connaît pratiquement pas de cas de caries, si ce n'est à la suite d'une fracture de l'émail provoquée par la nourriture. Mais en septembre 2013, les résultats d'examens de 52 squelettes âgés de 13 700  à   15 000 ans dans la Grotte des Pigeons à l'est du Maroc sont publiés. Il est démontré que ces chasseurs-cueilleurs souffraient déjà de caries. Ceci s'oppose à l'hypothèse faite jusqu'à présent que cette maladie n'est survenue que par la consommation des hydrates de carbone provenant de la production de céréales, c'est-à-dire seulement au néolithique. Apparemment, cela serait dû aux glands du chêne vert, aux pignons du pin maritime et aux pistaches du pistachier térébinthe. Vu l'élimination répandue, peut-être rituelle, des incisives, il est d'autant plus surprenant qu'il n'y a aucune indication d'arrachage des dents cariées, même quand des abcès douloureux se sont produits.

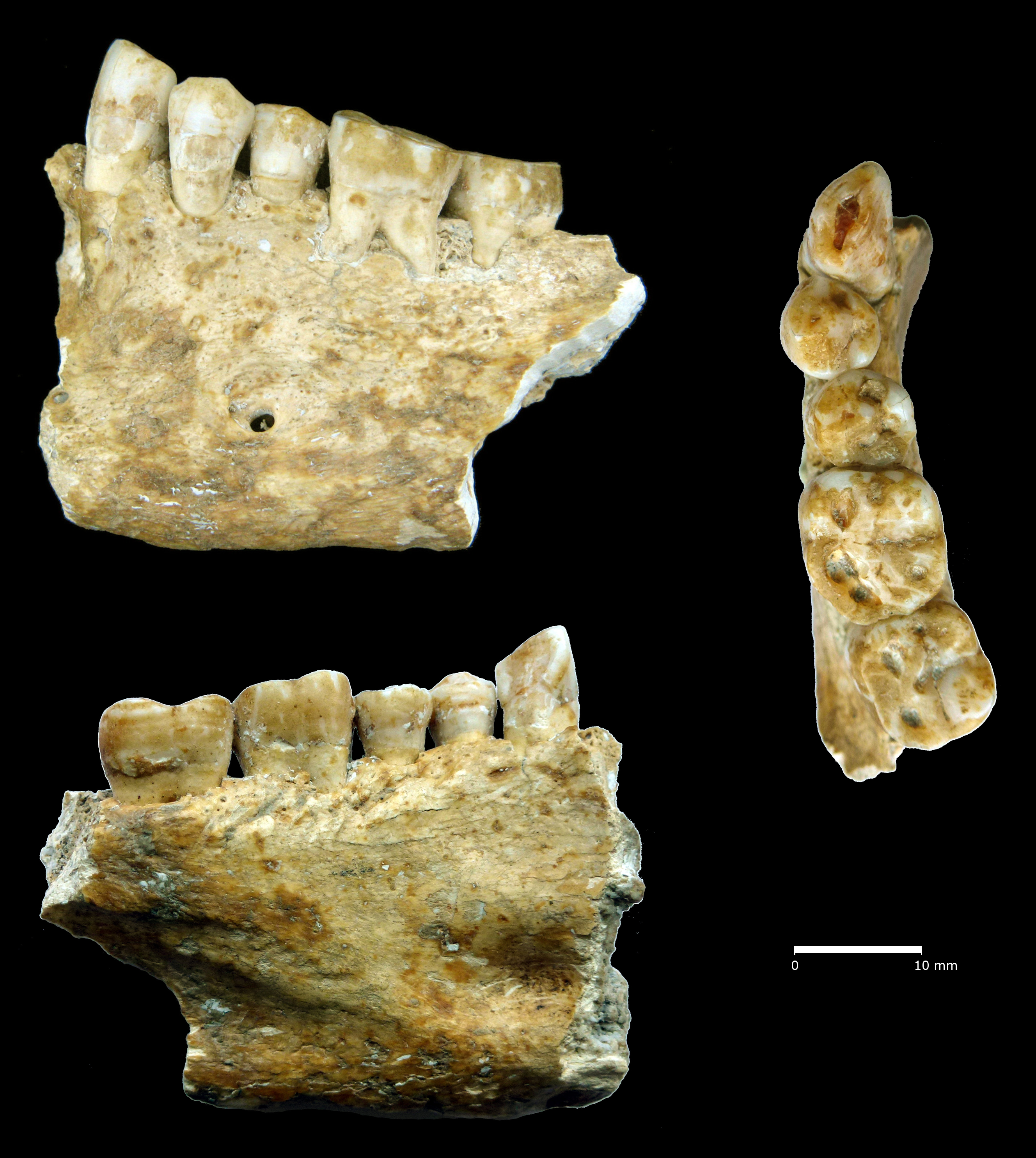
Obturation à la cire d'abeille d'une dent humaine du néolithique (éch.: 1 cm)

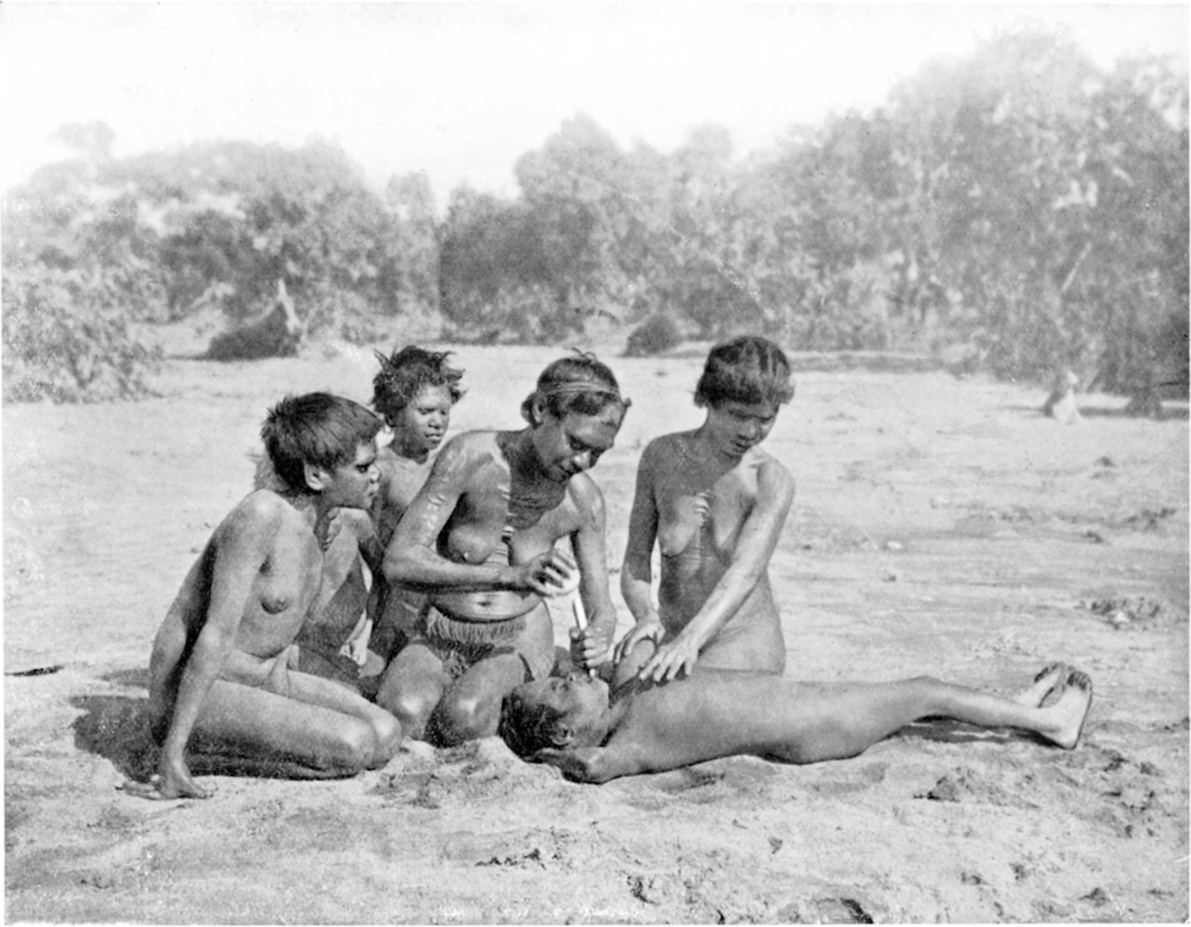
La fracture rituelle d'une incisive, démontrée dans le centre du monde méditerranéen au néolithique, a été pratiquée jusqu'au XXe siècle chez certains aborigènes d'Australie comme rite d'initiation. Photo de 1912

Les fractures rituelles de dents — même si ceci ne peut qu'à peine être considéré comme une preuve de continuité — étaient aussi habituelles chez de nombreuses tribus aborigènes d'Australie. Les Himbas de Namibie et les Surmas d'Éthiopie ont eu l'usage de briser les quatre incisives inférieures des enfants à l'âge de 7  à   9 ans. À l'origine, cette brèche devait servir de base pour l'adaptation d'un bâtonnet ou d'un plateau à la lèvre inférieure. Pour ces deux tribus africaines, un élément culturel commun s'explique à partir de leur ascendance commune des Héréros, un peuple semi-nomade d'Afrique de l'est. Les arrachages rituels de dents ont eu lieu aussi dans l'espace méditerranéen agricole ancien, comme cela a été démontré pour l'Italie et la Tunisie. Apparemment, il était fréquent — au moins pour une femme adulte sur trois — que l'on arrache les dents. Comme on n'a pas mis en évidence d'autre trace de violence dans la région du visage, on pense que ceci avait sans doute des raisons cosmétiques, rituelles ou sociales, peut-être de statut. L'arrachage était peut-être lié au passage à l'âge adulte.
Les premières mesures de traitement de la denture il y a environ 5 000 ans se manifestent par la preuve d'une perforation de molaire dans des fouilles au Danemark,.
D'autres indications sur des traitements dentaires se trouvent il y a 9 000  à   7 500 ans à Mehrgarh, (au Béloutchistan, aujourd'hui Pakistan), un des lieux de fouilles les plus importants pour l'archéologie de groupe d'habitations préhistoriques de l'Asie du Sud. Les habitants semblent avoir été d'habiles orfèvres, et semblent avoir tourné leurs capacités aussi à creuser de petites cavités cariées (d'un diamètre allant de 1,3 à 3,2 mm et d'une profondeur comprise entre 0,5 et 3,5 mm) avec des outils de pierre, comme ils les utilisaient pour fabriquer des colliers de perles. La reconstruction des origines de la médecine dentaire montre que les méthodes de soin de l'époque étaient apparemment très efficaces. La première obturation dentaire, faite de cire d'abeille, a été découverte en Slovénie et date d'environ 6 500 ans. Une canine fracturée a ainsi été refaite.

## Croyance en dentisterie populaire au ver de la dent

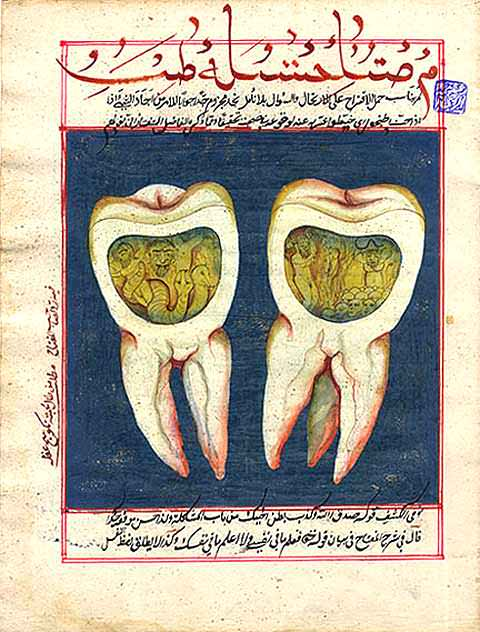
Ver de la dent, dessin d'un manuel odontologique du XVIIIe siècle de l'empire ottoman.

Un texte sumérien d'environ 5 000 av. J.C., affirment Suddick et Harris, décrit pour la première fois le ver de la dent comme cause de la carie. Ces auteurs ont mal interprété une publication de Hermann Prinz de 1945. Si l'on suit la dissertation d'Astrid Hubmann, on voit que quatre sources documentent la croyance au ver de la dent ; la plus ancienne est une tablette de Nippur qui provient d'environ 1 800 av. J.C..
Une tablette qui a été découverte près d'Assur indique que le ver de la dent et le mal de dent doivent être traités différemment, ce qui pourrait indiquer une compréhension par des maladies différentes. Dans la bibliothèque du roi assyrien Assurbanipal (669–631/27 av. J.C.), on trouve l'ouvrage d'un Nabunadinirbu, portant le titre Quand un homme a mal aux dents. Il peut s'agir d'une copie d'un texte babylonien substantiellement plus ancien, dans lequel à côté de la description d'un traitement, il y a avant tout une importante adjuration rituelle. Le ver, probablement un démon ou un mauvais esprit, refuse les dons du plus haut dieu An, figues mûres, jus d'abricots et de pommes, et préfère le sang des dents.
Dans le texte, il est dit « Quand An a créé le ciel, que le ciel a créé la terre, … le marais a créé le ver, le ver alla en pleurant à Shamash (le dieu-Soleil) … Lève-moi et fais moi habiter entre les dents et la gencive ! Je boirai le sang des dents, je mangerai les racines de la gencive ! » Alors suit une formule d'adjuration censée bannir le démon, ver de la dent : « Comme tu as dit cela, ver, que (le dieu) Ea te frappe de sa forte main ! » Ce texte doit être dit trois fois. Ensuite, un mélange analgésique de divers médicaments est posé sur ou dans la dent. Le médecin personnel de l'empereur Claude, Scribonius Largus recommande au Ier siècle de tuer le ver avec des fumigations de jusquiame noire. Il y décrit ses expériences : « Parfois il en sort quelque chose qui ressemble à de petits vers. »

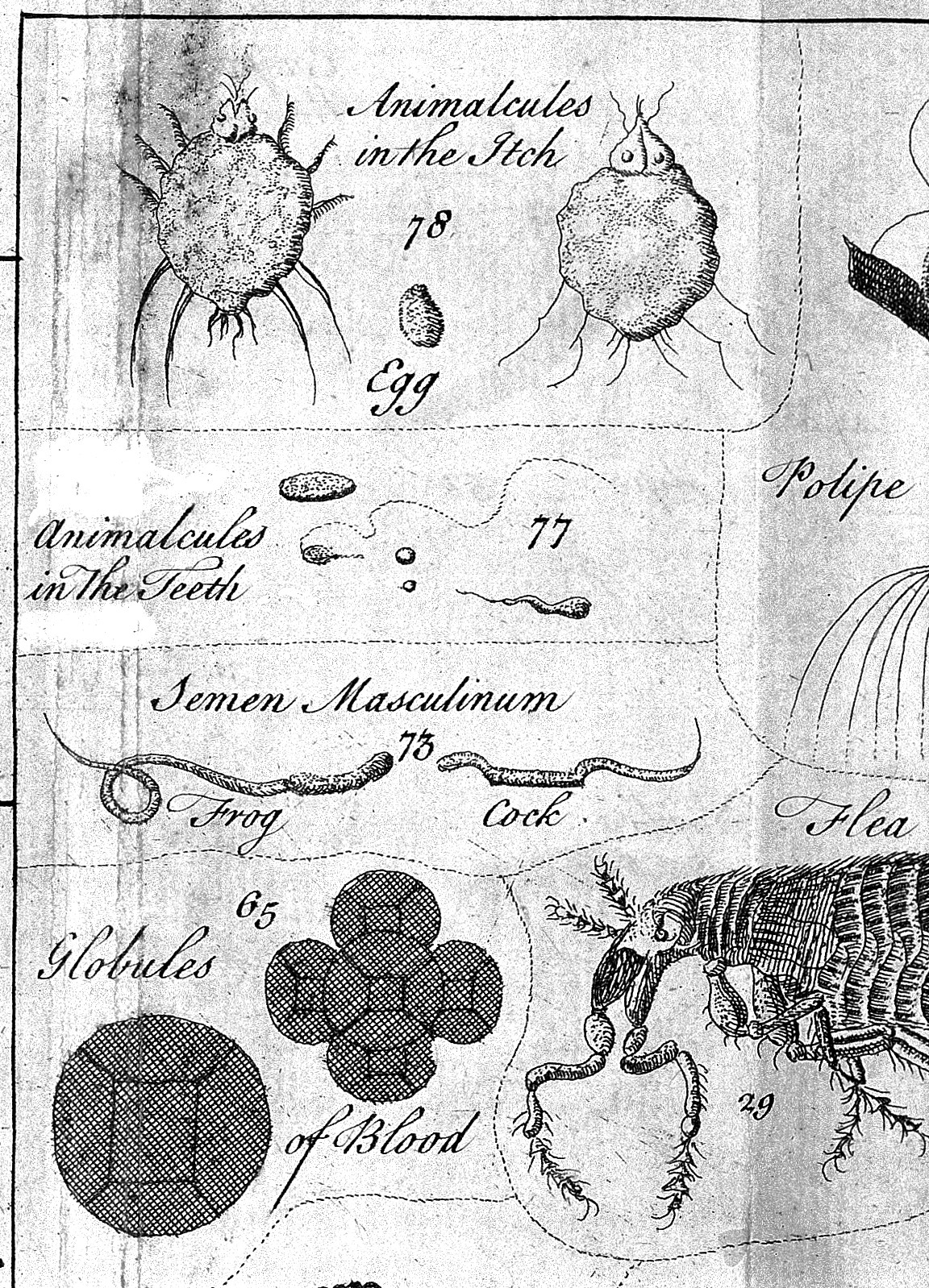
N° 77 : Représentation de vers de la dent, soi-disant observés au microscope, XVIIIe siècle, François Watkins, Wellcome Library

D'autres recommandations sont de faire pour le traitement un mélange de bière d'amidonnier, de malt pilé et d'huile de sésame et de l'appliquer à la dent concernée. Fondamentalement, on suppose que partout dans le corps, des vers peuvent sortir des humeurs gâtées. Depuis l'Antiquité, on croit qu'un déséquilibre entre les quatre humeurs du corps — sang, flegme, bile jaune (chol-), et bile noire (mélan-) — peut provoquer des maladies. Pour soigner les patients, il faut éliminer les humeurs excédentaires. Ceci se passe par exemple par saignée, sudation, et des moyens régulateurs de l'excrétion urinaire et fécale. La doctrine des humeurs représente un réel progrès vis-à-vis des vues précédentes qui voient la santé de l'homme comme uniquement déterminée par les dieux. Avec la pathologie des humeurs, les médecins de l'Antiquité commencent à décrire systématiquement les tendances spécifiques des maladies. Elle est finalement le précurseur de la découverte des hormones, de l'immunologie et des neurotransmetteurs des temps modernes.
En Inde antique (v. 650), Égypte antique — dans le papyrus Anastasi IV, 13, 7 (v. 1 400 ou 1 200/1 100 av. J.C.) — le Japon et la Chine, une dent malade est une dent véreuse, mais aussi on trouve des indications que chez les Aztèques — qui tassaient du tabac dans la cavité — ou chez les Mayas, le ver de la dent est cause de la carie. La légende du ver de la dent se trouve aussi dans les écrits d'Homère, et même au XIVe siècle, le chirurgien Guy de Chauliac est convaincu que des vers provoquent les caries.
Dans l'Ancien Monde, la Compositiones medicamentorum de Scribonius Largus, médecin personnel de l'empereur Claude a une forte influence. Il recommande, pour le traitement, des fumigations et des rinçages, mais aussi des plombages et des substances à mâcher, comme des fumigations avec des semences de jusquiame, désignée pour cette raison par herba dentaria. Il suggère par là que de temps en temps quelques petits vers sont crachés pendant le traitement. On croit aussi encore au ver, mais on essaie, en appliquant des vers, d'accélérer la chute des dents malades. Pline l'Ancien, par contre, ne croit pas à l'existence du ver de la dent, mais à un traitement semblable. Pline donne aussi les ingrédients de la poudre dentifrice qu'il recommande, nommée dentifricium (ὀδοντότριμμα) : os, corne ou coquille de mollusque pulvérisés ou calcinés, poudre de ponce, bicarbonate de sodium, mélangé à de la myrrhe. Celse recommande, lui, le sel pulvérisé. Le sel dentaire est utilisé jusqu'à présent en particulier en Asie.
Dans l'espace arabe, on croit, en se reportant à d'anciennes traditions, aux vers de la dent. Ceci se voit dans l'œuvre de Rhazès qui considère le rapport entre corps et âme comme déterminé par l'âme, ou encore comme dans celles d'Avicenne ou d'Abu Al-Qasim. Ùmar ad-Dimašqi, qui enseigne vers 1200 à Damas, refuse, lui, le ver de la dent dans son Livre de l'élu sur le dévoilement des secrets et la déchirure des voiles, et avant tout le charlatanisme avec lequel on prétend chasser les vers.
Environ à cette époque, Hildegarde de Bingen continue à croire au ver de la dent, mais reconnait comme cause le manque d'hygiène. Le rinçage à l'eau devrait éviter la plaque, un dépôt qui se fait autour de la dent, et qui pourrait susciter les vers redoutés. Elle recommande l'aloès et la myrrhe, ainsi que la fumée de charbon. Constantin l'Africain, qui vient à Salerne, en provenance de Tunisie, rend célèbre l'université de cette ville au début du XIe siècle. Il apporte au nord des connaissances de l'Antiquité et aussi la théorie des humeurs, mais confirme aussi le ver de la dent.

### Théories suivantes de la naissance des caries

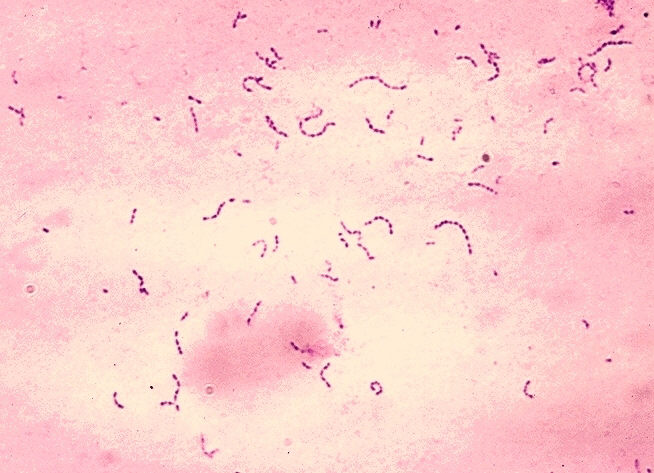
Streptococcus mutans (Coloration de Gram)

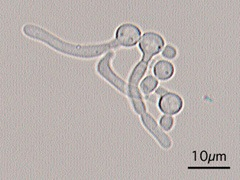
Candida albicans

Au XVIIe siècle, le chirurgien Antoine Lambert consacre un traité aux caries dans lequel il ne fait aucune mention d'un ver, mais affirme que la carie naît soit de la contusion externe ou de la fracture de l'os, soit d'une corruption interne liée par exemple à l'accumulation de pus favorisée par une autre maladie comme la vérole, la lèpre ou bien encore un phlegmon ou une tumeur. D'autres théories naissent au XIXe siècle. En 1843, la théorie du ver est transformée par l'anatomiste Michael Pius Erdl (1815–1848) en théorie parasitique.
Il s'ensuit une théorie de l'inflammation, selon Leonhard Koecker, où les produits de réactions chimiques de fractions de l'alimentation sont rendus responsables de la carie. Ce n'est que Willoughby D. Miller (1890), après avoir perfectionné sa formation bactériologique pendant son activité à l'université de Berlin auprès de Robert Koch (1843–1910), qui met au point une théorie chimioparasitique, d'après laquelle des bactéries lactiques sont considérées comme responsables des caries jusque dans les années 1960. L’aiguille de Miller qu'il met au point est une sonde nommée d'après lui, qui est utilisée en médecine dentaire pour trouver et sonder les canaux des racines des dents. Sa sentence : « A clean tooth never decays. » (Une dent propre ne se carie jamais) entre dans l'histoire,. Les théories les plus variées : théories de la « lymphe dentaire » (Bödecker, 1929), de la « protéolyse » (Gottlieb, 1944), de l'« ulciphilia » (Forshufvud, 1950), « organotrope de la carie » (Leimgruber, 1951), de la « résistance » (Knappwost, 1952), de la « corrosion » (Rheinwald, 1956), de la « pulpaphosphatase » (Csernyei, 1956), du « glycogène » (Egyedi, 1956), de la « carie non-acide » (Eggers Lura, 1962), de la « chélation » (Schatz et Martin, 1962) — se sont suivies sans que la théorie « chimioparasitique » de Miller ne soit contredite,.
Ce n'est que par la suite que se développe l’hypothèse spécifique de la plaque, suivie par un changement de paradigme qui conduit à l’hypothèse écologique de la plaque. En raison de nombreux facteurs pathogènes, l'émail de la dent est détruit en plusieurs étapes : une disponibilité continue de glucides fermentescibles, qui conduisent à une valeur du pH continument abaissée est la force motrice de la destruction d'une homéostasie de la plaque dentaire. Cette pression écologique stimule la multiplication de germes, les uns produisant de l'acide et d'autres tolérants aux acides, comme le streptococcus mutans et les lactobacilles. Il y a de plus une interaction entre le streptococcus mutans et la levure candida albicans, par laquelle la bactérie change de virulence. La levure produit des molécules signaux, qui suscitent la production par les gènes de la bactérie d'antibiotiques propres à la cellule. La bactérie peut, par la levure, acquérir des gènes étrangers.
Cependant, jusqu'à la fin du XXe siècle, la croyance au ver de la dent comme cause de la douleur reste dans les régions paysannes de Chine et y est exploitée par bien des charlatans. Trois de ces tromperies sont rapportées de Taiwan en 1985, 1987 et 1993.
Bien que dans les temps modernes, le « ver de la dent » macroscopique soit ridiculisé, les bactéries et levures apparaissent, au microscope, semblables à des vers[réf. souhaitée].

## Première médecine dentaire

### Égyptiens et Indiens

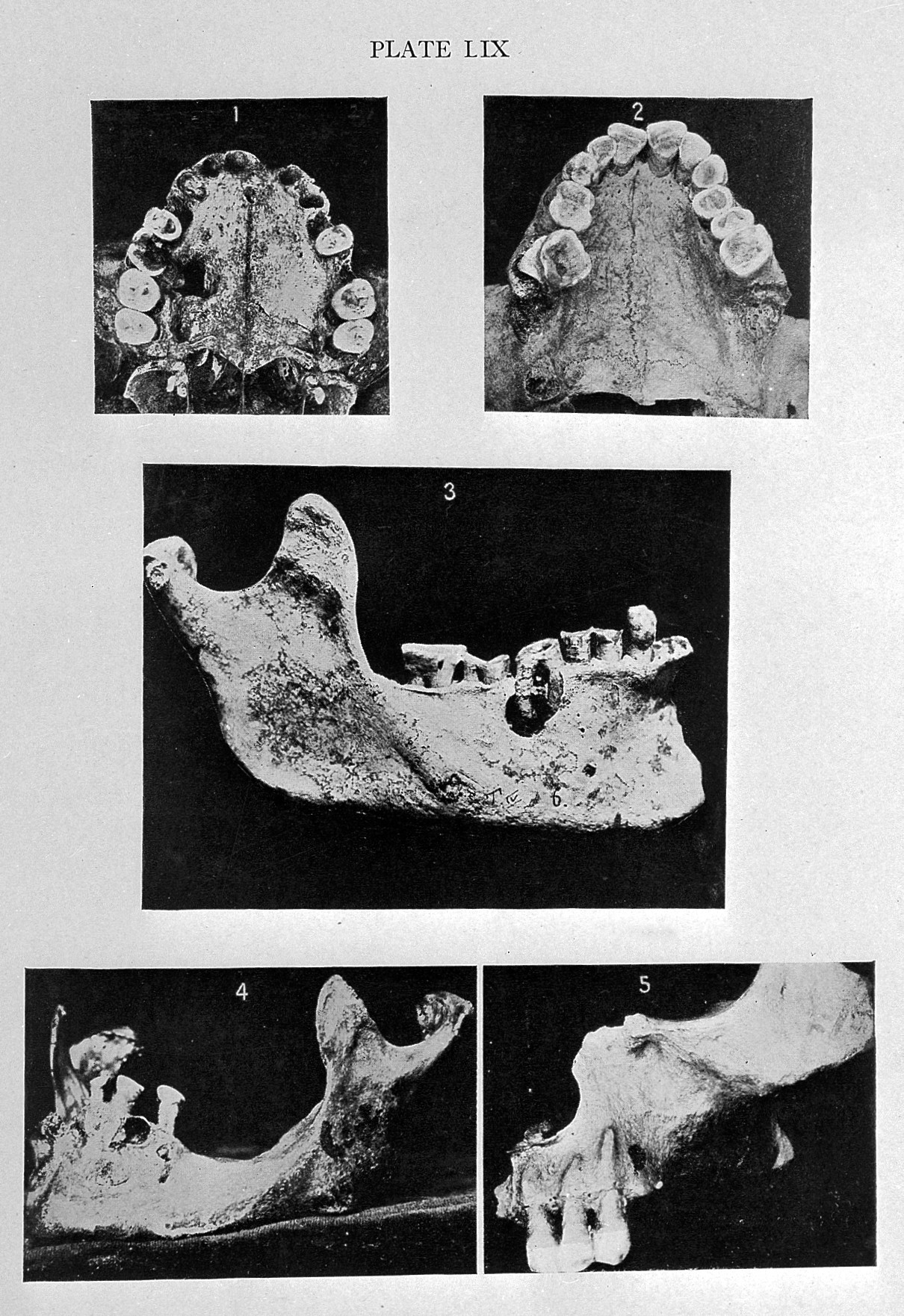
Maladies dentaires de Haute Égypte :
1 - (Perforation de la gencive) + 4 - (Kyste) Ère copte ; 2 - Ère macédonienne (Mâchoire usée) ; 3 - Ère prédynastique (Granulome périapical) ; 5 - Empire romain (Ostéolyse). Wellcome Library.

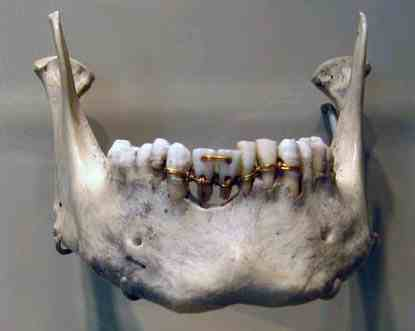
Incisives inférieures (41, 42) de momie, fixées avec des fils d'or.

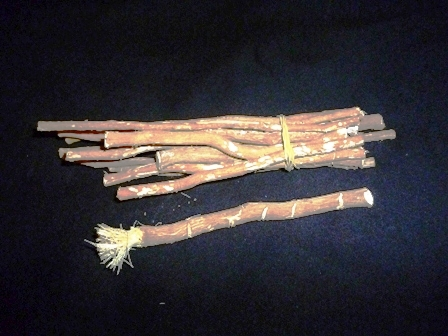
Siwak en brosse à dents

Le premier dentiste (et en même temps médecin) nommément connu de l'histoire mondiale est Hésirê en Égypte ancienne (env. 2 700 av. J.C.), qui était honoré du titre wr-ibḥ-swnw (le Grand des dentistes et médecins),. Le papyrus Ebers, un papyrus médical de l'Égypte antique parmi les plus anciens textes à sujet médical encore conservés décrit, à côté du papyrus Edwin Smith (1 550 av. J.C.), les mesures pour traiter diverses maladies des dents, en particulier les caries et la parodontite. On suppose que le papyrus Smith n'est qu'une copie d'un texte au moins 1 000 ans plus ancien. On y suppose par exemple que les fractures de la mâchoire inférieure ne sont pas guérissables. Dans de nombreuses fouilles archéologiques, on peut partir du point de vue que beaucoup des mesures considérées comme des thérapeutiques ont lieu post mortem dans le cadre de la momification, car l'Égyptien met un prix spécialement élevé à entrer aussi intact que possible dans le royaume des morts d'Osiris.
Les céréales sont moulues avec des meules de pierre. Le pain est contaminé par des grains de pierre. Cela, avec la nourriture grossière, use les dents, parfois jusqu'à la pulpe dentaire. Les bactéries cariogènes attaquent et la dent s'enflamme. Les extractions de dents sont exceptionnelles. Pour remplir la dent, on utilise de la poudre de pierre, de la résine, de la malachite et des graines,.
Déjà dans l'Antiquité on commence à pratiquer l'hygiène bucco-dentaire, en utilisant des bâtonnets fibreux à mâcher, comme le siwak, servant de brosse à dents. Le bâtonnet contient des nettoyants, des désinfectants et même des fluorures. Il est recommandé dans la collection de savoirs médicaux du chirurgien Sushruta (सुश्रुत) en Inde ancienne (env. 500 av. J.C.). Ce dernier est aussi connu comme un pionnier de l'anesthésie, qu'il pratique notamment avec du chanvre indien. Le siwak est aussi évoqué dans l'ancien livre indien des lois de Manu (Sanskrit, मनुस्मृति, manusmṛti) vers l'ère chrétienne. Dans le monde islamique, Mahomet l'aurait régulièrement utilisé, selon la littérature du Hadîth.

### Grecs et Romains

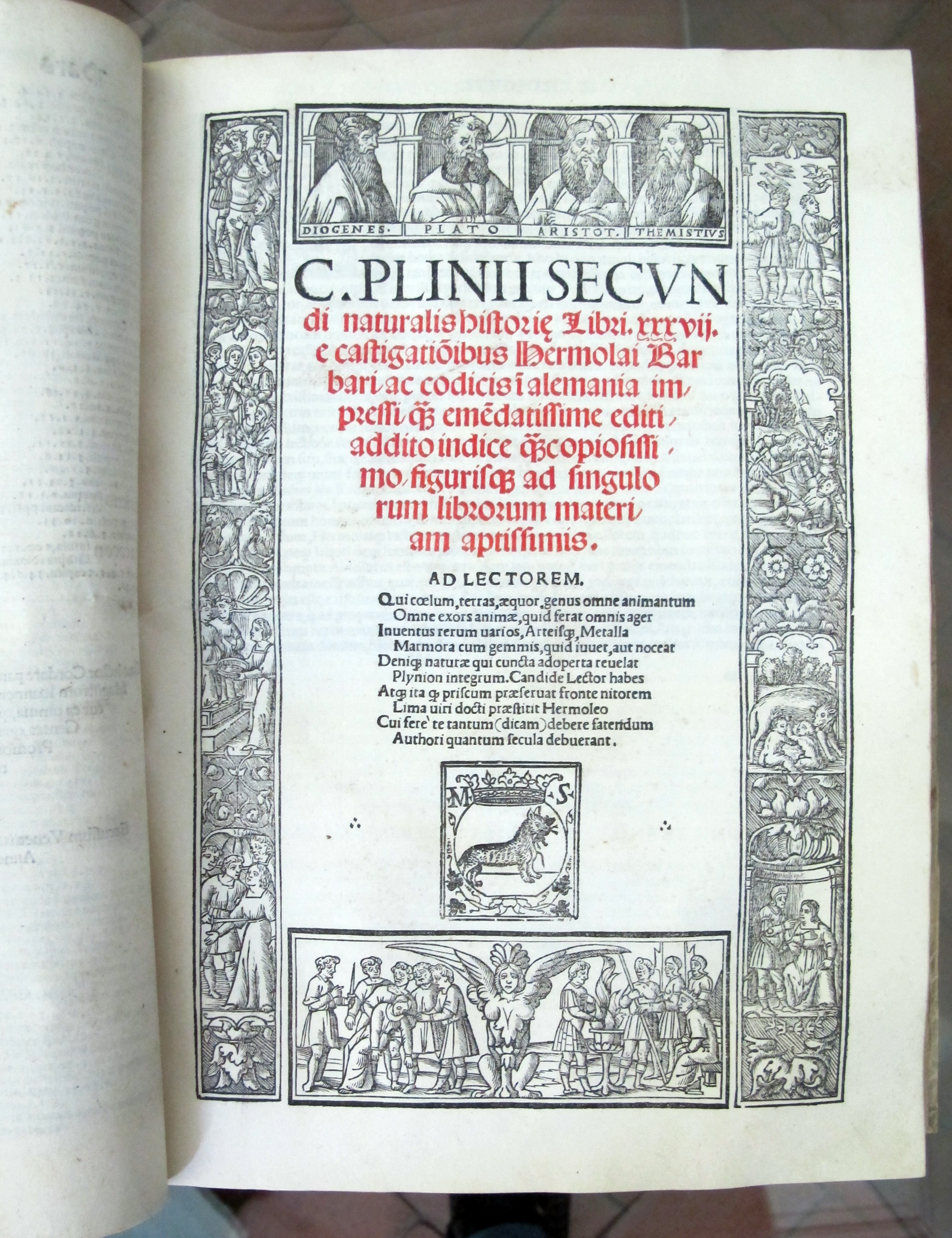
Pline l'Ancien, Naturalis historia, Traduction vénitienne de 1525

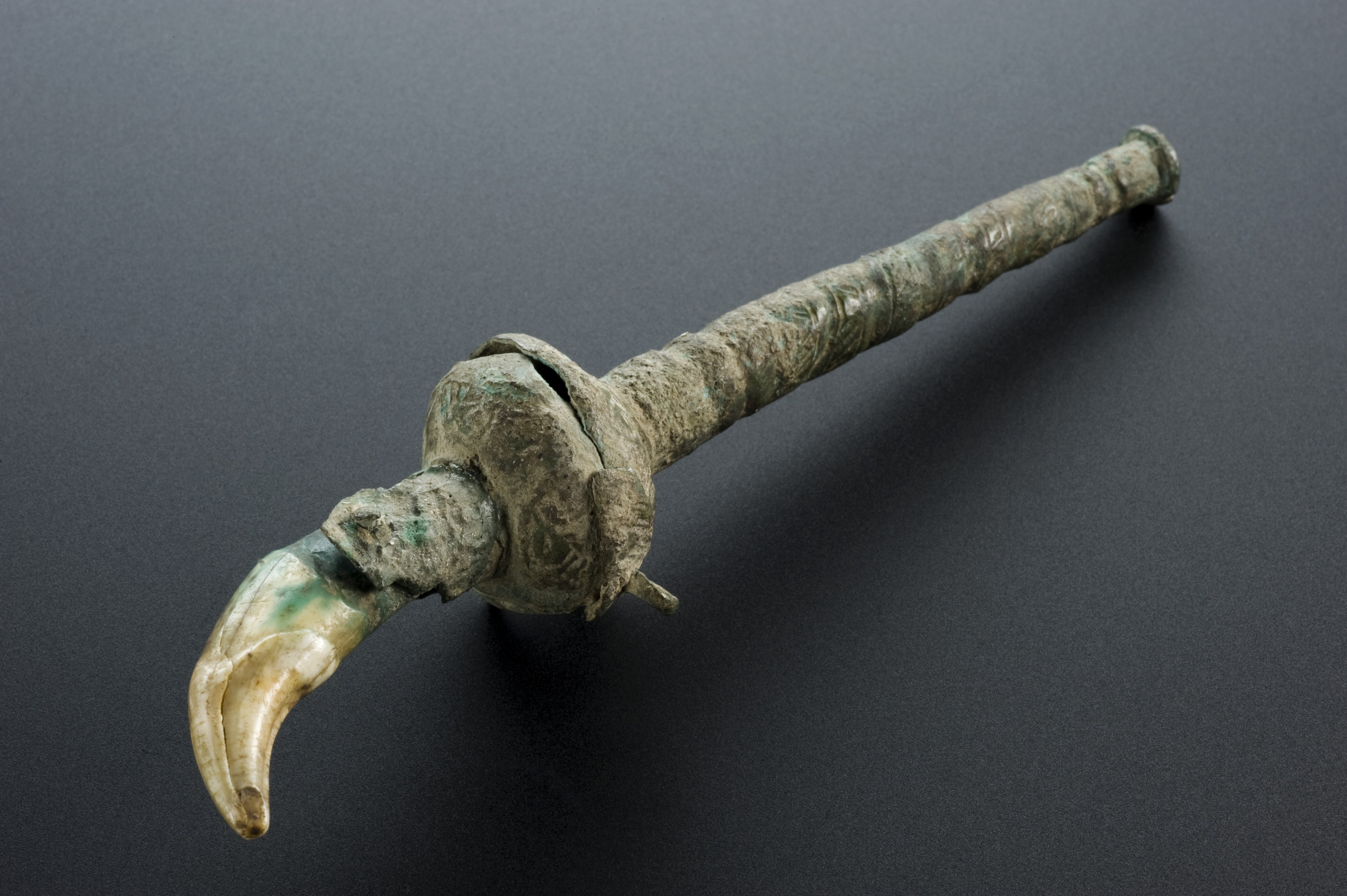
Aide de dentition avec une dent de loup sur une poignée de bronze

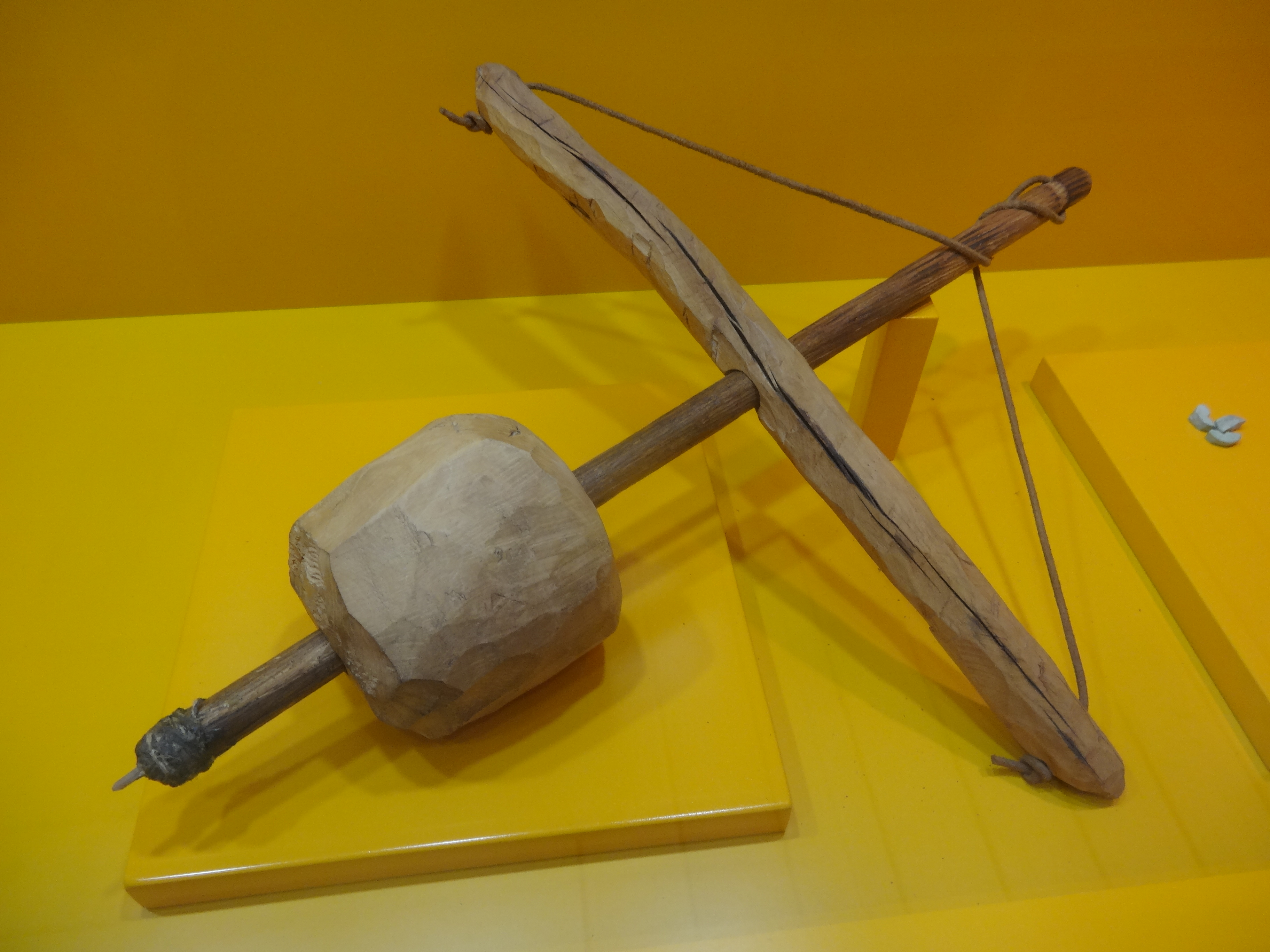
Trépan, Parc Arqueològic Mines de Gavà

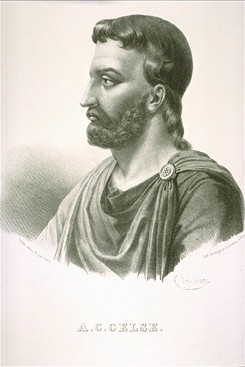
Celse

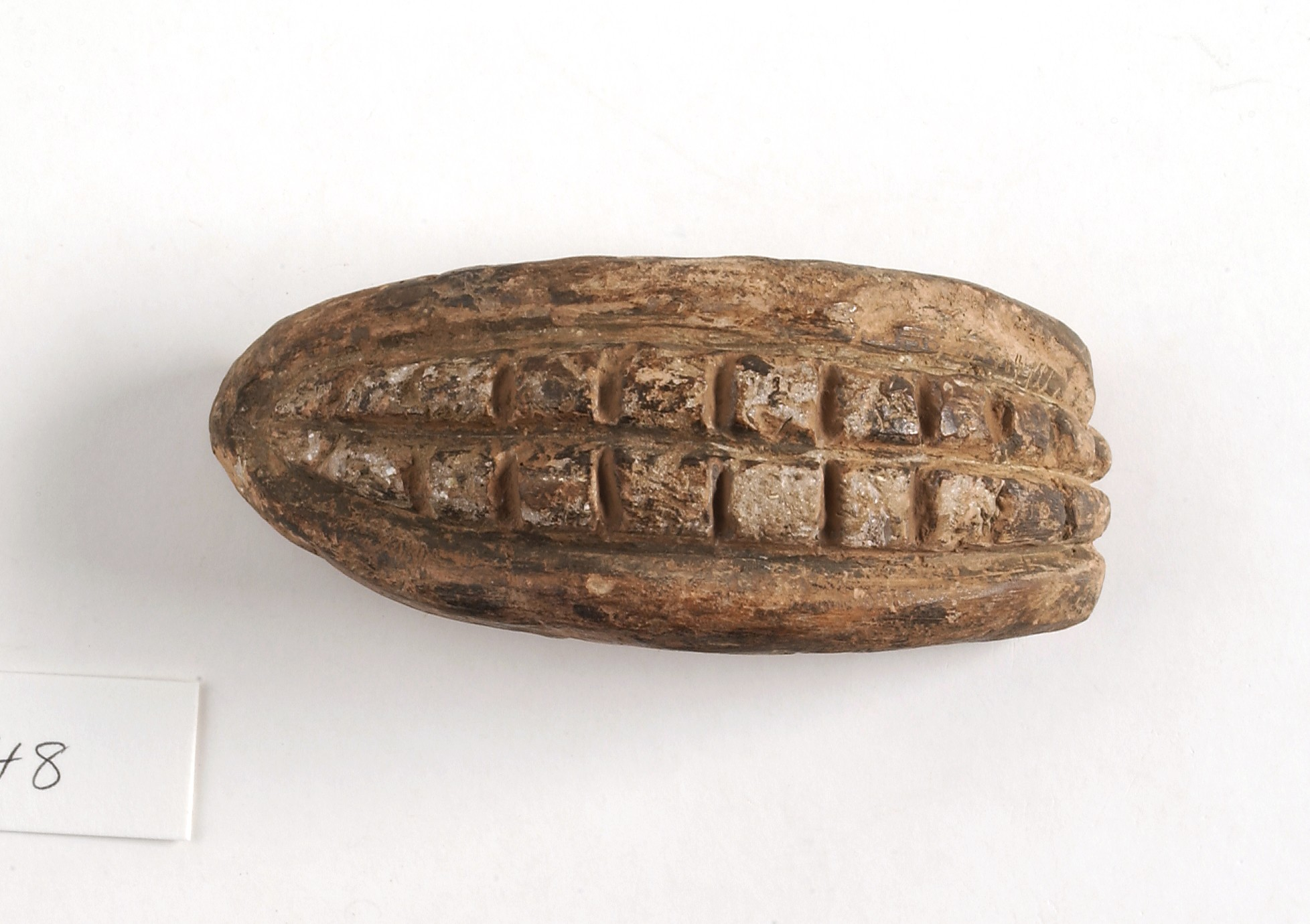
Mâchoire d'argile en ex-voto, empire romain

Des savants grecs comme Hippocrate (v. 460–370 av. J.C.) et Apollonios de Kition (dans Περὶ ἄρθρων — Perì árthrōn) décrivent la dentition, la manière de « faire ses dents ».
Vers 450 av. J.C., une commission est nommée à Rome en vue d'établir une loi fondamentale connue ultérieurement sous le nom de Loi des Douze Tables.
Il y est indiqué dans la table X, sur les règles funéraires : « N'apporte pas d'or... celui qui a les dents reliées par de l'or, si avec cet or on l'enterre ou le brûle, que ce soit sans délit. », d'où l'on conclut que les prothèses à l'or étaient alors déjà courantes.
On parle déjà aussi du remplacement des dents dans les Épigrammes de Martial (40 − 102/104) : « Sic dentata sibi videtur Aegle emptis ossibus indicoque cornu. » (Ainsi Aegle se voit pourvu de dents, grâce à des os de corne indienne achetée). À l'époque impériale romaine, on utilise déjà l'ivoire (corne indienne) pour fabriquer des dents artificielles. Pline l'Ancien rapporte le savoir de l'histoire naturelle dans son ouvrage en 37 volumes Histoire naturelle, qu'il a transmis à l'empereur Titus en 77 ap. J.C. Dans cet ouvrage, il se consacre en 169 endroits divers à la dentisterie. Il décrit aussi la denture ainsi que ses anomalies, cependant celles-ci ne sont pas étudiées selon leur cause, mais seulement indiquées. Les nourrissons nés avec des dents déjà percées y ont une importance particulière. C'est ainsi que les inspecteurs de Messaline ont prophétisé qu'elle mènerait son État à sa perte (la prophétie est censée s'être réalisée à Suessa Pometia). Agrippine l'Aînée aurait été favorisée par le sort parce qu'elle avait à droite en haut deux canines. Plus de 32 dents auraient conféré une longue vie. Pline décrit plusieurs douzaines de teintures et de médicaments des règnes végétal, animal et minéral. Il décrit pour aider la percée des dents un mélange de miel et de cendre de dents de dauphins, diverses autres teintures, ou par exemple des aides à la percée consistant en une dent de loup ou de cheval, censée soulager par un sortilège les douleurs de la percée chez les enfants. De cette époque date aussi une description du traitement des dents cariées et de la parodontite, et de la manière de conduire l'extraction d'une dent. Dans ce but, Aristote décrit aussi des pinces pour l'extraction dentaire. On y trouve aussi des exposés sur la manière de fixer des dents descellées avec des brucelles et de fins fils métalliques, et de poser des attelles pour des fractures de la mâchoire inférieure.
Archigène, (Αρχιγένης), un médecin militaire sous Trajan, venait d'Apamée (Syrie). Il est le fils de Philippos (Φίλιππος) et élève d'Agathinos de Lacédémone (Αγαθινός) et met au point environ en 100 ap. J.C. la drille. Après l'avoir utilisée comme trépan pour ouvrir le crâne, il a l'idée de trépaner les dents douloureuses pour soulager la pulpe enflammée. Mais il n'a pas l'idée de creuser la dentine cariée,.
Les dentistes dans la Rome antique sont le plus souvent des esclaves grecs, qui après des traitements heureux, c'est-à-dire soulageant la douleur, peuvent gagner leur liberté et même acquérir un statut social. L'étude des restes funèbres de Romains montrent des essais de prothèse dentaire et de chirurgie orale.
La haute valeur portée par les Romains à leurs dents au début de notre ère est montrée par les ex-voto, consistant en mâchoires en argile, mais aussi par les habitudes, qui nous paraissent étranges, d'entretenir leurs dents en se les nettoyant avec leur urine. Celse, un auteur médical romain, décrit en détail des maladies de la bouche ainsi que le traitement des dents y compris les médicaments contenant des analgésiques et des astringents. C'est à Celse que remonte la description des quatre signes d'inflammation : rubor, tumor, calor, dolor (rougeur, gonflement, chaleur, douleur). Dans son ouvrage en latin De Medicina, dans le 6e livre, il condense les connaissances de l'École d'Alexandrie sur les problèmes stomatologiques. Les premières indications sur un traitement orthopédique de la mâchoire viennent de la même source. Le médecin personnel de l'empereur Marc Aurèle, Galien de Pergame, a repris l'idée de la régularisation des dents et décrit comment on diminue le resserrement des dents en les rétrécissant par limage.
Galien élargit les quatre signes d'inflammation par le critère de la functio laesa, la fonction dérangée. Galien et Celse sont les auteurs déterminants des deux premiers siècles de notre ère. Leur influence est encore fondamentale au Moyen Âge dans les espaces chrétien et arabe.
La dentisterie est cependant d'abord toujours partie de la médecine populaire et de la magie. La sainte protectrice contre le mal de dents, Ste Apolline, est souvent le seul recours contre les maux de dents.

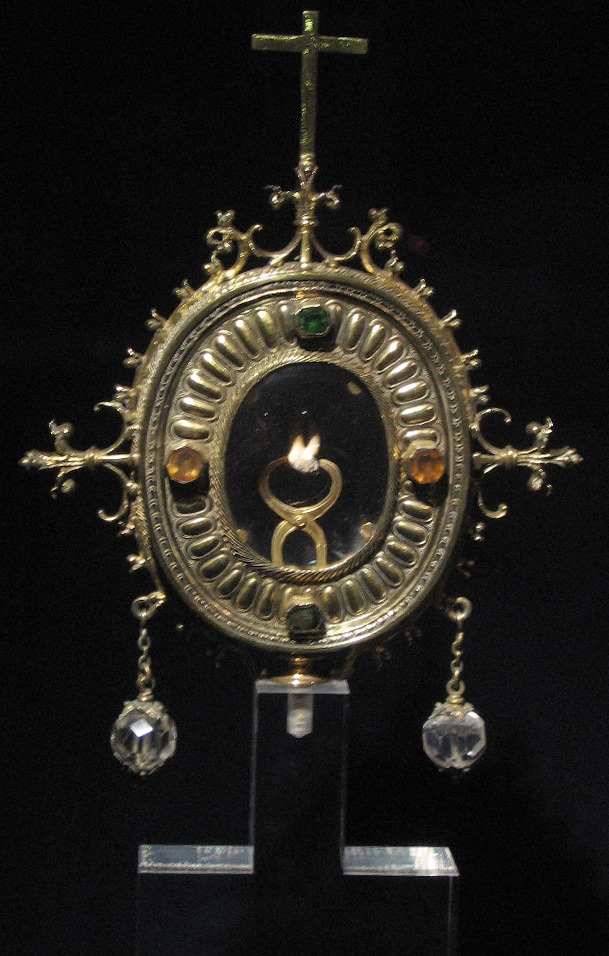
Reliquaire avec une dent attribuée à Apolline ; Cathédrale de Porto

### Moyen Âge

#### Protection et soulagement par invocation des saints
Les maux de dents sont un des nombreux maux pour la protection et le soulagement desquels on invoque les saints auxquels ont accorde une influence spécifique. Pour cela, on choisit des saints qui selon la tradition ont souffert comme martyrs sur la même partie du corps.

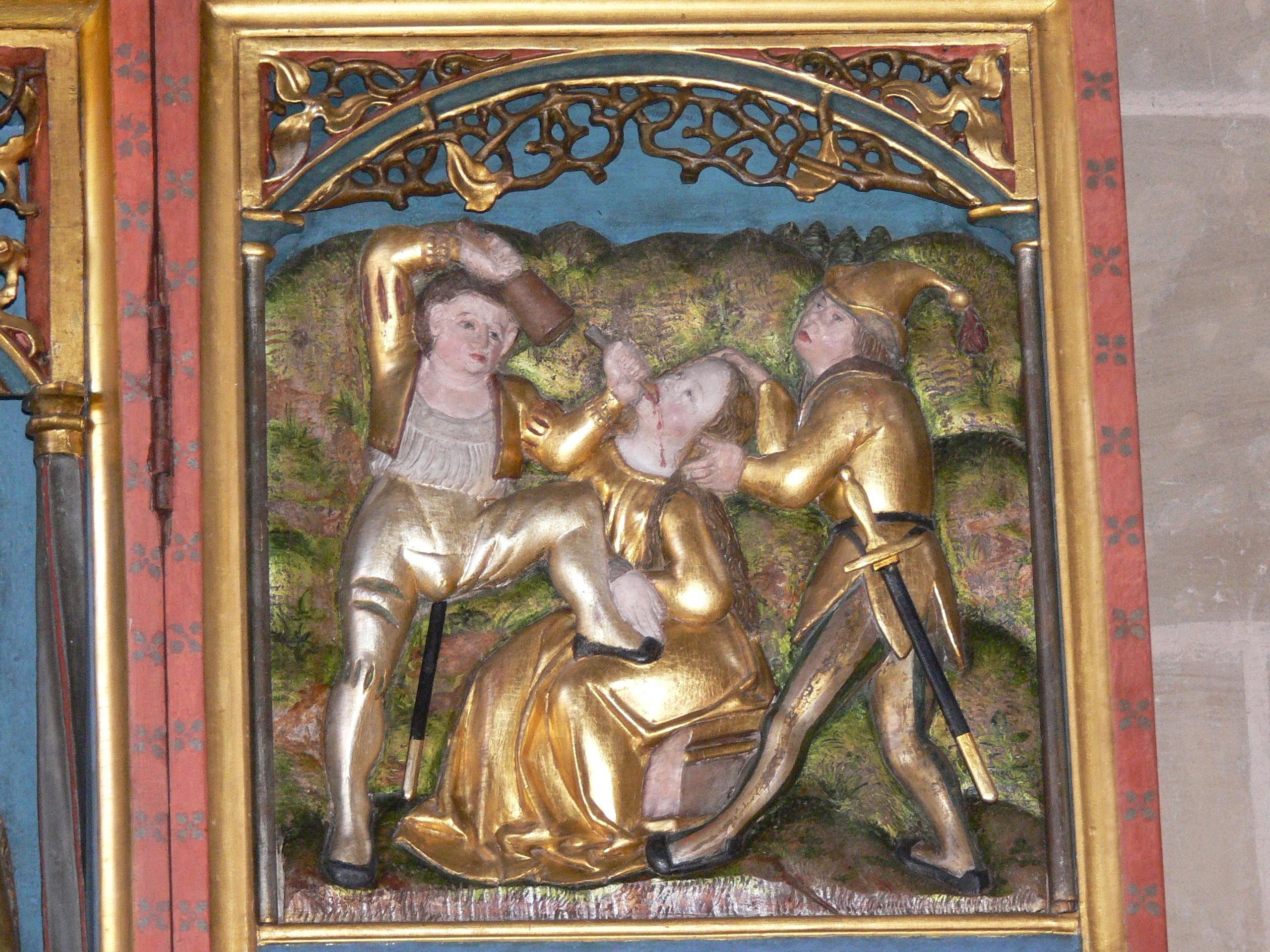
Le martyre de Apolline ; couvent de Heilbronn.

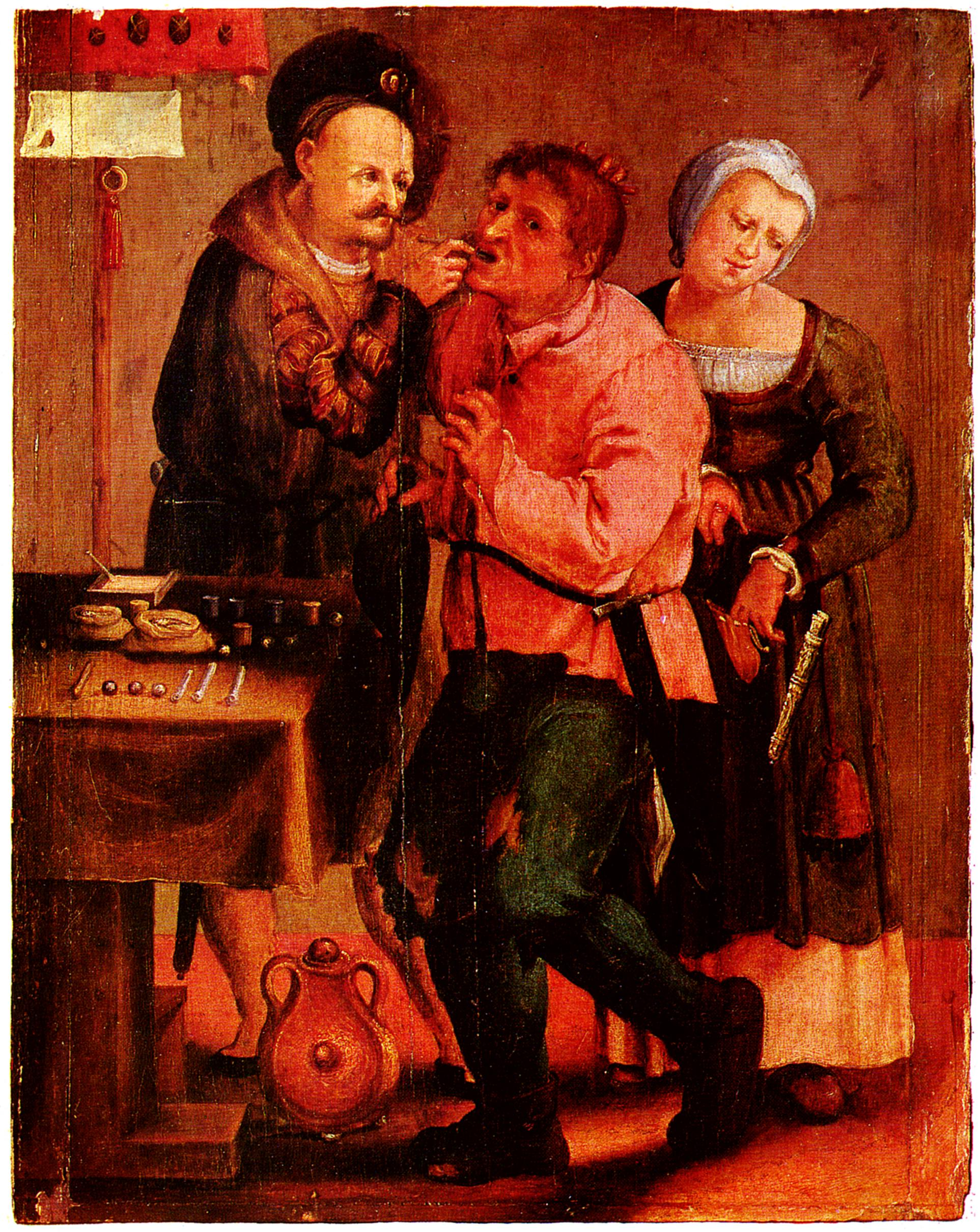
Lucas van Leyden : „L'extraction dentaire“, XVIIe siècle (Szépművészeti Múzeum, Budapest)

C'est ainsi que selon la tradition, on a arraché les dents avec une pince à Apolline d'Alexandrie, morte martyre sous l'empereur Philippe l'Arabe (249−251), avant qu'elle ne se précipite dans le bûcher. Son jour de fête dans les Églises catholique et orthodoxe est le 9 février. Le pape Jean XXI (1276−1277) a conseillé au croyants de dire une prière à Apolline en cas de mal aux dents. Elle a été nommée protectrice contre les maux de dents, mais aussi des dentistes et de tous les autres professionnels du domaine de la médecine dentaire. La canonisation d'Apolline a été célébrée en 1634 par le pape Urbain VII.
Des graines de pivoine officinale enfilées sur des chaînettes ont été nommées en Allemagne du sud « graines d'Apolline » et données à mâcher aux nourrissons perçant leurs dents. En France, elles sont connues sous le nom d’Herbe de St Antoine. D'autres plantes apaisant la douleur ont aussi reçu des noms correspondants, comme dans la région de Salzbourg la racine d'Apolline, désignant l'aconit tue-loup, désignation que l'on retrouve en Bavière, ou l’herbe d'Apolline (jusquiame).

#### Prêtres et barbiers
Au Moyen Âge, après les invasions barbares, on n'a pas encore atteint le niveau des dentistes de l'Antiquité, ce que montre par exemple une petite prothèse pour remplacer une incisive tombée auparavant, comme on en a trouvé une dans le cimetière slave de Siedenbrünzow,.
Au début du Moyen Âge, les moines et les prêtres exercent les activités de médecin et de dentiste. Les barbiers chirurgiens les y assistent. Le deuxième concile du Latran en 1139 menace les prêtres de sérieuses sanctions s'ils s'occupent de ces traitements. Le pape Alexandre III prend en 1163 au concile de Tours la décision étendue que les interventions sanglantes sont incompatibles avec le sacerdoce : Ecclesia abhorret a sanguine (L'Église recule devant le sang). Le quatrième concile du Latran en 1215 interdit définitivement aux médecins en vêtement de prêtre de prendre des mesures chirurgicales, parce que la faute de la mort d'un homme les rendrait incapable d'exercer leur ministère. L'art médical du Moyen Âge prend alors un tour qui ne sera redéfini qu'au XIXe siècle.
Le barbier chirurgien est le propriétaire ou le directeur d'un établissement de bains ou bains publics. Il a le droit de faire de la petite chirurgie et de raser. Comme chaque barbier formé ne peut pas, pour des raisons financières, acheter des bains publics, il émerge peu à peu une nouvelle profession de barbiers, qui offrent en principe le même spectre de traitements, sauf les bains. Les barbiers sont des artisans selon leur statut et leur façon de voir leur métier. Les barbiers sont évoqués pour la première fois dans un document officiel de Cologne en 1397. En 1450, les barbiers ne peuvent en Angleterre, selon une décision du Parlement, que faire des saignées, arracher des dents et soigner les cheveux. Jusqu'en 1754, les corporations de chirurgiens existent en parallèle avec celles de barbiers. Par décision de George II de Grande-Bretagne, les corporations sont séparées, et les barbiers peuvent se consacrer aux soins des cheveux. Le roi Louis XIV prend une décision semblable quelques années plus tard. En 1779, les barbiers et les barbiers-chirurgiens sont réunis par des lois de l'Empire allemand. Le 25 mai 1804, le roi du Danemark édicte le « 256e brevet pour l'édification d'un collège sanitaire ». En 1811, la nouvelle loi sur les corps d'état en Prusse supprime les corporations et sépare la chirurgie de la barberie. La chirurgie peut ainsi se développer indépendamment du métier de barbier-coiffeur, en particulier après qu'en 1818 la liberté d'établissement pour le personnel de santé est introduite.

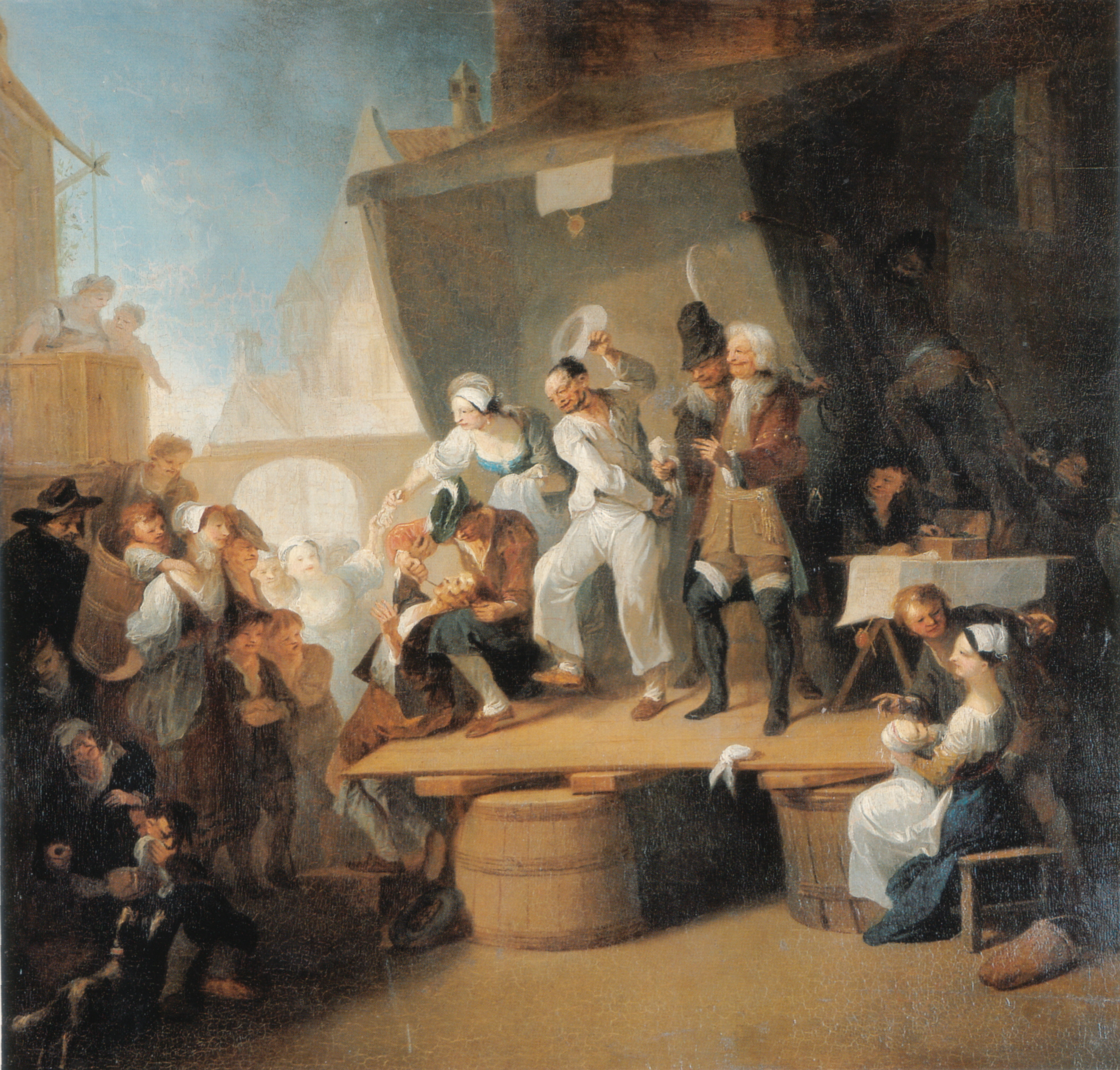
Charlatan ; Franz Anton Maulbertsch (1724–1796)

En Allemagne, la dentisterie et d'autres spécialités médico-chirurgicales sont indignes des médecins formés à l'université. C'est pourquoi les barbiers prennent en charge une grande partie des soins dentaires de la population. Selon Grosch, la désignation de « barbier-chirurgien » dans le Sud de l'Allemagne recouvre la même chose que celle de « barbier » dans le Nord. Cependant, les deux corporations peuvent exercer des fonctions différentes, selon la région et l'époque. Leurs membres se donnent les désignations les plus diverses pour leur métier, comme « technicien dentaire, artiste dentaire, dentiste, opérateur dentaire, dentiste approuvé en Amérique, docteur, médecin, médecin dentiste, spécialiste des maux de dents, docent, professeur de technique dentaire moderne, doctoresse américaine en chirurgie dentaire, dentiste suisse », ou comme raison sociale « Atelier pour les opérations dentaires » ou « Atelier de dentisterie. » À côté d'eux, les « arracheurs de dents »circulent de marché en marché.
Les barbiers tentent de satisfaire la demande pour des dents plus claires au moyen d'acide nitrique (eau-forte). Il faut attendre 1989 cependant, selon V. B. Haywood et Heyman, pour qu'une méthode d'éclaircissement (bleaching) par l'eau oxygénée (H2O2) soit répandue.
Le 1er décembre 1820, le collège de santé de Kiel institue une ordonnance de taxes pour toutes les professions de santé. Comme les barbiers sont aussi autorisés à extraire les dents, ils peuvent recourir à la taxe des dentistes.
Au début du XVIIIe siècle, on utilise encore des expressions spécialisées récemment disparues. Le tartre dentaire est nommé pierre uvale, tartarus dentium (selon Paracelse), ou odontolithus (du grec ὀδόντος, odontos, dent (génitif), et λίθος, lithos, pierre). Avec la brûlure d'une dent, la pulpe de la dent est traitée avec une sonde chaude. Le limage d'une dent sert à enlever les parties cariées de la dent, afin que la carie ne continue pas à s'étendre. Ceci provoque des intervalles disgracieux entre les dents, que l'on évite en ne limant les dents que vers l'intérieur, et en les garnissant de matériaux de plombage. Un abcès de la gencive est ouvert avec une scarification (ventouse).
À côté de nombreuses eaux de soin dentaires, teinture dentaire, laine dentaire de la veuve de J. A. Rieses ou ouate dentaire de Kropp (20 % d’ouate de carvacrol), l’emplâtre de bois-joli à la cantharide (Emplastrum mezerei cantharidatum, emplâtre Drouot), à porter derrière l'oreille, est offert contre les maux de dents. Pour le fabriquer, « on fait macérer 30 parties de cantharide, 10 parties d'écorce de bois-joli pendant 8 jours dans 100 parties d'acétate d'éthyle ; dans la teinture filtrée, on dissout 4 parties de sandaraque, 2 d'élémi et 2 de colophane, et on l'étale sur un taffetas préalablement recouvert d'une solution de 20 parties d'ichtyocolle dans 200 parties d'eau et 50 d'alcool. » En 1895, on offre des « perles dentaires en ambre » pour les enfants perçant leurs dents, vantées comme plus efficaces que les « colliers de dentition. »
Depuis le début du XIXe siècle, les barbiers se développent de plus en plus vers le métier de coiffeur. La nouvelle ordonnance allemande sur le contrôle des compagnons du devoir du 20 mars 1901 consacre la séparation entre les arts capillaire et chirurgical. La désignation professionnelle de barbier disparaît définitivement en 1934. Mais ils gardent le droit d'extraire les dents jusqu'à la promulgation de la loi sur la médecine dentaire de 1952.

#### Retour à d'anciens enseignements, influence arabe, nouvelles hypothèses

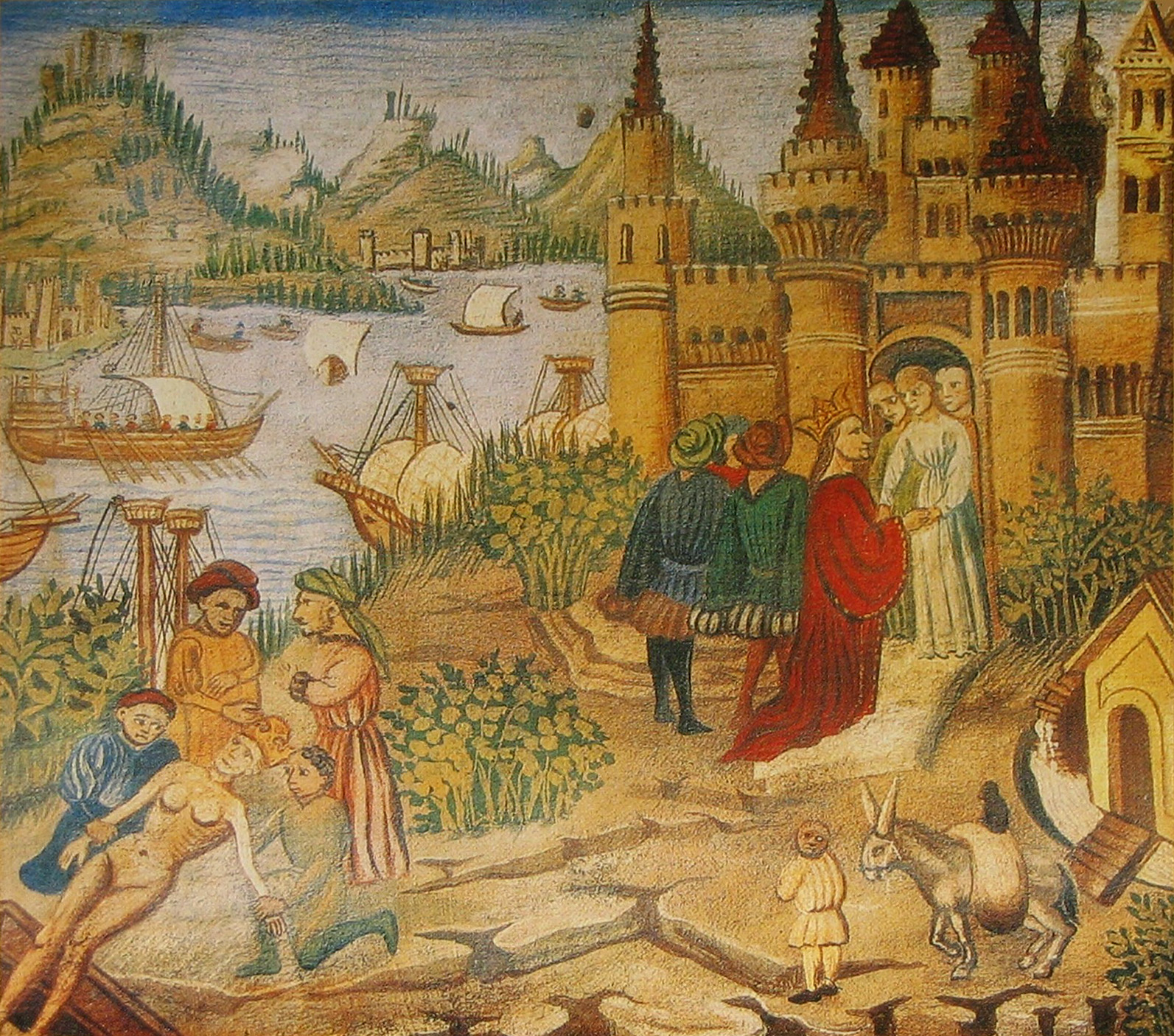
L'école de Salerne dans une représentation du Canon d'Avicenne

La reprise et la relance de représentations antiques des maladies et méthodes de soin en Europe chrétienne a eu lieu par Salerne. L'école de Salerne, soutenue par les Bénédictins est une des premières universités médicales d'Europe, et rassemble des connaissances spécialisées des cercles culturels arabe, grec, juif et latin d'Occident. Ainsi, les couvents dès le début de leur existence reprennent une œuvre sociale d'intérêt général, où Constantin l'Africain (1017−1087) a une importance particulière. Il traduit en latin des livres de référence en arabe, et les rend ainsi accessibles au monde des savants. C'est ainsi que l'on réintroduit d'une part la pathologie humorale de l'Antiquité, qui rapporte les maux de dents à des humeurs descendant de la tête, et d'autre part la représentation d'une mâchoire inférieure partagée. Constantin recommande l'application d'arsenic pour combattre les maux de dents. L'utilisation d'arsenic pour soigner une dent douloureuse est déjà décrite en 2 700 av. J.C. dans la thérapeutique chinoise par Huángdì (黃鈦) dans son ouvrage Net Ching. Les Chinois connaissent neuf causes pour les maux de dents (Ya-Tong) et sept formes de pulpite. Ils y appliquent l'acupuncture, dont la technique est écrite sur 388 pages, dont 26 pages pour les mesures d'acupuncture contre les maux de dents.
Dans le livre paru au milieu du Xe siècle, Liber Regius, le médecin arabe Ali Abbas (ʿAli ibn al-ʿAbbās, † 944) recommande aussi l'utilisation d'arsenic pour la dévitalisation (nécrose) de la pulpe. L'oxyde d'arsenic trivalent est utilisé jusqu'à récemment pour la dévitalisation de la pulpe dentaire et ne disparait que dans les années 1970 en raison de son action cancérogène, des inflammations du parodonte, de la perte d'une ou plusieurs dents, de la nécrose de l'os alvéolaire voisin ainsi que des allergies et des symptômes d'empoisonnement. Quelques indications sur les soins à apporter aux dents et à leurs maux se trouvent dans les œuvres du grand savant juif médiéval Maimonide (1135/38−1202). Il ne peut s'appuyer que sur quelques passages du Talmud. Un d'entre eux interdit à un prêtre (cohen) le service divin quand il lui manque des dents, parce qu'un tel cohen est méprisable.
L'école de Salerne met aussi en avant Gilbertus Anglicus († 1240), qui distingue deux causes pour les maux de dents, d'une part les dents faibles, d'autre part les mauvais jus et restes de nourriture entre les dents.

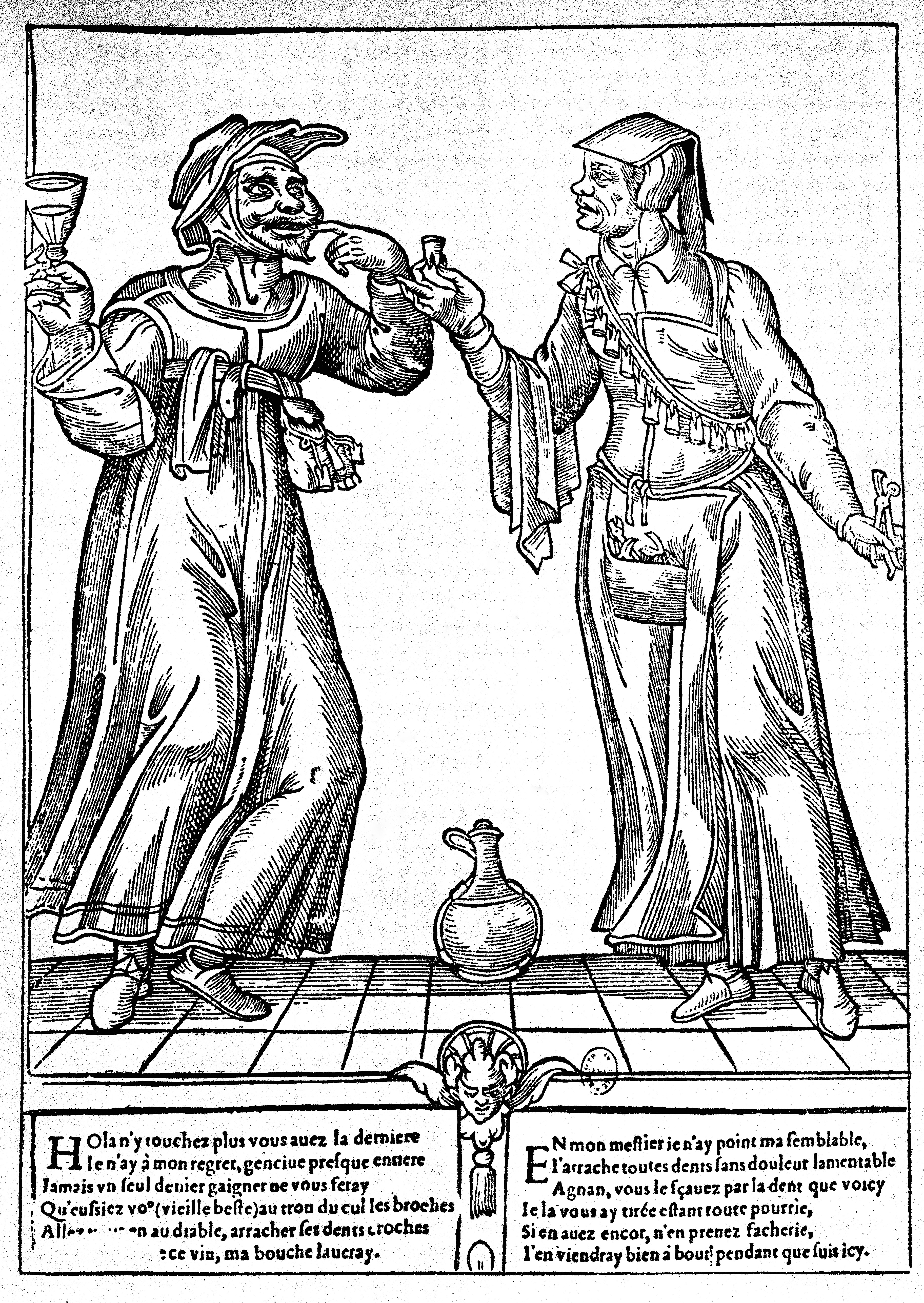
Dentiste féminin, 1500−1600, Wellcome Library, London

Une autre région par laquelle les connaissances arabes arrivent au nord est l'école de traducteurs de Tolède. C'est là que le Canon (‏القانون في الطب‎) d'Avicenne traduit en latin sert de modèle pour les chirurgiens comme Bruno de Longoburgo (it), Théodoric Borgognoni ou Guillaume de Salicet. L'ouvrage, dont entre quinze et trente copies en latin circulent en Occident vers 1470, et dont au moins trente-six éditions vont paraître entre cette date et l'an 1600, est considéré jusqu'au XVIIe siècle comme un important manuel de médecine. Dans le monde arabe, d'anciens écrits grecs sont traduits en arabe, et forment la base de la médecine, après avoir été complétés par les prescriptions du Coran. À Tolède, Saliceto reprend dans ses traductions de l'arabe en latin les méthodes de traitement dérivées du Coran, qui prévoient cependant des restrictions substantielles concernant l'anatomie et la chirurgie. Le versement du sang est interdit en Islam, ce pourquoi on y développe des méthodes de traitement non-sanglantes : pour l'extraction des dents, une cautérisation est pratiquée sur la gencive, jusqu'à ce que la dent soit suffisamment descellée par l'inflammation du parodonte pour que l'on puisse la prendre à la main — et donc de manière non-sanglante. Ceci se corrèle avec l'édit évoqué ci-dessus du pape Alexandre III, selon lequel les interventions sanglantes sont incompatibles avec la fonction ecclésiastique. Bernard de Gordon met en garde cependant contre un traitement semblable des incisives. Il reconnaît dans son Lilium medicinae (v. 1303), que les charges de la mastication sur un seul côté conduisent à la formation de plaque dentaire et de tartre sur le côté inutilisé. Il en va de même avec la fixation d'une mâchoire inférieure fracturée à la mâchoire supérieure intacte, qui remonte à Saliceto. Ce n'est qu'au XIXe siècle que l'idée sera reprise et développée.

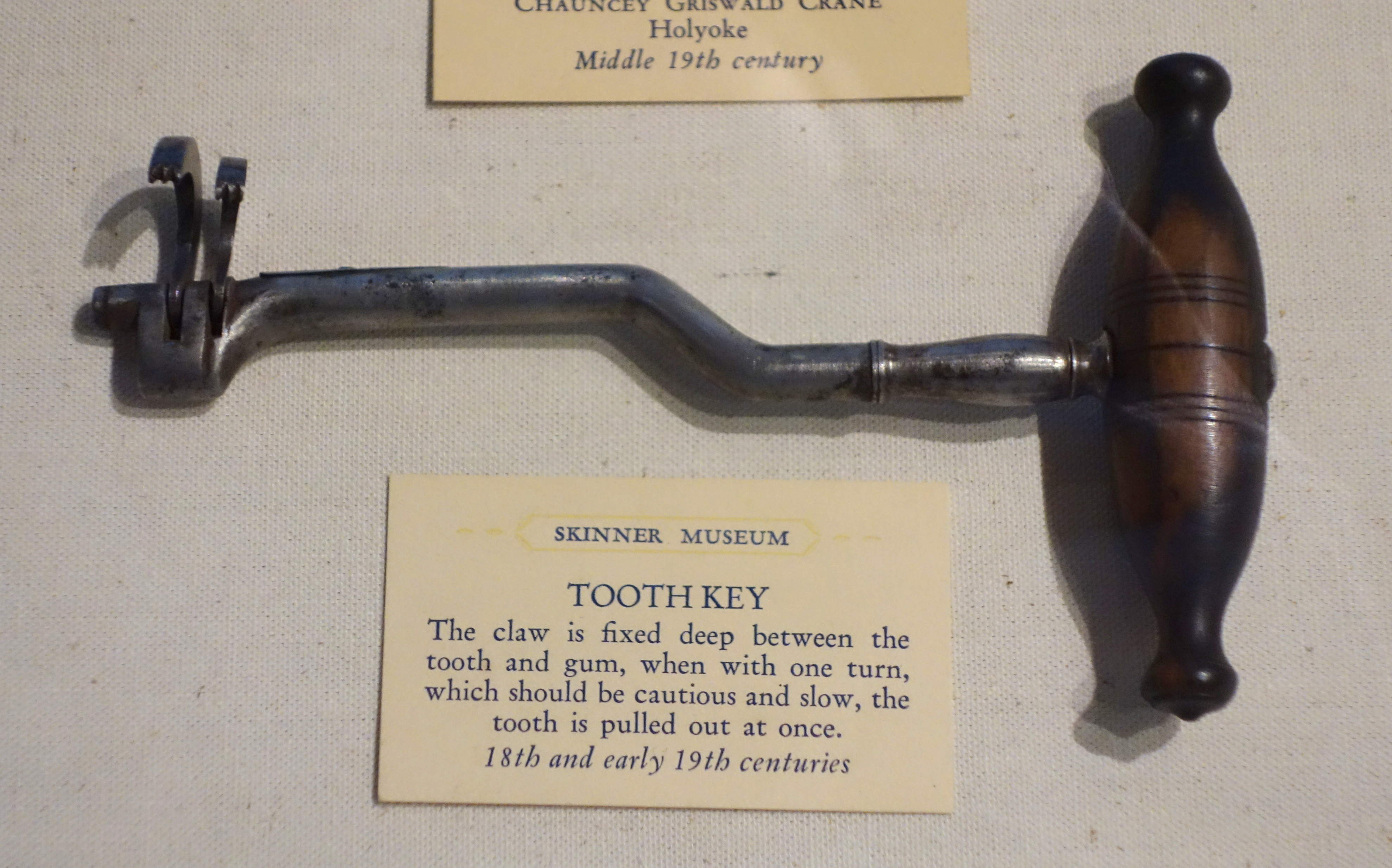
« Clef de Garengeot, » comme elle était utilisée aux, Joseph Allen Skinner Museum, South Hadley, Massachusetts

Abu Al-Qasim (936 − 1013), aussi connu en Occident sous le nom d'Aboulcassis, témoigne dans son ouvrage de médecine en 30 volumes At-Tasrif (‏كتاب التصريف‎) de son savoir et de ses compétences approfondis en chirurgie des dents, en stabilisation de la dent avec des fils d'or ou d'argent et en traitement des problèmes de gencives, y compris la prophylaxie des dents. Abu Al-Qasim perfectionne de nombreux instruments de dentiste, comme on peut le voir sur ses croquis.
Environ 50 ans plus tard, Ambroise Paré apporte de nombreuses contributions au traitement des dents. Il met au point des ligatures entre dents pour les fractures de la mâchoire, expérimente avec la réimplantation de dents arrachées, et construit de simples prothèses dentaires fixes.
Guy de Chauliac introduit dans sa Chirurgia Magna en 1363 divers instruments d'extraction, leviers ou pinces, mais en-dehors, il se réfère à Avicenne et Abu Al-Qasim. Il confirme en outre que les barbiers et les arracheurs de dents ambulants effectuent la majorité des extractions. Malgré divers autres écrits, la tradition venant de l'Antiquité et du Moyen Âge se perpétue jusqu'au XVIIIe siècle.
Un des fondateurs de l'anatomie est André Vésale, qui avec son ouvrage d'anatomie De humani corporis fabrica libri septem de 1543 remet en cause l'autorité antique de Claude Galien. Vésale s'appuie là sur ses découvertes anatomiques, qui fondent l'anatomie des temps modernes, par autopsie de cadavres humains, tandis que Galien avait fait ses découvertes (erronées) à partir de la dissection d'animaux. Vésale décrit pour la première fois les tendons et cartilages articulaires de l'articulation de la mâchoire. En outre il décrit avec une grande précision la fonction des muscles de la face et des joues, donne une anatomie exacte de la racine de la dent et reconnaît le premier la pulpe, sans toutefois trouver sa fonction. Bartolomeo Eustachi (1500/1514–1574) sera le premier à étudier de près la première et la deuxième dentition, et à décrire la fonction de la cavité pulpaire,.

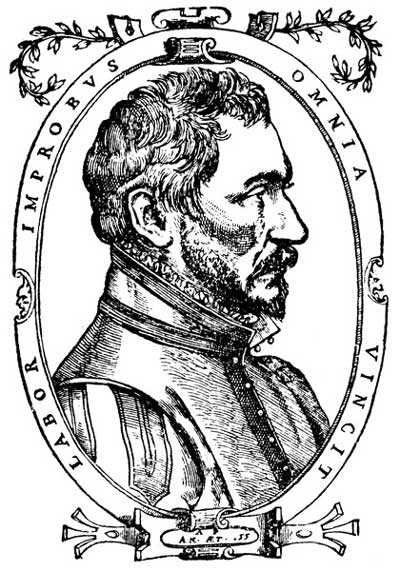
Ambroise Paré
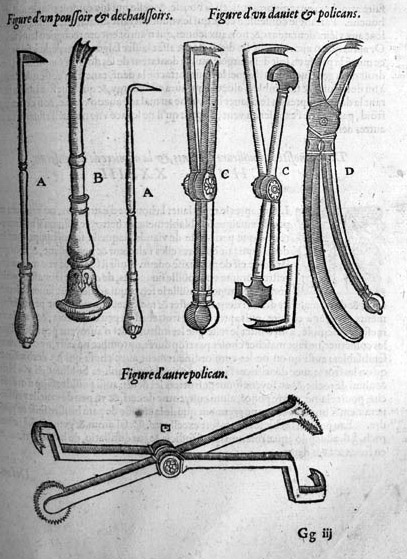
Instruments d'extraction
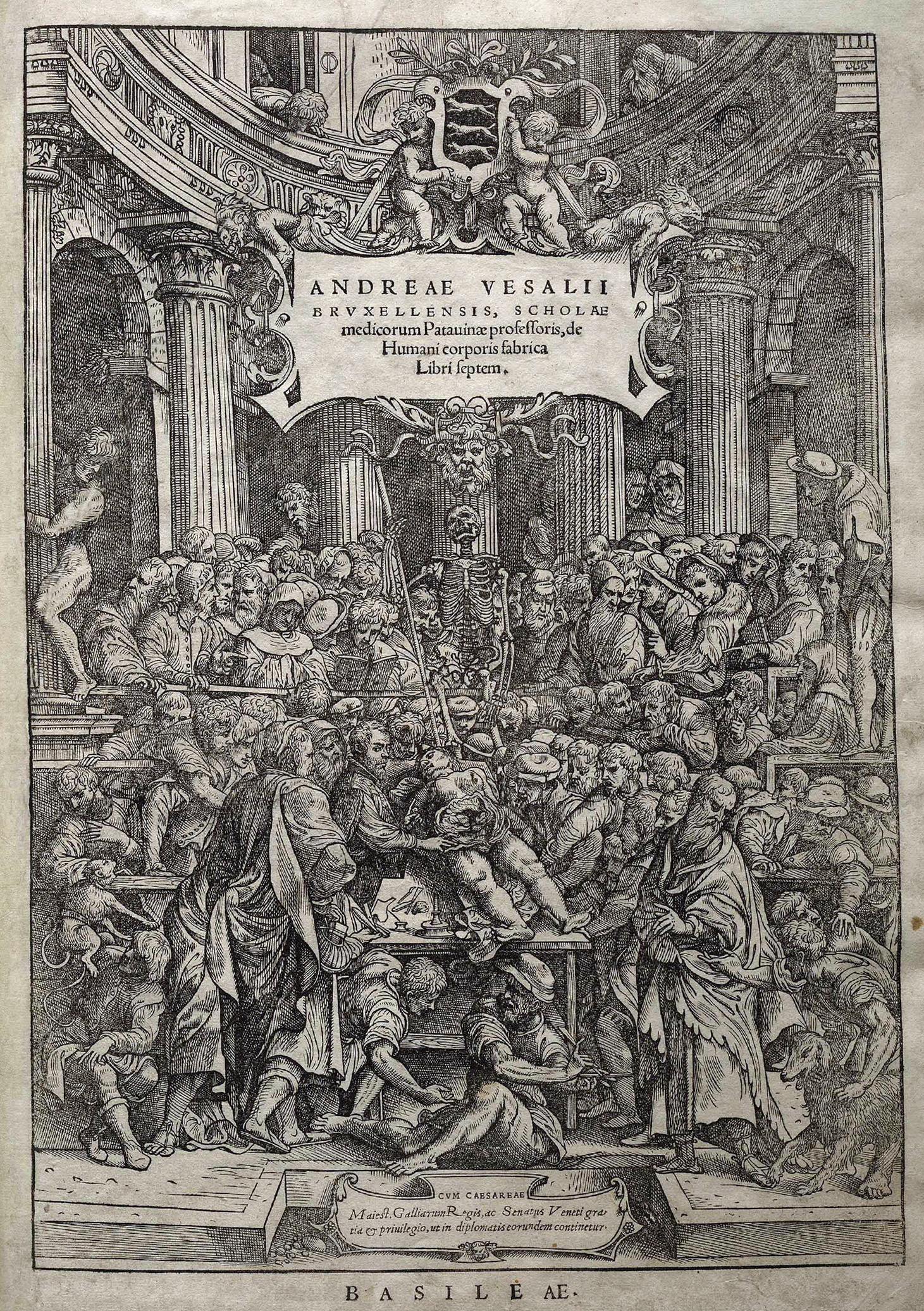
Vésale
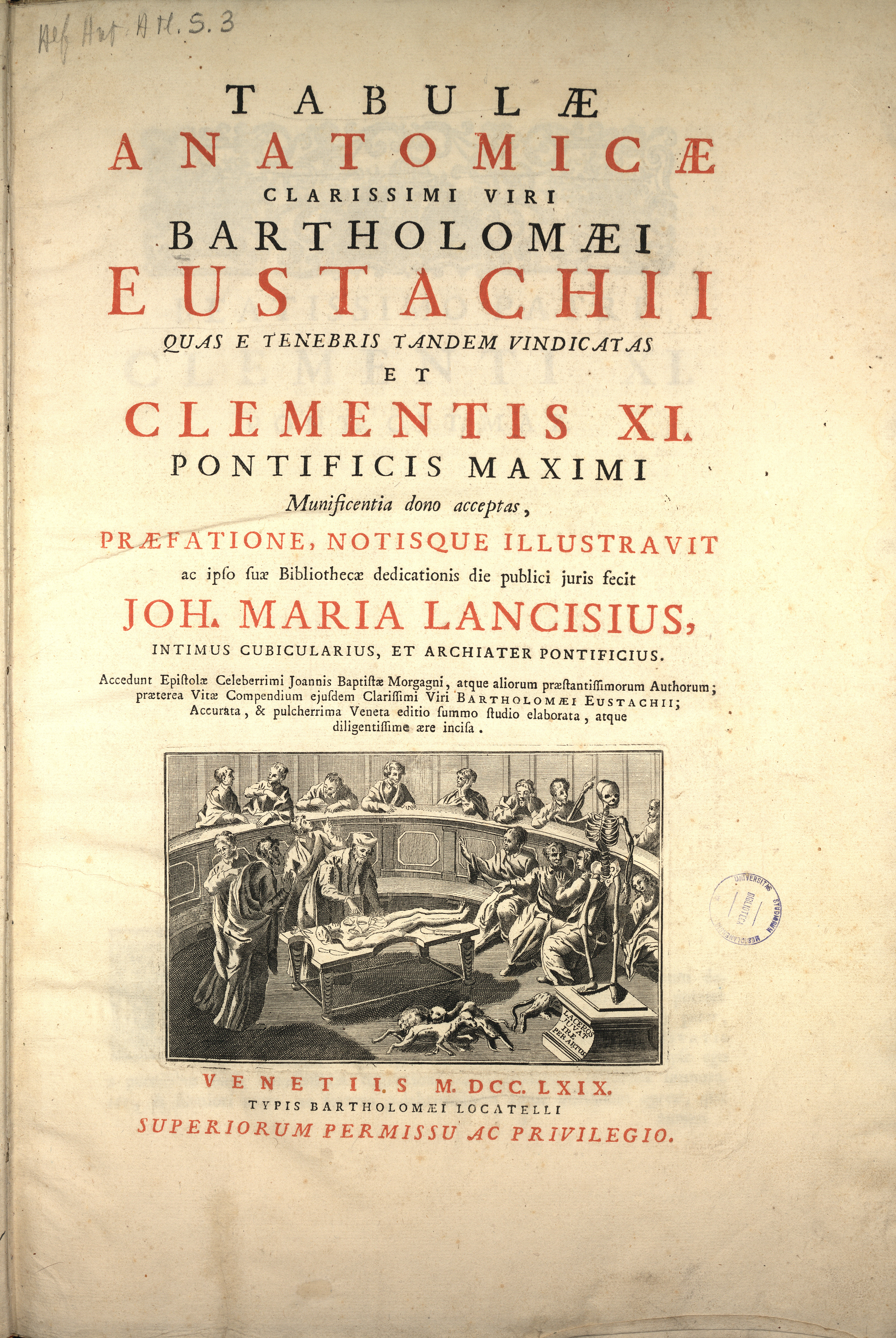
Tabulae anatomicae

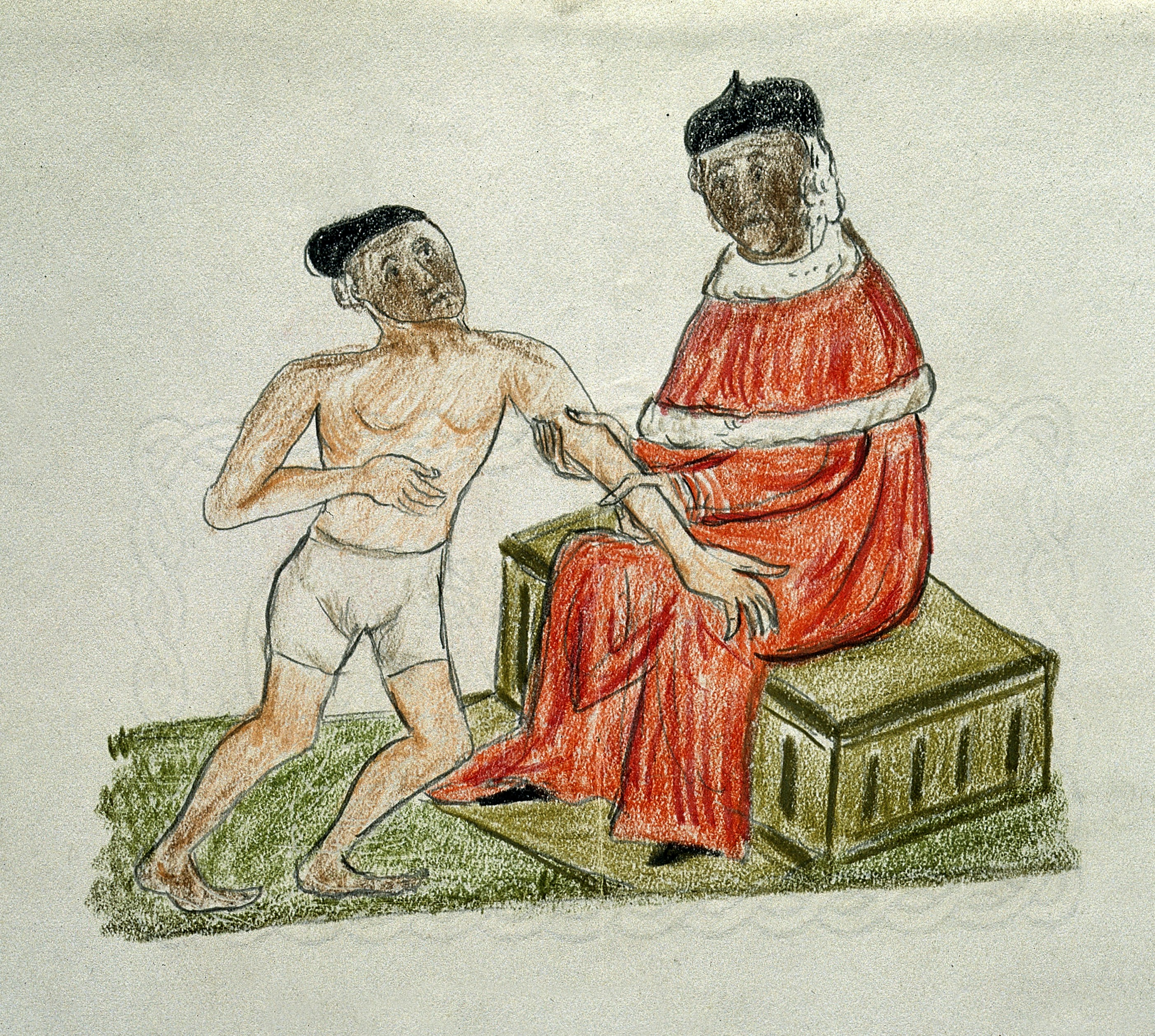
Guy de Chauliac
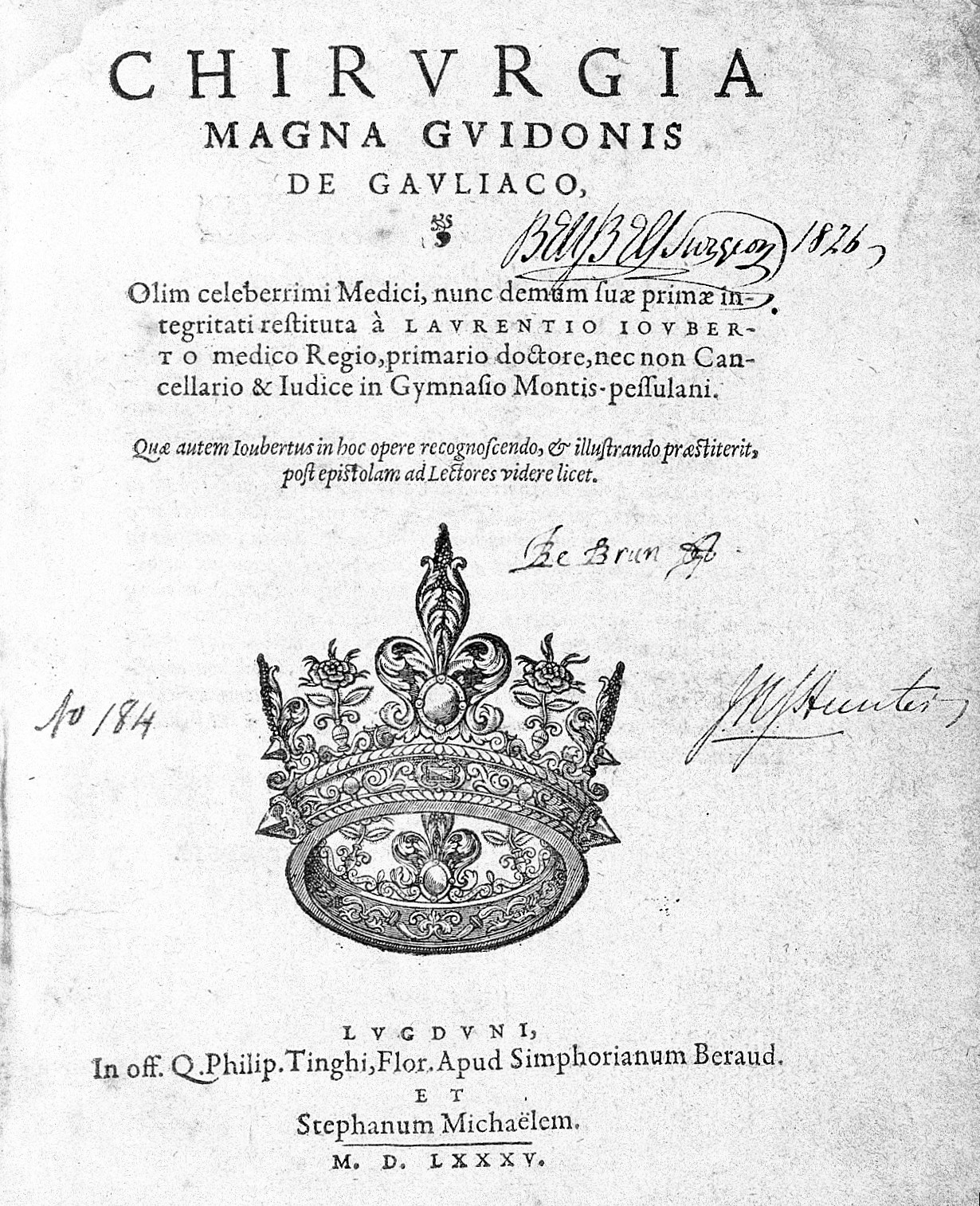
Chirurgia magna
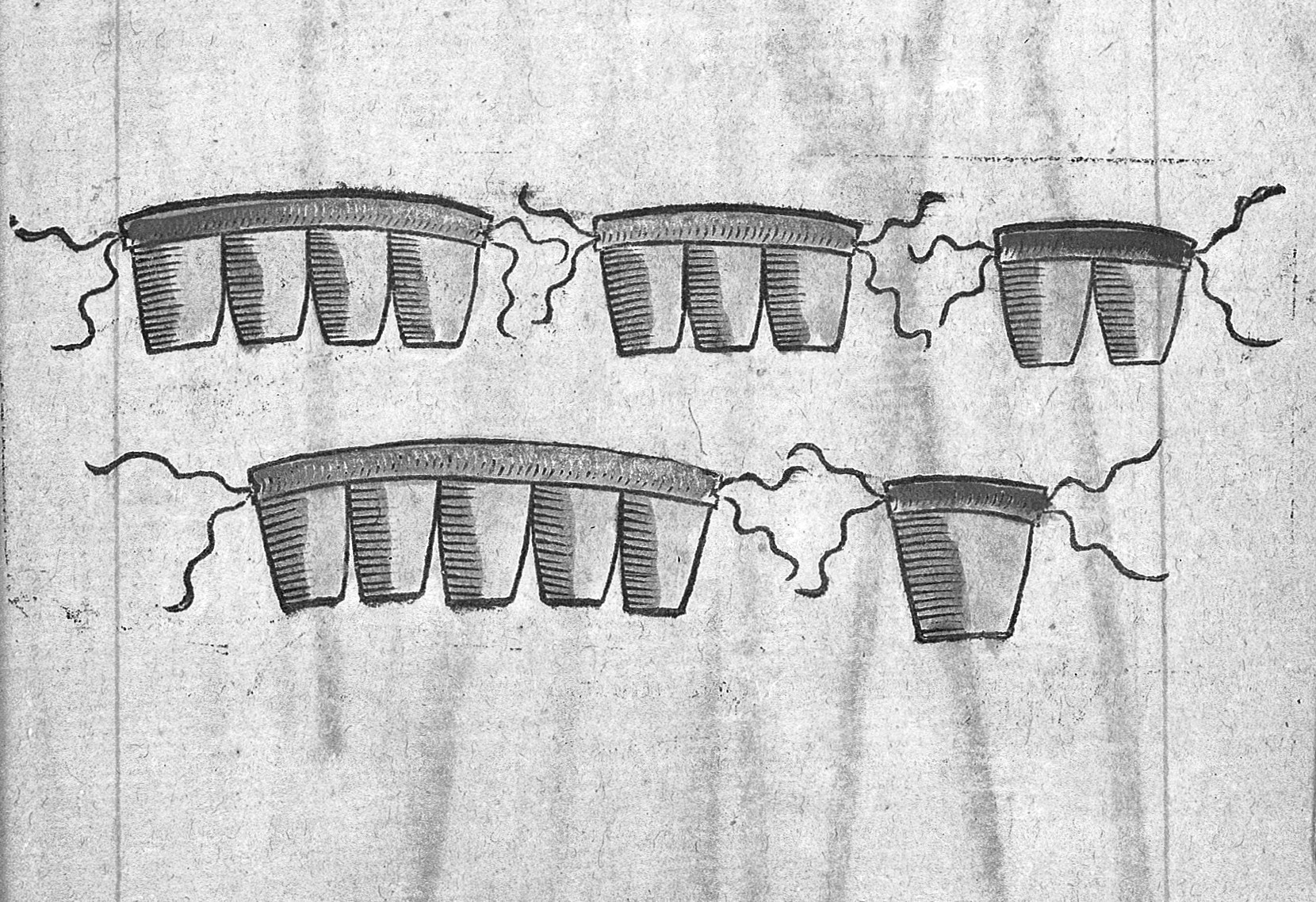
Prothèses

Peu d'études ont été faites jusqu'à présent sur les cadavres médiévaux, pour déterminer par exemple les facteurs de parodontite. Dans le cadre d'une étude, on a pu isoler et décoder de grandes quantités d'ADN à partir du tartre dentaire d'un squelette âgé de 1 000 ans. Il s'agissait du tartre d'un homme qui vivait au couvent de Dalheim-Lichtenau. On a ainsi pu reconstruire des parties importantes du génome d'une bactérie de la parodontite, et on a trouvé pour la première fois des matériaux génétiques de composants de la nourriture, dont 40 germes opportunistes, et des gènes de résistance aux antibiotiques. On a réussi à reconstruire le génome du germe pathogène de la parodontite Tannerella forsythia, parmi 239 protéines bactériennes et 43 humaines. La découverte ouvre la voie à une meilleure compréhension des maladies des dents et des gencives, et montre comment la flore buccale humaine s'est développée et adaptée dans l'évolution humaine, comme maladie sociale.
Ce n'est que Pierre Fauchard qui introduira à nouveau des changements.

## Les protagonistes de la médecine dentaire aux

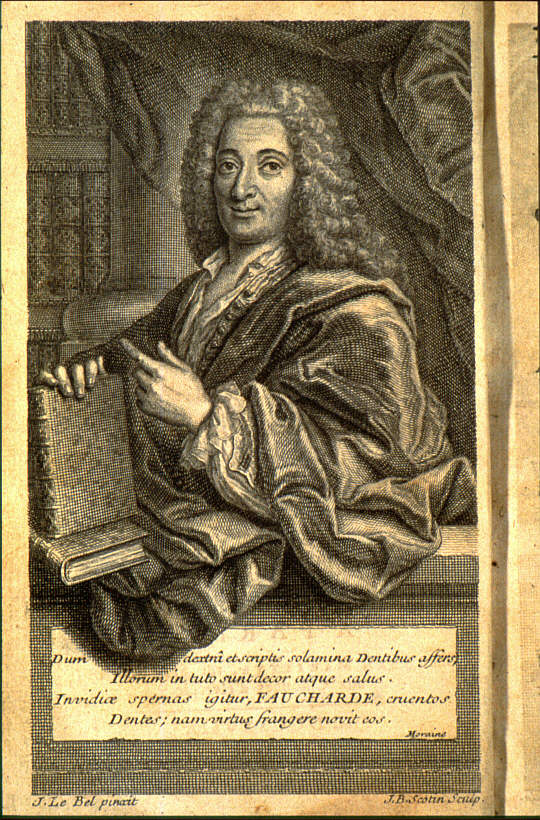
Pierre Fauchard

## Les protagonistes de la médecine dentaire auxXVIIeetXVIIIesiècles

### Pierre Fauchard
La médecine dentaire est introduite en Europe pour la première fois en France comme discipline médicale indépendante. Louis XIV (1638–1715) promulgue l'édit Expert pour les dents, qui interdit aux barbiers l'extraction des dents et introduit un corps de métier aux mêmes droits que le chirurgien, le chirurgien dentiste. Par la suite, Pierre Fauchard (1679-1761) publie en 1723 le livre Le Chirurgien Dentiste ou Traité des dents. Avec cette publication, Fauchard est considéré comme le père de la médecine dentaire moderne. Son livre est le premier qui décrit en détail l'art dentaire, y compris les bases de l'anatomie et du fonctionnement de la bouche, ainsi que des procédés chirurgicaux, conservatoires et prothétiques. Ses réflexions sont complètement nouvelles. Il rejette comme fausse ce qu'il appelle la théorie allemande du ver de la dent comme cause de carie. Il a souvent regardé au microscope et n'a jamais trouvé de ver. Le sucre nuit aussi bien à la pulpe dentaire qu'aux dents. Il faut limiter la consommation de sucre dans la nourriture quotidienne. Les dents de lait semblent se séparer de leurs racines. (Cette affirmation fausse repose sans doute sur le fait que les dents de lait tombées n'ont plus de racines, car celles-ci se résorbent avant la chute). Le premier rapport de cas de transplantation dentaire homoplastique (d'homme à homme) est fait en 1728 par Pierre Fauchard.
Fauchard recommande le plomb, l'étain ou l'or pour le plombage des dents cariées. Les dents doivent être nettoyées régulièrement par un dentiste. Il décrit l'ajustement des dents, où il recommande, pour des dents irrégulièrement plantées, de créer de la place entre elles par limage, de desserrer les dents avec des brucelles et de les fixer avec des fils métalliques dans leur nouvelle position jusqu'à ce qu'elles soient bien implantées. Quand une dent a été cassée, il pourrait la replanter, afin qu'elle puisse reprendre du service après de nombreuses années. Il est un adversaire véhément de la charlatanerie dentaire et critique ses procédés inefficaces ou trompeurs.
Il refuse qu'on applique l'acide nitrique ou l'acide sulfurique pour enlever le tartre dentaire, ce qui ne fait qu'endommager fortement les dents, et conduire à leur extraction ultérieure. Fauchard critique l'utilisation de crin de cheval pour les brosses à dents, comme étant trop souple pour pouvoir éliminer la plaque dentaire, et exige d'utiliser à la place les brosses à dents en soie de porc utilisées en Chine depuis le XVIe siècle, ou alors de les nettoyer avec de petites éponges ou de petites étoffes. Vers 1700, Christophe Hellwig invente une brosse à dents de la forme actuelle. Ce ne sera qu'en 1938 que les premières brosses à dents en nylon seront produites par l'entreprise américaine DuPont avec l'invention du nylon.
Il découvre aussi que les charlatans garnissent les dents avec de l'étain ou du plomb à bon marché, recouvrent ce métal d'une fine couche d'or, et les vendent comme de coûteux plombages en or. La feuille d'or a déjà été utilisée dans l'espace arabe au VIIIe siècle comme substitut à la dentine. Les premières allusions à la feuille d'or dans l'espace européen comme matériau de plombage pour les dents ne se trouvent qu'au milieu du XVe siècle. Le plombage martelé à l'or dans une molaire est documenté pour Anne-Ursule de Brunswick-Lunebourg en 1601. À cette époque, contrairement à ce qui se fait maintenant, le plombage ne se fait pas avec du métal liquéfié versé, mais est posé par soudage à froid. Ceci repose sur une propriété de l'or très pur de former à sa surface des liaisons atomiques et d'y durcir. La feuille d'or est tassée (condensée) dans la dent avec un petit marteau (d'où le nom). Le plombage martelé à l'or subira une résurgence aux États-Unis au XIXe siècle et s'y conservera jusqu'à présent, parce qu'il représente une technique de restauration épargnant la substance de la dent.

Créations de Pierre Fauchard
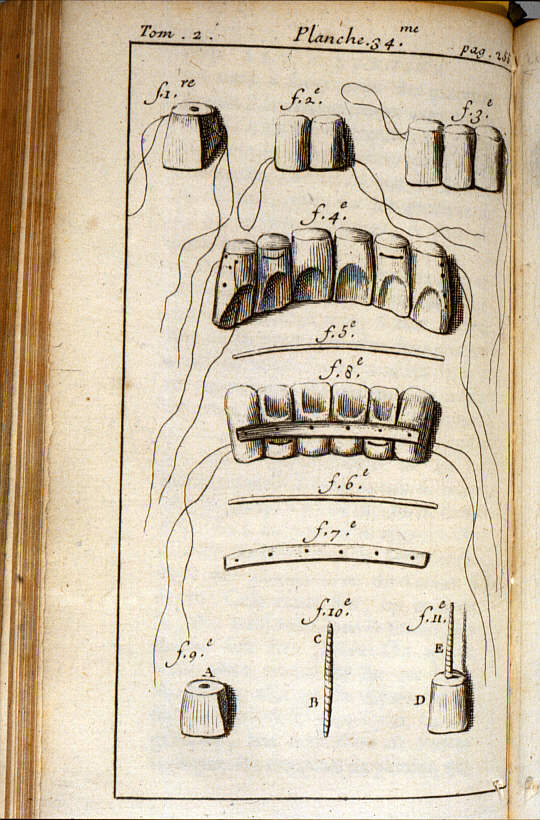
Diagramme
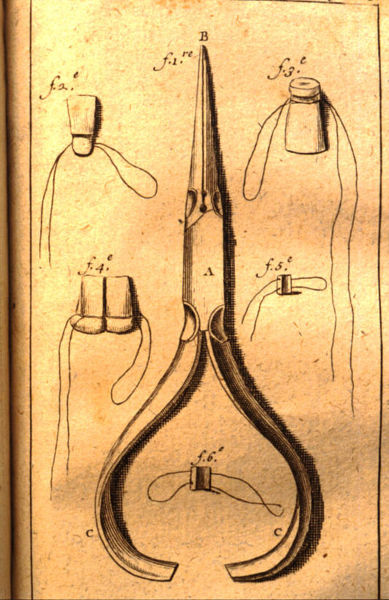
Pince pointue
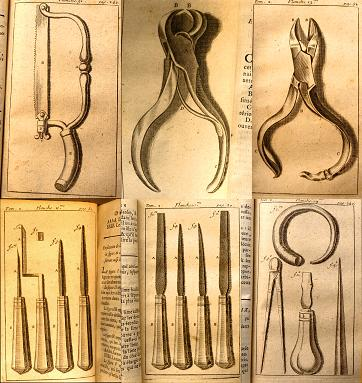
Instruments
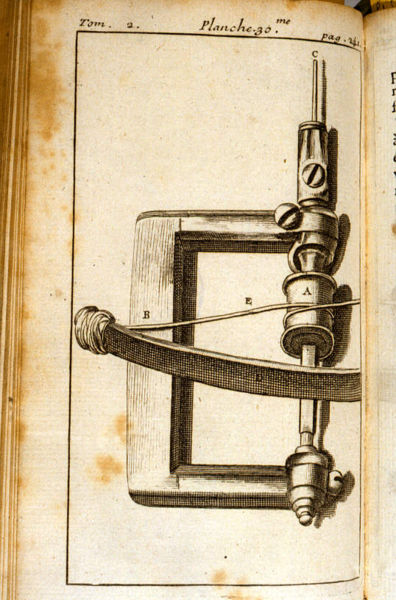
Foreuse
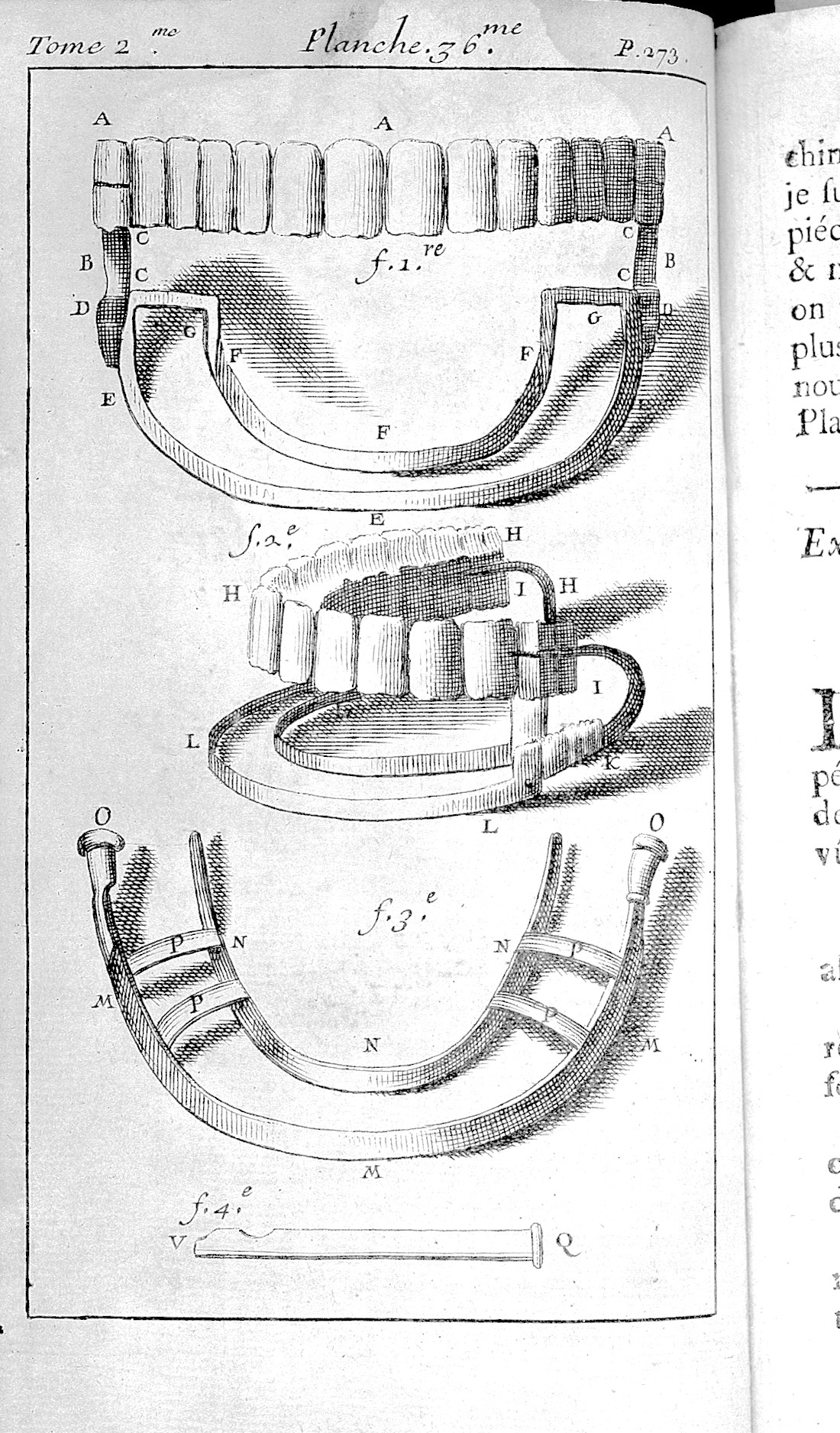
Prothèse

### Philippe Pfaff

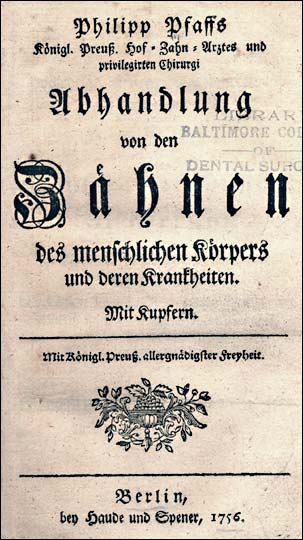
Pfaff : Traité de 1756

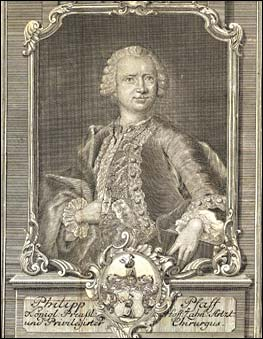
Philippe Pfaff

Son pendant a été en Allemagne Philippe Pfaff, dentiste personnel de Frédéric le Grand, qui publie en 1756 le premier manuel de médecine dentaire en allemand : Abhandlungen von den Zähnen des menschlichen Körpers und deren Krankheiten (Traité des dents de l'homme et de leurs maladies). Il y décrit notamment le moulage de la mâchoire au moyen de cire à cacheter où l'empreinte coulée pour la première fois avec du plâtre sert de modèle pour la fabrication d'une prothèse dentaire. En 1840, les Américains L. Gilbert et W. H. Dwinelle accélèrent le durcissement du plâtre en ajoutant des sels et le transforment ainsi en matériau approprié pour le moulage. C'est ainsi que le plâtre trouve une application fonctionnelle de moulage pour les patients édentés.
Le plombage direct, couverture de la pulpe dentaire (nerf dentaire) vitale, avec de petites plaques d'or remonte à Pfaff. De plus, il a publié la première description d'une obturation de racine rétrograde extraorale dans le cadre d'une réimplantation de dent.
La dent extraite a sa racine bouchée à l'extrémité, et est replantée.
Pfaff est nommé dentiste de la cour par Frédéric le Grand. C'est en son honneur qu'est nommé l’Institut Philipp Pfaff, académie conjointe de perfectionnement de la chambre des dentistes de Berlin et de la chambre des dentistes du Land de Brandebourg.

### John Hunter

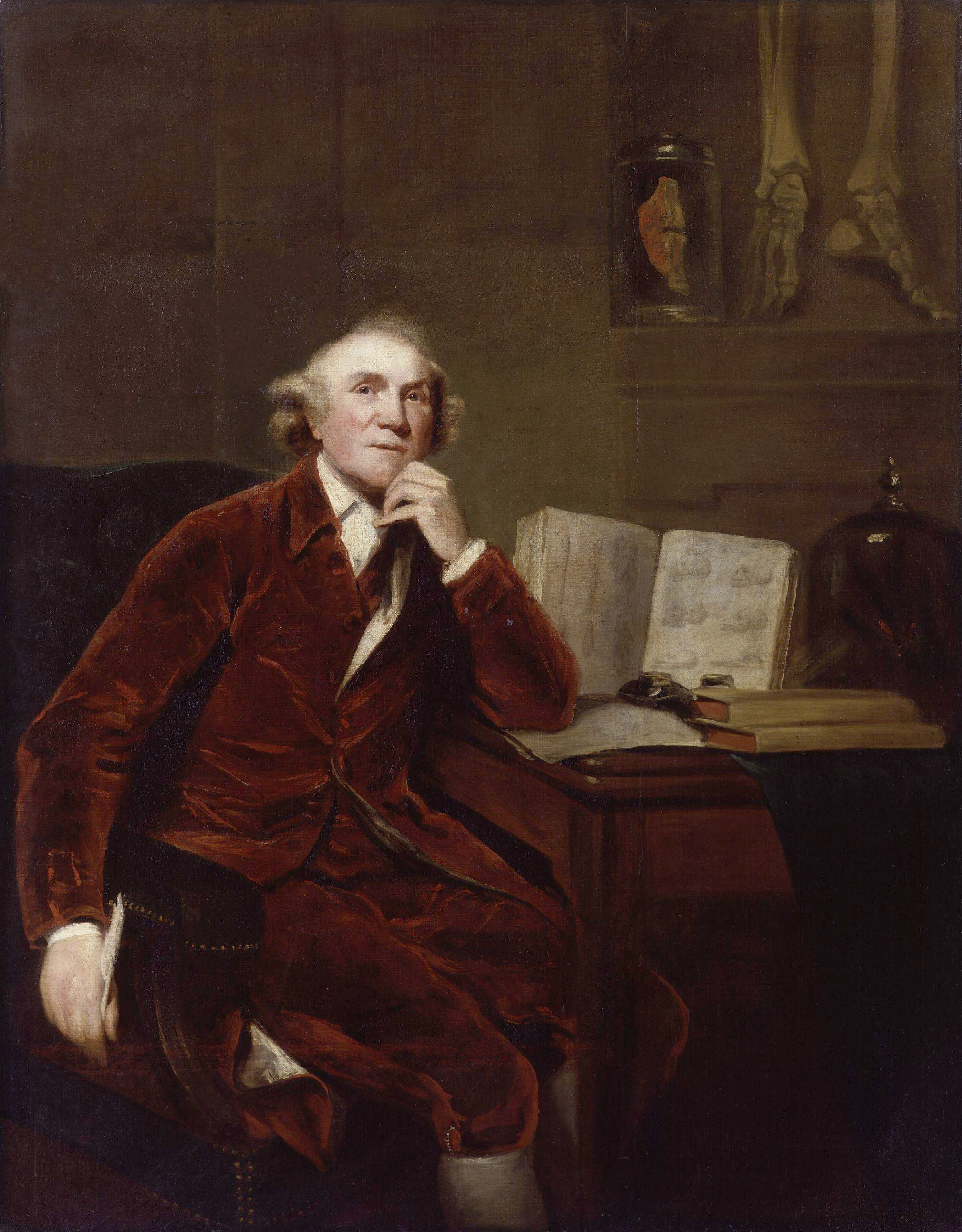
John Hunter.

En Angleterre, John Hunter publie en 1771 The Natural History of the Human Teeth (Histoire naturelle des dents humaines) et en 1778 A Practical Treatise on the Diseases of the Teeth (Traité pratique sur les maladies des dents), avec des descriptions détaillées de l'anatomie et de la physiologie des dents. L'intérêt de Hunter se porte notamment sur la transplantation des dents. Il ne voit pas cependant que dans de nombreux cas, la transplantation transmet les maladies infectieuses, notamment la syphilis. Il pense que cela n'est possible que pour des dents purulentes. De nombreux dentistes mettent au point diverses conditions qu'un donneur de dent doit remplir pour minimiser la transmission de maladies. La transplantation de dents a déjà été pratiquée par les anciens Égyptiens, puis par les Étrusques, les Grecs et les Romains. Les premiers points de repère écrits se trouvent en 1594. En 1685, Charles Allen d'York fait des exposés détaillés sur les transplantations hétéroplastiques (de l'animal à l'homme), y compris la description de la manière dont il faut immobiliser l'animal. C'est le premier livre sur la dentisterie paru dans l'espace anglophone et il comprend de remarquables connaissances en anatomie et en physiologie. Ce ne sera que dans les années 1930 que la guérison de dents transplantées sera étudiée histologiquement par Heinrich Hammer (1891–1972). Il faut préserver entièrement le desmodonte pour aboutir à la guérison, sinon le transplant commence par s'ossifier puis est résorbé,.

### Recherche fondamentale
Ce n'est que quand l'anatomie et la physiologie ont effectué des avancées suffisantes dans leur domaine de recherche fondamentale propre que la médecine dentaire peut progressivement devenir une science autonome. On compte là en première ligne les recherches microscopiques correspondantes de Jan Evangelista Purkinje (1787−1869), Anders Retzius (1796−1860) et Albert von Kölliker (1817−1905).
Les tenailles d'extraction dans leur forme actuelle remontent au chirurgien anglais de la mâchoire John Tomes (1815–1895). La fibre de Tomes, nommée d'après lui, est le prolongement cellulaire d'un odontoblaste (cellule qui va former la dentine), qui se trouve dans un microcanal de la dentine. Il a été, le premier, élu président de la British Dental Association sur la base de cette découverte et d'autres services rendus à la médecine dentaire.

## Formes de traitement historiques

### Dentisterie reconstructive

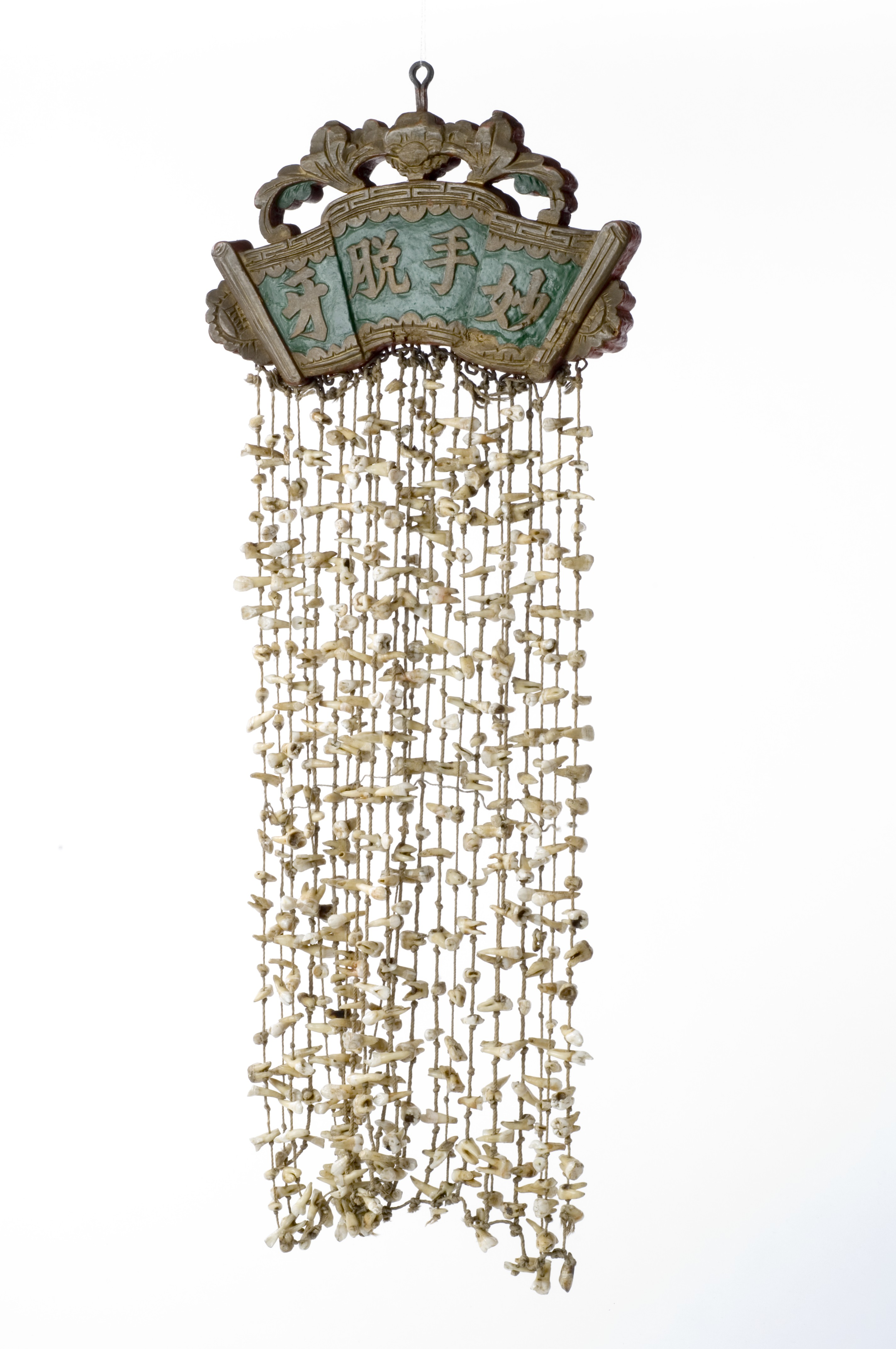
Enseigne d'un dentiste chinois avec des dents extraites alignées.

Il y a des indications que l'amalgame a déjà été utilisé au début de la dynastie Tang en Chine (618–907) comme matière de plombage, comme on peut le lire dans les écrits du médecin chinois Su Kung (chinois : 蔌哭嗯) de 659. L'amalgame revient sous le nom de « pâte argentée » dans le « Ta-Kuan Pent-ts'ao » (大观被压抑的曹操) vers 1107. Aussi pendant la période Ming , l'alliage est évoqué en 1505 et 1596 par Li Shi-Zhen (李时珍). En 1505, Liu Wen t'ai (刘雯台) en décrit la composition exacte : « 100 parties de mercure, 45 d'argent et 900 de zinc, à mélanger dans un pot de fer. »
En 1530 paraît le Zene Artzney Buchlein wider allerlei kranckeyten und gebrechen der tzeen un « petit manuel de soins dentaires pour toutes sortes de maladies et cassures des dents, » le premier livre entièrement consacré aux soins dentaires, écrit pour les barbiers et les médecins traumatologistes qui traitent la bouche. Il recouvre des thèmes comme l'hygiène buccale, les extractions dentaires, le forage des dents et la réalisation de plombages à l'or. Il propose des conseils comme : « wie den kindern zu helffen ist, daß in [ihnen] ir zene leichtlich wagsen (Comment aider les enfants afin que leurs dents poussent aisément) » : pour aider les enfants à percer leurs dents facilement, on doit souvent les baigner puis subtilement leur frotter et presser les gencives avec un doigt préalablement trempé dans de la graisse de poulet, d'oie ou de canard chaude. Quand les dents percent, on prend de la laine subtilement fine du cou d'un mouton, on la plonge dans de l'huile de camomille chaude et la pose ensuite sur le cou et les joues du nourrisson. Parfois on a essayé de faciliter le percement « difficile » des dents en suspendant autour du cou de l'enfant une chauve-souris graissée.
Celui qui ne pouvait pas se payer de l'or recevait en règle générale un plombage en plomb (d'où le nom !) - ou, moins durable, en résine de galbanum ou d'opopanax.

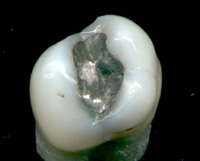
Plombage en amalgame.

Comme le plomb est trop mou, la recherche d'un matériau plus durable continue. En Allemagne, le plombage en amalgame est introduit pour la première fois en 1528 par le médecin d'Ulm Johannes Stockerus, qui décrit dans son petit manuel de médicaments Praxis aurea la réalisation de l'amalgame, qui « durcit comme la pierre dans un trou dans la dent. » Mais l'amalgame ne s'imposera dans le monde occidental que dans les années 1830. Au début, l'amalgame est fait d'un mélange de mercure avec de la limaille de pièces d'argent. En 1819, Auguste Onésime Taveau introduit l'amalgame en France, et Thomas Bell en Angleterre. Dès 1833 aux États-Unis, après une introduction forcée de l'amalgame par Crawcorn, qui l'a apporté en 1830 d'Europe comme matériau de plombage, la « guerre de l'amalgame » éclate, qui conduit à une interdiction provisoire de l'utilisation de l'amalgame. La période entre dans l'histoire sous le nom des « jours de Crawcorn. » Tous les dentistes qui utilisent l'amalgame sont exclus de l'« American Society of Dental Surgeons », ce qui a conduit à la dissolution de cette société en 1856. En Allemagne, une discussion semblable s'est enflammée pendant les années 1920. Pendant ce débat qui s'est maintenant continué pour presque 200 ans, on n'a pas pu démontrer de réelle mise en danger de la santé. Le 20 mars 1860, le dentiste américain Barnabas Wood (1819−1875) obtient un brevet pour un alliage à bas point de fusion. Il utilise le métal de Wood nommé d'après lui, pour des plombages dentaires, malgré la présence de métaux lourds toxiques (plomb, cadmium). Les composants tels que le bismuth, le plomb, le cadmium et l'étain sont chimiquement réactifs et passent facilement en solution dans la bouche, si bien que la menace d'intoxication chronique, au cadmium par exemple, est présente. C'est pourquoi cet alliage a rapidement disparu de l'arsenal des matériaux de plombage dentaires.

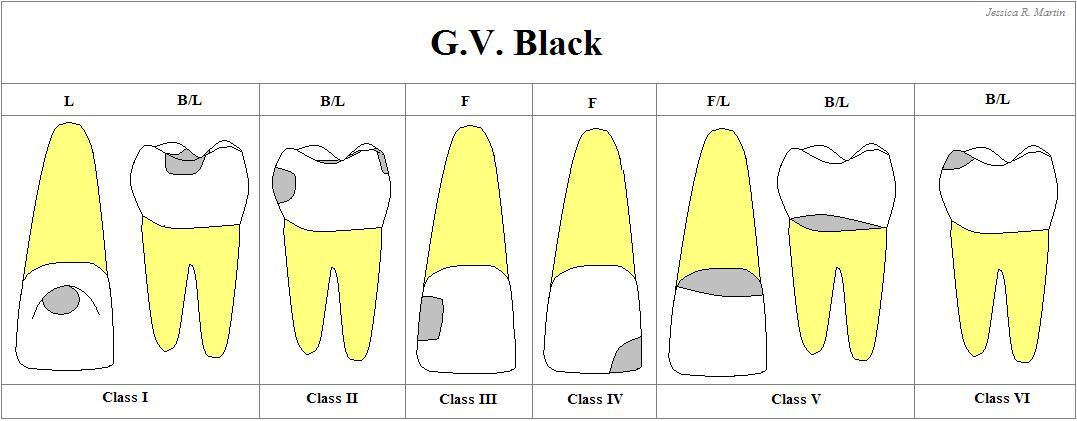
Classes de caries selon Black.

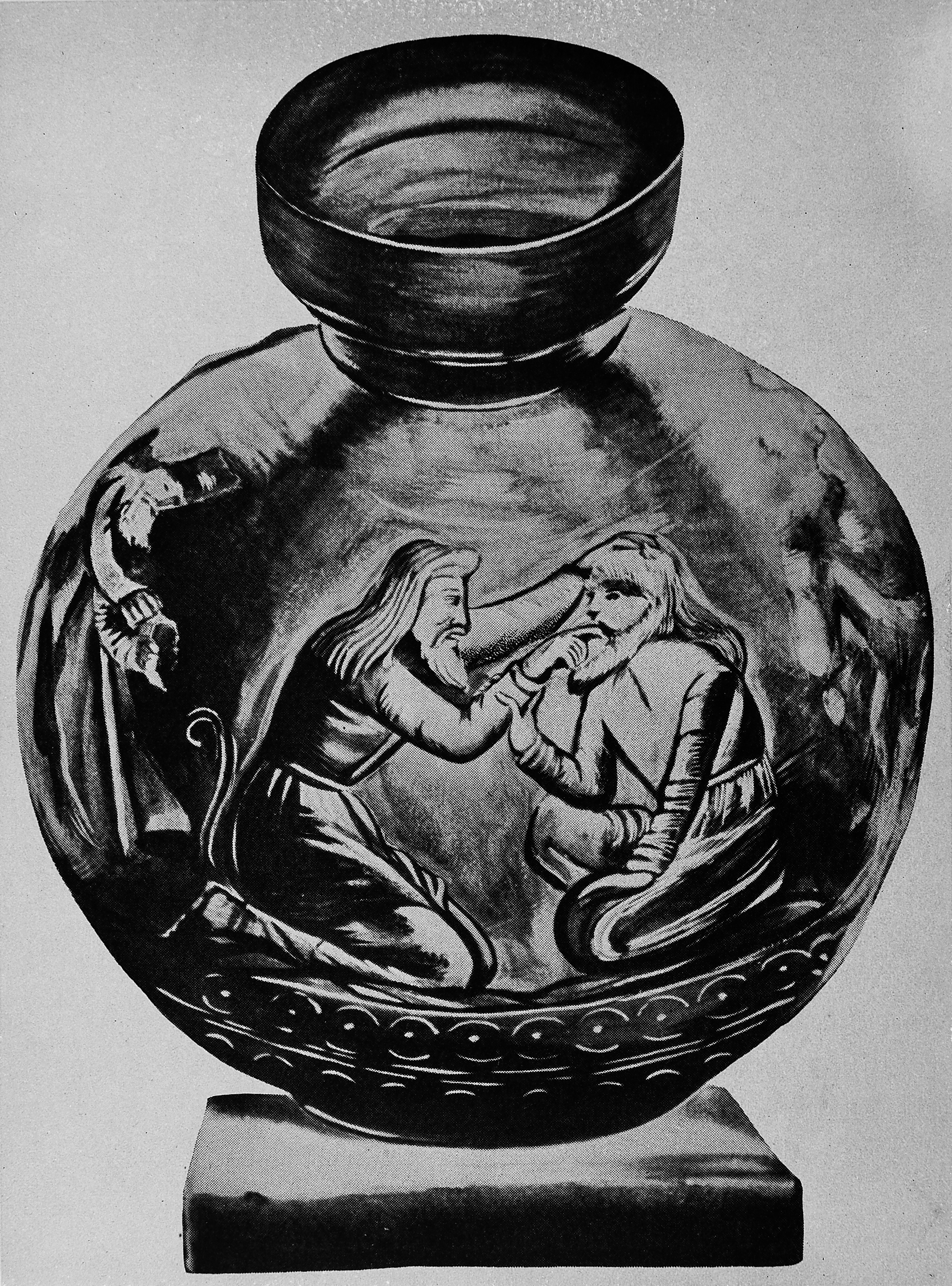
Extraction dentaire sur un vase phénicien, Wellcome.

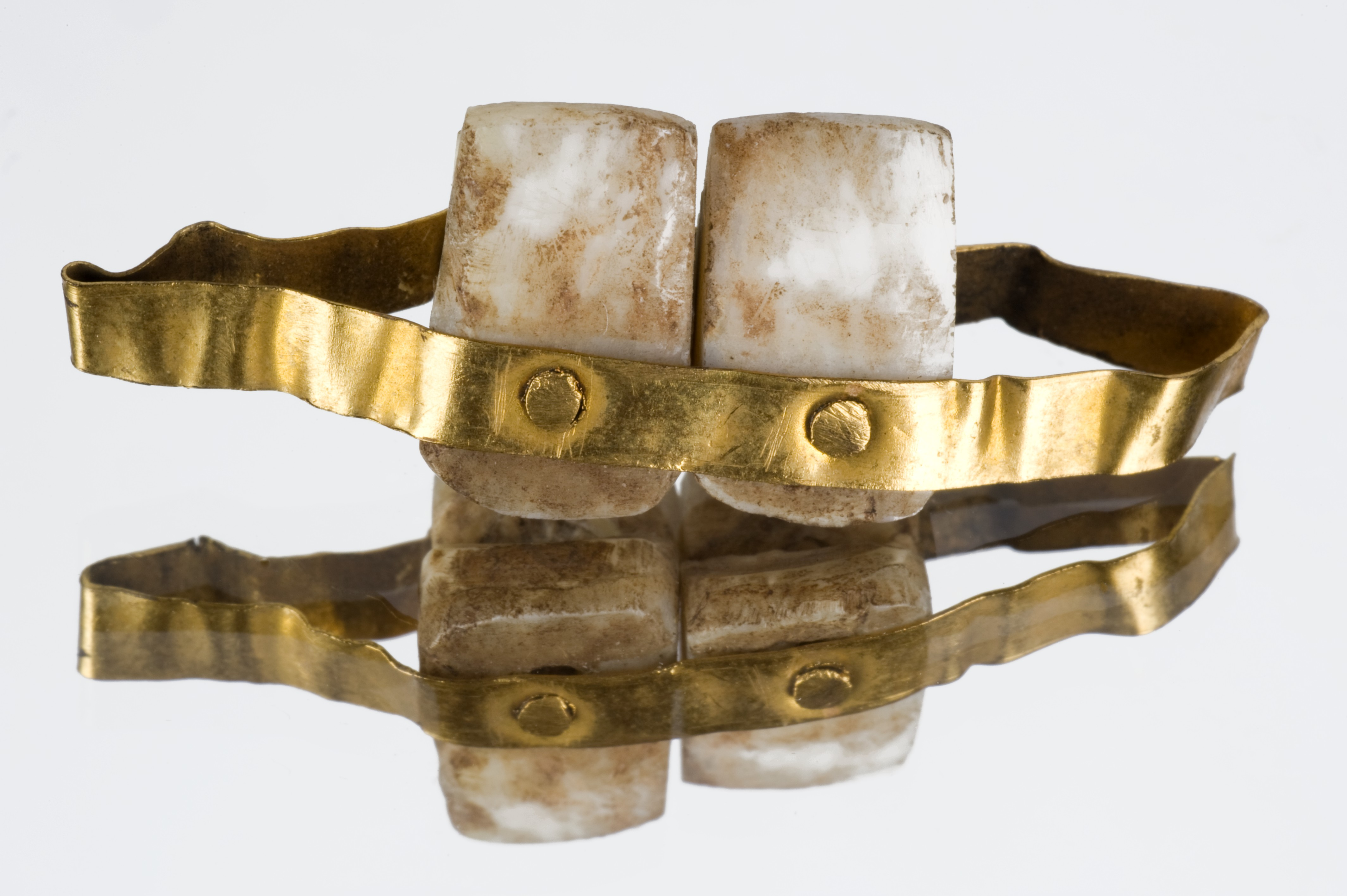
Copie d'une prothèse dentaire étrusque, v. 700 av. J.-C.

En lien avec les plombages à l'amalgame, Greene Vardiman Black a énoncé les règles nommées d'après lui « règles de Black » pour la préparation des cavités, y compris la règle fondamentale de Extension for prevention (Extension [de la cavité] pour la prévention). Ceci exprime que la dent doit être excavée suffisamment loin pour que les bords du plombage soient repoussés dans une zone facilement accessible au nettoyage. De plus, il classe les formes de cavité en cinq classes de cavité, qui ont conservé jusqu'aujourd'hui leur importance mondiale. Black a inventé le phagodynamomètre pour mesurer la force de mastication, présenté en 1895 au monde spécialisé.

### Corrections dentaires esthétiques et rituelles

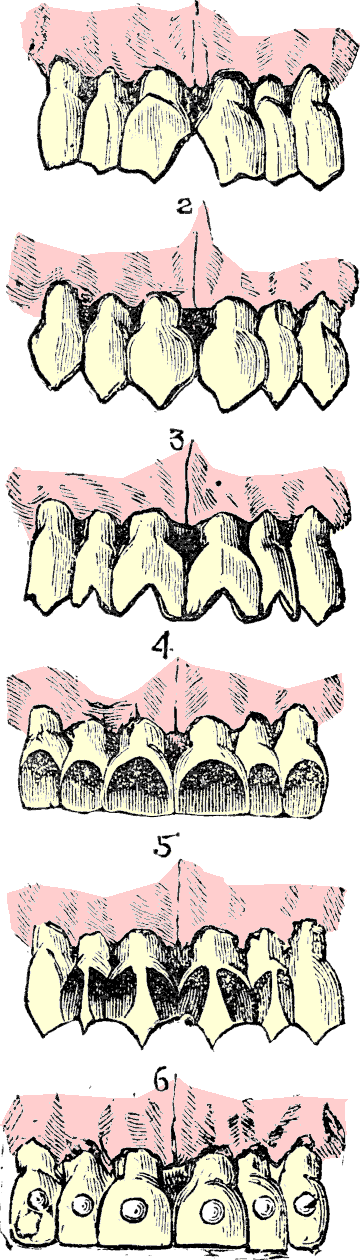
Modifications de dents : 1−3: Afrique ; 4−6 : Malaisie

Le domaine spécialisé de la médecine dentaire ethnologique étudie les diverses procédures de modifications des dents. Les premiers travaux de technique dentaire ont été entrepris au milieu du premier millénaire avant notre ère par les Étrusques et les Phéniciens (au Liban actuel). Les Étrusques (au nord de l'Italie actuelle) savaient fabriquer des petites billes d'or de 0,1 mm de diamètre et les lier ensemble sans marque de soudure. Leurs métallurgistes possédaient la recette suivante : « Quand on mélange le jus de trois sortes de légumes et de la poudre de charbon de bois avec des particules d'or, il se forme comme par la main des esprits de minuscules perles d'or. » L'illustration à droite montre des prothèses de dents humaines ou animales qui sont fixées par une tige métallique à un ruban d'or et attachées aux autres dents. Ils savaient que l'or n'est pas attaqué par la salive. Femmes et hommes étaient traités de la même manière. Même les esclaves pouvaient porter de beaux habits et des bijoux en or. Les soins dentaires étaient entre les mains des médecins.
Des déformations artificielles ont été entreprises depuis des millénaires — toujours dans un contexte rituel ou culturel. Selon les divers peuples, on distingue divers types de déformations : limage des dents en pointe, en intervalles, en surface ou en scie, limage horizontal jusqu'à la destruction complète de la couronne. De plus on trouve le limage de sillons, de cellules ou de reliefs, le déplacement des incisives par rapport à leur position naturelle, la création ou l'agrandissement de diastème ou de brèches, l'extraction par cassure ou par levier de dents isolées ou par groupes au moyen de pointes de lances ou de coups de pierre, l'élongation (allongement apparent) des incisives du milieu, l'ornementation et la coloration artificielle des dents.

#### Noircissement des dents
Au Japon, le noircissement des dents (ohaguro) est une mode depuis le milieu du premier millénaire, comme le font penser les traces de dents noircies dans des fouilles d'ossements de la période Kofun (300-710). Le Ohaguro remonte à l'époque de Heian (794–1192). Il est évoqué pour la première fois par écrit dans le Dit du Genji, histoire du prince Genji) au XIe siècle, bien qu'il soit pratiqué depuis 2879 av. J.-C. L'ohaguro est pratiqué par les femmes et les hommes de la noblesse de cour, puis par les Samouraïs. Pendant l'époque d'Edo (1603-1868), le noircissement des dents est usuel pour les femmes mariées. Il est réputé pour son érotisme, car il renforce le contraste avec la blanche peau du visage. Il est donc très répandu parmi les femmes du quartier des bordels. En même temps, il a la valeur de symbole de fidélité conjugale. Au XVIIIe siècle, il est interdit aux hommes de se noircir les dents, et en 1871, le gouvernement Meiji (1868-1912) étend cette interdiction par décision du cabinet aussi au sexe féminin, parce que cet usage, sous l'influence occidentale, est considéré comme barbare. Au Vietnam, pendant la dynastie Nguyễn (Hán Nôm, 1802-1945), l'usage se conserve jusqu'au XXe siècle. En Asie du Sud-Est, c'est un signe de force et d'honorabilité, cela représente un symbole de beauté et signale chez les femmes la disponibilité pour le mariage. Pour teindre les dents, on utilise un mélange onéreux de limaille de fer, déposée dans du thé ou du vin de riz et laissée à s'oxyder. La couleur noire ainsi apparue est appliquée sur les dents avec un pinceau souple et au moyen de poudre adhésive. On pense aussi que le noircissement des dents les maintient saines et lutte contre un manque de fer éventuel pendant la grossesse. De nouvelles études sur la composition du colorant confirment qu'il apporte une certaine protection contre la carie et la déminéralisation des dents.

#### Bijoux
Vers 900, les Mayas ornent pour des raisons rituelles ou religieuses leurs incisives avec diverses pierres précieuses, comme le jade, le cinabre, la serpentine, la pyrite ou l'hématite, que l'on a trouvées dans des fouilles à Antigua Guatemala. Pour cela, des trous définis avec précision à la taille des pierres sont percés avec une fraise et un abrasif en poudre de quartz. On en identifie plus de cinquante modèles différents. On suppose que chaque modèle représente l'appartenance à un clan, ou a une signification religieuse.
Récemment, Mick Jagger s'est décidé à faire insérer un rubis dans une incisive, mais le fait changer pour une émeraude, pour finalement le remplacer par un brillant. C'est ainsi que commence une tendance à orner les dents, comme avec des Twinkles (Brillies), des Dazzler et des Grillz.

#### Dorure des dents

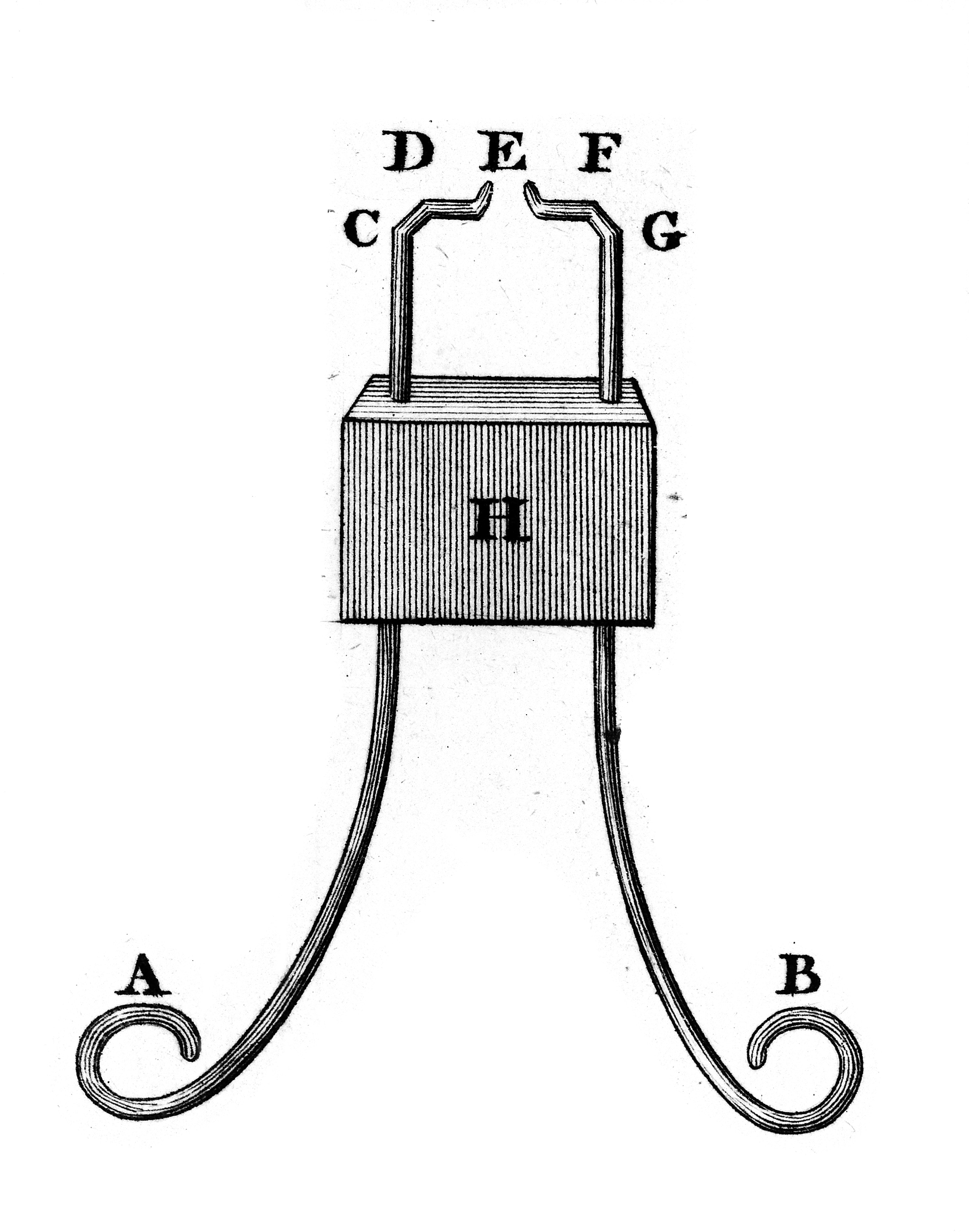
Instrument pour l'électrothérapie des maux de dents, XVIIIe siècle

Il semble qu'en 2 700 av. J.C. les dents peuvent être recouvertes de minces feuilles d'or à titre décoratif, comme cela ressortirait de fouilles dans un cimetière de cette époque (Tombe de Hili, dans la collection du parc archéologique de Hili, du Site archéologique d'Hili à Abou Dabi). C'est un des derniers restes de la mystérieuse culture de Umm an-Nar, qui a fondé de 2 500 à 2 000 avant notre ère pour la première fois une grande période de civilisation.
Dès 1 000 av. J.C. les Chinois utilisent des plombages en feuilles d'or très fines bourrées dans les trous des caries. Les premiers travaux de prothèse sont effectués en 500 av. J.C. par les Phéniciens. En Europe de l'Est, par exemple au Tadjikistan, et en Orient, les dents de devant dorées servent de signes de richesse.

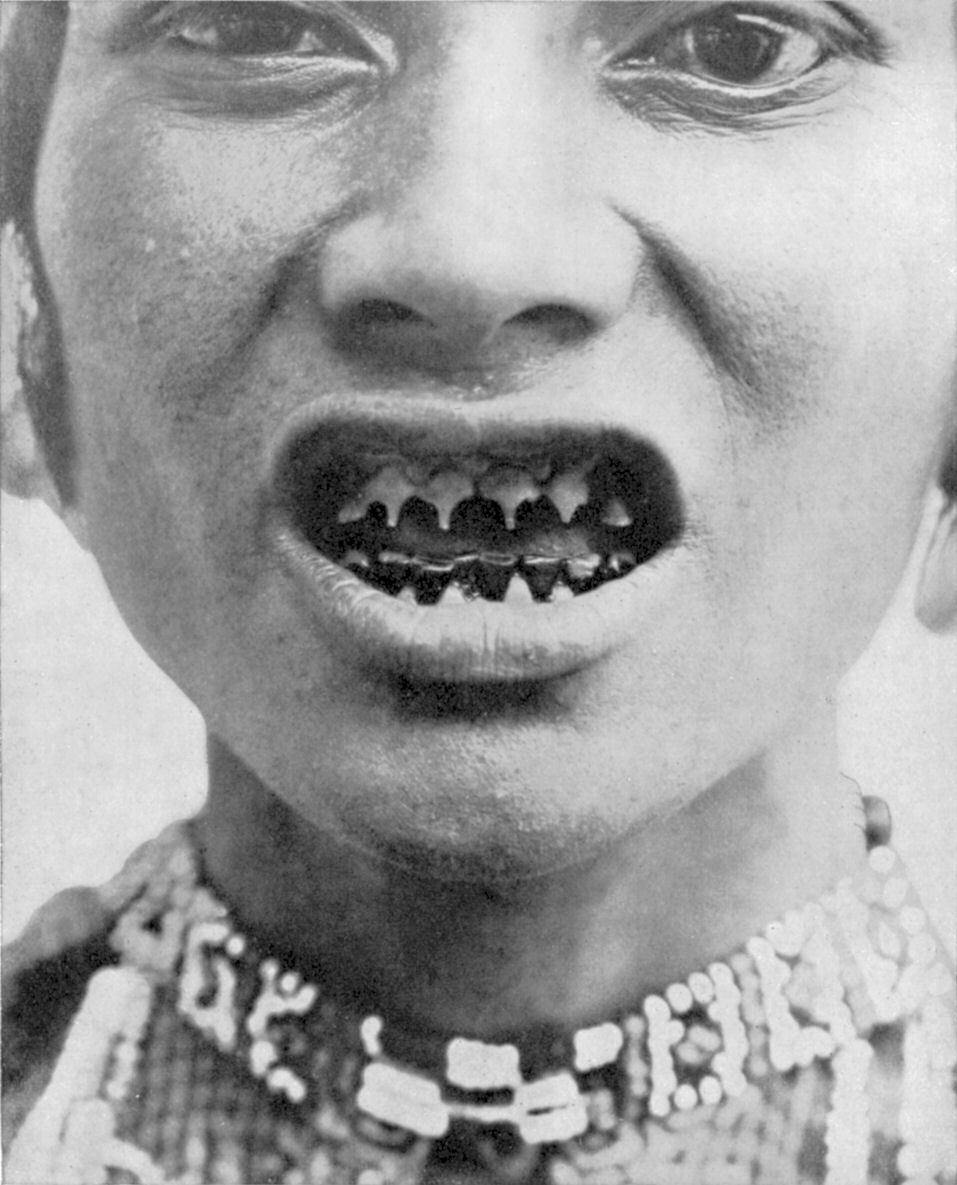
Dents limées
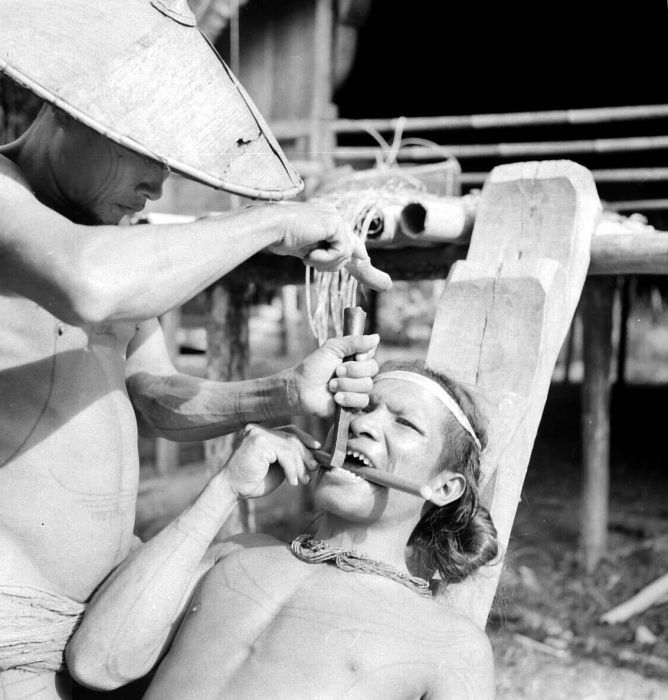
Extraction des dents par fracture
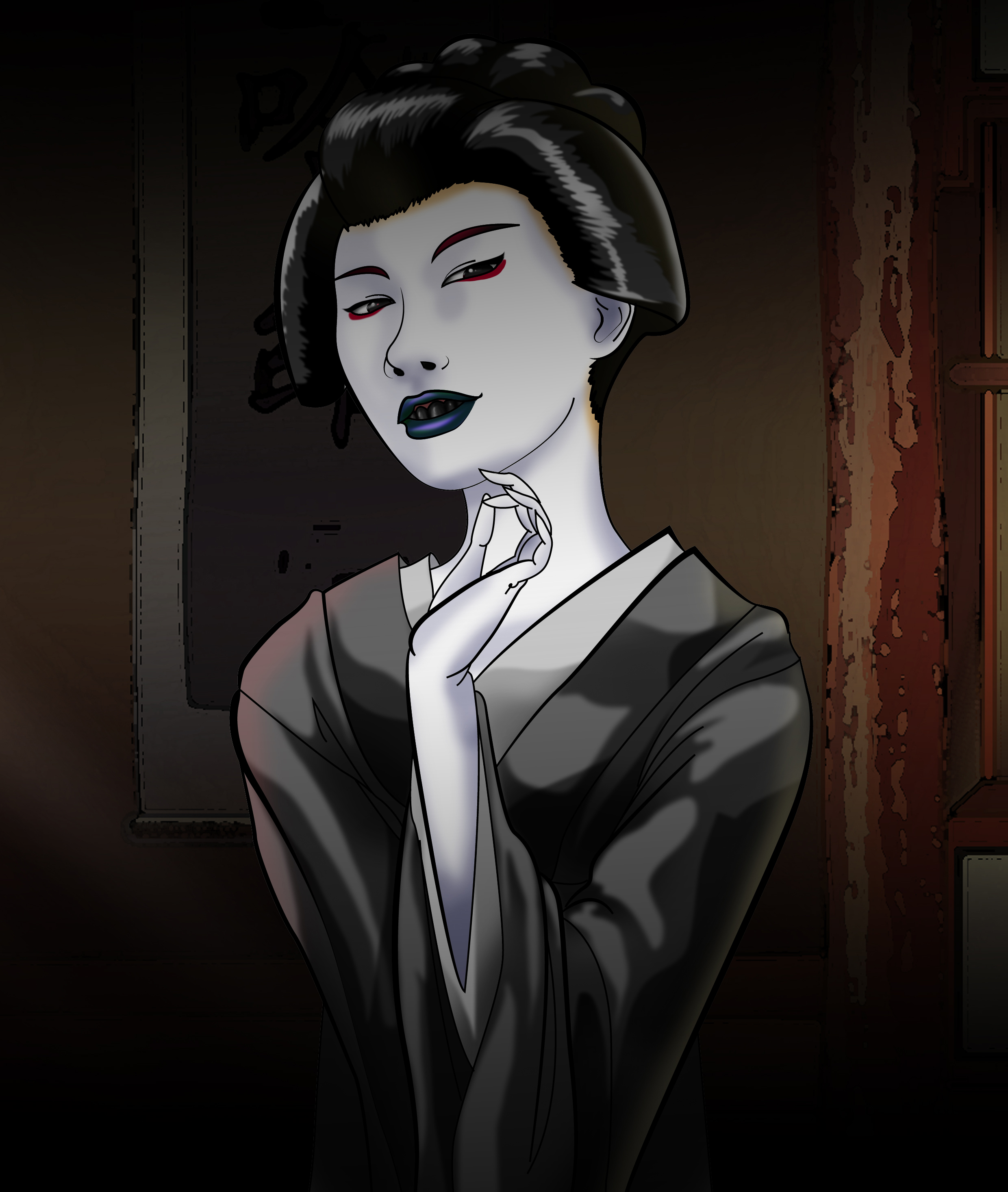
Noircissement des dents

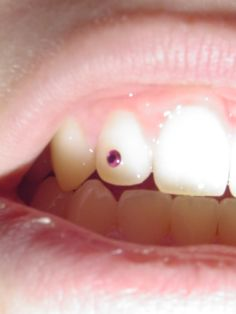
Twinkles
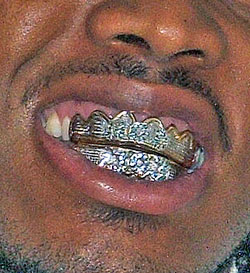
Grillz
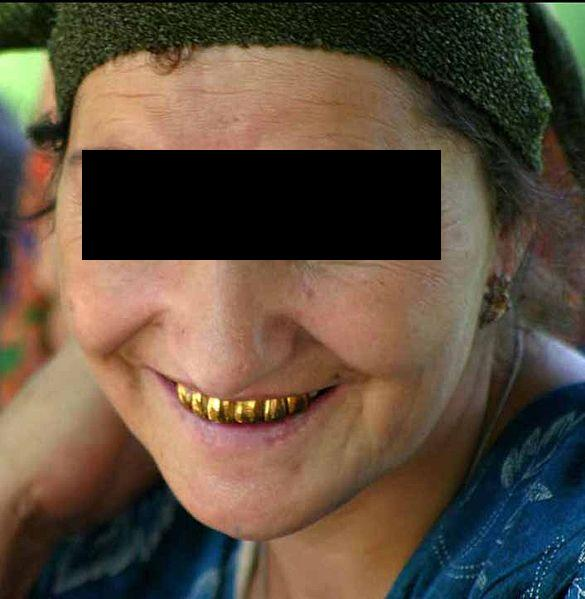
Couronnes en or
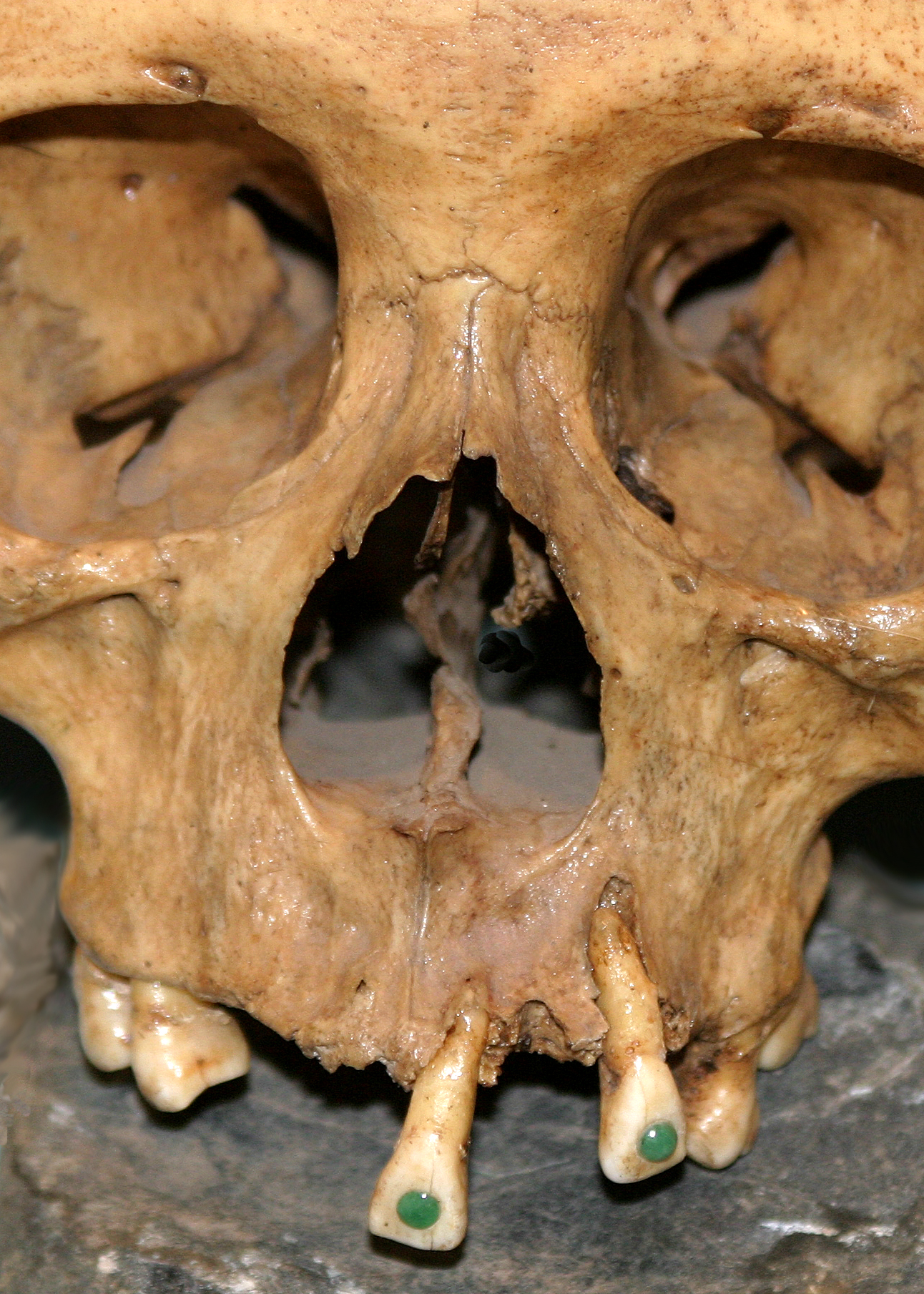
Incisives ornées au jade

### Autres procédés thérapeutiques
En 1777, Tiberius Cavallo publie son livre A complete treatise on electricity, où il recommande l'utilisation du courant électrique pour le traitement des maux de dents. Il met au point dans ce but un instrument adéquat, avec lequel des excitations électriques peuvent être délivrées avec précision sur une dent. Ses idées sont reprises récemment et on a mis au point des instruments pour tester la sensibilité des dents, au moyen desquels on peut connaître la vitalité des dents.

## Commerce et transplantations de dents
L'Anglais Hunter pense encore au XVIIIe siècle qu'il suffit de replanter assez vite chez un autre patient une dent fraîchement extraite pour qu'elle repousse avec succès. Avec des annonces imprimées, il attire des foules de « donneurs de dents » pauvres, qui se font extraire leurs dents saines pour quelques pence, pour que celles-ci puissent être immédiatement replantées chez des contemporains plus aisés. La réputation scientifique de Hunter conduit à ce que ses transplantations dentaires soient imitées non seulement en Europe, mais aussi aux États-Unis. Ce n'est que vers la fin du XVIIIe siècle que cette pratique, qui va de pair avec un grand danger d'infection pour les patients, est abandonnée.
Ultérieurement, des dents humaines sont extraites par des pilleurs de cadavres dans des caveaux ou des champs de bataille, et implantées par des dentistes comme prothèses. Quand George Washington devient en 1789 le premier président des États-Unis, il a 57 ans et n'a plus qu'une dent. Washington se sert d'une prothèse en ivoire d'hippopotame et de dents humaines. En 1799 Francisco de Goya rappelle une scène, dans le tableau A caza de dientes (La chasse aux dents), où une femme bien habillée arrache à un pendu ses dents de la bouche. Dans ses Caprichos, Goya critique les circonstances de l'Espagne d'alors, avant tout l'avarice des classes possédantes. Une bien plus grande source de dents humaines pour les prothèses a été la bataille de Waterloo (1815), où plus de 10 000 soldats sont tombés, parmi lesquels de nombreux jeunes aux dents saines. Le trafic de ces dents qui servent à faire des prothèses prend une telle ampleur qu'elles seront plus tard nommées « dents de Waterloo » (Waterloo teeth). On prend aussi comme prothèses les dents d'hippopotame convenablement ajustées à la mâchoire. En particulier, il arrive que des dents de Waterloo soient fixées sur une base en ivoire d'hippopotame. Seuls des milieux aisés à l'époque victorienne pouvaient s'offrir ces deux possibilités. Un autre « réservoir » de dents humaines est la guerre de Sécession (1861-1865). Là aussi, on extrait en masse des dents aux victimes et on les envoie à Londres. En souvenir de la lucrative bataille de Waterloo dans ce domaine, elles sont aussi nommées dents de Waterloo.

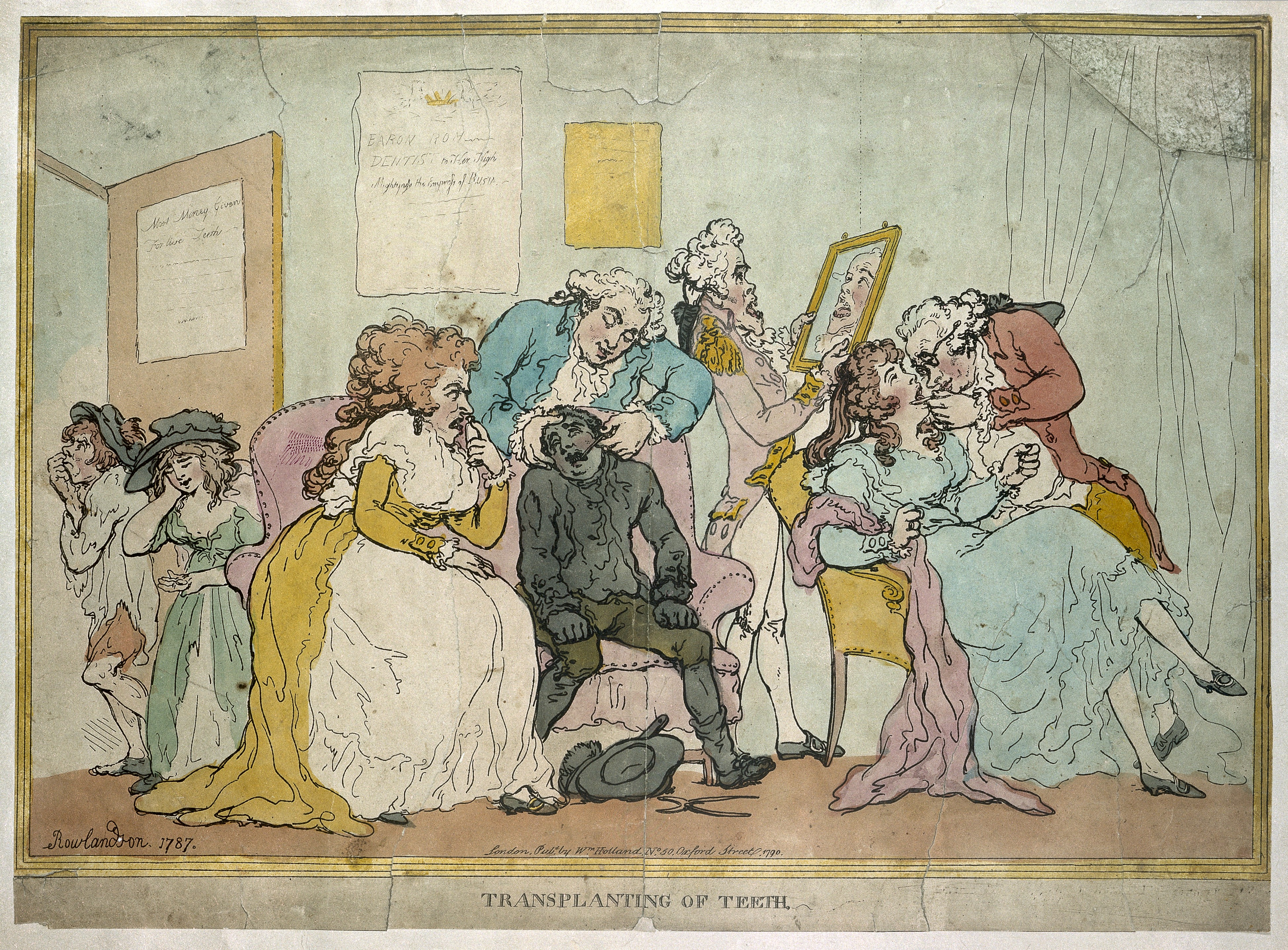
Transplantation dans la haute société
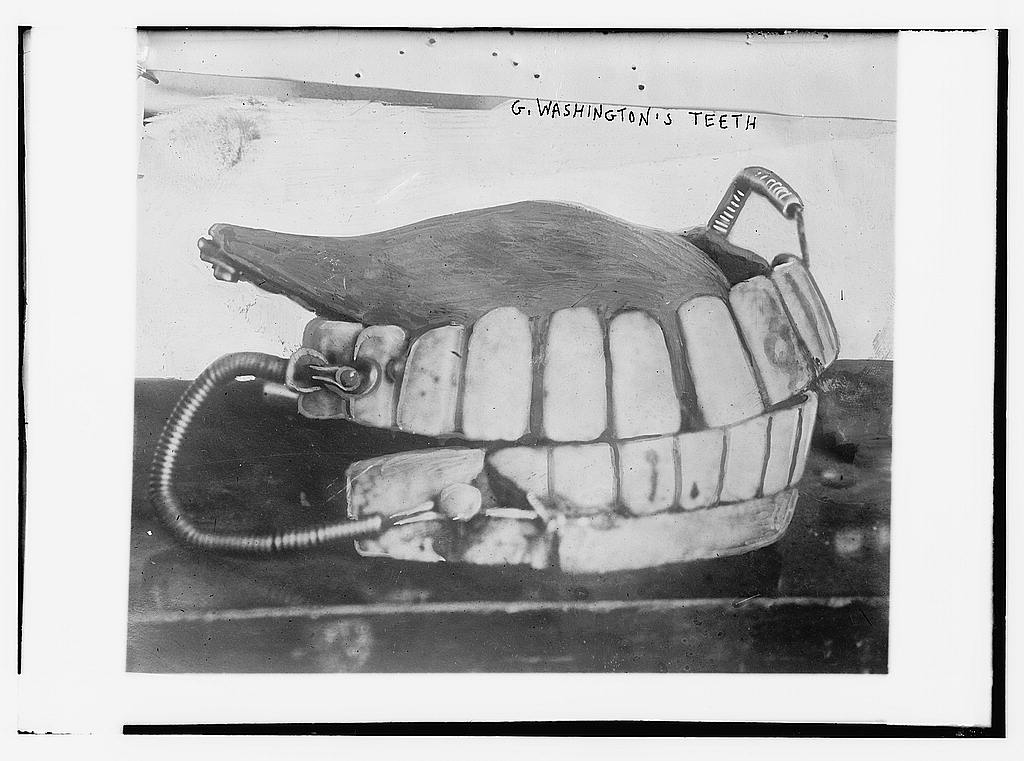
Prothèse de George Washington
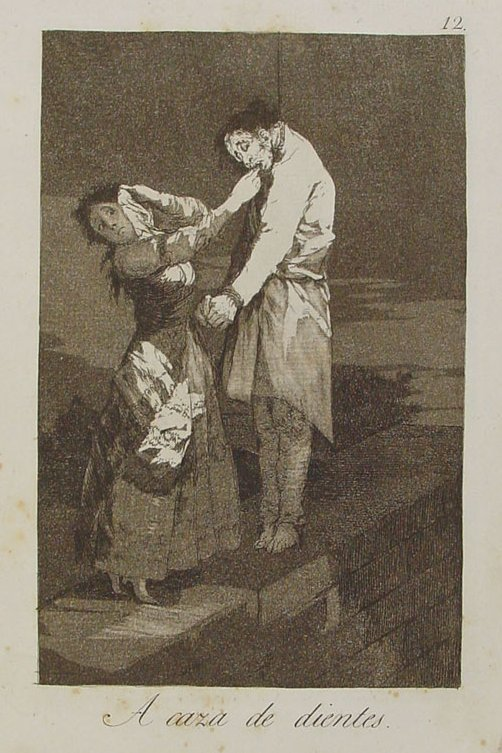
Goya: A caza de dientes

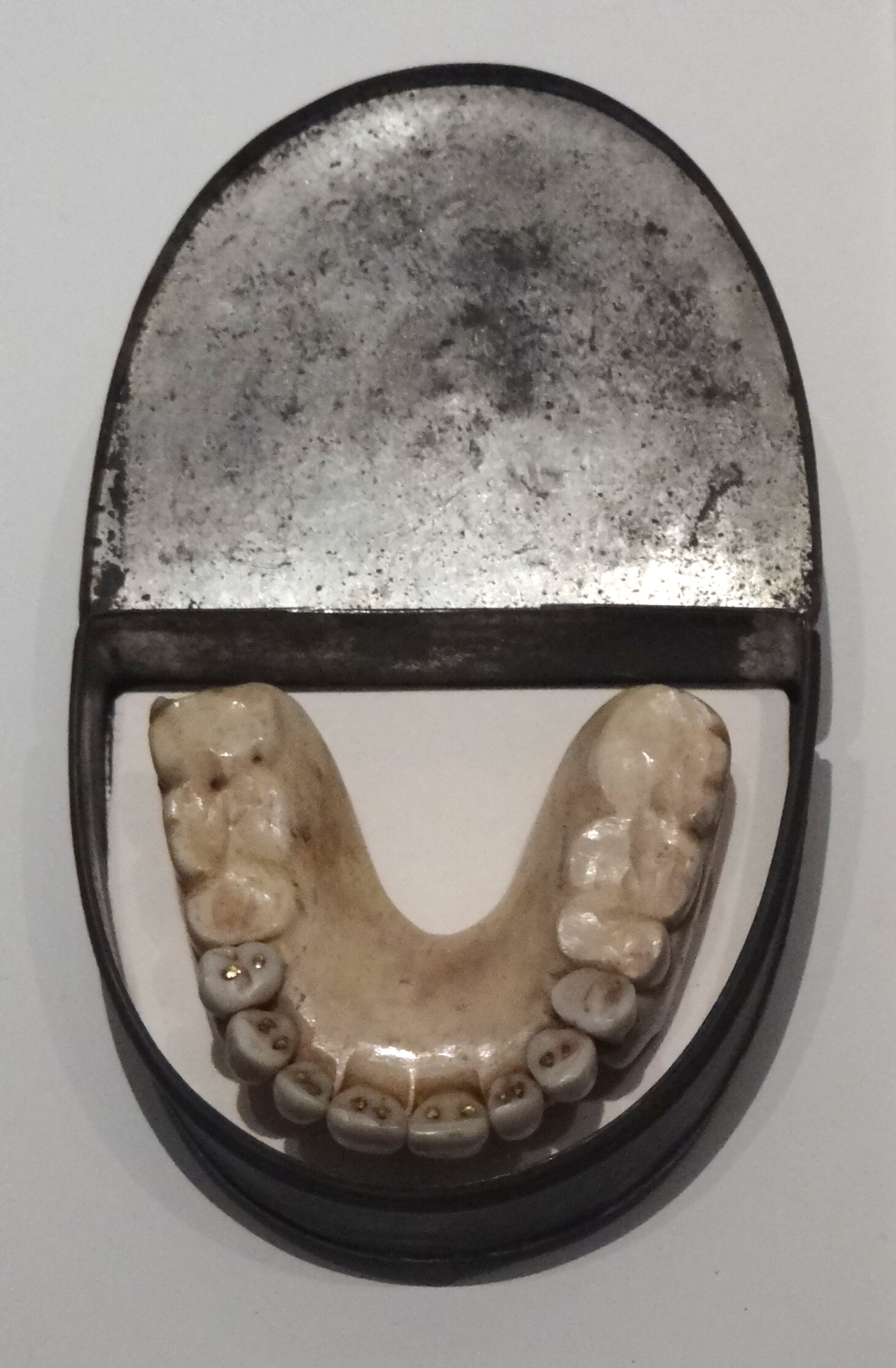
Dents de Waterloo
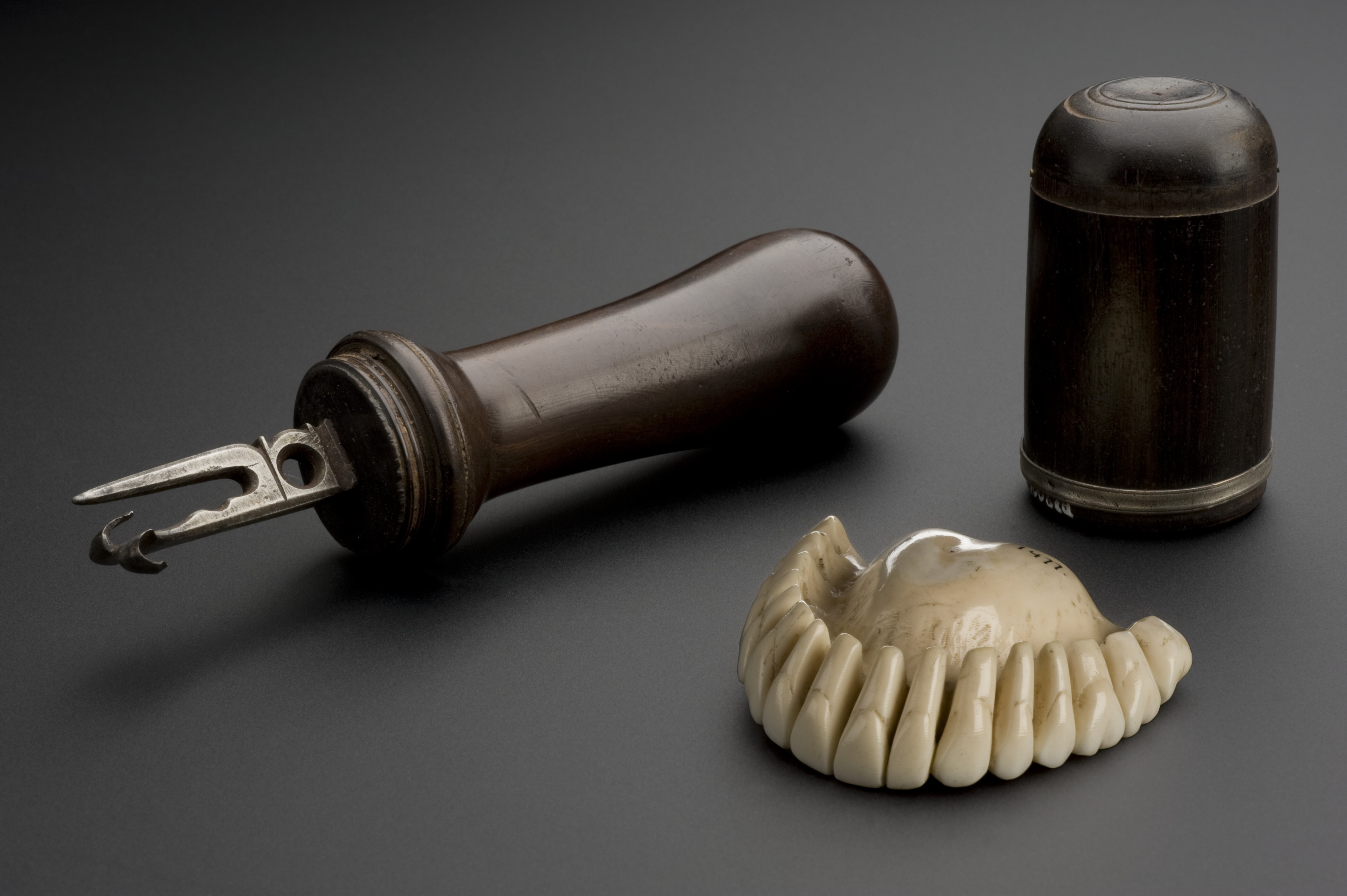
Instrument à tailler
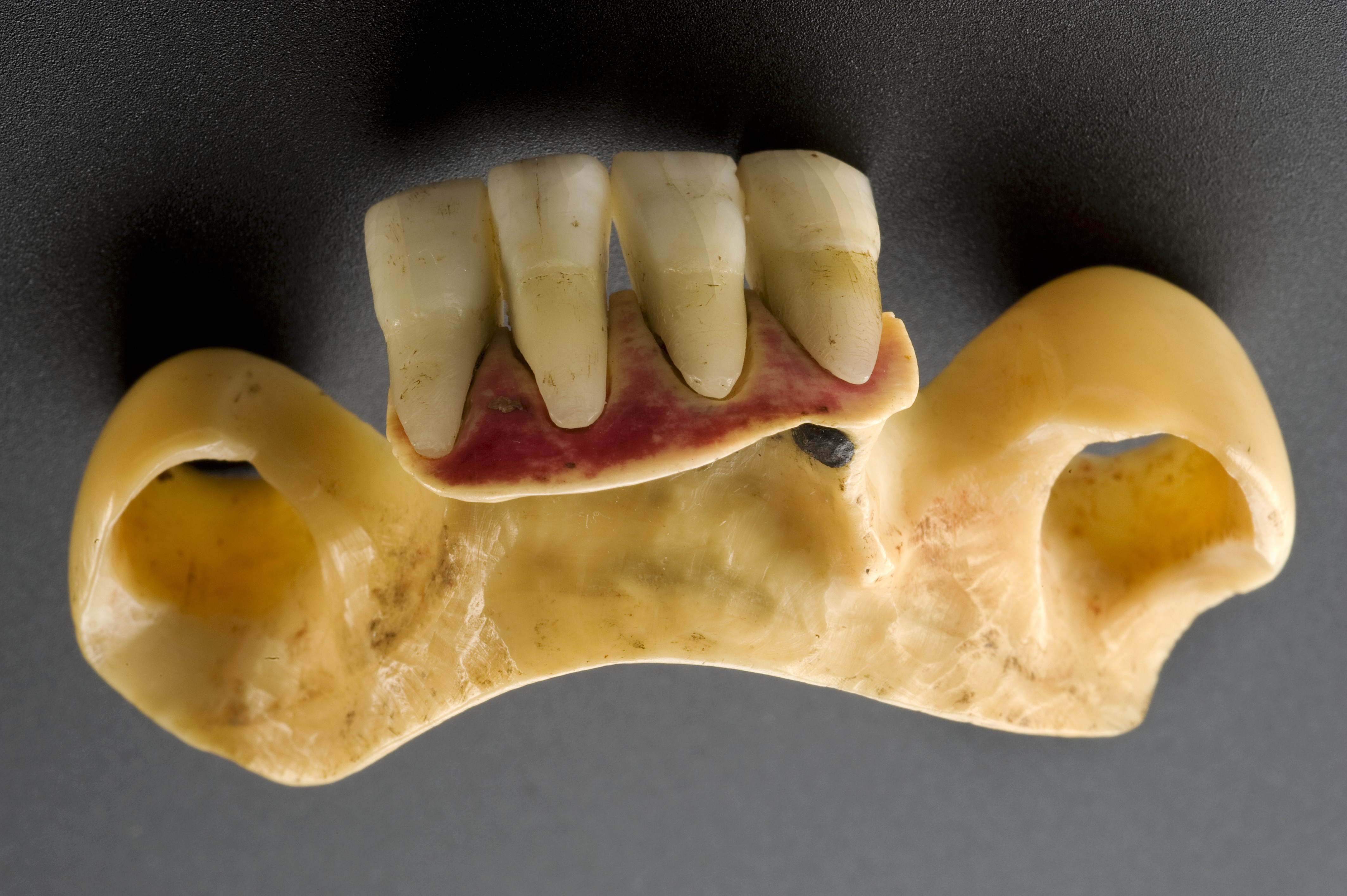
Prothèse en hippopotame

## Mise au point des prothèses dentaires

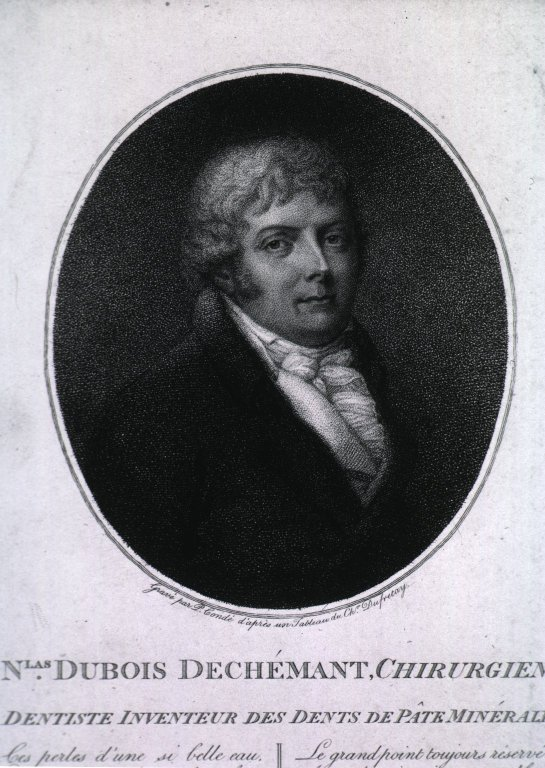
Dubois de Chémant

En 1789, le Français Nicolas Dubois de Chémant veut satisfaire le désir de prothèses dentaires d'aspect naturel. Il soumet au bureau des brevets des dents de porcelaine. Elles sont qualifiées d’incorruptibles, à l'opposé des prothèses malodorantes en os. Chémant reprend l'idée du pharmacien Alexis Duchâteau (1714–1792), qui a fait en 1774 des expériences sur la fabrication de dents de porcelaine. Mais il faudra attendre encore 50 ans jusqu'à ce que Charles Goodyear invente en 1839 la vulcanisation, un procédé par lequel le caoutchouc naturel est rendu résistant envers les agressions atmosphériques, chimiques et mécaniques, par traitement par le temps, la température et la pression. Il en résulte vite des prothèses en caoutchouc, où l'on peut insérer des dents de porcelaine. Vers 1840, environ 500 000 dents de porcelaine sont exportées de Paris vers les États-Unis, ce qui est accompagné d'un accroissement rapide du nombre de dentistes et de techniciens dentaires. À la suite d'une enquête aux États-Unis, il ressort qu'en 1940, environ 70 % de toutes les prothèses y sont faites en caoutchouc. Jacob Callman Linderer (1771−1840) peut être désigné comme le pionnier de la prothèse dentaire et de la médecine dentaire du premier tiers du XIXe siècle, et il publie en 1834 le livre Manuel de l'ensemble des opérations dentaires,.
Le matériau synthétique de prothèse polyméthacrylate de méthyle (PMMA) a été mis au point à peu près en même temps vers 1928 en Allemagne, Grande-Bretagne et Espagne. Ce matériau est suffisamment au point dans les années 1950 pour éliminer le caoutchouc. Ce n'est que pour les patients qui souffrent d'une allergie aux matières synthétiques que l'on recourt encore aux prothèses partielles ou totales en caoutchouc.
En 1844, Samuel Stockton White commence la production de dents en porcelaine aux États-Unis. La S. S. White Dental Manufacturing Company qu'il fonde et qui subsiste jusqu'à maintenant, met au point en 1870 le premier moteur pour instruments rotatifs dans le domaine dentaire. La fabrication de dents de porcelaine est supprimée en 1937. En 1947 la firme qui prend la suite, SS White Burs introduit les premiers outils tournants dentaires en métaux durs (en carbure de tungstène).

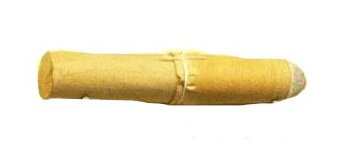
Cartouche en papier d'un fusil Chassepot

La S. S. White Company édite The Dental News Letter, un des premiers journaux dentaires. En 1939, il fusionne avec le célèbre Journal of the American Dental Association (JADA), journal spécialisé de l’American Dental Association (ADA), association des dentistes américains. Le camarade de classe et ami de White Thomas W. Evans (1823–1897), qui deviendra plus tard dentiste particulier de Napoléon III, introduit la technique innovante de White en Europe, par exemple les unités de soins avec des tours Doriot. S.S. White est élu président de l'ADA. Dans cette fonction, il rencontre Abraham Lincoln pendant la guerre de Sécession, pour lui proposer la mise au point d'un service de soins dentaires pour les soldats de l'Union. La raison en est que chaque soldat doit avoir au moins six dents du haut et six dents du bas pour pouvoir tenir avec les dents et déchirer la cartouche pour charger son fusil Chassepot. (Citation suivante d'une instruction de l'armée prussienne : « … beißen soll der Kerl, bis er das Pulver schmeke (… le gars doit mordre jusqu'à sentir le goût de la poudre). » Cependant, finalement sa proposition n'a pas de suite en raison de problèmes logistiques.
Après des travaux préparatoires de Daniel Evans, William A. G. Bonwill, de Philadelphie, met au point en 1864 le premier articulateur au-dessus de la moyenne. C'est un appareil qui simule les mouvements de l'articulation de la mâchoire. Dans ce but, on monte dans l'articulateur des modèles en plâtre des arcs dentaires des deux mâchoires en occlusion. C'est Bonwill qui a forgé le concept d'articulation, remplaçant l'ancien concept d'occlusion. Là dessus, il a mis au point de nombreux outils et appareils. Le triangle de Bonwill nommé d'après lui est un triangle fictif dont les sommets sont le point de jonction entre les incisives du milieu et les centres des deux condyles de la mâchoire inférieure.
Après que E. T. Truman a mis au point la gutta-percha, le dentiste londonien Charles T. Stent (1807−1885) y ajoute en particulier de la stéarine, pour en améliorer la plasticité et sa stabilité, du talc comme lest inerte pour augmenter la masse, de la résine et du colorant rouge, et c'est un matériau de moulage thermoplastique pour les dents et les mâchoires, nommé d'après lui, qui en résulte. Ce matériau, le stent, remplace comme matériau de moulage la cire et le plâtre jusqu'alors usuels. Les stents, utilisés comme implants chirurgicaux par exemple dans les angioplasties tireraient leur nom de lui.

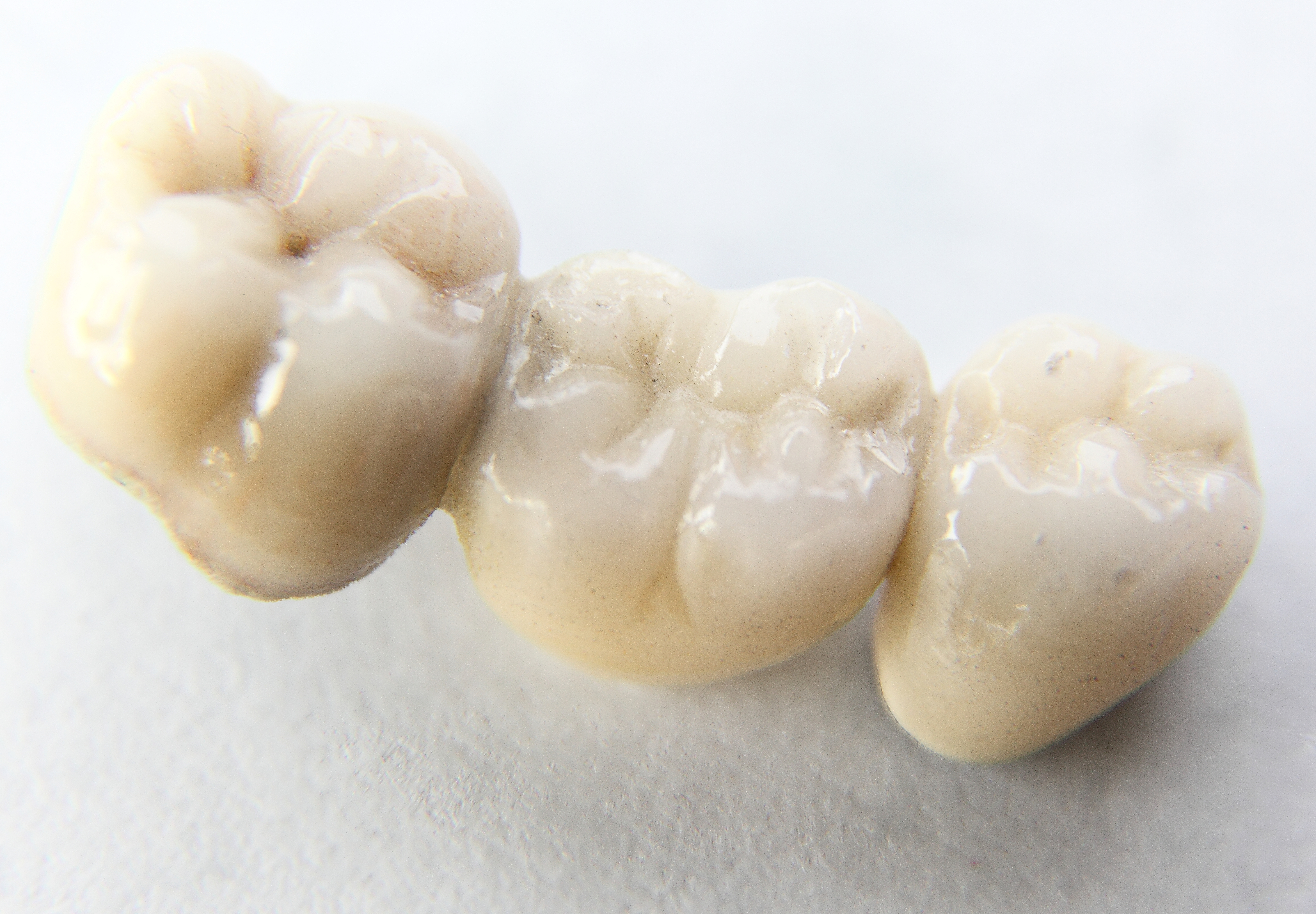
Bridge VMK avec deux couronnes pour remplacer la dent 46

En mai 1869, William N. Morrison décrit dans le Missouri Dental Journal la couronne consistant en un anneau en bande métallique recouvert d'une face occlusale soudée (couronne Morrison). Ce type de couronnes a trouvé une large application avant la mise au point de la technologie par moulage actuelle.
Comme les couronnes en or, en particulier sur le devant, laissent à désirer sur le plan esthétique, Cassius M. Richmond fabrique des couronnes dentaires en celluloïd, qui ressemblent à la dent naturelle. Regrettablement, le matériau se teint en noir ou en vert, sent mauvais, et disparait bientôt du marché.

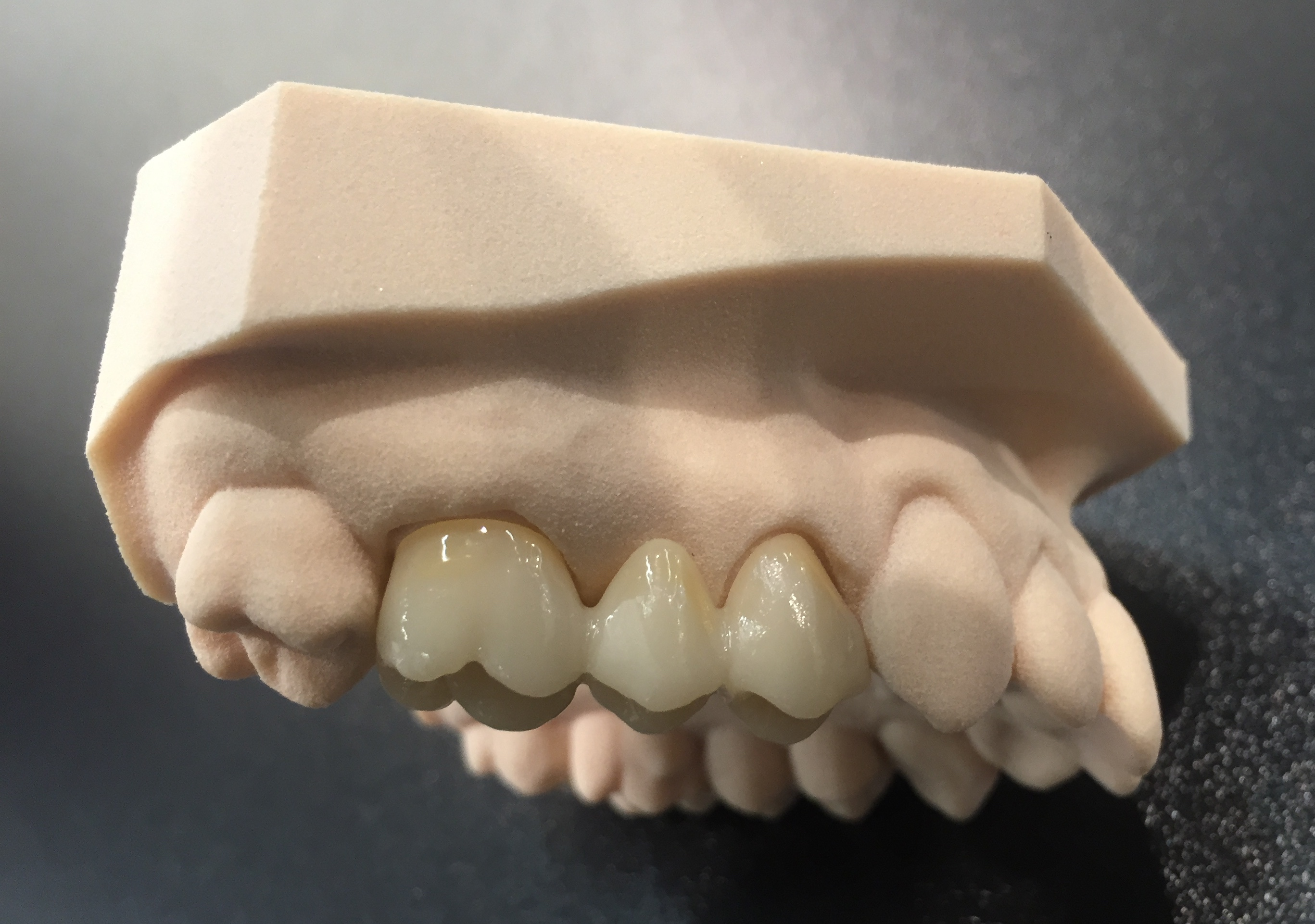
Bridge 14−16 en zircone

Ce n'est que la couronne entièrement en céramique de la couleur d'une dent, déposée en 1889 au bureau des brevets par le dentiste Charles Henry Land (Detroit, USA), qui représentera une percée,. La céramique est mise dans la forme souhaitée et cuite sur un petit chapeau de platine plié en forme. Avant l'insertion, il faut retirer le platine de l'intérieur de la couronne ; puis elle peut être scellée. La résistance à la cassure n'est pas particulièrement bonne, si bien que la recherche essaie de trouver une alternative, en assurant la stabilité par une armature métallique (principalement en alliage or-platine) sous la céramique. Après de nombreux essais, M. Weinstein, S. Katz et A. B. Weinstein prennent les premiers en 1952 un brevet américain pour une céramique cuite sur alliage, mais celle-ci éclate encore souvent. Les coefficients de dilatation du métal et de la céramique diffèrent fortement pendant le refroidissement depuis la température de cuisson (880 °C), ce qui conduit à des tensions. En 1962, on réussit à égaliser les coefficients de dilatation entre métal et céramique, et ainsi à réduire considérablement le risque de fracture. C'est ainsi que naissent les couronnes et bridges en assemblage métal-céramique,.
Depuis les années 1970 la mise au point de systèmes entièrement en céramique est activement poursuivie. Sur la base de la solidité, on préfère depuis 1994 des céramiques à la zircone pour des fournitures sans métal dans le domaine des dents latérales hautement sollicitée, même quand il s'agit de finition d'ébauches fabriquées industriellement pour la technologie CFAO,.

## Histoire de l'anesthésie dentaire

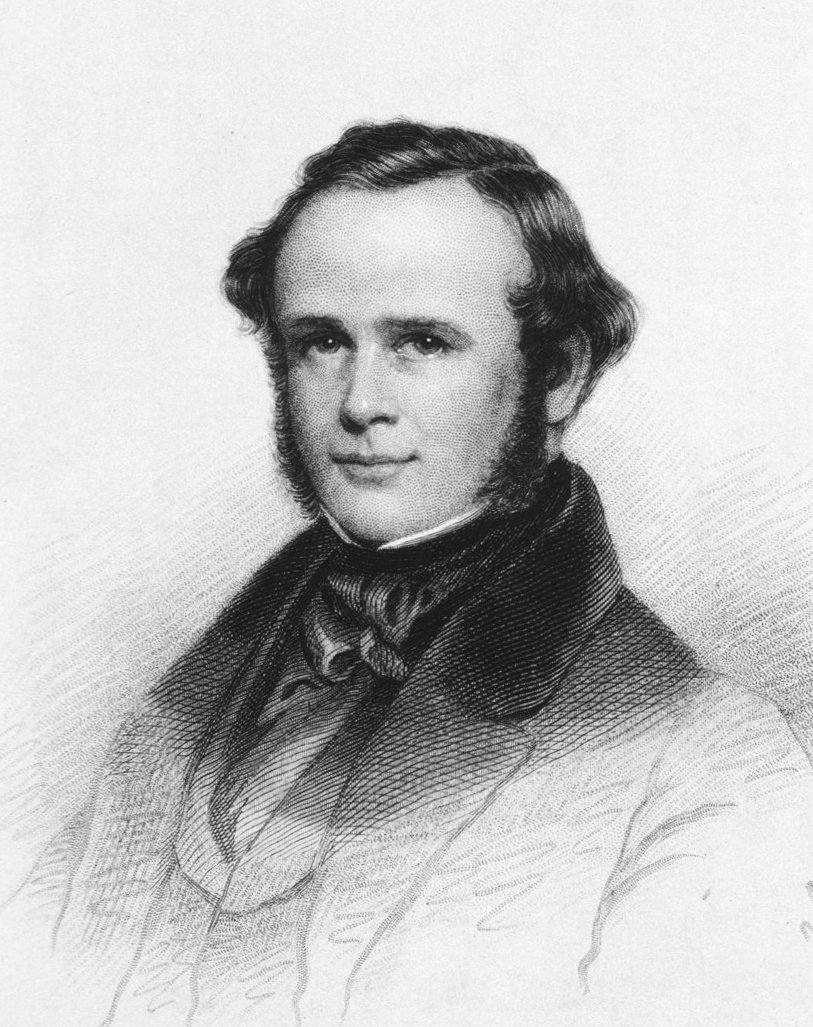
Horace Wells

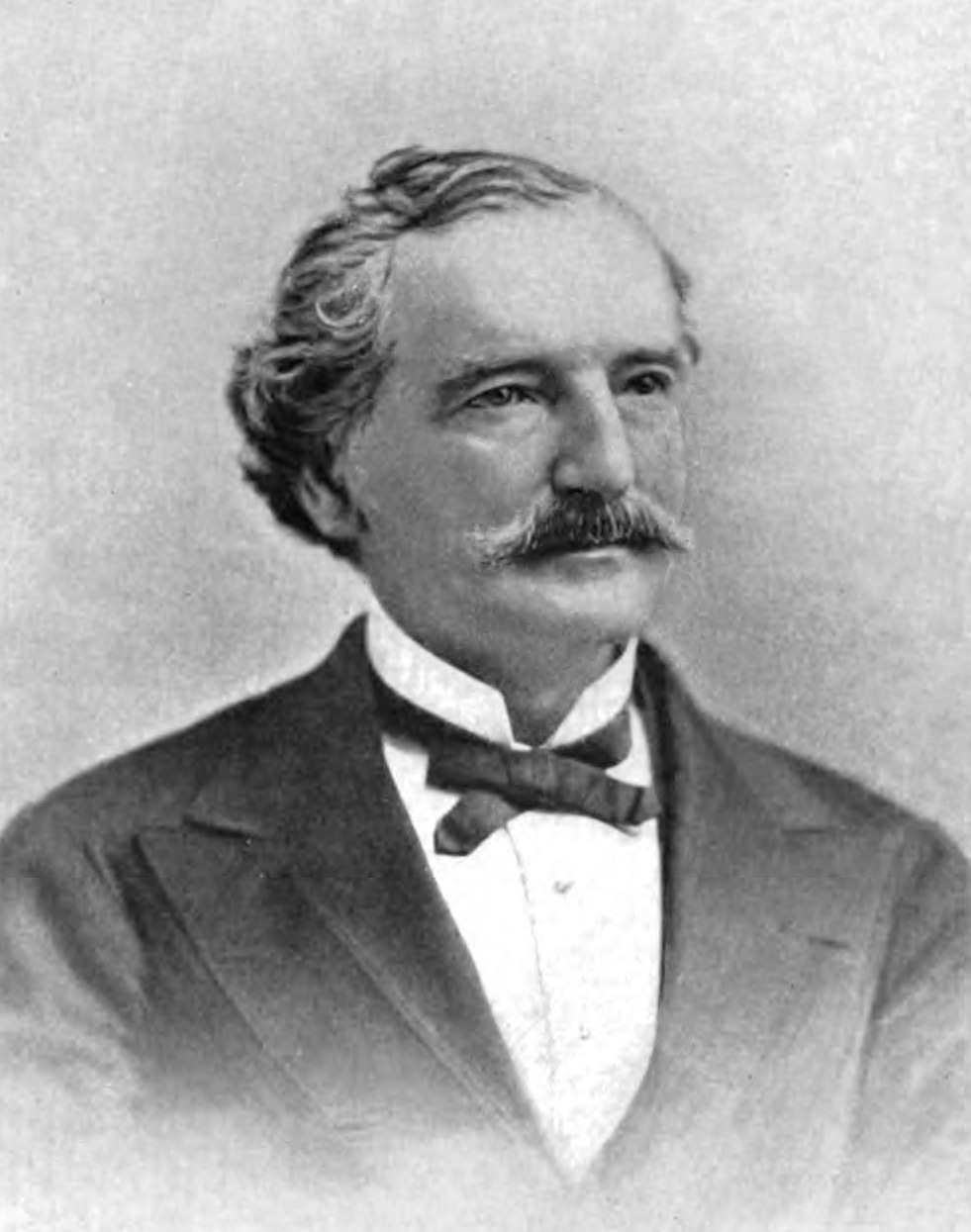
Gardner Quincy Colton

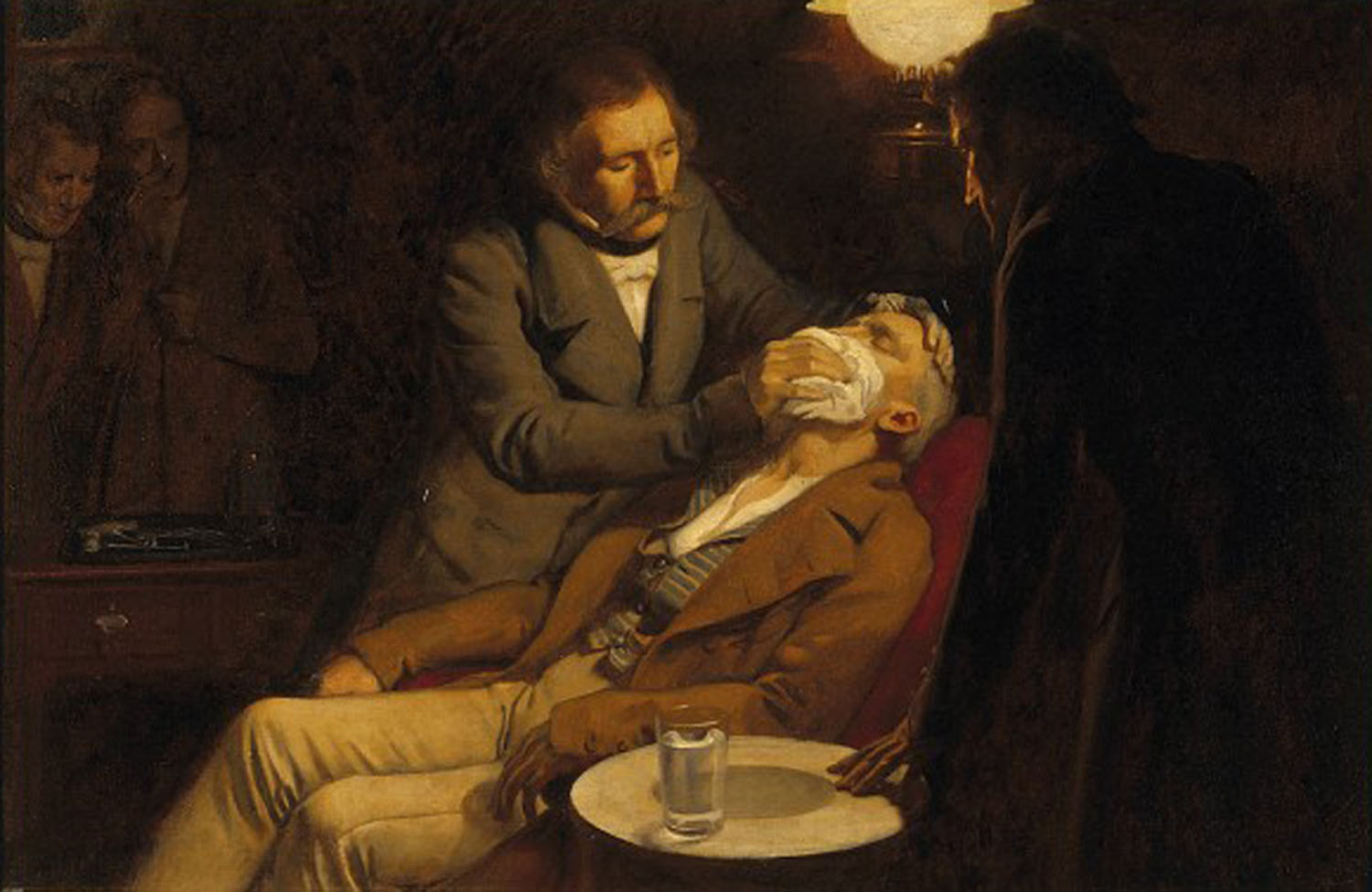
W. T. G. Morton : Anesthésie à l'éther avant l'extraction d'une dent (tableau d'Ernest Board, v. 1920), Gibbs Building, Londres

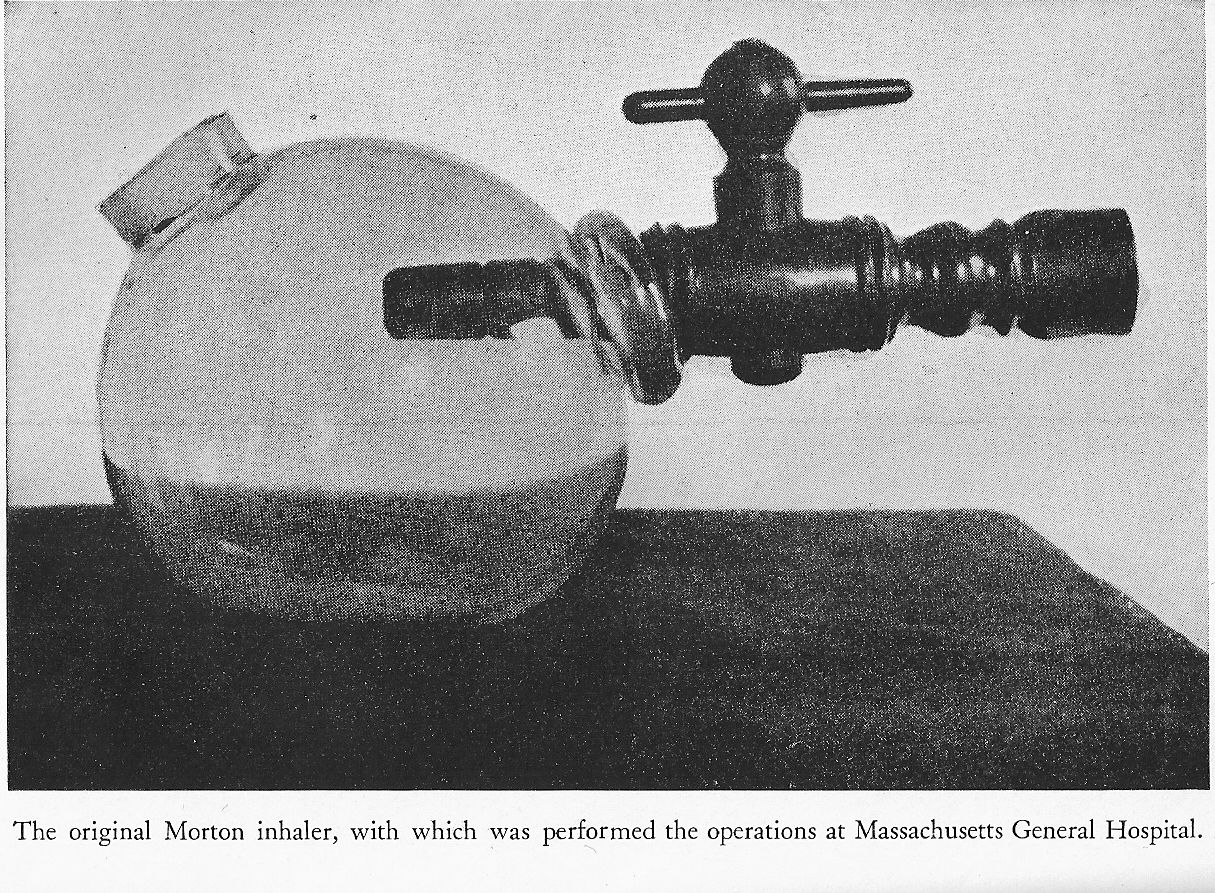
Inhalateur de Morton

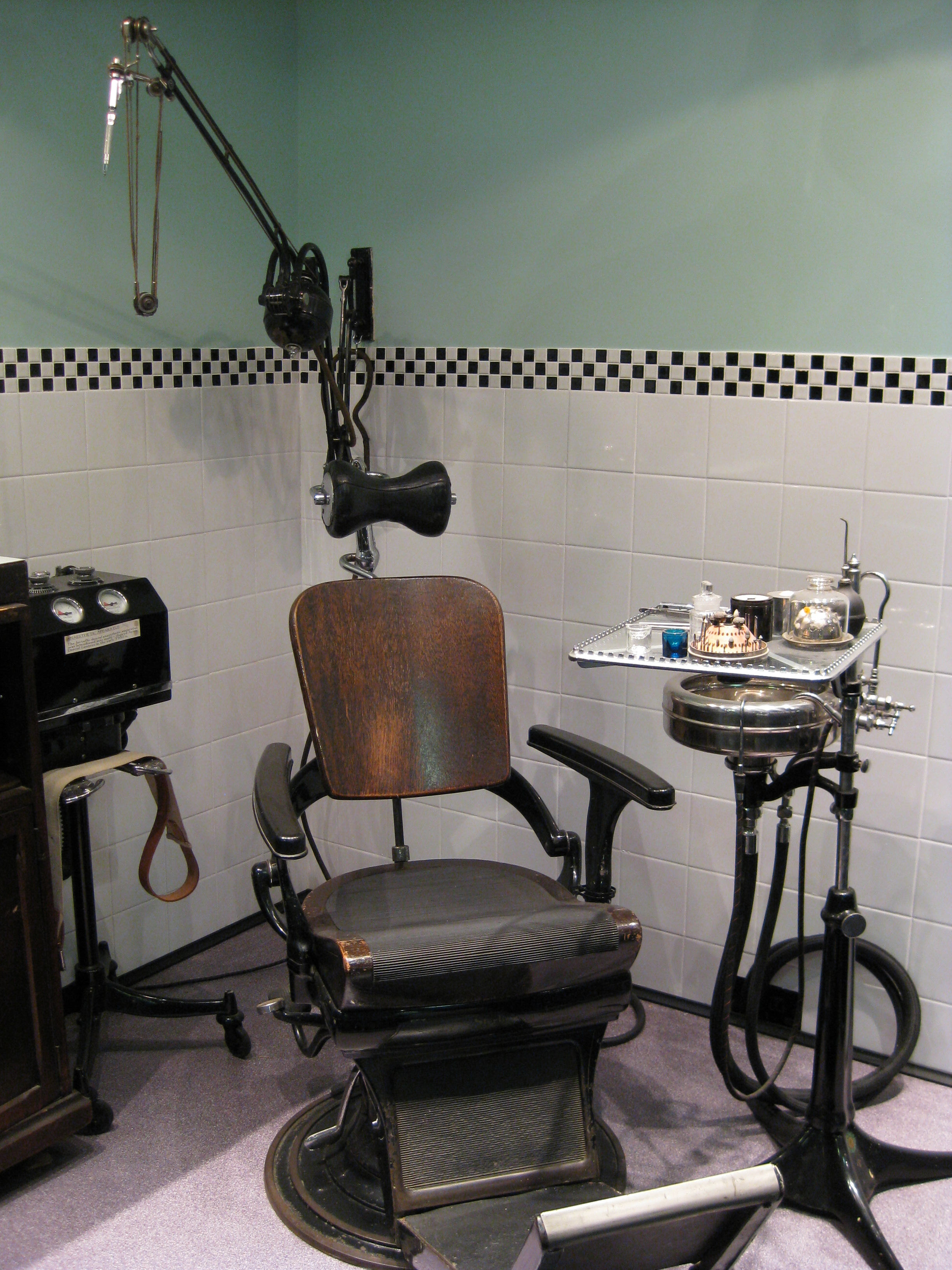
Fauteuil de traitement dentaire avec bras Doriot et entraînement au pied, env. 1940

Le chirurgien français Guy de Chauliac écrit en 1396 la Chirurgia Magna, où il s'occupe (aussi) de la pathologie et du traitement des dents. Il y décrit notamment l'utilisation de l'opium et de la mandragore pour les maladies douloureuses, mais il avertit contre les
effets secondaires.
Ce n'est que bien plus tard que les anesthésiques trouvent une large application. Au début, on utilise le gaz hilarant (N2O) synthétisé en 1772 par Joseph Priestley. L'effet spécifiquement médicinal est découvert en 1799 par le chimiste Humphry Davy par tests sur lui-même. Le premier dentiste qui utilise le gaz hilarant comme moyen anesthésique est Horace Wells à Hartford (Connecticut). Il l'introduit à partir de 1844 avant les extractions, après en avoir observé l'effet anesthésiant par hasard dans une représentation de foire. Après une présentation de l'effet du gaz hilarant, la personne concernée se blesse, mais elle ne ressent aucune douleur de sa blessure.
C'est Horace Wells, qui a un cabinet en commun avec le « père de la parodontologie » John Mankey Riggs, qui se fait extraire une dent de sagesse le lendemain par Riggs à titre d'essai sur lui-même, et n'en ressent pas de douleur, tandis que Colton lui insuffle du gaz hilarant avec son appareil,. On estime que Colton et ses assistants ont extrait un million de dents sous gaz hilarant.
Les anesthésies à l'éther et au chloroforme suivent le gaz hilarant. Le dentiste américain William Thomas Green Morton peut ainsi pour la première fois le 16 octobre 1846 libérer sans douleur un patient de sa souffrance par cette méthode.
Déjà, le 30 mars 1842, Crawford Long a enlevé à un patient sans douleur une tumeur au cou en utilisant un mouchoir trempé dans l'éther. Il néglige de publier, et se prive ainsi de prétentions justifiées à la priorité. C'est pourquoi c'est W. T. G. Morton qui passe depuis pour le fondateur de l'anesthésie à l'éther, après avoir réussi à libérer des patients des douleurs de l'opération au moyen de l'éther. Quand les moignons ou racines de dents défectueuses doivent être enlevés, les patients demandent un traitement indolore. Charles Thomas Jackson, auprès de qui Morton a étudié, attire son attention sur l'effet narcotique de l'éther, que Michael Faraday a déjà décrit dans un traité en 1818. Le 30 septembre 1846, le violoncelliste Eben Frost arrive au cabinet de Morton avec de tels maux de dents qu'il est d'accord pour essayer l'éther pour l'extraction de sa molaire purulente. Quand le patient se réveille de son anesthésie, il affirme à Morton qu'il n'a senti aucune douleur pendant l'extraction de la dent. Morton essaie de cacher le produit qu'il a utilisé, pour tirer profit d'un brevet. Pendant une opération, le 7 novembre 1846, il est forcé par l'auditoire de lever son secret. Morton est ruiné par les frais du procès pour le brevet. La reconnaissance ultérieure du procédé mis au point par Morton suit l'amputation à la cuisse d'une patiente de 20 ans avec succès le 7 novembre 1846.
Il y a de nombreuses résistances contre le fait d'interférer avec la Création de cette manière, et de supprimer la douleur, qui passe pour un moyen divin d'éducation. Et de nombreux représentants d'Églises, comme Protheroe Smith, spécialiste anglican d'obstétrique, le Révérend Thomas Chalmers, modérateur de la Free Church of Scotland, le Rabbin Abraham de Sola, premier rabbin du Canada, soutiennent les opposants à l'anesthésie.

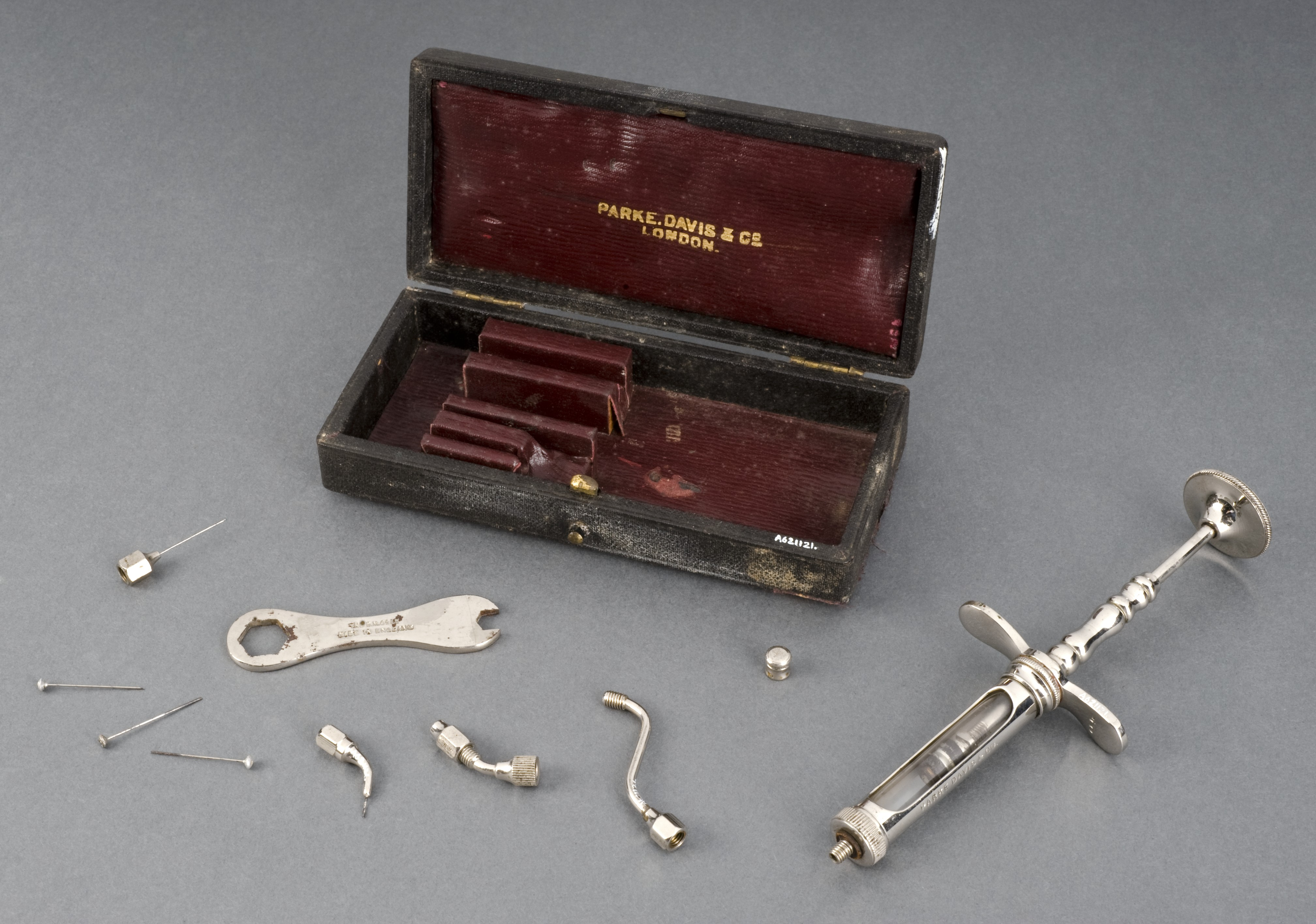
Nécessaire à anesthésie locale. Fin XIXe siècle ; Wellcome

L'utilisation de l'anesthésie générale dans les soins des dents, de la bouche et de la mâchoire est rendue plus difficile par la superposition du domaine d'intervention et de la voie d'anesthésie. L'inhalation de gaz anesthésiques ne permet que de courtes opérations, puisque la bouche doit servir pour respirer et pour l'intervention. Si on fait inhaler le patient par le nez, le gaz est expiré par la bouche, ce qui enivre le dentiste. C'est ainsi que l'on commence la recherche d'un anesthésique local. Quand l'ophtalmologue Carl Köller trouve en 1884 qu'en goûtant la cocaïne, elle anesthésie la langue, le chirurgien William Halsted (1852–1922) utilise pour la première fois la cocaïne en médecine dentaire. Après des premiers essais sur animaux, il applique le procédé à l'anesthésie locale du nerf dentaire inférieur. C'est ainsi que se développent ultérieurement les diverses modalités d'anesthésies locales. En 1905, le chirurgien Heinrich Braun augmente la durée et la profondeur d'action de la procaïne mise au point en 1904 par Alfred Einhorn et commercialisée par Hoechst, en y ajoutant de l'adrénaline. Sur demande de Hoechst, le chimiste Friedrich Stolz né à Heilbronn réussit à synthétiser cette hormone en 1905. Ceci pose les bases d'une thérapeutique dentaire moderne. La même année, August Braun met au point l'idée de l'anesthésie du nerf trijumeau.
La lidocaïne est le premier anesthésique local de type amino-amide, synthétisé en 1943 par les chimistes suédois Nils Löfgren (1913–1967) et Bengt Lundqvist (1922−1953). Ils vendent les droits de brevet de la lidocaïne à l'entreprise de pharmacie suédoise Astra AB. Le développement des anesthésiques locaux se poursuit avec diverses synthèses : en 1957 mépivacaïne, en 1958 prilocaïne, en 1960 bupivacaïne et en 1976 articaïne. En 1981, une nouvelle méthode d'anesthésie locale est mise au point : l'anesthésie intraligamentaire. Elle consiste à injecter de petites doses d'anesthésique sur le bord de la racine de la dent. De premiers essais ont été déjà faits en 1920 en France, où l'on a fait un rapport sur l’anesthésie par injections intraligamenteuses. À l'époque, faute d'instruments appropriés, le procédé n'a pu s'imposer comme méthode standard.

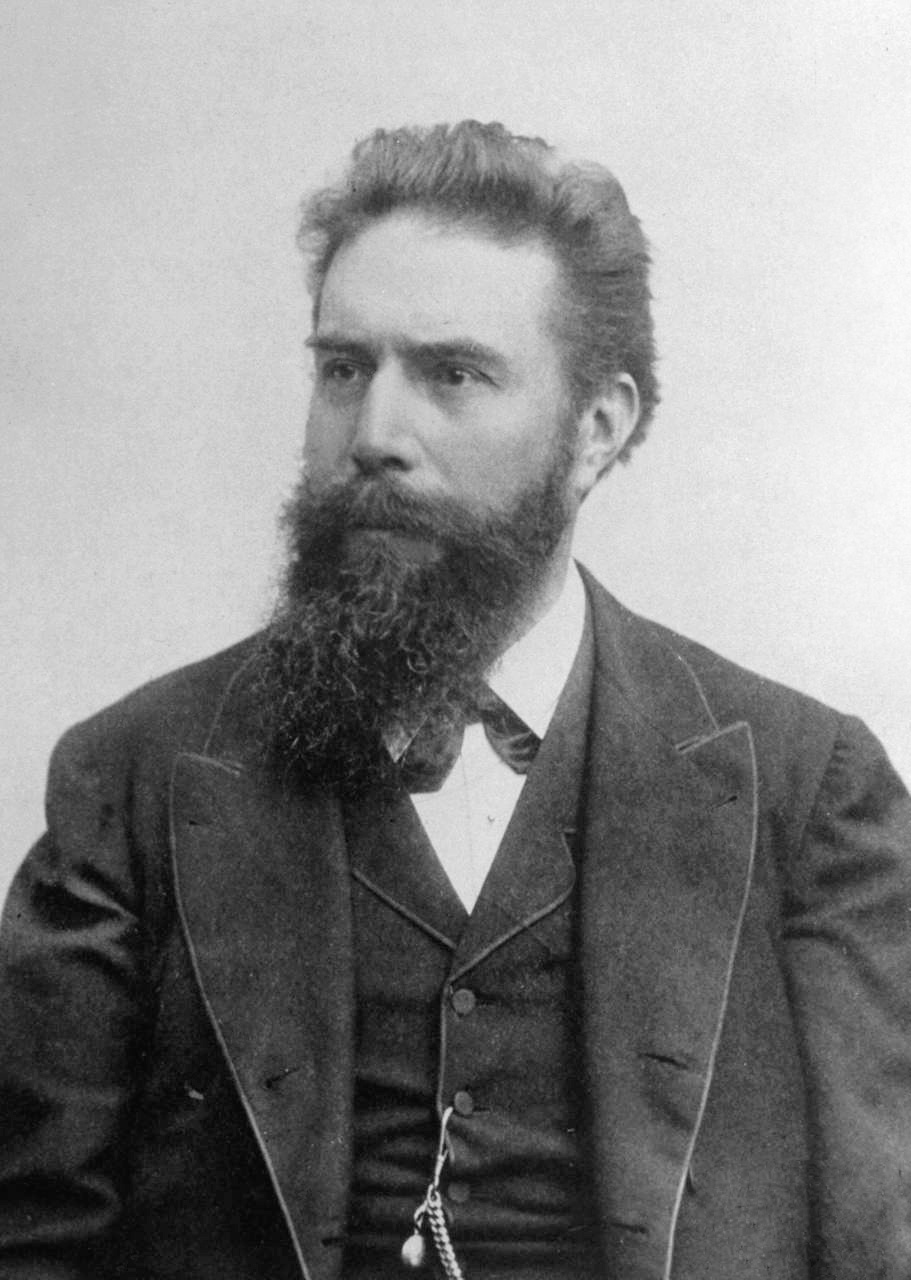
Wilhelm Conrad Röntgen

## Histoire des rayons X dentaires
Le 23 janvier 1896, Wilhelm Röntgen présente à la société de physique médicale les rayons qu'il a nommés rayons X, qu'il a découverts en novembre 1895. C'est alors la main de l'anatomiste et physiologiste Albert von Kölliker qui sert d'objet pour la présentation. Après la présentation, Kölliker propose la dénomination de rayons Röntgen, alors que Röntgen les avait appelés jusqu'alors rayons X. Les deux désignations perdurent selon les aires linguistiques. En janvier 1896 le dentiste Otto Walkhoff, dont Röntgen était patient, aurait fait les premières radiographies de dents, avec un temps de pose de 25 min. L'utilisation de rayons X pour le diagnostic en médecine dentaire a été rendu possible par le travail de Charles Edmund Kells, un dentiste de la Nouvelle-Orléans, qui l'a présenté en juillet 1896 devant des dentistes à Asheville.

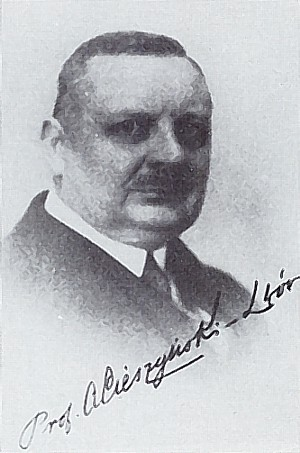
Antoni Cieszyński

Antoni Cieszyński (1882−1941), médecin, dentiste et chirurgien polonais, considéré comme fondateur de la médecine dentaire polonaise, a mis au point la technique isométrique : pour minimiser les distorsions dans la radiographie d'une dent, il faut que les rayons soient perpendiculaires au plan bissecteur entre l'axe de la dent et le plan du film.

Schéma par Numata du panoramique X

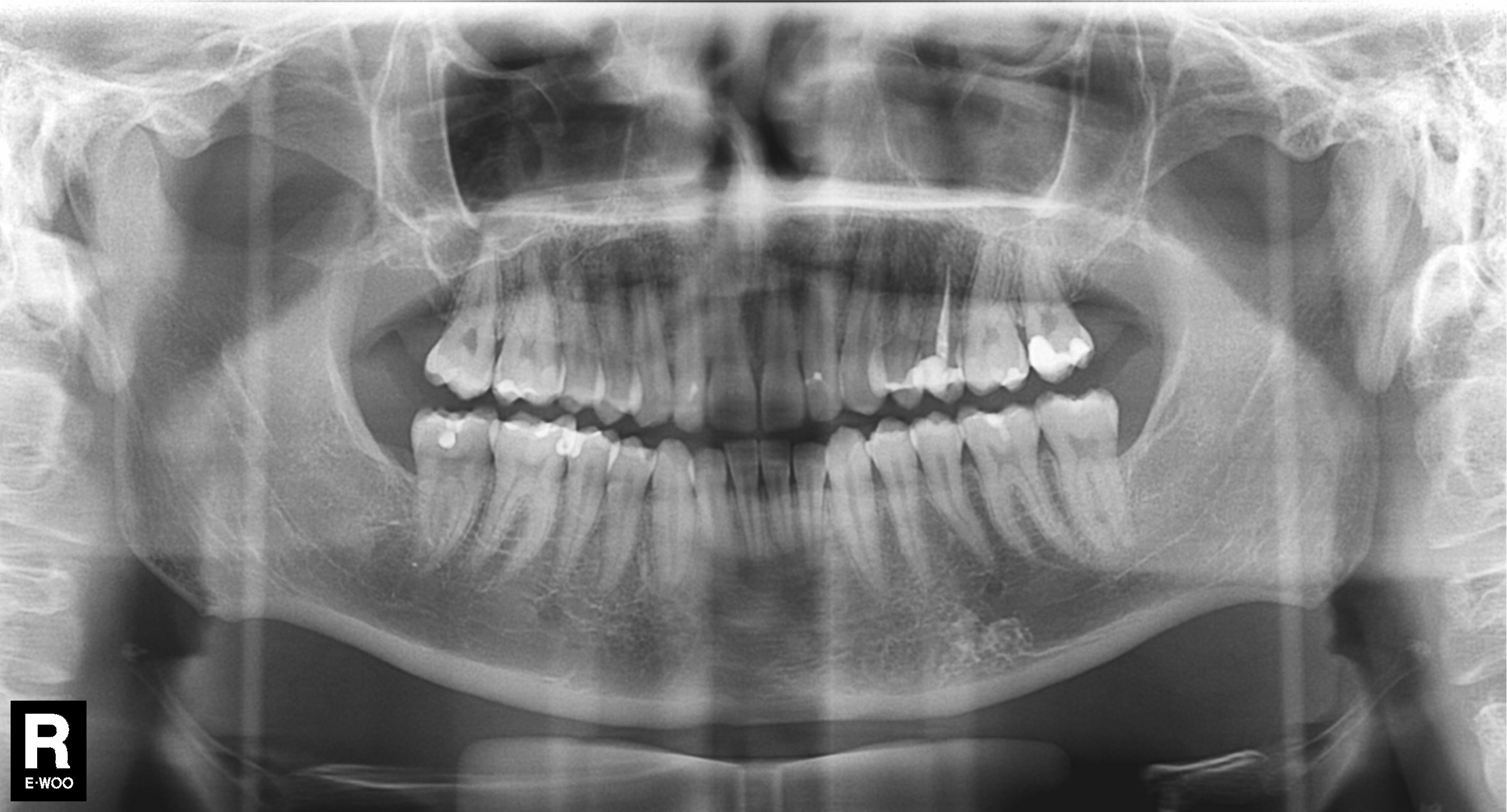
Panoramique X dentaire

En 1934, le Japonais Hisatugu Numata met au point le premier appareil à panoramiques X dentaires. La mise au point de l'appareil intraoral, où le tube émetteur se trouve à l'intérieur de la bouche et le film à l'extérieur suit. En parallèle, Horst Beger, de Dresde, en 1943 et Walter Ott, dentiste suisse, en 1946 mettent au point les appareils Panoramix (Koch & Sterzel), Status X (Siemens) und Oralix (Philips). Le Finlandais Yrjö Veli Paatero (1901–1963) continue à mettre au point la technique et donne à l'appareil le nom de Parabolographie, puis de Pantomographie en 1950, et enfin sur la suggestion du Japonais Eiko Sairenji le nom Orthopantomographie en 1958,,. Le premier de ces appareils est distribué en 1961 sous le nom de Panorex par la firme S.S. White. Les tubes émetteurs et le film y tournent de façon synchrone autour de la tête du patient. À la fin des années 1980, les appareils panoramiques intraoraux sont abandonnés définitivement, parce que la dose de rayonnement par le tube en contact avec la langue et la muqueuse buccale se trouve trop élevée.
En 1987, Trophy Radiology (France) a mis sur le marché le premier appareil à rayons X numérique pour images dentaires intra-orales sous le nom de Radiovisiographie. En 1995, DXIS, le premier appareil panoramique dentaire numérique est introduit par Signet (France), suivi en 1997 par SIDEXIS, (Siemens, plus tard Sirona) avec Ortophos Plus. Au lieu d'un film, les appareils contiennent un scintillateur, qui transforme les photons X incidents soit en lumière visible soit directement en impulsions électriques. Les données captées dans le détecteur sont renvoyées sous forme numérique à l'écran d'un ordinateur.

## Étapes vers les soins dentaires modernes
Les progrès techniques généraux, et la mise au point de nouvelles matières, ainsi que les procédés de traitement chirurgical devenus possibles tant par l'anesthésie locale que par les possibilités de diagnostic par rayons X, les soins dentaires et la technique associée ont éprouvé un développement rapide qui va être esquissé ci-après.

### Soins dentaires

#### Pâte dentifrice

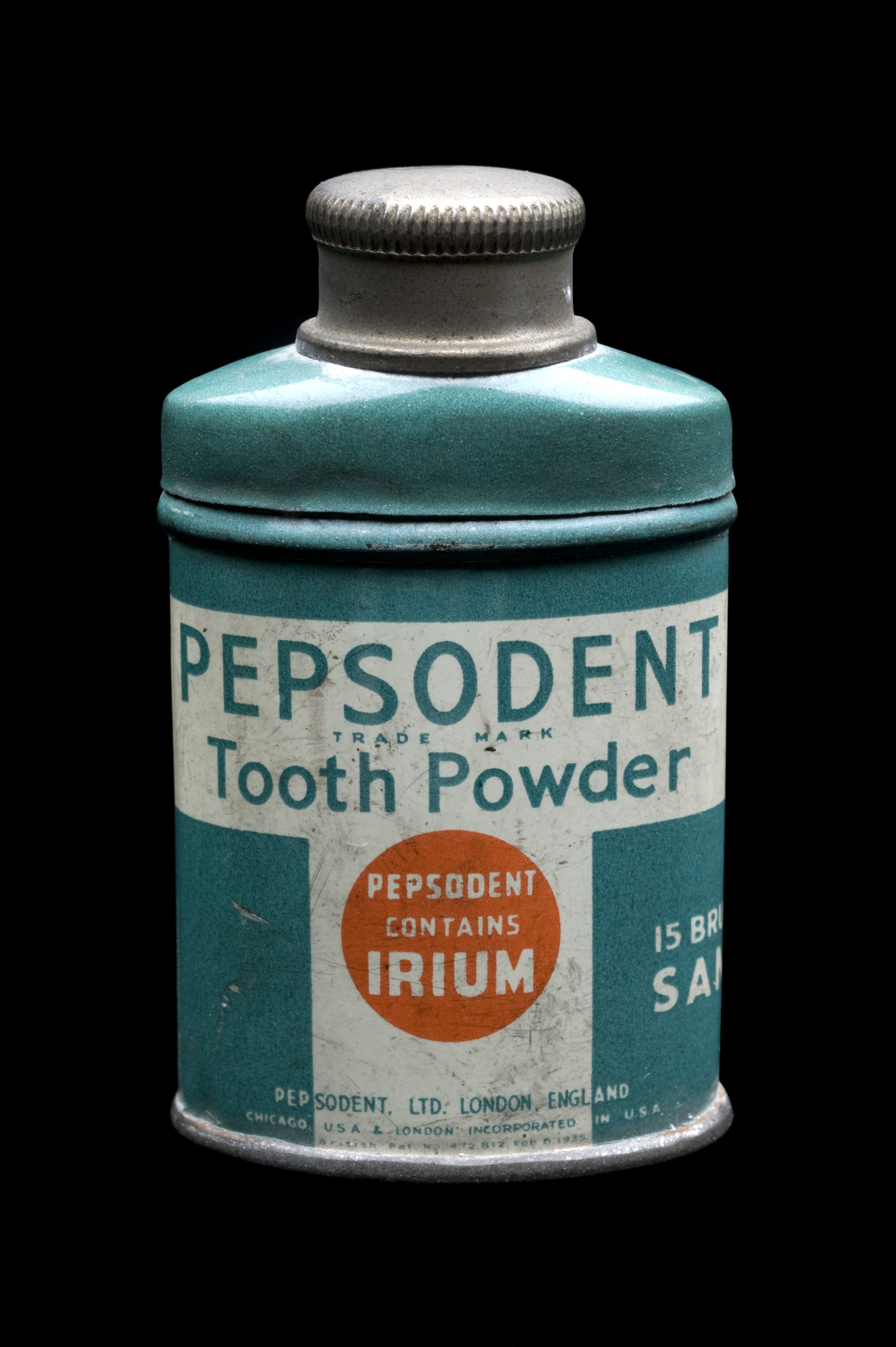
Poudre dentaire

En 1850, Washington W. Sheffield invente, à l'âge de 23 ans, la première pâte dentifrice du monde, en utilisant la glycérine. Son fils, Lucius Tracy Sheffield, observe pendant ses études à Paris l'utilisation de tubes métalliques compressibles pour les couleurs et la laque. Il en tire en 1876 l'idée de remplir ce genre de tubes avec la pâte dentifrice de son père. À partir de 1887, Carl Sarg à Vienne vend à grand renfort de publicité sa crème dentaire Kalodont en tubes refermables. En 1892, l'entrepreneur de Dresde Karl August Lingner met sur le marché l'eau dentifrice Odol, un remède qui, par un mélange d'huiles essentielles offre pour la première fois des actions cosmétique et médicale, par ajout d'un antiseptique. L'inventeur de cette eau dentifrice, qui sera distribuée plus tard par GlaxoSmithKline, est Richard Seifert. La même année, la « Crème dentifrice du Dr Sheffield » est produite et distribuée.

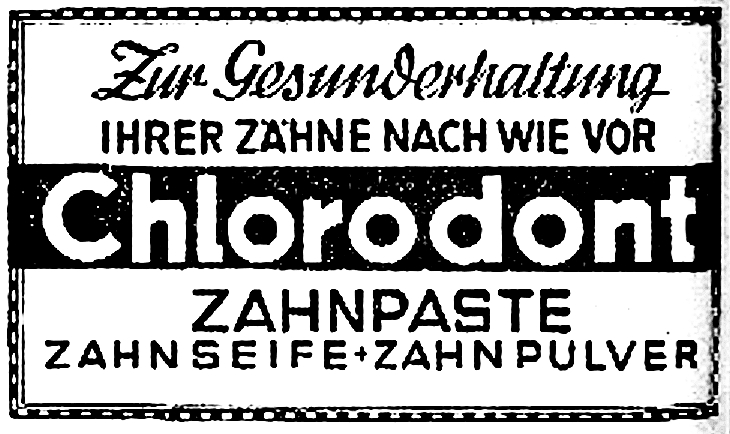
Publicité pour le dentifrice Chlorodont, 1947

En 1896, la firme Colgate entre dans le marché des tubes dentifrice, et se construit un empire sur ce produit. En mai 1907, le pharmacien de Dresde Ottomar von Mayenburg fait une pâte de poudre de pierre ponce, de carbonate de calcium, de savon, de glycérine et de chlorate de potassium, qu'il parfume à la menthe et appelle Chlorodont. En 1915, le Pepsodent est introduit aux États-Unis tout d'abord sous forme de poudre, puis de pâte. Il sera repris en 1944 par Unilever et en 2003 par Church & Dwight. Il est tout d'abord vanté pour son contenu en irium (lauryl-sulfate de sodium). Ultérieurement, de la pepsine est ajoutée.

#### Brosses à dents

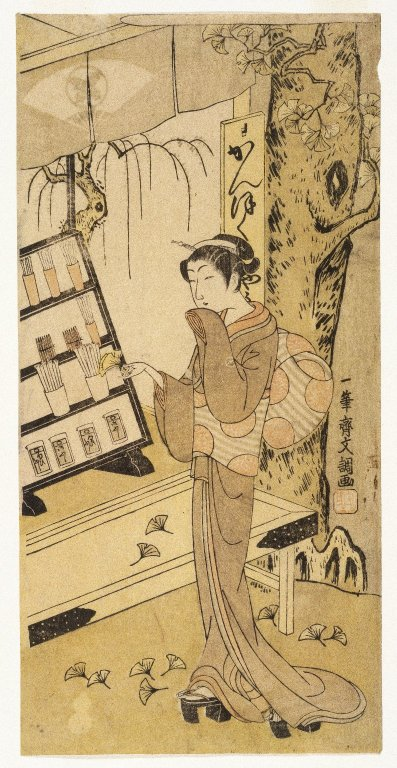
Boutique de brosses à dents japonaise, vers 1770

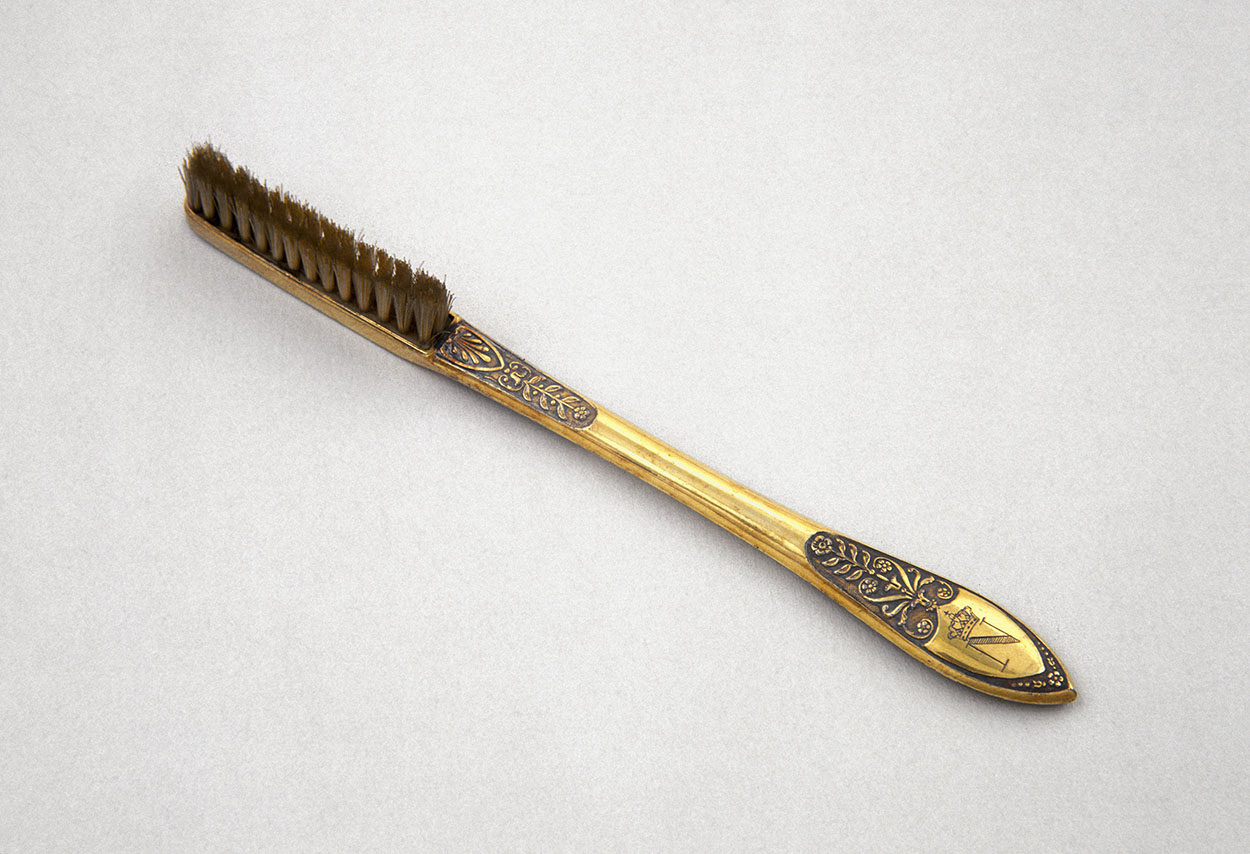
Brosse à dents à poignée en argent doré de Napoléon Ier.

La première brosse à dents, en soies de porc, ressemblant à une brosse à dents moderne a été trouvée en Chine et datée de la dynastie Tang (619-907). En 1223, le maître Zen japonais Dōgen Kigen (希玄, 永平), dans son ouvrage majeur Shōbōgenzō (正法眼蔵), fait des dessins sur la manière dont les moines chinois se nettoient les dents avec des soies de crins de cheval. Des voyageurs ont rapporté les brosses en Europe, où elles se sont répandues au XVIIe siècle. Les poils étaient des poils de cou de porc et étaient fixées à des poignées d'os ou de bambou. Les poils de ce genre de brosse naturelle conduisaient à des maux de dents, parce qu'elles étaient faites par section des poils, ce qui conduisait à des extrémités trop aiguës, endommageant l'émail des dents. En outre, on les considère comme non-hygiéniques. On dit que William Addis aurait été jeté en prison pour activités subversives, et qu'il y aurait bricolé une brosse à dents. Après sa libération, il aurait commencé la première production de masse de brosses à dents vers 1780 en Angleterre. Le dentiste Levi Spear Parmly de La Nouvelle-Orléans recommandait à ses patients en 1815 l'usage de fil dentaire pour le nettoyage de l'intervalle interdentaire. Le premier fil dentaire commercialisé, non ciré, a été fait en 1882, et a fait l'objet d'un brevet de Johnson & Johnson en 1898. En 1840, la production de masse de brosses à dents a commencé en France, Allemagne et Japon. En 1934, Wallace Hume Carothers invente le nylon, qui trouve sa première application pour la fabrication de brosses à dents en nylon par DuPont sous le nom de Doctor West's Miracle Toothbrush. Les poils de brosse synthétiques ont des pointes arrondies et donc douces pour l'émail, par la fusion de l'extrémité en matière synthétique. La première brosse à dents électrique Broxodent a été mise au point en Suisse par Philippe-Guy Woog et vendue à partir de 1956 par Squibb.

#### Fluoration
Les premiers produits de soin pour la bouche (pâte, poudre et eau dentifrices) contenant du fluorure ont été fabriqués en 1895. Stimulés par les travaux d'Albert Deninger, ils ont été commercialisés par la firme de chimie Karl Friedrich Töllner, de Brême, sous la marque Tanagra,. Cependant, en Europe, malgré une préhistoire relativement longue (depuis le début du XIXe siècle), et des activités locales précoces mais limitées, l'application de la fluoration à la prophylaxie des caries n'a rencontré un grand intérêt qu'après la fin de la seconde Guerre mondiale. Les raisons pour cela sont avant tout les données d'analyses contradictoires, le faible écho dans les milieux de la médecine dentaire et aussi le potentiel toxique des fluorures. Ce sont les pâtes dentifrices fluorées qui ont fait une première entrée plus large, après que l'on a reconnu aux États-Unis leur effet protecteur contre la carie. Dans certaines régions des États-Unis, une concentration en fluorures naturels particulièrement élevée dans l'eau de boisson a été reconnue en 1931 comme la cause de la décoloration de l'émail des dents. Dans ces régions, le taux de caries s'est avéré particulièrement bas. Ceci a conduit à l'idée d'enrichir l'eau courante avec du fluorure. Les solutions et gels de fluorure ont été testés pour l'application topique en cabinet dentaire, et finalement, depuis les années 1950, les pâtes dentifrices fluorées ont été l'objet de publicités intensives. D'après les études les plus récentes, les fluorures développent leur action protectrice contre la carie principalement par application locale.

#### Épidémiologie buccale
En rapport avec la recherche sur les fluorures, l'indice DMF a été depuis les années 1930 un important outil pour comparer la santé des dents entre groupes de population. Cet indice résume le nombre de dents cariées (D : decayed), manquantes (M : missing) et plombées (F : filled), et a été développé dans plusieurs directions par l'OMS.
La mise au point de cet indice et de ses variantes a duré de 1931 à 1981, date à laquelle l'OMS a pu établir des buts globaux d'épidémiologie buccale, avec la Fédération dentaire internationale.

#### Scellement des dents

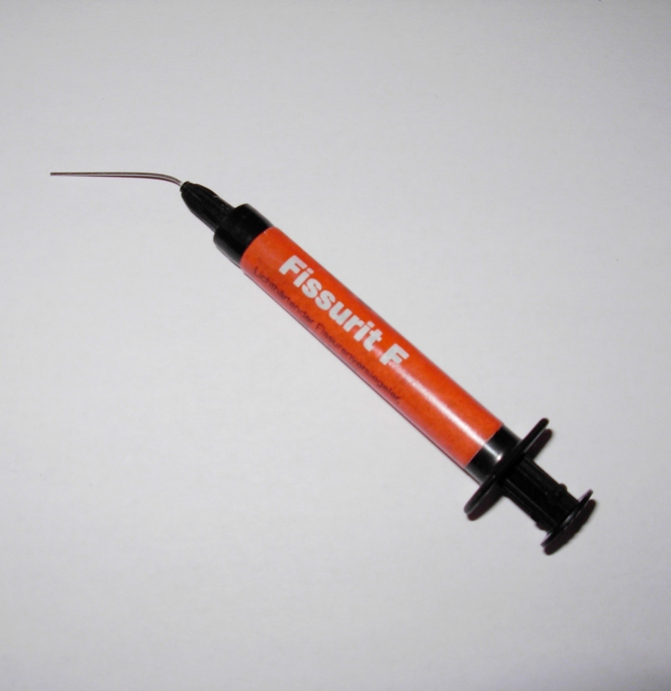
Seringue d'application de la laque pour le scellement des fissures

Frederick S. McKay désigne comme de l’excellent dentistry les mesures préventives par lesquelles des dentistes dans les années 1940 pourvoyaient de plombages à titre préventif les surfaces occlusales des dents exemptes de caries, pour prévenir la survenance de caries dans les fissures.
Michael G. Buonocore (1918−1981) décrit en 1955 pour la première fois le principe moins invasif du scellement des dents. Il a fait des études cliniques contrôlées avec Eriberto Ivan Cueto au milieu des années 1960. Le plus souvent, il est fait chez des enfants ou adolescents pour la protection contre les fissures sur la face occlusale, les fissures buccales et palatines qui retiennent la plaque dentaire, la petite fente à la base du Tubercule de Carabelli ainsi que les trous aveugles sur les incisives supérieures. On comble ces fissures avec une laque durcissant à la lumière, qui colle à l'émail des dents préalablement corrodé pour former des microcavités retenant la laque. En 1976 le procédé a été reconnu comme sûr et efficace par l’American Dental Association, association de dentistes américains, et il a été alors mondialement répandu pour la prévention de la carie.

### Soins dentaires pour les enfants

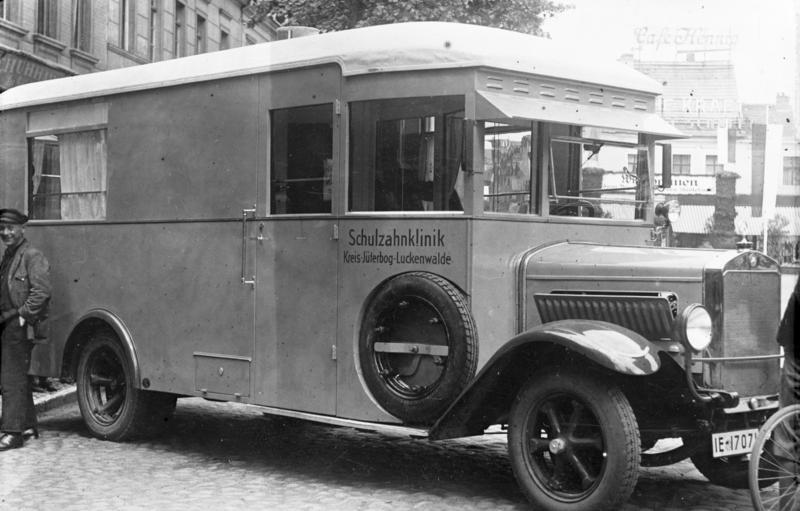
La voiture de la clinique dentaire ambulante des écoles, 1931.

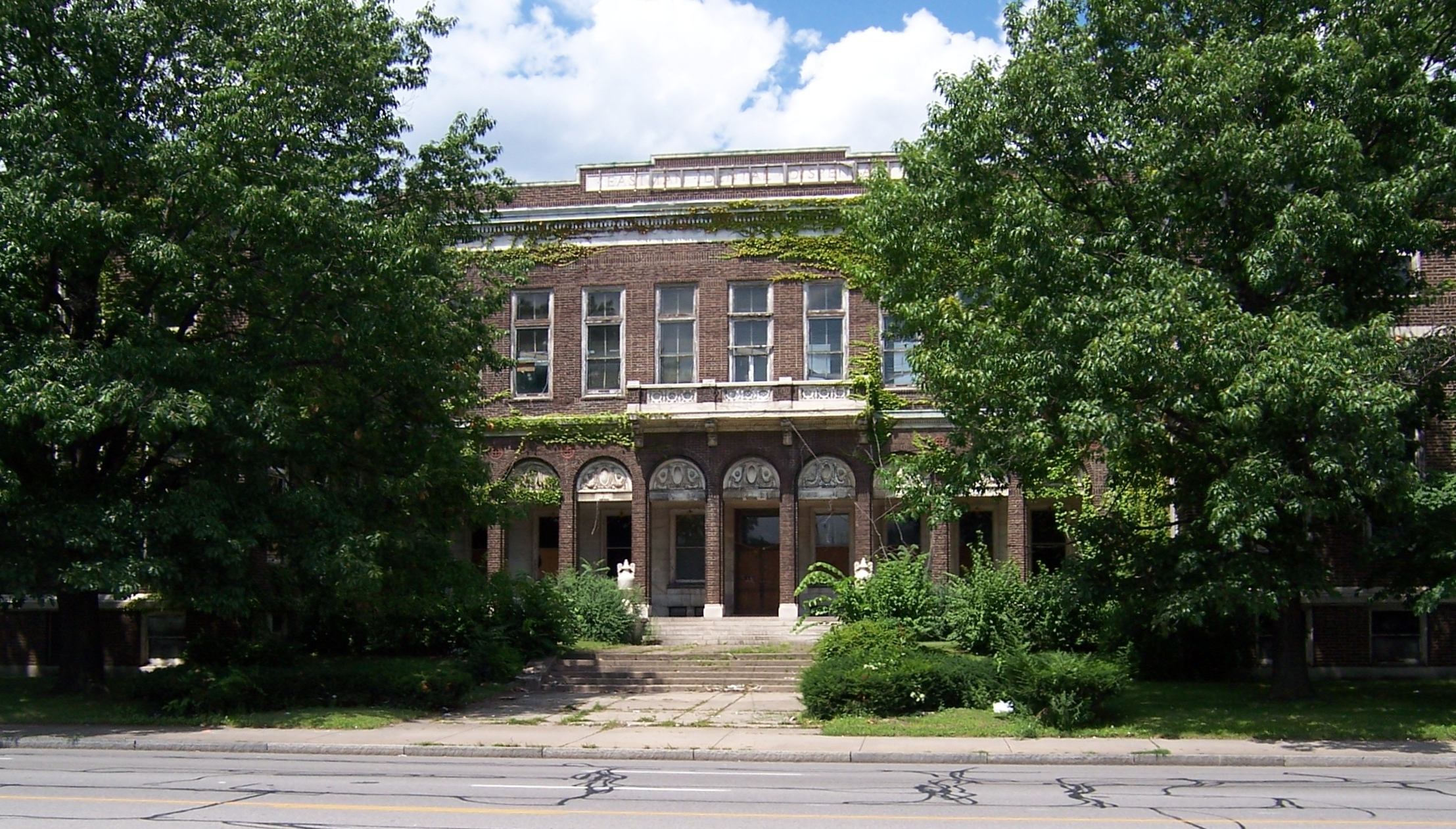
Dispensaire dentaire Rochester – Eastman

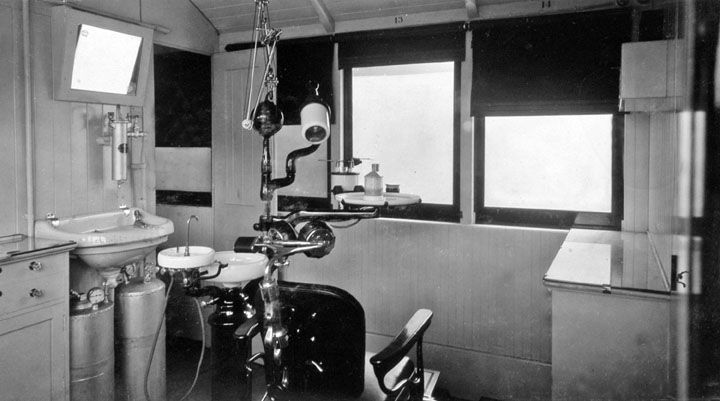
Soins dentaires infantiles dans une voiture de chemin de fer à Brisbane

En 1743, le Français Robert Bunon rédige des travaux extensifs sur la médecine dentaire infantile dans son livre Essay sur le Maladies des Dentes. Il y attire l'attention également sur l'importance à ce point de vue d'une nourriture convenable pendant la grossesse et l'enfance. John Greenwood (en) fait le premier de la publicité pour son cabinet de New York dans les années 1780, en demandant des honoraires réduits pour le traitement dentaire des enfants. Au début du XIXe siècle, Christophe François Delabarre (1787–1862), qui s'occupe des soins dentaires des enfants dans des orphelinats à Paris suit cette initiative. Le premier programme de prophylaxie des enfants a été lancé en 1851 par François-Joseph Talma (1792–1864) à Bruxelles, alors que Talma était dentiste du roi des Belges Léopold Ier. Il est aussi considéré comme le fondateur de la médecine dentaire belge. Depuis lors, tous les enfants entre 5 et 12 ans d'âge devaient se soumettre à un examen et à un traitement dentaires. Dans la seconde moitié du XIXe siècle, les premières cliniques pour les soins dentaires infantiles ont été fondées à Strasbourg, Hanovre, Offenbach-sur-le-Main et Wurtzbourg. La première règlementation sur les soins dentaires à l'école de Prusse date de 1898, et est faite par le ministère de l'enseignement. En octobre 1902, la toute première école de soins dentaires scolaires est ouverte à Strasbourg. En 1909, la fondation du Comité central allemand pour les soins dentaires à l'école par les unions d'assurances sur la vie et sur la maladie, les représentants des corporations locales, les dentistes voit naître la Communauté de travail allemande pour les soins dentaires de la jeunesse. En 1914, l'Allemagne est à la pointe de tous les États développés dans le domaine de la prévention sociale en matière d'hygiène. Le premier pays à introduire des soins dentaires scolaires financés par l'État est la Norvège en 1919. Dans les arrondissements de Jüterborg-Luckenwalde une auto est mise en service comme clinique dentaire scolaire, où les enfants se font examiner et soigner les dents. Au moment des guerres mondiales, les soins dentaires pour la jeunesse marquent un arrêt, jusqu'à ce que le 8 juillet 1949 le Comité allemand pour les soins dentaires de la jeunesse soit fondé en République Fédérale, et qu'il établisse pour tous une prophylaxie de groupe (dentiste scolaire). À côté, s'établit une spécialisation pour les dentistes d'enfants.

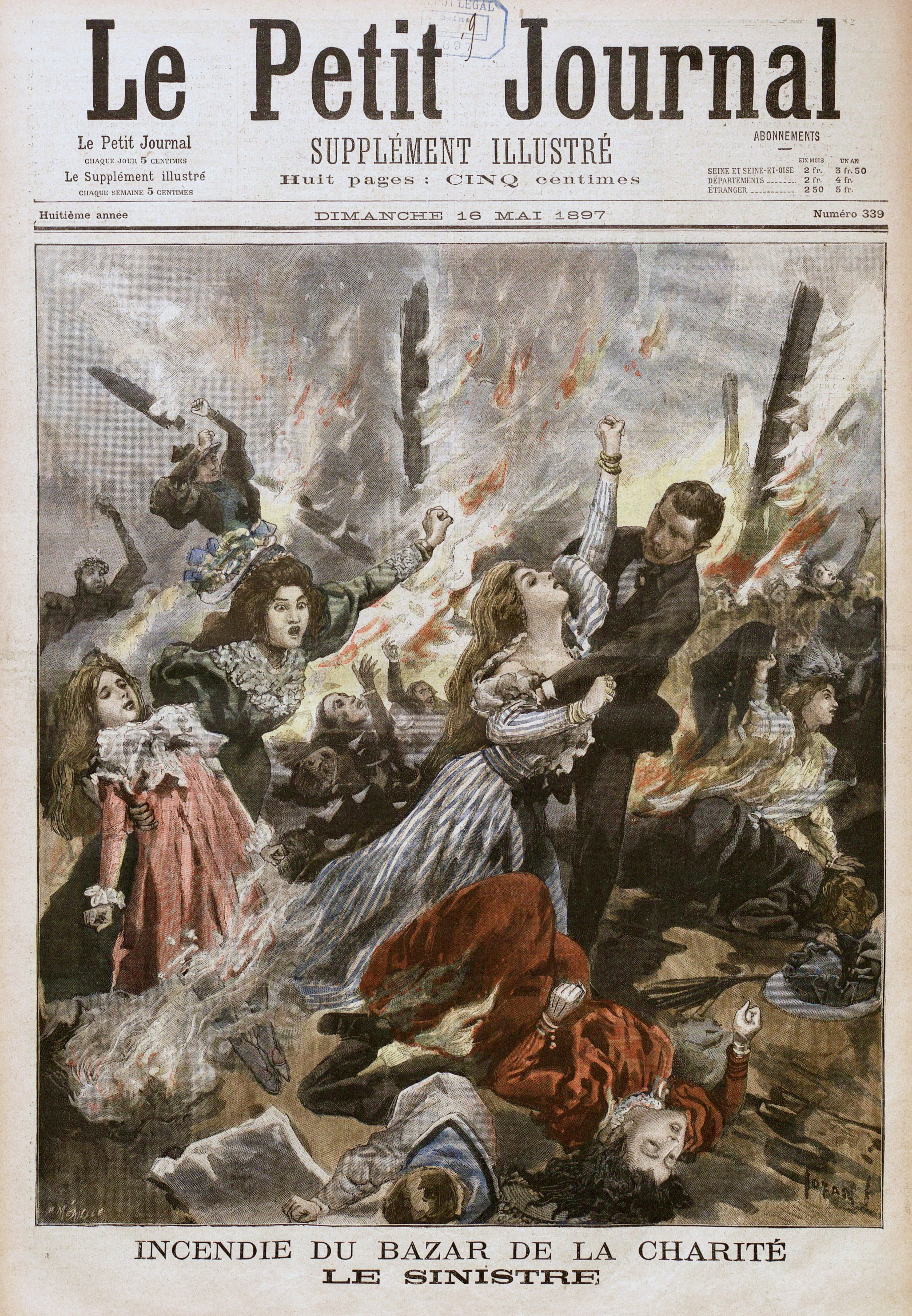
Incendie dans le Bazar de la Charité

### Dentisterie forensique
Il existe quelques cas, rapportés surtout depuis le Moyen Âge, où les identifications sont faites au moyen des dentures. Dans les années 1940, les dentistes sont passés à l'usage de graver le nom du patient sur la prothèse. Ceci permet, si nécessaire, d'identifier plus facilement les personnes avec des prothèses ainsi marquées. Le dentiste Paul Revere a mis au point ces possibilités d'identification, et est considéré depuis comme cofondateur de la dentisterie forensique,. Le dentiste Oscar Amoëdo y Valdes (1863-1945) de Cuba est, lui, nommé père de la dentisterie forensique. La raison est le tragique incendie catastrophique où 129 personnes ont trouvé la mort pendant une manifestation de bienfaisance, le Bazar de la Charité à Paris en 1897. Amoëdo n'a pas participé à l'identification des victimes de l'incendie, mais a enquêté auprès des personnes impliquées et a publié les premiers résultats dans le premier livre de dentisterie forensique, L'Art Dentaire de Médecine Légale. Mais il nomme, lui, Albert Hans, le consul du Paraguay comme inventeur de la dentisterie forensique. Celui-ci aurait convoqué les dentistes traitants des victimes de l'incendie pour identifier les victimes grâce à leur aide.

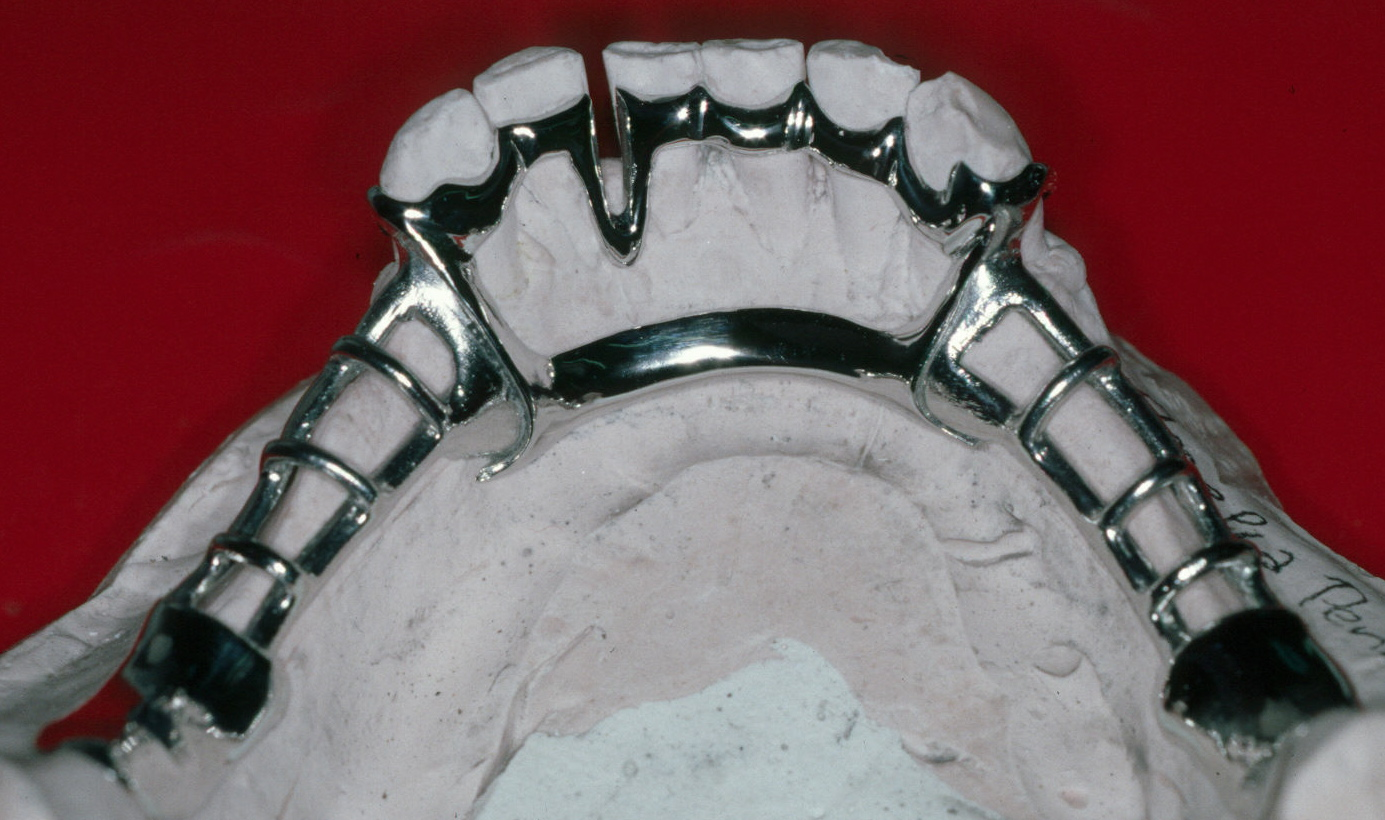
Armature de prothèse moulée, sur un moulage en plâtre

### Alliages sans métal précieux
À la fin du XIXe siècle, l'Américain Elwood Haynes met au point un alliage à base de cobalt (point de départ de la famille des stellites), qu'il soumet en 1907 au bureau des brevets. Il forme la base des alliages en chrome-cobalt-molybdène utilisés jusqu'à présent pour les soins dentaires avec les prothèses à châssis métallique et les techniques de couronnes et de bridges. En règle générale les alliages cobalt-chrome aisément fusibles se distinguent des alliages durs par l'addition d'une faible quantité de tungstène. Un des premiers alliages cobalt-chrome qui s'accorde avec des céramiques à bas point de fusion et à haut coefficient de dilatation a été mis au point par la société d'orfèvrerie BEGO de Brême en 1999.

### Traitement des canaux radiculaires

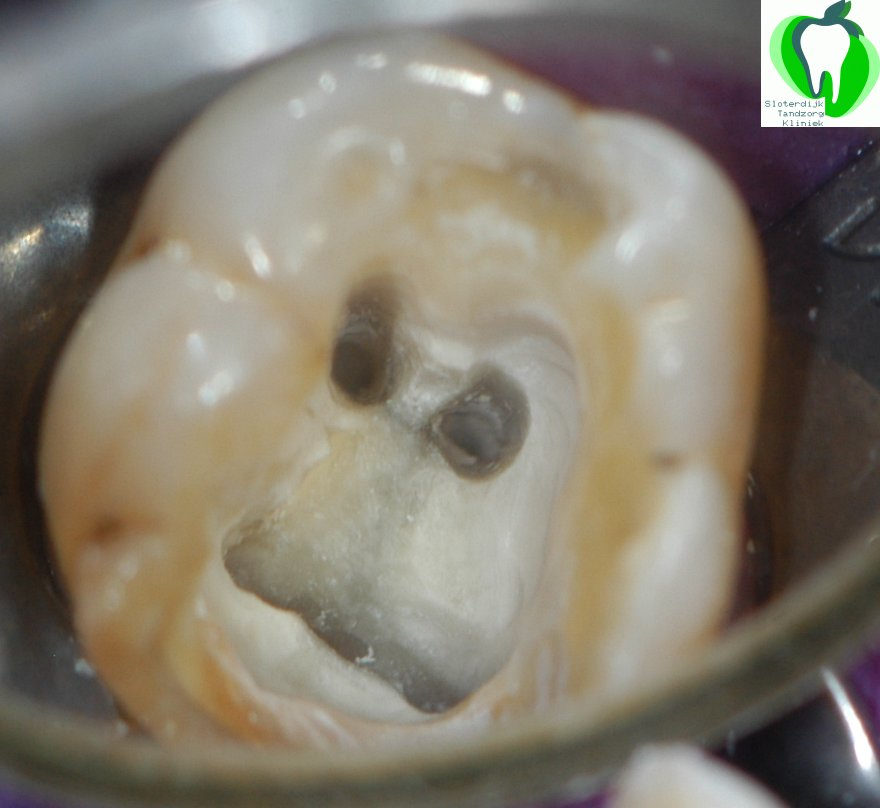
Entrée des canaux radiculaires d'une molaire

La renommée mondiale de Philadelphie et sa grande influence sur le développement de l'endodontie pour près de deux siècles est à rapporter à l'activité de Louis I. Grossman à Philadelphie, et à ses successeurs sur la chaire nommée d'après lui, Leif Tronstad et Syngcuk Kim, bien que les premiers essais aient été faits, comme indiqué ci-dessus, par Fauchard, Hunter et Pfaff. Le Suisse Alfred Gysi a inventé en 1889 la pâte trio (paraformaldéhyde, crésol, et creolinum anglicum) et propose de nettoyer le canal radiculaire au moyen de peroxyde d'hydrogène (H2O2) trouvé par Louis Jacques Thénard en 1818. Henry Drysdale Dakin introduit en 1915 l'eau de Javel avec succès tout d'abord pendant la première Guerre mondiale, tout d'abord pour désinfecter les blessures, et elle servira sous le nom de solution de Dakin en endodontie. Grossman et Benjamin W. Meiman démontreront au milieu des années 1940 l'aptitude de la solution de Dakin à dissoudre les tissus dans le canal radiculaire et fonderont ainsi l'ère du rinçage des canaux radiculaires. En 1922 Otto Walkhoff passe à l'université de Wurzbourg. Il s'occupe de la structure fine et de la pathologie de la dent, y compris du traitement des canaux radiculaires. La pâte nommée d'après lui pâte de Walkhoff contient de l'iodoforme additionné de chlorophénols, de camphre et de menthol, et est utilisée jusqu'aujourd'hui comme remplissage thérapeutique temporaire du canal radiculaire. Le concept d'endodontie (ἔνδον (endo-, interne), ὀδών (odon, dent)) est attribué au dentiste Harry B. Johnston d'Atlanta (Géorgie), qui ouvre son propre cabinet en 1928, limité à l'endodontie. La même année, le Français Henri Lentulo met au point un grand nombre de techniques de traitement, qui sont encore appliquées aujourd'hui par les dentistes du monde entier. Parmi celles-ci, citons l'obturateur de racines en forme de spirale qui porte son nom, pour l'obturation mécanique des canaux radiculaires et une pâte d'obturation pour les canaux,.
André Schröder présente en 1954 le premier représentant des pâtes d'obturation de racines à base d'eugénate, sous le nom de scellement en résine époxyde AH26. En 1959, les deux Suisses Angelo G. Sargenti (1917–1999) et Samuel L. Richter introduisent un médicament et scellement, le N2, qui contient du formaldéhyde et autres substances discutables, que certains dentistes ne font qu'admirer, et d'autres critiquer, parce qu'il a provoqué de massives irritations de la pulpe dentaire, jusqu'à l'apparition de lésions périapicales. Il s'est ensuivi la Ledermixpaste par André Schröder en 1962, une combinaison d'antibiotique (tétracycline) et d'un dérivé de la cortisone (triamcinolone). La dissatisfaction vis-à-vis des matériaux d'obturation des canaux radiculaires se montre au grand nombre de diverses pâtes existantes, auxquelles il faut ajouter, outre celles déjà mentionnées, le polyméthylsiloxane, le scellement à la chaux ou à l'ionomère vitreux ou à base de polycétones (diacet), de polyméthacrylates ou d'acide salicylique.

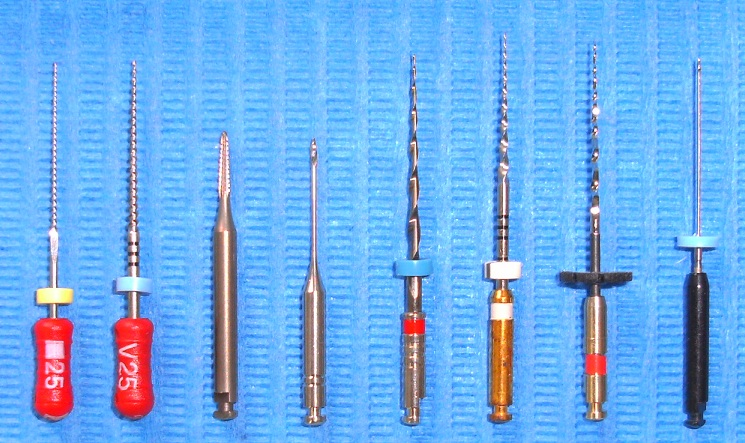
Instruments pour les canaux radiculaires en nickel-titane

En endodontie, c'est la gutta-percha qui est actuellement le moins contesté des matériaux d'obturation. Des bâtonnets à la gutta-percha utilisés pour la technique de la condensation latérale consistent en 20 à 40 % de gutta-percha, 30 à 60 % d'oxyde de zinc, des cires ou plastiques, des sulfates de métaux lourds, des colorants et quelques éléments traces. Le reste de l'espace dans la lumière du canal radiculaire doit être bouché par un scellement. Après qu'Edwin Truman a utilisé comme matériau de remplissage la gutta-percha, un latex de plante de la famille des sapotaceae, cette dernière sort sur le marché en 1850, mêlée de chaux, de quartz et de feldspath comme matériau d'obturation du nom de l'inventeur Asa Hill, Hill's Stopping,. Après que G. A. Bowman a pour la première fois obturé les canaux radiculaires d'une molaire extraite avec des bâtonnets de gutta-percha coniques, S. S. White met sur le marché en 1887 des bâtonnets de gutta-percha.
La préparation du canal radiculaire est révolutionnée par le remplacement de la matière préférée pour les instruments depuis environ un siècle, l'acier inoxydable, par le nitinol, un alliage nickel-titane appartenant à la famille des alliages à mémoire de forme (Harmeet D. Walia et al. 1988), qui a contribué à une avancée qualitative mondiale, parce que la préparation de canaux radiculaires difficilement courbés est devenue plus sûre grâce à la résistance accrue des instruments à la rupture et à la courbure. Le nitinol a été mis au point en 1958 au Naval Ordnance Laboratory (USA) par William J. Buehler et Frederick Wang,.

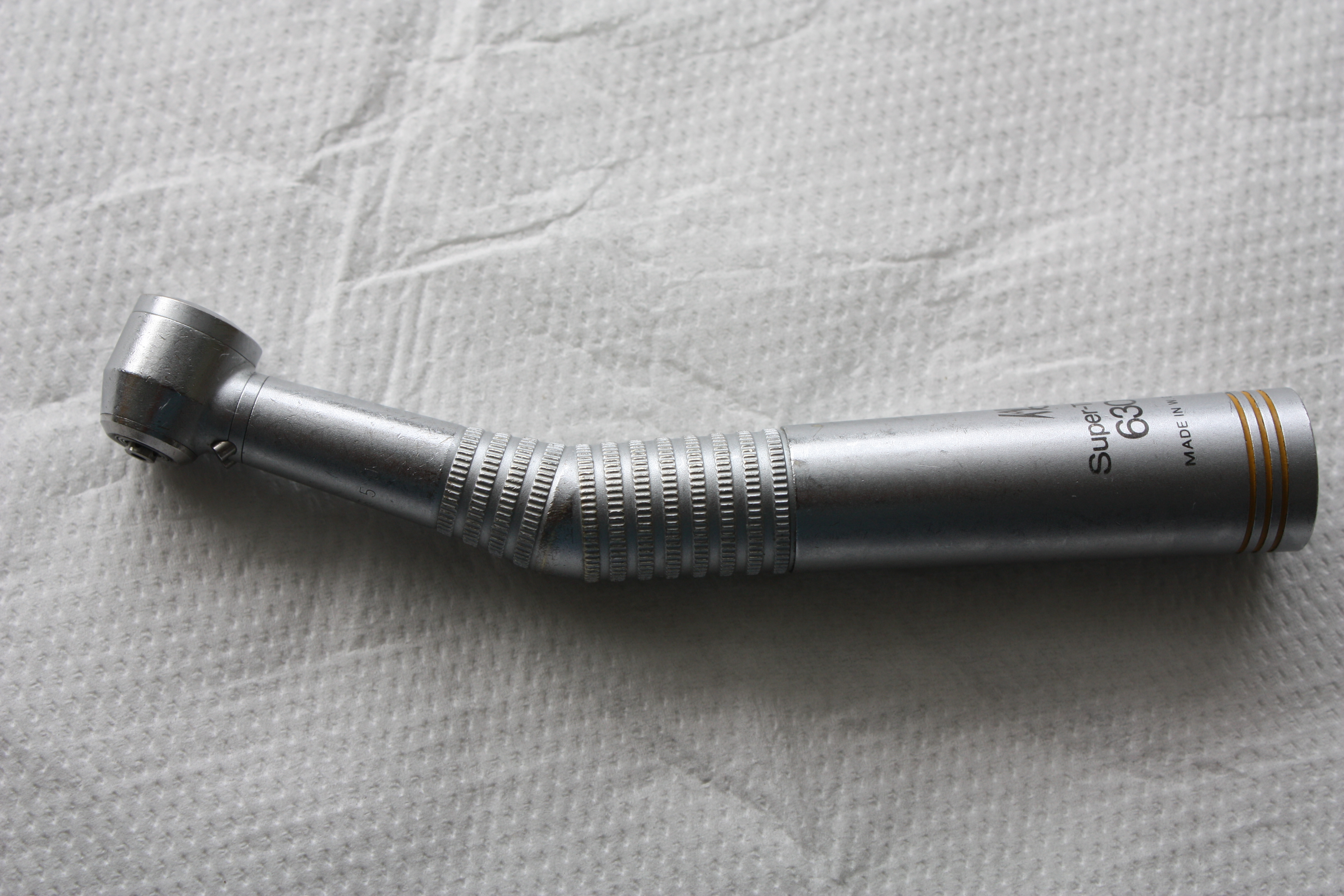
Turbine

### Foreuses

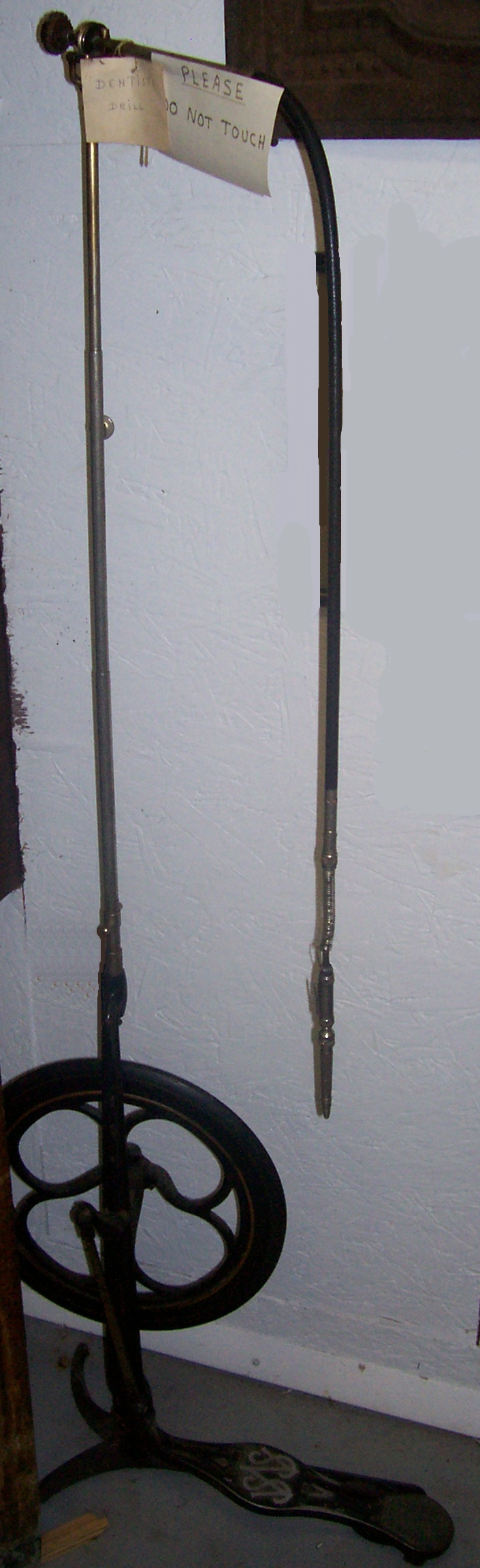
Foreuse à pédale

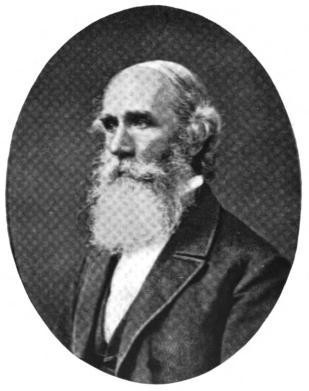
John Mankey Riggs

James B. Morrison met au point en 1871 une foreuse à pédale. La première foreuse électrique est brevetée en 1875 par George F. Green. En 1914, les foreuses dentaires électriques peuvent atteindre des vitesses jusqu'à 3 000 tr/min.[réf. nécessaire] En 1949, John Patrick Walsh construit, avec des collaborateurs du Dominon Physical Laboratory la poignée à turbine pneumatique. En 1957, la mise au point d'une poignée à turbine pneumatique à haute vitesse par John Borden accélère substantiellement, avec une vitesse de rotation de 300 000 tr/min, la préparation des dents et de leurs cavités. Un mélange air/eau (spray) rafraîchit la surface de la dent pendant le travail au moyen de jusqu'à 4 jets. Un conduit de lumière intégré à la poignée donne une meilleure vision dans le champ d'opération.

### Parodontologie

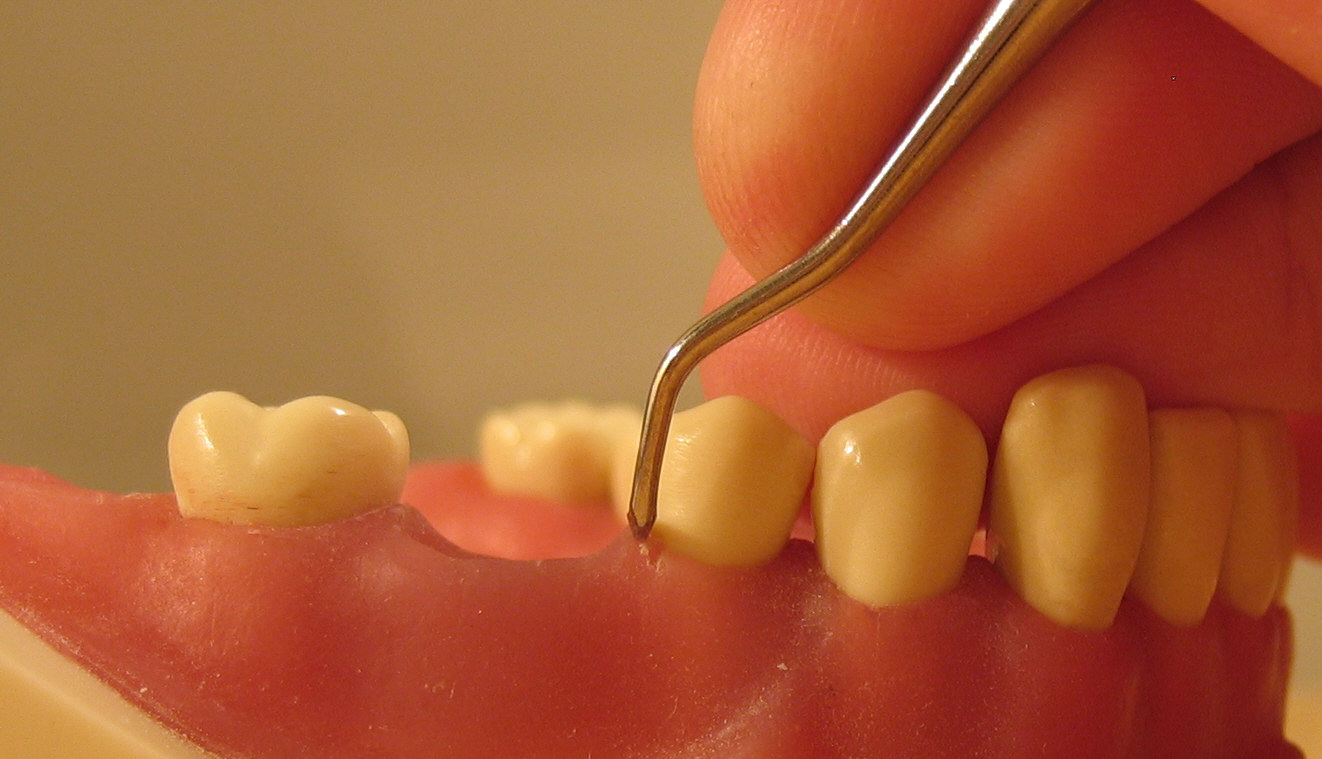
Parage pendant une parodontite

La parodontologie fait remonter son origine à John M. Riggs, et doit son nom de maladie de Riggs à la présentation de ses techniques de traitement en 1876. Il s'oppose à la résection de la gencive telle qu'elle est pratiquée alors, et milite pour l'élimination de la plaque dentaire, y compris le parage et le polissage des dents. En outre, il souligne l'importance de l'hygiène buccale pour la prévention de la parodontite. L'écrivain Mark Twain, qui a consulté Riggs pour le traitement de sa parodontite, met sur le papier l'habileté de Riggs dans son petit essai Happy Memories of the Dental Chair (Heureux souvenirs du fauteuil de dentiste),.
Charles Cassedy Bass (1875–1975) a essayé un traitement médicamenteux de la parodontite. Il désigne la maladie par le mot de pyorrhée, et en rend responsable l’Endameba buccalis (Entamoeba gingivalis). Il met au point la technique de Bass pour le brossage des dents (par vibration). Thomas B. Hartzell contredit la thèse de Bass et propose une élimination complète du tartre, conjointement avec des mesures de chirurgie parodontale. En 1922, Paul R. Stillman et John Oppi McCall publient le premier ouvrage normatif sur ce domaine spécialisé, A Textbook of clinical periodontia. Le premier met au point la technique de Stillman de brossage de dents éponyme. C'est aussi à lui que revient la fente de Stillman, un retrait de la gencive en forme de fente. Les procédés de régénération tissulaire guidée (Guided Tissue Regeneration) conduisent à de meilleurs résultats dans le traitement de la parodontite. Avec ce processus de reconstruction osseuse, des os alvéolaires dégradés peuvent être consolidés.

### Implants

Insertion de couronnes sur des implants en titane

En 1937, Alvin Strock emploie pour la première fois aux États-Unis le premier implant à vis en vitallium (en) comme substitut à une racine dentaire. Le vitallium est le premier métal biocompatible, mis au point l'année précédente par le chirurgien orthopédique Charles Venable. Le début de l'implantologie dans l'os est attribué à Manlio Formigini qui a recommandé une vis en tantale. On le considère comme le père de l'implantologie moderne. Ont suivi la vis selon Raphaël Chercheve ou la vis de tantale et les implants en aiguille selon Jacques Scialom et Ernst-Helmut Pruin. Une voie parallèle est constituée par les implants de supports sous-périostiques, sous le périoste, affectés par des complications, mis au point en 1937 par Müller, et diffusés dans les années 1950 et 1960.
Dans les années 1960, l'implant en feuille a été conçu par Leonard I. Linkow (Linkow-Blade).
Le développement de l'implantologie a été poursuivi par la découverte de la biocompatibilité du titane par l'orthopédiste suédois Per-Ingvar Brånemark (1929−2014) en 1967, qui a inventé le concept d'ostéointégration (liaison fonctionnelle et structurelle entre le tissu osseux et la surface de l'implant), et a présenté ses résultats en 1982 au public scientifique.
En 1974, Werner Lutz Koch (1929−2005) introduit l'implant IMZ, un implant cylindrique muni d'un élément de matière plastique intérieur jouant le rôle d'amortisseur, et perfectionné par Axel Kirsch. Comme les systèmes entièrement céramiques en oxyde d'aluminium, par exemple l'implant instantané de Tübingen selon Willi Schulte (1929–2008) et Günther Heimke, malgré un très bon comportement de guérison, il était souvent l'objet de fractures de l'implant. En 1977, Philippe Daniel Ledermann (*1944) met au point l'implant à vis monobloc recouvert en spray de plasma de titane (TPS) autoperforant, qui sera perfectionné en 1988 en une nouvelle vis de Ledermann (NLS) de titane. Il a été utilisé pour la réparation par prothèse instantanée de la mandibule édentée par quatre implants insérés entre les foramens mentonniers et bloqués par des bridges.
Avec les implants en titane, la grande diffusion des implants dentaires a commencé pour la destruction osseuse marquée.

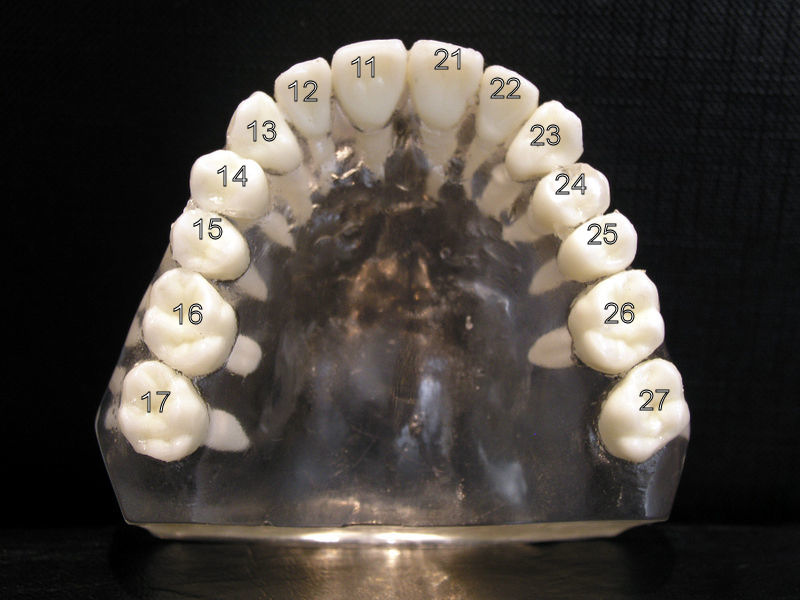
Modèle dentaire de mâchoire supérieure avec notation de la FDI

### Schéma dentaire
En 1970, dans sa séance annuelle à Bucarest, la Fédération Dentaire Internationale (FDI) a endossé comme formule dentaire valable internationalement la formule dentaire recommandée par le professeur de grande école berlinoise Joachim Viohl. Cette formule était déjà utilisée depuis 1960 à l'université libre de Berlin,. Elle est aussi utilisée par l'Organisation mondiale de la santé avec la désignation formule dentaire OMS. Elle est aussi connue sous le sigle ISO 3950. D'autres sources nomment comme auteur Theilman, qui l'aurait mise au point en 1932. Dans la formule dentaire américaine (Universal Numbering System), mise au point en 1883 par le Britannique George Cunningham (1852−1919), les dents sont numérotées de 1 à 32 à la suite, en partant de la dent de sagesse supérieure droite et en terminant à la dent de sagesse inférieure droite, dans le sens des aiguilles d'une montre. C'est ce système qui est utilisé de préférence aux États-Unis sans changement.

### Laser
Le laser au CO2 a été mis au point en 1964 par l'ingénieur électricien et physicien C. Kumar N. Patel, et en même temps, le laser Nd-YAG aux Laboratoires Bell par LeGrand Van Uitert et Joseph E. Geusic, ainsi que le laser Er-YAG. Ils ont été rapidement utilisés en médecine dentaire. Les principaux sont le laser à CO2 pour les tissus mous de la bouche et le laser Er-YAG pour la matière dure des dents, mais aussi pour les tissus mous. Pour la thérapie laser à basse intensité, on tend vers une biostimulation avec de faibles densités d'énergie.

### Adhésifs à la dentine

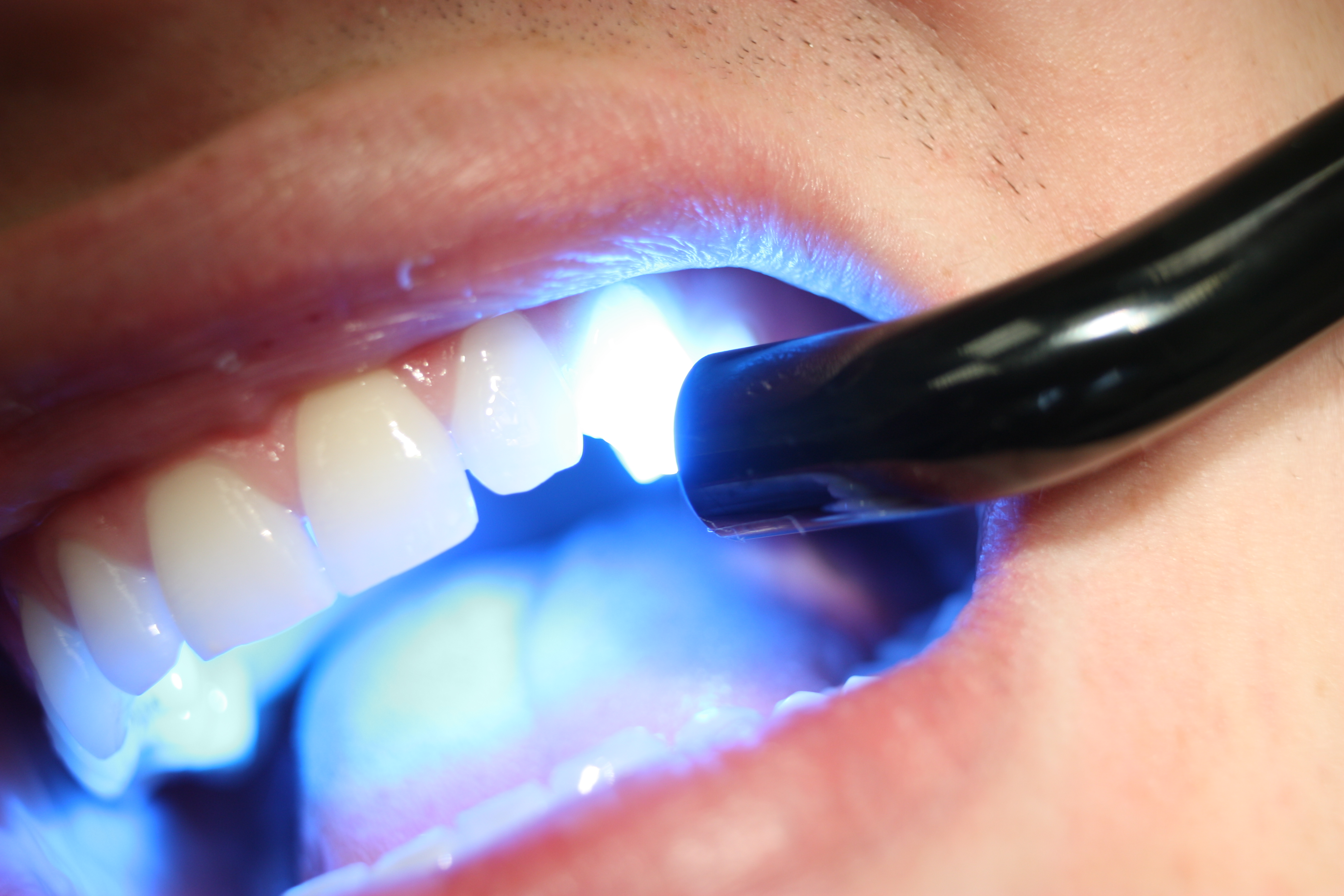
Lampe de polymérisation pour le composite

Les fixations adhérant à la dentine servent à attacher le matériau d'obturation ou la prothèse dentaire à la dent. Le chimiste suisse Oskar Hagger a entrepris les premiers essais en 1948 avec du diméthacrylate glycérophosphorique, la septième génération donnant les adhésifs à la dentine actuels. Les fixations adhérant à la dentine, très fluides, pénètrent dans la structure superficielle de la dent et après durcissement chimique forment une liaison micromécanique entre la dentine et l'obturation composite ou les matières synthétiques d'accrochage de la prothèse.

### Digue dentaire

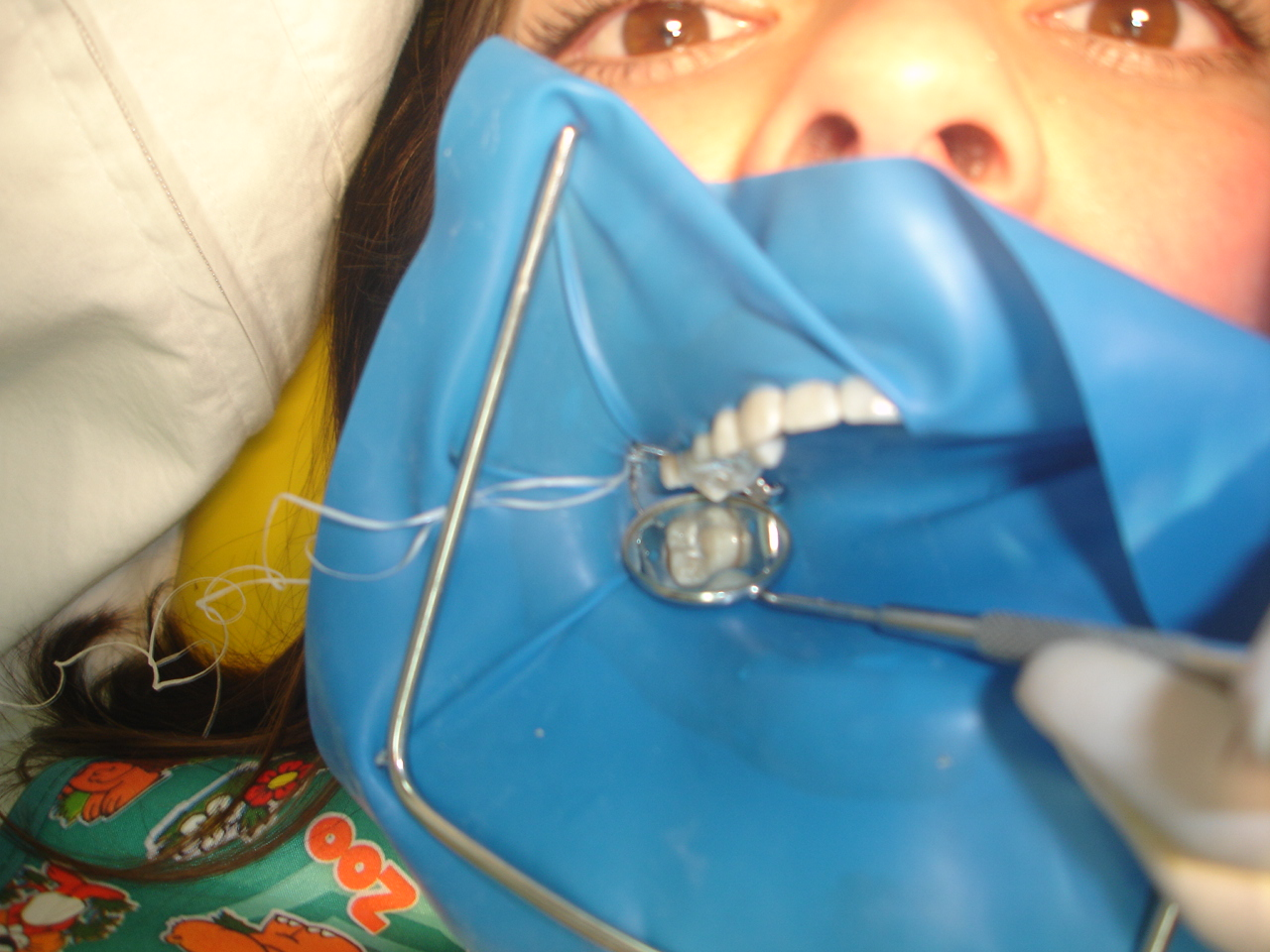
Digue dentaire

La digue dentaire a été introduite pour les soins dentaires en 1864 par le dentiste new-yorkais Sanford Christie Barnum. C'est une feuille de caoutchouc extensible destinée à isoler la dent à traiter de la cavité buccale. Initialement, elle servait à maintenir sec le champ opératoire, car il n'existait pas à l'époque de dispositifs d'aspiration pour les dentistes. Avec la généralisation des dispositifs d'aspiration au XXe siècle, l'acceptation de la digue dentaire par les dentistes a diminué et ses avantages sont tombés dans l'oubli. La digue dentaire a dû sa renaissance à l'endodontie (soins radiculaires) et à la thérapeutique au moyen de composites, avec des adhésifs qui nécessitent une dessication des surfaces à traiter : dentine et émail.

### CFAO
François Duret est considéré comme le fondateur de la fabrication de prothèses dentaires au moyen de CFAO. Il commence déjà en 1971 à planifier l'utilisation d'un système de CFAO, précédemment mis au point en 1965 chez Lockheed, l'avionneur américain. En 1985, la première couronne est fraisée par le procédé Duret au bout d'un gros effort. Altschulter met au point en 1973 un procédé d'empreinte optique sur la base de l'holographie. En 1980, Werner H. Mörmann et Marco Brandestini à l'université de Zurich s'attellent à un système situé à proximité du fauteuil de traitement dentaire, qui deviendra plus tard le système CEREC. L'introduction d'une caméra intraorale (CEREC Omnicam) en 2012 permet une prise de forme digitale, sans poudre, en couleurs naturelles. Une copie optique de la dent à fournir, déjà préparée est alors scannée et un modèle tridimensionnel est calculé. Les données sont alors immédiatement transmises à l'appareil de finition totalement automatique. Au début, le travail du titane est au premier plan, mais depuis, celui des céramiques (zircone) prédomine. Les pièces de travail sont réalisées par fraisage ou par frittage au laser. En 2013, François Duret a présenté son nouveau prototype de caméra d'empreinte optique dénommé "Condor". Il s'agit de la réinvention de sa propre invention basée sur la technologie spatiale de la stéréophotogrammétrie, empruntée au CNES. Cette "camsoft" ultralégère déporte l'ensemble du traitement du signal du hard vers le soft, ce qui pourrait permettre de démocratiser très rapidement cette technologie.

### Microscope opératoire
Avec l'introduction dans les soins dentaires du microscope opératoire, introduit pour la première fois en septembre 1921 par Carl Olof Siggesson Nylen dans une opération ORL, des traitements plus précis, peu invasifs, sont devenus possibles, notamment dans les domaines de l'endodontie et de la chirurgie orale,.

### Médecine dentaire dans l'espace

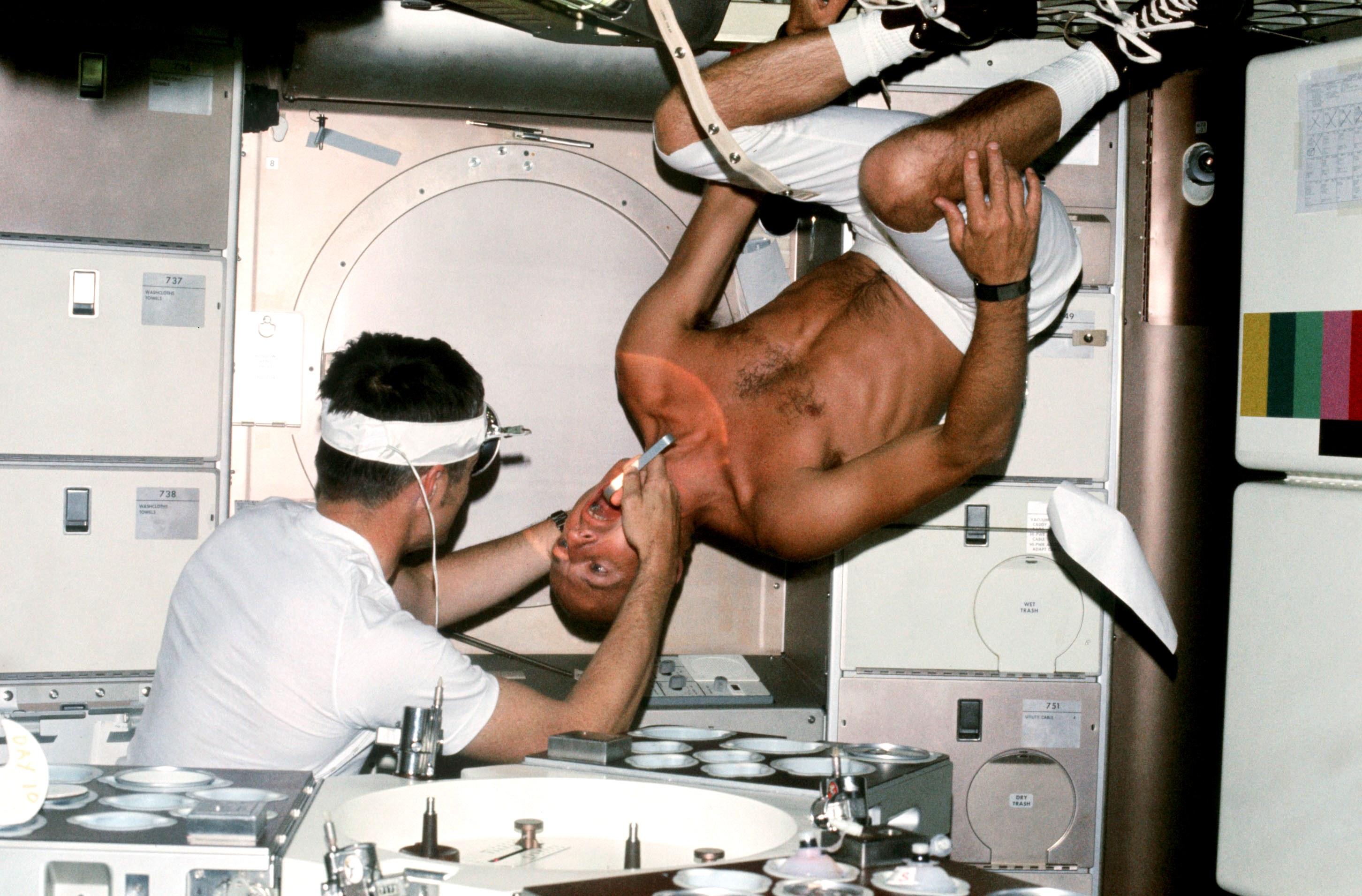
Examen dentaire en impesanteur

En 1973, la médecine dentaire fait son premier pas dans l'espace, quand Pete Conrad, commandant de la station spatiale Skylab se soumet à un examen dentaire en impesanteur par le médecin de l'air et astronaute Joseph Kerwin. Auparavant, la même année le cosmonaute soviétique Iouri Romanenko a éprouvé des maux de dents pendant son vol de 96 jours sur la station spatiale Saliout 6. Il a fallu que le cosmonaute endure sa douleur pendant deux semaines, avant de pouvoir regagner la Terre. Depuis, on emporte dans les vols spatiaux un équipement d'urgence médical composé de 20 pièces et qui permet des soins provisoires, jusqu'à l'extraction d'une dent. Les astronautes utilisent de la pâte dentifrice normale. Au lieu de rincer à l'eau et de cracher dans un lavabo, les astronautes crachent dans un mouchoir ou ils avalent la pâte dentifrice. La brosse à dents est alors nettoyée dans la bouche, en prenant une gorgée d'eau dans la bouche et y agitant la brosse.

### Remarques diverses
Des unités de traitement mobiles sont mises en œuvre de plus en plus souvent pour les soins de personnes immobilisées ou handicapées. Une valise contient un dispositif d'aspiration, des prises pour les micromoteurs de poignées à angle, et un éclairage opératoire, si bien que de nombreux traitements dentaires peuvent être pratiqués au lit des malades ou des personnes en traitement. En outre, de petites camionnettes sont transformées en un cabinet dentaire mobile complet.
La préparation des cavités est de plus en plus légère, dans le but de conserver autant de matière saine de la dent que possible, en s'écartant de plus en plus des règles de préparation de Greene Vardiman Black (1836-1915).
La recherche se préoccupe des processus de régénération des matières dures de la dent par reminéralisation accrue et accélérée électriquement, qui devraient à l'avenir rendre les "fraises" superflues.

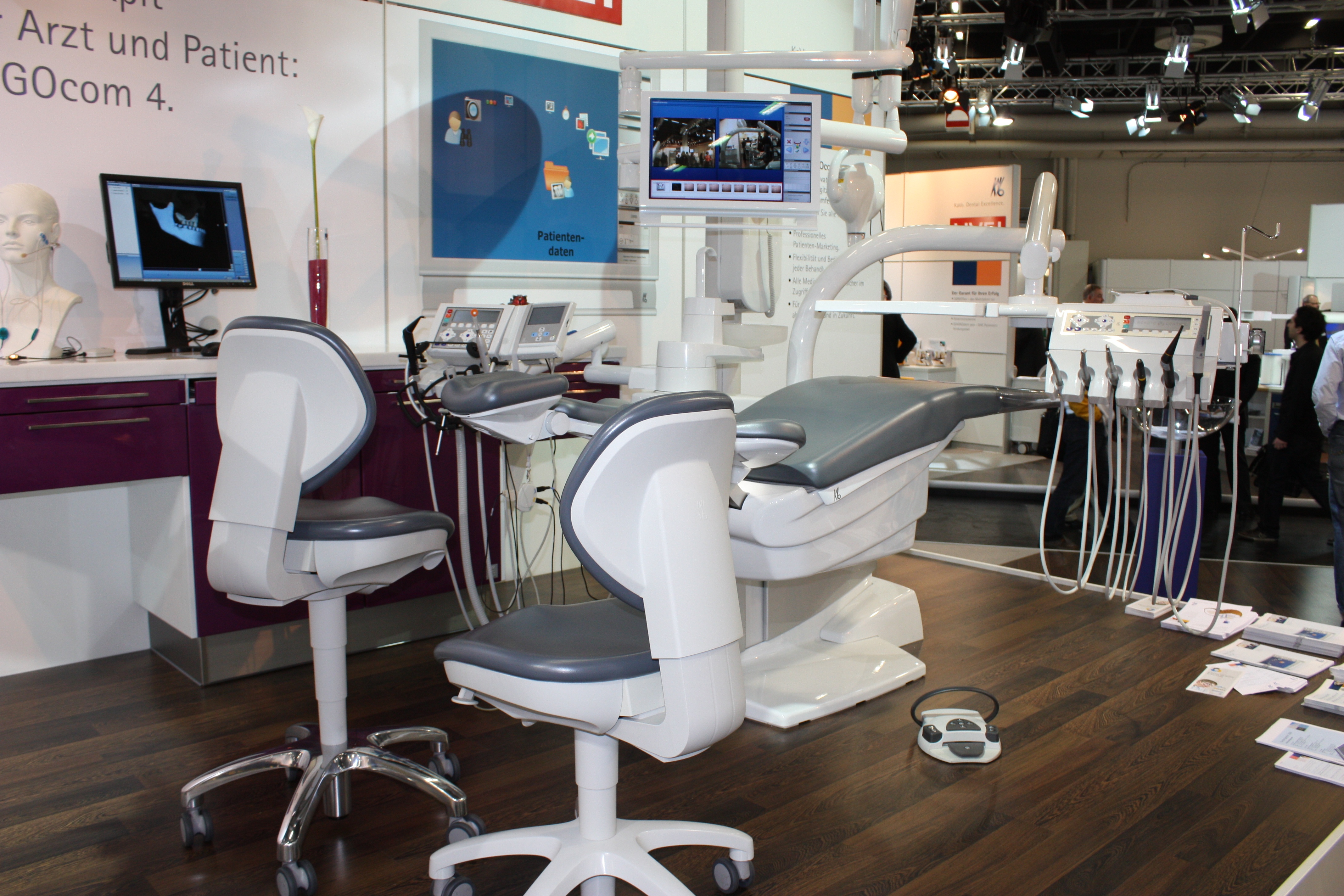
Unité de traitement moderne
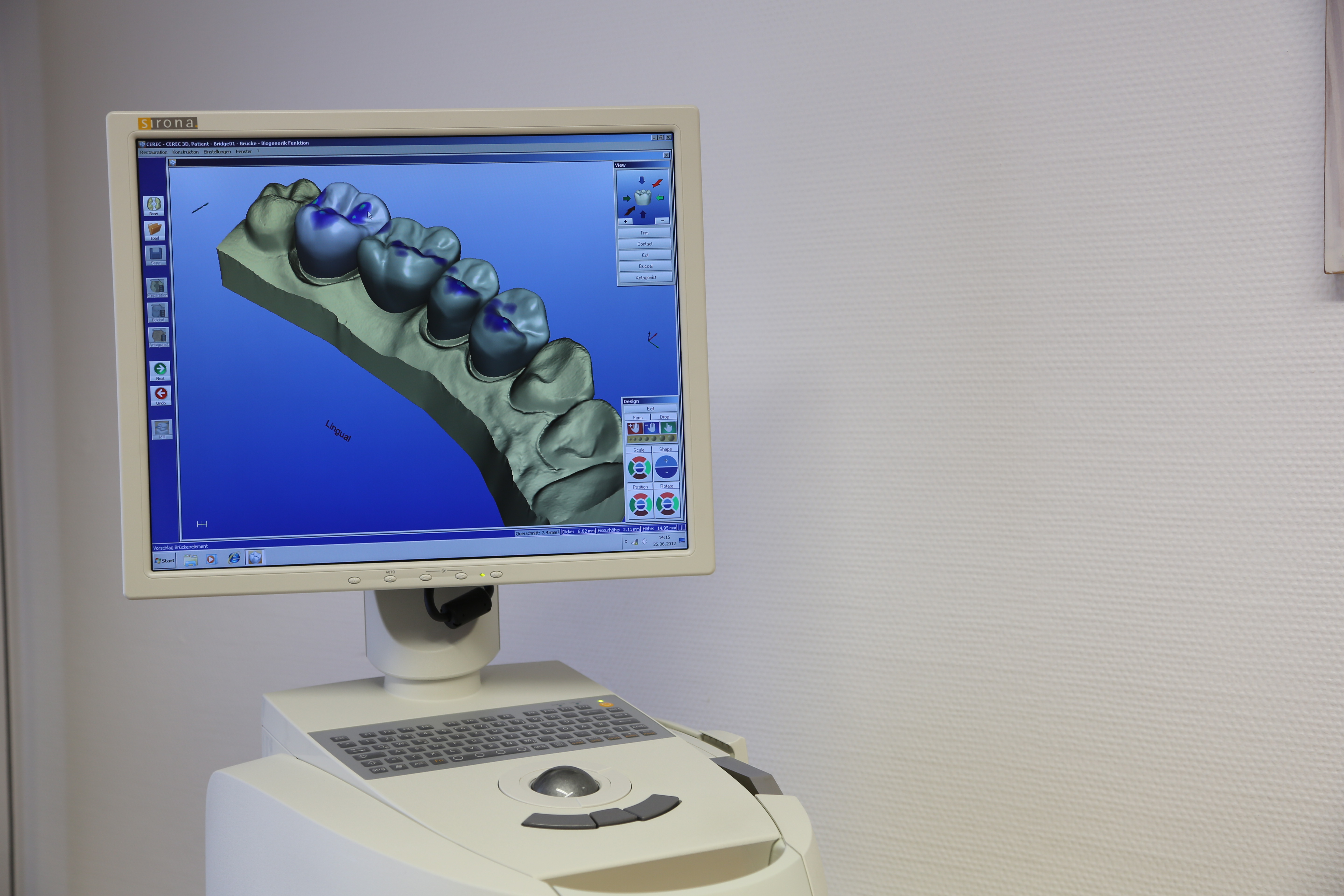
Système de CFAO
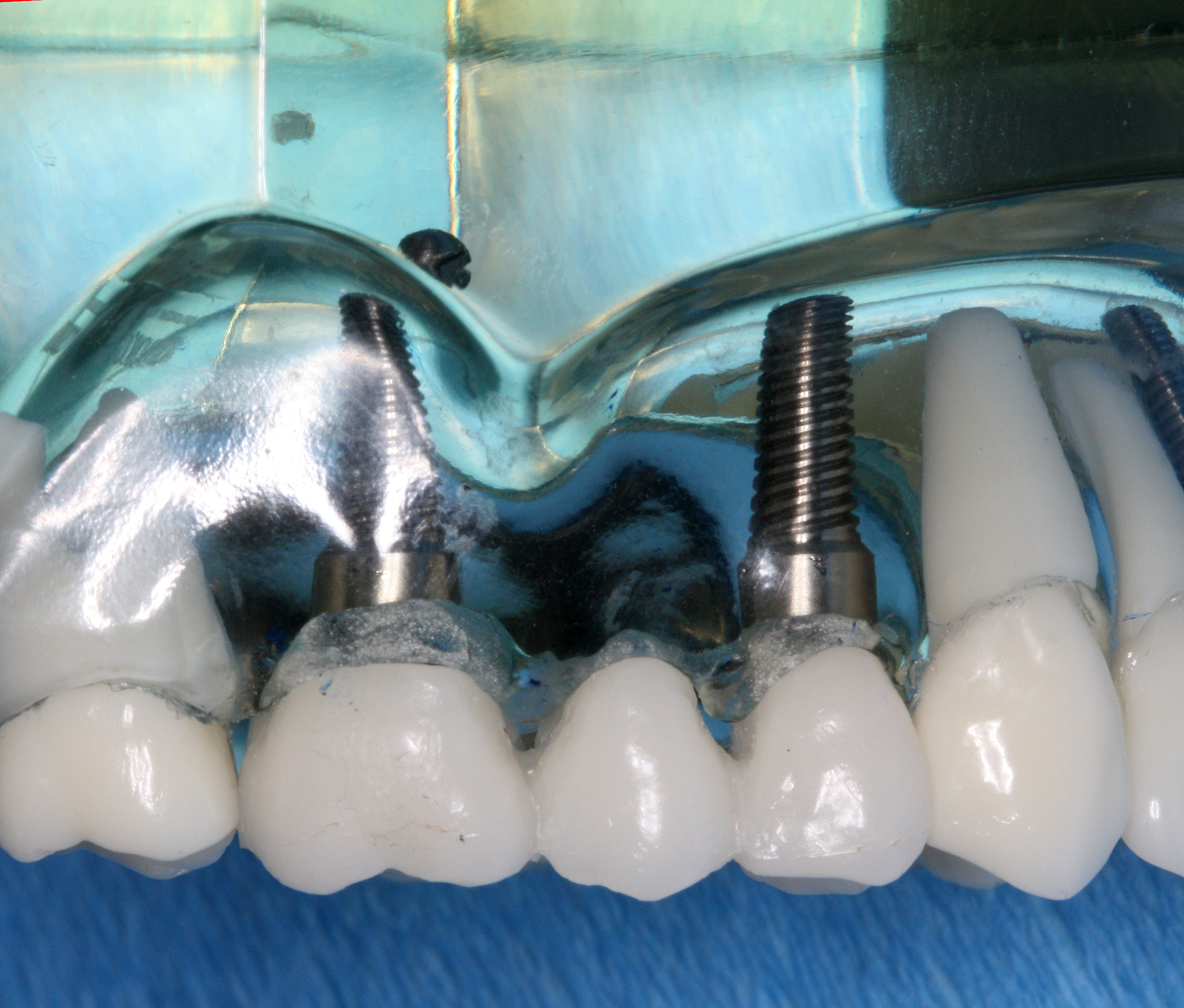
Bridge sur implants
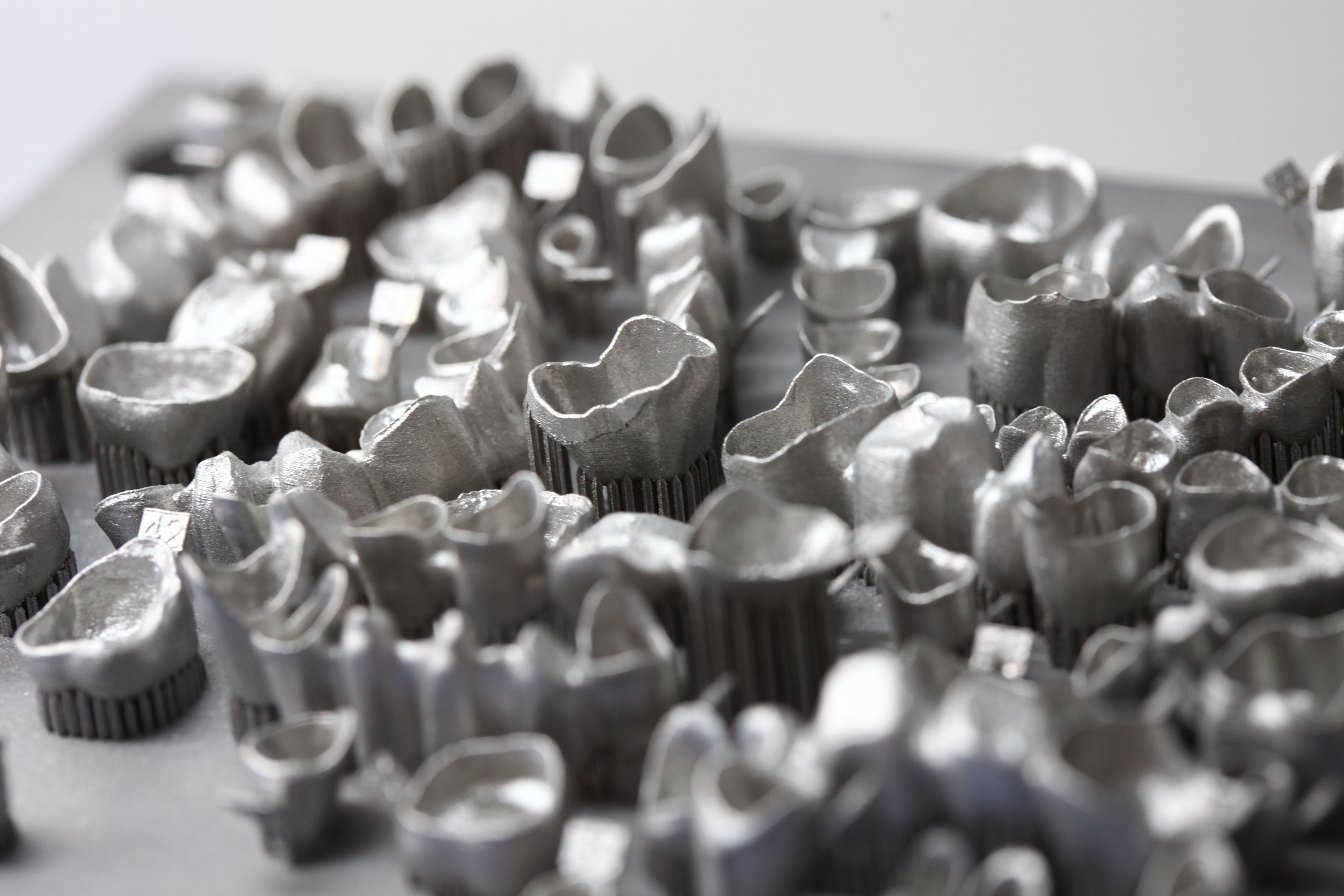
Supports de couronnes en frittage laser
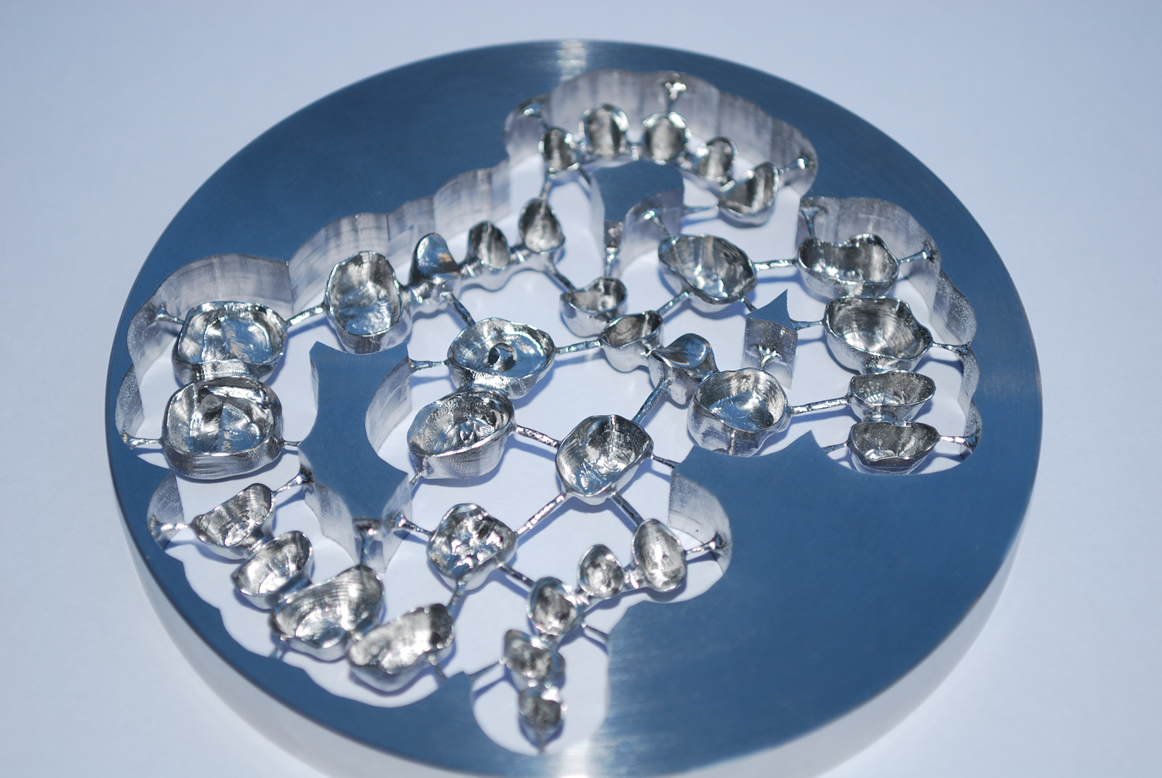
Supports de couronnes et bridges fraisés
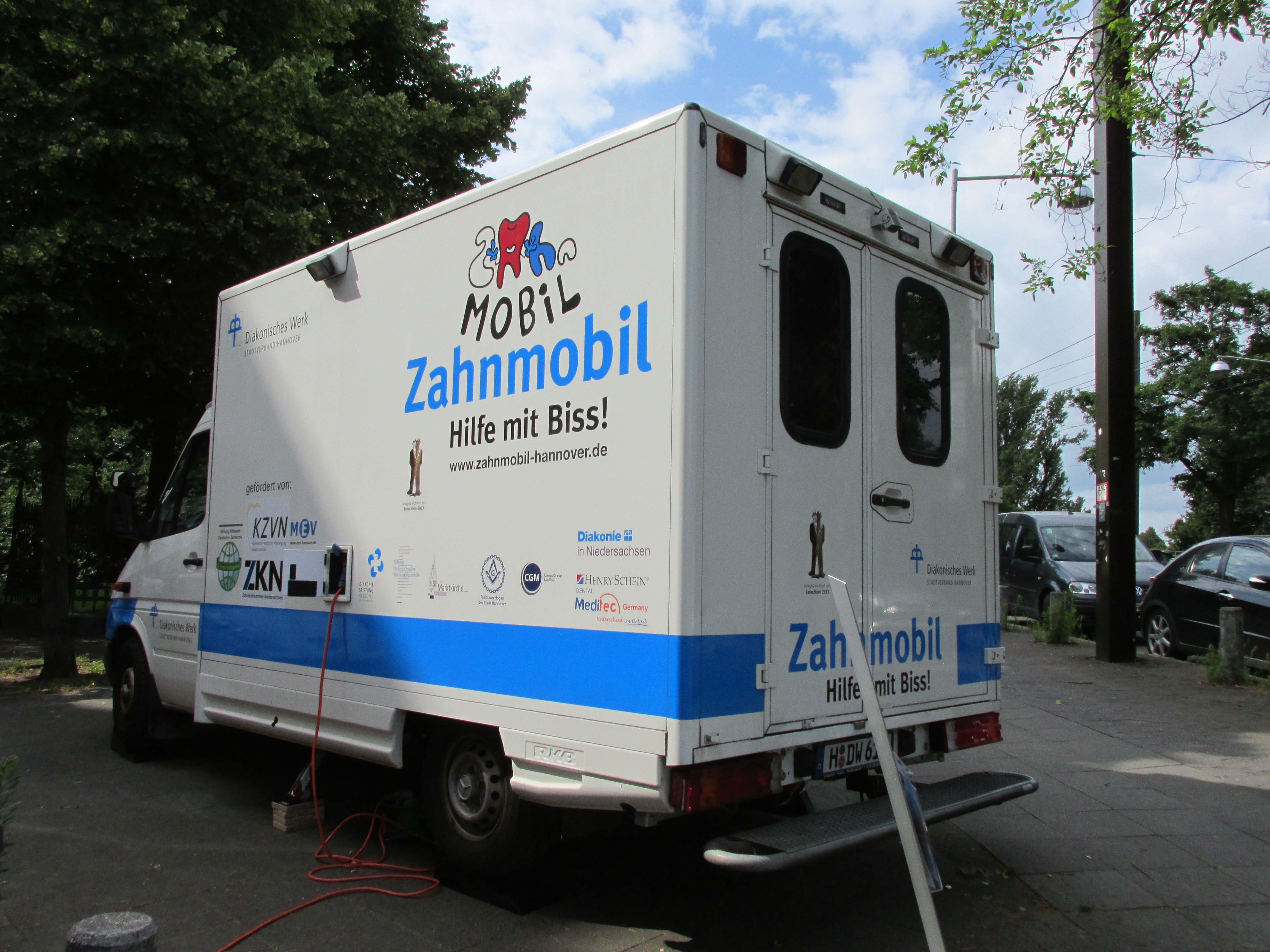
Cabinet dentaire mobile

## Histoire de l'orthodontie
Dans les écrits de Celse, on trouve des indications de traitements orthodontiques. Il conseille d'éliminer les dents de lait pour diriger la percée des dents définitives. Le médecin personnel de Marc Aurèle, Claude Galien reprend l'idée de régulariser les dents, et décrit comment on peut diminuer les resserrements entre les dents par limage.

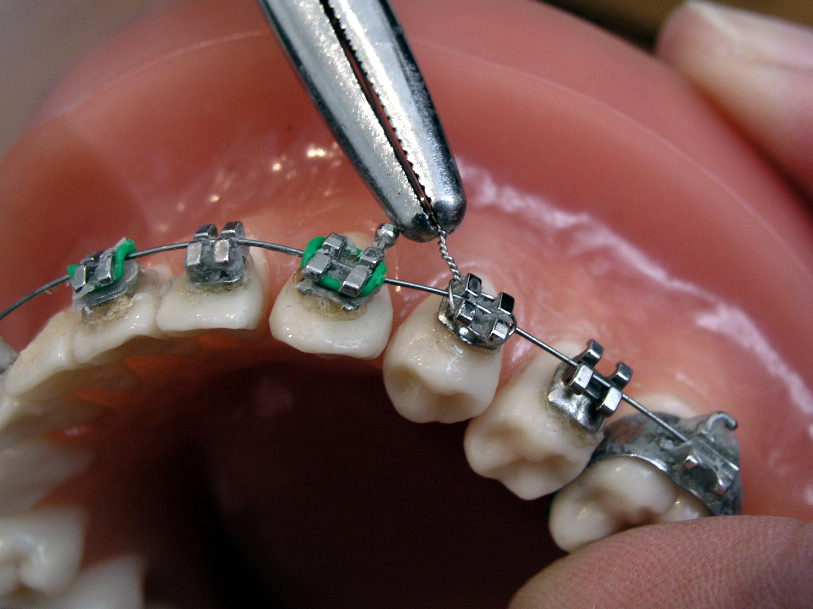
Fixation d'un arc en fil métallique sur des crochets collés

Edward H. Angle est considéré aux États-Unis comme le père de l'orthodontie. Il classe en 1899 les diverses formes de malocclusion (mauvais enclenchements des mâchoires). Le rapport des positions relatives des deux mâchoires de l'homme est décrit depuis par les classes d'Angle. Angle utilise pour la première fois la technique des barrettes fixes. On y inclut des crochets pour fixer des arcs en fil métallique. L'orthodontie se développe lentement à partir de la position de niche qu'elle a possédée, malgré les avancées d'Angle. Le plus ancien système de barrettes amovibles est l'appareil de Crozat dû à George B. Crozat (1894–1966) qui exerce à La Nouvelle-Orléans et de son collaborateur allemand Albert Wiebrecht. Ils l'ont mis au point quand les appareils fixes d'arcs en rubans de métaux précieux, et l'extraction de dents pour resserrements sont devenus usuels. Ils ont remplacé les rubans de fixation de ces barrettes par des crochets, comme ceux que l'on connaissait déjà en prothèse dentaire. Cette méthode introduite en 1919 facilite tout d'abord le brossage des dents pour le patient et le réglage pour le praticien. Elle diminue le danger de résorption des racines par des forces orthodontiques surdosées et s'adapte aussi aux patients dont les mâchoires ont les parodontes endommagés.
Viggo Andresen et Karl Häupl ont étudié à Oslo l'influence de la musculature buccale sur l'origine et la correction des mauvaises positions des dents. Ils en ont mis au point l'orthodontie fonctionnelle et l'appareil nommé activateur comme instrument de soin majeur dans ce cadre.
Sur la base de matériaux et d'expérience en prothèse dentaire, Charles F. Nord a mis au point des plaques actives pour faire une orthodontie accessible à bas coût. Après 1930, Artur Martin Schwarz et ses collaborateurs en ont mis au point de nombreuses variantes, et construit divers éléments à vis que les patients peuvent régler eux-mêmes conformément aux instructions. Jusqu'aux années 1980, les plaques actives et les activateurs ont été dans l'espace germanophone le moyen prépondérant d'orthodontie pour la phase de croissance. En 1955 la spécialité d'orthodontie est acceptée comme matière d'examen dans les universités allemandes. Cinq ans plus tard les appareils fixes, les barrettes multibandes, font leur entrée en Europe.

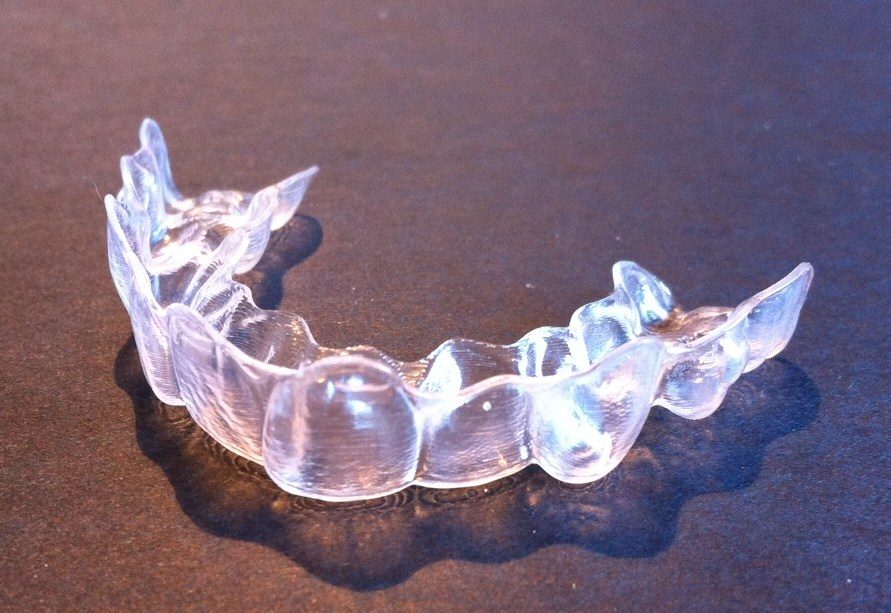
Aligner de marque Invisalign

Le procédé consistant à corriger les mauvaises positions des dents par des rails de synthétique transparent revient à l'orthodontiste Harold D. Kesling, en 1945. Il se base sur le schéma thérapeutique d'atteindre le but des soins avec des appareils élastiques par étapes. Cette thérapeutique d'alignement (Aligner) est réalisée avec un procédé graphique informatique spécial à partir du premier état de l'alignement des dents. Un but de configuration est alors défini en trois dimensions, et divisé en plusieurs phases de traitement. Pour chacune de ces phases, une gouttière individuelle en plastique ressemblant à une plaque occlusale est produite, qui doit être portée environ deux semaines. Les dents sont ainsi progressivement amenées à la position souhaitée.

## Développement de la profession

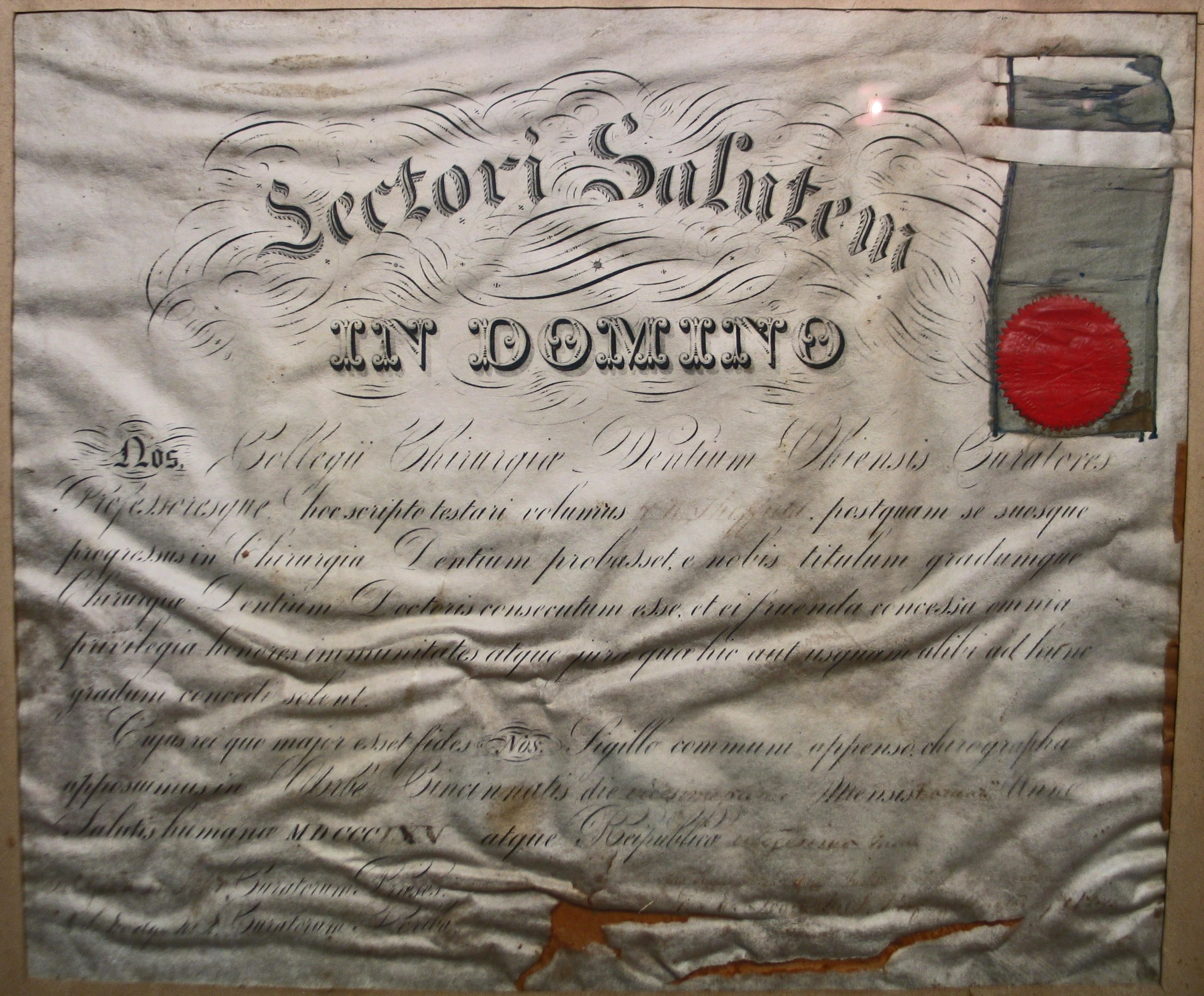
W. W. Sheffield, inventeur de la pâte dentifrice, diplôme de dentiste, Ohio College of Dental Surgery, 1865.

Dans la Chirurgia Magna, Guy de Chauliac a forgé le terme de dentiste, auquel remonte le mot pour le métier dans beaucoup de langues, parfois passé de mode comme l'allemand Dentist. La France a été un précurseur en exigeant en 1700 un examen pour les interventions de chirurgie orale et les soins dentaires reconstructifs. Autrement, jusqu'au début du XIXe siècle, la formation se limite à un apprentissage chez un barbier ou un chirurgien et peut être reçue sans preuve de préparation scolaire. En Prusse, avec la nouvelle ordonnance sur la médecine, un examen est décidé le 1er décembre 1825 pour les dentistes, et leur profession est rangée dans la classe des professions de santé. Aux États-Unis, une formation universitaire est introduite au milieu du XIXe siècle. La fluoration de l'eau d'une part, avec la recherche sur les causes et l'étendue de la fluorose dentaire (taches sur l'émail), et la preuve de l'effet protecteur contre les caries des fluorures d'autre part, ont joué aux États-Unis un rôle important pour le développement de la médecine dentaire en une profession scientifiquement orientée. La prétention de compétence dominante de la part des médecins généralistes a été jusque dans les années 1930 un problème pour la jeune discipline.
Avec l'entrée en vigueur de l'ordonnance sur les métiers du 21 juin 1869 en Confédération de l'Allemagne du Nord, la médecine dentaire, en voie de développement, subit un recul correspondant, car dans le cadre de la nouvelle liberté d'entreprise, entre en vigueur une liberté complète en matière de soins, notamment dentaires. À partir de 1871, la liberté de soins est valable dans l'ensemble de l'empire allemand, et le reste jusqu'à l'entrée en vigueur le 31 mars 1952 de la loi sur la médecine dentaire, qui abolit la dualité de statuts entre Zahnarzt (avec formation et grade universitaire) et Dentist (avec formation sur le tas).
Formation non-académique, concurrence avec les soigneurs non reconnus et les médecins soignant les dents, prestige social bas, demande limitée pour des performances médicales concernant les dents forment au milieu du XIXe siècle les conditions de départ pour l'avenir des dentistes. Néanmoins, vers 1919, ils réussissent à s'établir comme profession face à la concurrence existante.

### Études et associations professionnelles

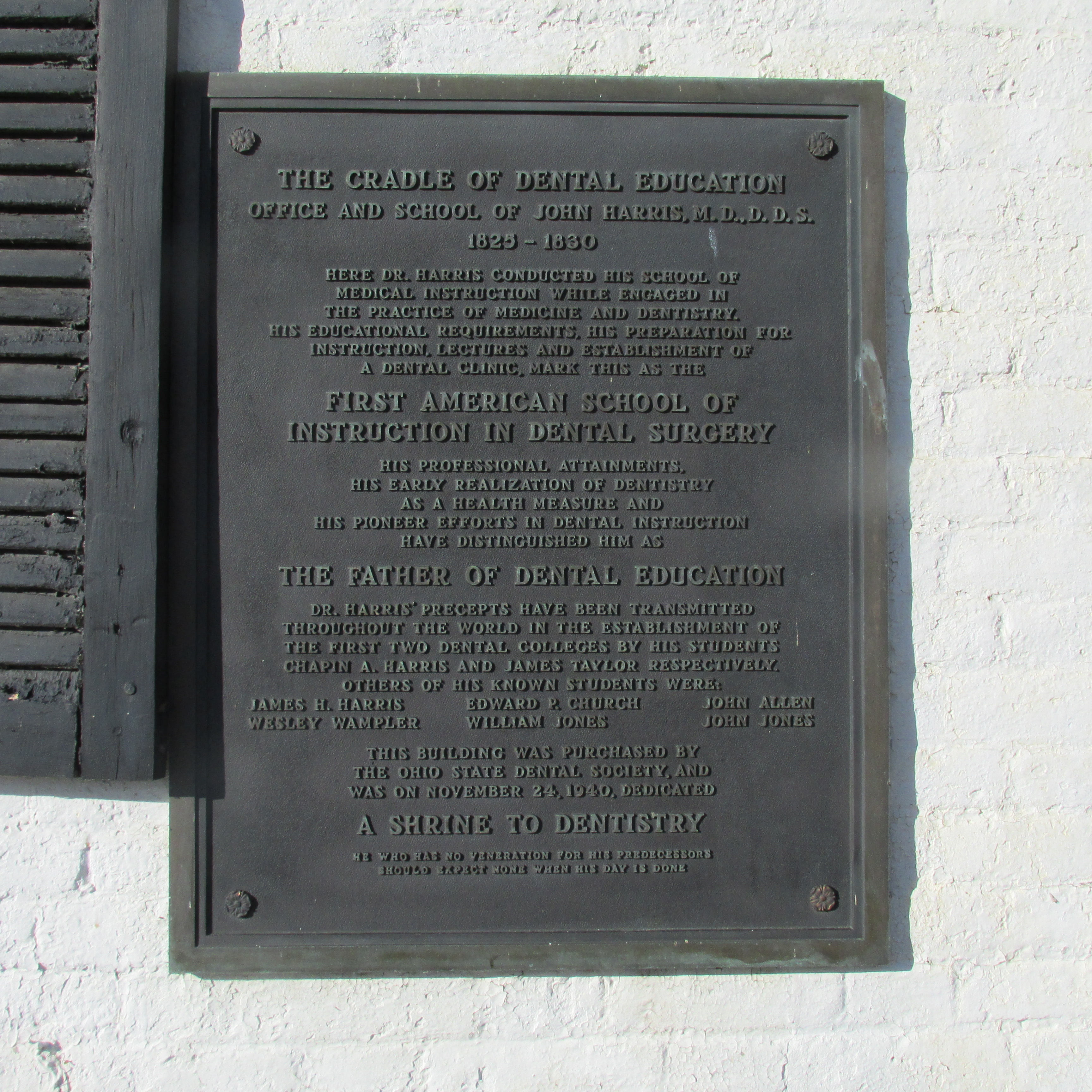
Plaque souvenir au Ohio Dental College, Harris Dental Museum

L'activité dans les universités est longtemps refusée aux dentistes par les objections des facultés de médecine. Ce n'est qu'en 1771 que la faculté de médecine de l'université Christian Albrecht de Kiel accorde au dentiste du Mecklembourg Benjamin Fritsche l'autorisation d'exercer « l'art dentaire. » En 1865, Carl-Wilhelm Fricke s'y inscrit comme étudiant pour la spécialité de soins dentaires. Plus tard, ce dernier fonde à Kiel le premier Institut dentaire, qu'il dirige de 1871 à 1901. En cette qualité, il préside aussi la première union spécialisée de dentistes, ancêtre de la Société allemande pour les soins aux dent, bouche et mâchoire. En 1874, Fricke est pris comme membre à la faculté, en liaison avec l'autorisation de donner des cours sur sa discipline en tant que « lecteur honoris causa en soins dentaires. » Les quatre premiers étudiants de Fricke qui s'inscrivent pour le semestre d'hiver 1874/75 sont Georg Bruhn de Segeberg, Richard Fricke de Itzehoe, H.-G. Hildebrandt de Flensbourg et Georg Kirchner de Kiel.
En 1783 le dentiste Philipp Frank à Wurtzbourg reçoit l'autorisation officielle d'exercer l'activité de dentiste au vu d'un certificat du professeur de chirurgie Karl Caspar Siebold. À partir de 1802, le dentiste Karl Josef Ringelmann est embauché comme professeur public de soins dentaires à l'université de Wurtzbourg. En 1815, Ringelmann est nommé professeur titulaire et en 1825, il reçoit en tant que professeur ordinaire la permission d'enseigner sur les maladies de la bouche et des dents.

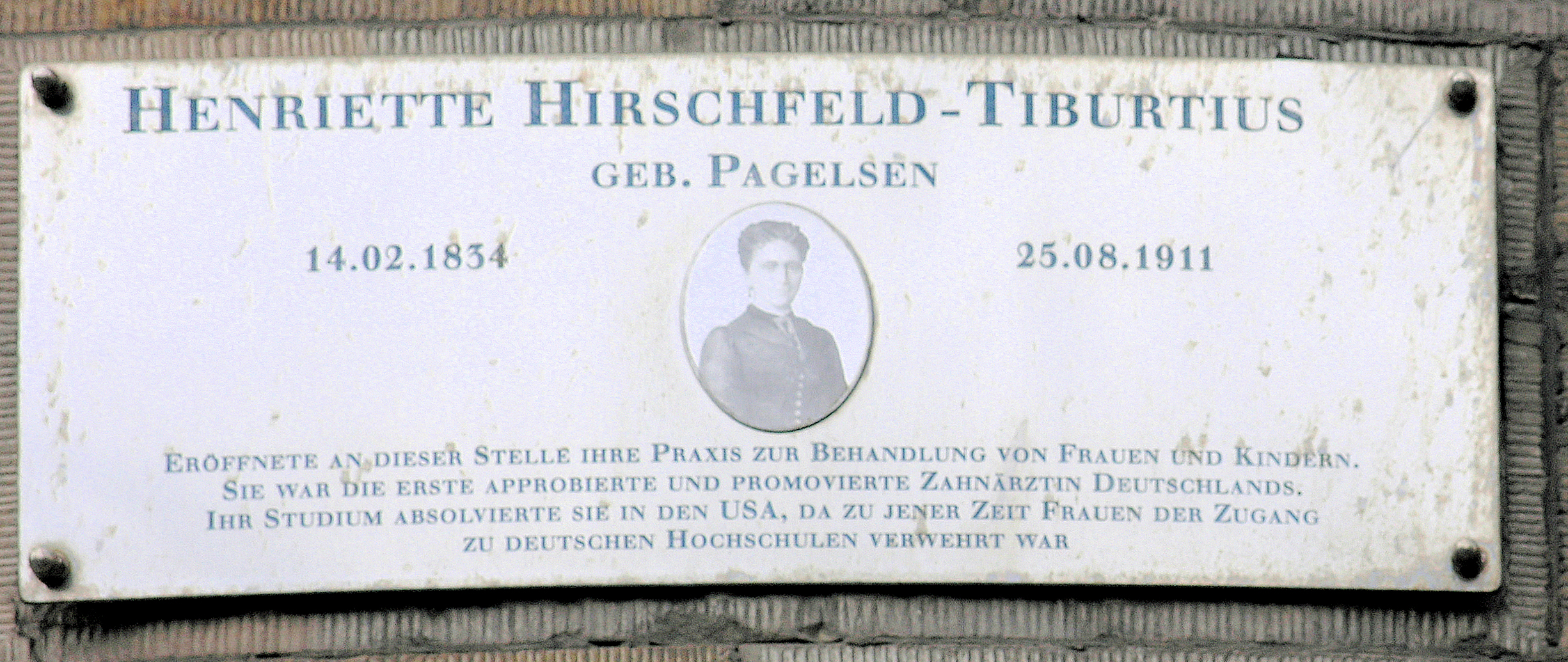
Plaque commémorative d'Henriette Hirschfeld-Tiburtius au 9 Behrenstraße à Berlin-centre

En 1840, la première école de formation au monde est fondée à Baltimore sous le nom d'école dentaire de l'université du Maryland, lieu de naissance du Doctor of Dental Surgery (DDS). Des écoles de formation suivent en 1859 à Londres, (London School of Dental Surgery) et en 1879 à Paris (École dentaire). En 1884 est fondé à Berlin le premier institut dentaire universitaire allemand. Les études y durent seulement 2 ans, et l'admission se fait sur Primarreife (certificat d'études). En 1879, l'université Justus-Liebig de Giessen immatricule pour la première fois un étudiant en soins dentaires. La première femme du grand-duché de Hesse inscrite à l'université de Giessen était Greta Geil de Worms au semestre d'été 1909 dans la spécialité de soins dentaires. Henriette Hirschfeld-Tiburtius voulait déjà étudier la médecine dentaire en 1866. Comme l'accès aux universités est refusé aux femmes jusqu'au début du XXe siècle, elle va en 1867 à Philadelphie, aux États-Unis, et est admise, la seconde femme, pour étudier au Pennsylvania College of Dental Surgery. Après la fin de ses études, elle revient en Allemagne et ouvre un cabinet dans la Behrenstrasse à Berlin. Depuis 2009, c'est aussi dans cette Behrenstrasse qu'est le siège de la délégation berlinoise de l'Union fédérale des sociétés dentaires professionnelles.

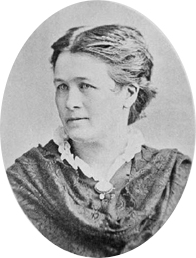
Lucy Hobbs Taylor

En Suède et aux États-Unis, les soins dentaires vont plus loin à ce sujet. En Suède, le roi Charles XV autorise Rosalie Fougelberg en 1861 à étudier les soins dentaires, après avoir introduit l'égalité des droits dans les études. À la même époque, aux États-Unis, Lucy Hobbs Taylor s'inscrit comme première femme au Ohio Dental College pour l'étude de la médecine dentaire. Cette première institution d'enseignement dentaire américaine a été fondée par John M. Harris. En 1859, 26 dentistes fondent à Niagara Falls la première association professionnelle de dentistes nommée American Dental Association (ADA). En 1897, l'ADA fusionne avec la Southern Dental Association (SDA) et forme la National Dental Association (NDA). En 1922, cette dernière est renommée ADA et est depuis une des associations dentaires de pointe au monde. En outre, la National Dental Association a été fondée pour représenter les minorités ethniques dans l'art dentaire des États-Unis. Elle a été fondée par des dentistes afroaméricains, qui étaient alors empêchés par discrimination raciale de devenir membres de l'ADA.
En Angleterre, Lilian Lidsay s'inscrit en 1895 comme première femme en études de médecine dentaire. En 1945, elle devient la première femme élue présidente de la British Dental Association, association anglaise des dentistes. La Fédération dentaire internationale (FDI) est fondée en 1900 par Charles Godon de l'école dentaire de Paris et cinq autres dentistes parisiens. La FDI a maintenant plus de 150 associations nationales membres dans plus de 130 pays, qui représentent au total près d'un million de dentistes. La présidente de la fédération est en 2014 Tin Chun Wong (chinois : 田骏皇) de la République populaire de Chine.

### Doctorat

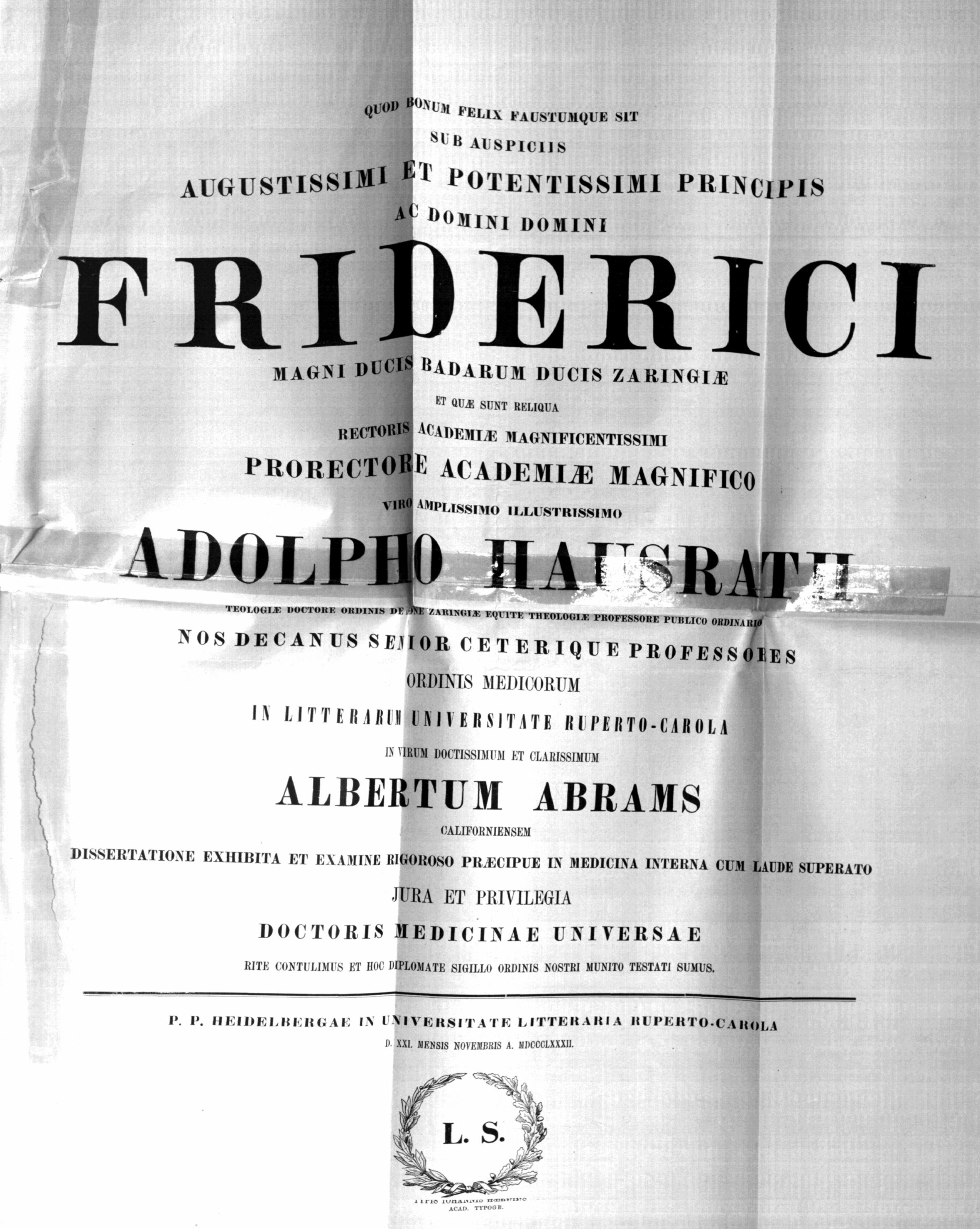
Diplôme de doctorat de l'université de Heidelberg (Ruprecht-Karls-Universität Heidelberg), 21 novembre 1882

Au milieu du XIXe siècle, le baccalauréat n'est pas encore nécessaire pour étudier la médecine dentaire. Ces études sont alors rattachées à la faculté des lettres, parce que ces étudiants sont considérés comme immatures — en tant qu'étudiants sans baccalauréat. Il y a de hauts obstacles à franchir pour conquérir le grade de Dr Phil. (docteur ès lettres), qui est alors pourtant moins considéré que maintenant. C'est pourquoi environ 10 % des dentistes vont alors aux États-Unis, pour y obtenir le grade américain de docteur. Beaucoup s'achètent ce titre. Ce n'est qu'en 1909 qu'une nouvelle ordonnance sur les examens est édictée, qui exige le baccalauréat, et rend possible à partir de 1919 l'acquisition du titre de Doctor medicinae dentariae (Dr med. dent.). Otto Walkhoff prend une place prépondérante dans cette évolution. Le doctorat est particulièrement désirable parce qu'il permet de se distinguer en tant qu'intellectuel des « artistes dentaires » puis des dentistes, qui ont le droit de se nommer Zahnarzt (médecin dentaire). Le nombre des doctorats ne commence à baisser sensiblement qu'à partir des années 1970, quand il n'y a plus guère de dentistes, et tombe en 2000 sous les 50 % des étudiants terminant leurs études.

### Empire allemand
En 1883, sous Otto von Bismarck, l'obligation d'assurance est introduite, et les médecins négocient des conventions individuelles avec les caisses d'assurance maladie, qui ont le monopole des conventions. Les médecins dépendent largement des caisses, qui peuvent définir les conditions. L'assurance santé obligatoire est au début limitée aux travailleurs des classes de revenu inférieur, et à certains fonctionnaires. Au cours du temps, elle est progressivement étendue, jusqu'à ce qu'une grande partie de la population soit concernée. Par la suite, ceci conduira à des troubles parmi les médecins, qui déboucheront en octobre 1913 sur une grève générale. Le gouvernement intervient pour désamorcer cette grève. Il s'entremet pour obtenir les débuts d'une direction conjointe par les caisses et les médecins qui en dépendent. La quatrième ordonnance du président du Reich pour la sécurisation de l'économie et des finances, et pour la protection de la paix intérieure du 8 décembre 1931 prévoit dans son premier paragraphe la conclusion de conventions générales entre les caisses et les syndicats de médecins affiliés aux caisses. Une ordonnance sur la prévoyance des caisses médicales (14/1/32) adapte les règles des assurances au nouvel état du droit. Cette refondation des unions des médecins des caisses en 1931 et 1932 crée un contrepoids à l'influence des caisses.

### Période national-socialiste
Après la prise de pouvoir par les national-socialistes (nazis), l'ordonnance du 2/8/33 supprime les unions régionales des médecins affiliés et institue une union unique à l'échelon national des médecins affiliés, dirigée par l'état nazi. Ainsi les caisses médicales sont transformées d'une représentation des intérêts des médecins en un instrument étatique. La nouvelle ordonnance de constitution dénie en même temps à une grande partie des médecins considérés comme juifs le droit d'exercer dans un cabinet affilié aux caisses, leur retirant ainsi leurs bases d'existence économique. Dans les années qui suivent, la loi interdit aux médecins juifs l'autorisation d'adhérer à un cabinet affilié aux caisses. Le 31/1/39, une ordonnance supprime l'autorisation d'exercice à tous les dentistes juifs. Ils ne peuvent plus soigner que des patients juifs, comme « soignants. » Simultanément, les universités révoquent leurs doctorats,. En 1939, un journal de Berlin titre « L'ensemble des professions de santé purgé des juifs. » Les médecins allemands adhèrent en foule au parti nazi, plus que les autres professions. Les médecins adhèrent au parti pour près de la moitié d'entre eux : 26 % des médecins adhèrent à la SA (contre 11 % des professeurs) et 8 % à la SS (contre 0,4 % des professeurs),. On trouve des dentistes aussi aux plus hauts grades des nazis, comme Willy Frank, Hauptsturmführer (capitaine SS) et dentiste de camp de concentration, qui a participé à la sélection de plus de 6 000 prisonniers, comme les dentistes de camps Martin Hellinger, Wilhelm Henkel, Walter Höhler, Wilhelm Jäger, Werner Rohde, Willi Schatz ou Walter Sonntag. Dans les camps, des commandos spéciaux sont forcés de préparer l'assassinat des déportés, de les détrousser, puis de brûler leurs cadavres dans les crématoriums. La « valorisation » consiste notamment à arracher les dents en or des victimes. Hugo Blaschke est chef SS, dentiste personnel de Hitler, et premier dentiste auprès du dentiste SS du Reich, Ernst-Robert Grawitz pendant la seconde Guerre mondiale.

### Allemagne après 1945

#### RDA
Les dentistes en RDA avaient la désignation professionnelle de stomatologue. Les études de stomatologie ont été sanctionnées par le grade de médecin spécialisé en stomatologie générale, puis par stomatologue diplômé. En outre, les études sont parfois complétées par une spécialisation de stomatologie pédiatrique, stomatologie orthopédique, hygiène sociale ou chirurgie maxillaire. Ces titres ont été abolis après la réunification, mais les titulaires ont gardé le droit de les porter. De 1971 à 1988, la fraction de femmes est en moyenne de 50,1 %. La valeur maximale de 77,2 % en 1977 est ramenée à 55,8 % en 1988 par un système étatique de quotas. Avec l'ordonnance sur le diplôme des dentistes (médecins) du 2/3/49, la formation des dentistes (non-médecins) est supprimée et les dentistes (non-médecins) déjà formés incorporés dans la profession des dentistes (médecins). Pour cela, ils doivent suivre des cours de mise à niveau, pour recevoir le diplôme. L'étatisation croissante des soins médicaux et dentaires à la population déstabilise les dentistes (encore) établis, qui de plus en plus entretiennent l'idée de l'exil. Ceci a conduit en 1960 à des changements par la Conférence de santé de Weimar, par laquelle on a essayé d'empêcher les médecins et dentistes établis de s'exiler. On leur promet de ne pas limiter la liberté d'installation, d'améliorer leurs conditions matérielles et de relever leurs honoraires. Malgré ces promesses, l'exil continue, en particulier parce que de plus en plus de cabinets de dentistes d'État s'ouvrent. Selon les estimations, pendant les 41 années que dure la RDA, 20 000 médecins et dentistes s'exilent. Les dentistes n'ont pratiquement à leur disposition que des instruments âgés, et des fraises à sec, qui développent une chaleur source de force douleurs.
En RDA, des médecins sont recrutés comme collaborateurs officieux du MfS (Stasi). Leur pourcentage est d'environ 3 à 5 %, soit nettement plus haut que dans l'ensemble de la population. Le Parti socialiste unifié d'Allemagne (SED, communiste) et la direction de l'État considère ce groupe d'un œil particulièrement critique. Le spectre des activités des médecins offre au MfS des avantages appréciables, parce que les médecins, comme peu d'autres professions, ont des vues détaillées sur la vie privée de nombreux citoyens. Environ plus d'un quart des médecins indicateurs violent ce faisant le secret médical. D'autres doivent épier leurs collègues. Beaucoup de ces médecins indicateurs ont pu échapper aux conséquences de leurs actes politiques en RDA après la réunification,.

#### République fédérale d'Allemagne
Le 27 mars 1953, l’Union des dentistes allemands est fondée à Rothenburg ob der Tauber. À partir de 1990, l'union est renommée Chambre fédérale des dentistes. Depuis 1993, elle porte le nom de Chambre fédérale des dentistes, communauté de travail des chambres de dentistes allemandes, association déclarée (BZÄK), et représente professionnellement tous les dentistes en Allemagne. Les membres de la chambre fédérale sont les chambres des Länder fédéraux. La chambre fédérale n'est pas une corporation professionnelle ni une corporation de droit public, mais une association. Les chambres de dentistes sont les organisations des dentistes et organisées en corporations de droit public sur la base des lois de Land pour les chambres de métiers paramédicaux. Le ministère compétent du Land exerce la tutelle légale, mais pas la tutelle technique. L'adhésion est obligatoire pour tous les dentistes d'Allemagne.
En 1955, le système des unions des caisses médicales est confirmé avec la création d'un droit des caisses médicales comme composante de l'ordonnance sur l'assurance du Reich. Avec les unions de caisses médicales et dentaires, les médecins et dentistes reçoivent le monopole des soins ambulants des assurés obligatoires, et abandonnent en échange leur droit de grève. Les unions de caisses sont transformées en corporations de droit public et reçoivent la charge de la mise en sécurité, par laquelle il faut assurer des soins médicaux sur tout le territoire auprès des usagers. Dans chaque Land, il y a une caisse, et ces 17 caisses sont réunies dans la chambre fédérale.
La même année, la Communauté d'urgence des dentistes allemands est fondée, pour défendre une rétribution convenable des dentistes. Cette communauté donne lieu en 1957 à l’Union libre des dentistes allemand (FVDZ), fondée par Wolfgang Mzyk (1923−2015). Le FDVZ œuvre pour que tous les dentistes puissent s'établir comme dentistes conventionnés et puissent soigner les patients des caisses d'assurance. Après la réunification de l'Allemagne, en 1990, le FVDZ établit une coopération avec l’Union indépendante des dentistes allemands (UDZ) nouvellement fondée à l'Est. La même année, les deux unions fusionnent. Par la suite, de nombreuses autres unions professionnelles sont fondées sur le plan fédéral, parfois seulement régional.
Par une formation supplémentaire d'au moins quatre ans, les désignations de spécialités telles que médecin spécialiste pour l'orthopédie de la mâchoire, médecin spécialiste de chirurgie orale, dentiste pour le service public de santé, ou dentiste spécialiste de parodontologie (en Westphalie-Lippe) peuvent être acquises,.
Un jugement du tribunal social fédéral de 1974 met la perte d'une dent au rang d'une maladie au sens du droit social. Il revient aux dentistes et aux caisses d'assurance maladie de prendre la fourniture de couronnes et de bridges comme des actes relevant de la médecine/technique dentaire pour l'assurance maladie légale. À partir du 1er janvier 1975, les bénéficiaires de l'assurance maladie légale peuvent recevoir des prothèses dentaires dans le cadre des soins dentaires assurés. Le coût des prothèses est complètement supporté par les caisses. En 1988, le droit des médecins affiliés aux caisses est refondu avec l'introduction du 5e livre de la loi sociale (SGB V), qui supprime les spécifications datant du Reich. Depuis, les soins dentaires sont de plus en plus engagés et règlementés par le SGB V, et l'apport des caisses d'assurance maladie est continûment diminué par de nombreuses réformes sanitaires. Le but en est régulièrement d'endiguer l'accroissement des coûts de l'assurance maladie légale, par la stabilisation du taux de participation, des cotisations sociales, par la limitation ou l'exclusion de prestations, l'augmentation de la participation des patients, ou la limitation des honoraires des dentistes. Depuis 2005, les caisses d'assurance maladie donnent pour les soins de base de prothèses dentaires des remboursements majorés sur le vu des livrets de soins convenablement remplis.
Le traitement électronique des données fait progressivement son entrée dans les cabinets dentaires, accéléré par l'entrée en vigueur de l'ordonnance officielle sur les honoraires privés des dentistes (ZHG), sur la base du la loi du 1er janvier 1988, qui remplace celle de 1965, qui à son tour a remplacé la loi prussienne de 1924. Alors que la loi de 1924 prévoyait des étendues de taux variés, par exemple de 1 à 20 pour le conseil médical, de 1 à 10 pour l'extraction d'une dent, de 1 à 8 pour un inlay-core, celle de 1965 prévoit une étendue uniforme de 1 à 6, et celle de 1988 de 1 à 3,5. La loi de 1924 a prévalu en RDA jusqu'à sa fin en 1990. La loi de 1988 complique l'établissement des factures si profondément qu'il n'est presque plus possible de faire un décompte dentaire sans un logiciel de comptabilité spécialisé. La loi est améliorée en 2012.
Vers 1910, le taux de femmes parmi les étudiants en médecine dentaire a été de 0,4 %, correspondant au taux moyen pour toutes les branches d'études. Jusqu'en 1970 ce taux augmente en République fédérale jusqu'à 17,3%. Parmi les 70 000 dentistes en activité en 2013, environ 30 000 sont de sexe féminin (43 %). L'avenir de la médecine dentaire en Allemagne semble être féminin. En 2011, la fraction d'étudiants féminins parmi tous les étudiants en médecine dentaire est d'environ 61 %. La tendance est à la croissance.

### Autriche
En Autriche, il y a trois espèces de dentistes : les médecins spécialistes en soins des dents, de la bouche et de la mâchoire, qui ont dû réussir une spécialisation correspondante après un cursus complet de médecine générale. Cette voie de formation a été supprimée en 1998 dans le cadre de l'uniformisation de la Communauté européenne. Il y a alors une différence entre les dentistes Zahnarzt qui doivent à partir de 1998 faire des études universitaires de dentiste — structurées comme en Allemagne — et les Dentist, qui jusqu'à 1975 après un enseignement de technicien dentaire suivent avec succès une formation spéciale pratique et théorique. Les membres de cette section professionnelle, qui exercent une partie de l'activité des dentistes ont une formation de trois ans hors université, et ne peuvent pas être mis à égalité avec les Zahnarzt. L'exercice du métier de Dentist est encadré par une loi spécifique. Selon cette loi, il a le droit d'exercer sa profession sous la désignation de Zahnarzt (Dentist). L'Autriche est attaquée devant la Cour de justice de l'Union européenne à cause de cette loi, et perd.
En 1954, l’Union d'intérêts des dentistes est fondée, dont le but est de rassembler les médecins spécialistes en soins des dents, de la bouche et de la mâchoire sur une base volontaire (contrairement à l'adhésion obligatoire à la Chambre). En 1991, l'assemblée générale décide de supprimer le dualisme professionnel dommageable entre les médecins spécialistes et les dentistes, et de rendre possible aux collègues dentistes l'accès à l'Union. La loi du 1er janvier 2006 crée la chambre autrichienne des dentistes. Jusqu'alors, les Zahnartzt et les médecins spécialistes en soins des dents, de la bouche et de la mâchoire sont membres de leurs chambres respectives sur le plan du Land et fédéral, et les Dentist, dont le groupe diminue, sont représentés dans la chambre des Dentist.

### Suisse
En Suisse, il se forme d'une part une alliance entre les médecins qui veulent se spécialiser dans les maladies des dents d'une part, et d'autre part les techniciens dentaires artisanaux qui souhaitent progresser. Elle s'organise tout d'abord en 1886 dans la Société des dentistes suisses, devenue Société suisse des médecins-dentistes SSO. Elle fait campagne avec succès auprès des autorités fédérales pour l'égalité juridique des dentistes avec les médecins, les vétérinaires et les pharmaciens. En 1888 le Conseil fédéral révise la loi sur la liberté de circulation du personnel de santé de 1877 et met les dentistes au même niveau que les professions de santé scientifiques. C'est ce qui fonde la professionnalisation de la médecine dentaire. Après les universités de Genève (1881), de Zurich (1895) et de Berne (1921) naît en 1924 le quatrième institut dentaire universitaire à l'université de Bâle. L'assurance maladie est lancée en Suisse dans les années 1880. Au début, elle est conçue comme une assurance de base obligatoire, mais l'obligation est abolie par référendum, si bien qu'en 1912, une forme très affaiblie, sans obligation, est mise en œuvre. Dans la seconde moitié du XXe siècle, de nombreuses tentatives ont lieu pour réformer ce système. Le plan est l'introduction de l'obligation d'assurance initialement prévue, afin de rendre l'accès aux services de santé indépendant des ressources variables selon le sexe et le niveau de revenu. Tandis qu'une petite révision sans obligation réussit en 1964, d'autres échouent à des référendums en 1974 et 1987. Ce n'est qu'en 1996 qu'une assurance maladie obligatoire peut être mise en application dans tout le pays.

## Technologies émergentes et prospective
En 2024, un robot-dentiste expérimental (non encore homologué pour être commercialisé), animé par une intelligence artificielle autonome a réalisé de premiers essais d'intervention sur un patient humain volontaire. Il intègre un scanner 3D qui génère un modèle 3D complet et précis de la bouche et en particulier des gencives, des nerfs et des dents du patient par tomographie en cohérence optique (OCT), permettant une cartographie de l'espace d'intervention sans recourir aux rayons X, mais en utilissant des rayons lumineux. Ce robot réalise des interventions courantes comme la pose d'une couronne 8 fois plus vite qu'un humain (en une seule séance au lieu de deux pour la pose d'une couronne).

## Histoire de la médecine dentaire vétérinaire

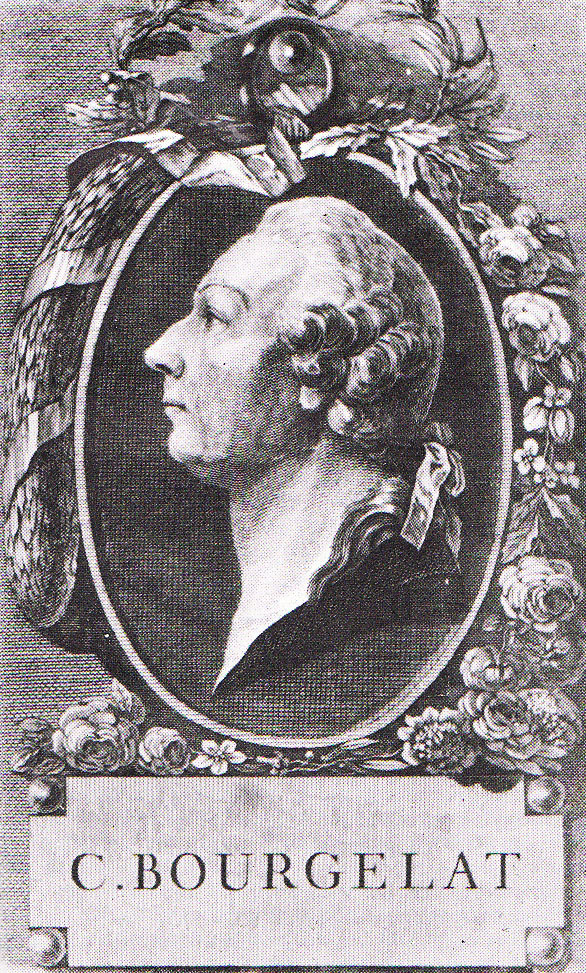
Vignette avec un portrait de Bourgelat.

Au début de la médecine dentaire vétérinaire, il s'agit de traiter et d'évaluer la dentition du cheval. La médecine dentaire des chevaux est pratiquée par les Chinois déjà en 600 av. J.C. Dans le commerce des chevaux, l'évaluation de l'âge du cheval par les dents est un facteur important pour déterminer sa valeur. La culture grecque améliore la détermination de l'âge et étudie les âges de percée dans la vie d'un cheval. Simon d'Athènes décrit au Ve siècle av. J.-C. la technique de la détermination de l'âge du cheval et l'éruption de ses dents. La technique actuelle de détermination de l'âge remonte à Pessina de Czechorod, qui enseigne à la fin du XVIIIe siècle à l'école vétérinaire de Vienne. Par la mise au point de critéria fiables, on peut désormais vérifier les indications d'âge du propriétaire précédent. L'âge n'est indifférent que dans le cas d'un cadeau : « À cheval donné, on ne regarde pas dans la bouche » est un proverbe encore utilisé aujourd'hui. Les maquignons essayent alors de rendre les chevaux plus jeunes qu'ils ne sont, notamment en brûlant au fer leurs cornets dentaires. On désigne ainsi le creux du centre d'une dent incisive de cheval, plus ou moins prononcé, et qui s'use avec l'âge. À l'éruption des incisives, ils sont profonds de 12 mm à la mâchoire supérieure, et de 6 mm à la mâchoire inférieure, et s'usent environ de 2 mm/an.

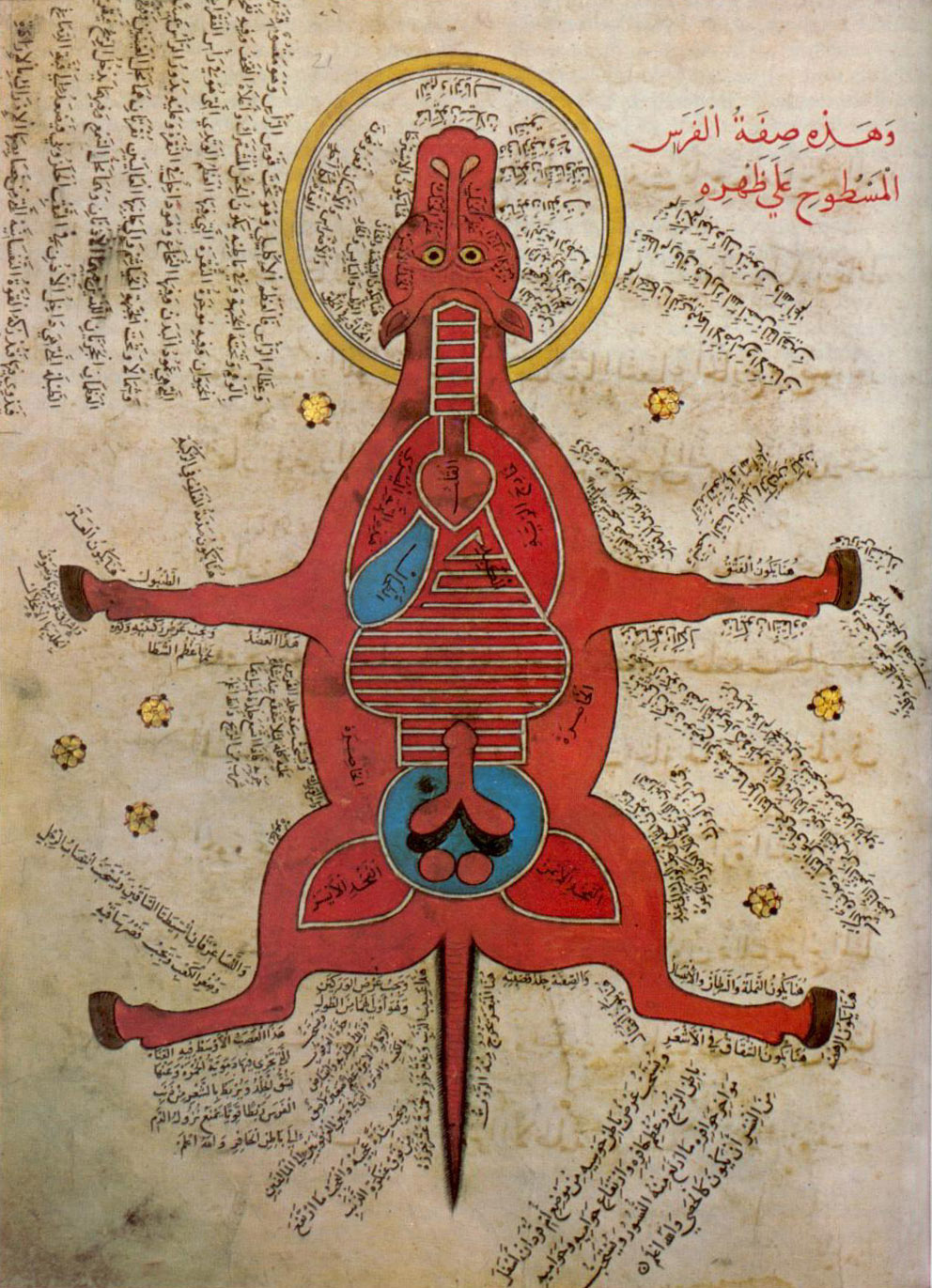
Anatomie du cheval, Égypte, XVe siècle

Aristote décrit la parodontite du cheval dans son livre Histoire des animaux (333 av. J.C.). Faute de procédés d'anesthésie et de connaissances en physiologie et pathologie, des traitements souvent inutiles, inappropriés voire barbares sont appliqués. Le progrès en soins dentaires vétérinaires avance très lentement, et ne s'épanouit qu'après l'introduction d'anesthésies adaptées.
Carlo Ruini (1530−1598) est l'auteur d'un des plus importants ouvrages de médecine vétérinaire du XVIe siècle, l'ouvrage Anatomia del Cavallo (Anatomie du cheval), paru pour la première fois en 1598, trois mois après sa mort, et qui se consacre aussi à l'anatomie des dents du cheval. On le considère comme faisant date dans l'anatomie vétérinaire, et en particulier pour les soins aux chevaux. Il est fortement influencé par les travaux d'André Vésale, et ne sera dépassé que dans la seconde moitié du XVIIIe siècle.
En 1762 a lieu la fondation par Claude Bourgelat de la première école vétérinaire à Lyon (à partir de 1764 École royale vétérinaire de Lyon), qui fraie le chemin à la médecine dentaire vétérinaire. La première publication dans cette branche date de 1889. D'autres livres suivent en 1905 et 1938. Ces livres se consacrent à la médecine dentaire des chevaux et des petits animaux. Dans les années 1930 Joseph Bodingbauer se montre à Vienne pionnier de la médecine dentaire des petits animaux. À cette époque, le centre de la science dentaire vétérinaire se déplace des chevaux vers les chiens, les chats et autres petits animaux. En 1929 apparaissent une série de travaux détaillés d'Arthur Mellenby qui s'occupent des conséquences des changements de régime alimentaire sur le développement des dents et les maladies des canines.
Aux États-Unis, la médecine dentaire vétérinaire reçoit une poussée par la création de l’American Veterinary Dental Society en 1976, d'abord dans le domaine des petits animaux, puis dans le secteur des chevaux, et plus tard encore pour les rongeurs et animaux de compagnie, entraînant ainsi la fondation de sociétés spécialisées dans le monde entier.
Après que la European Veterinary Dental Society (EVDS) est fondée en 1992, la Deutsche Gesellschaft für Tierzahnheilkunde est fondée en 2004. Le titre de vétérinaire spécialisé pour les soins dentaires des petits animaux a été introduit en 2008 contre une sérieuse résistance de la part des représentants dans la chambre des vétérinaires, et jusqu'ici se limite au Schleswig-Holstein et à la Bavière. Aux États-Unis, la médecine dentaire vétérinaire est une des 20 spécialités vétérinaires reconnues par l’American Veterinary Medical Association. À côté se trouve déjà depuis 2001 une formation de technicien dentaires pour former des techniciens dentaires vétérinaires. La même année, la British Association of Equine Dental Technicians (Association britannique de techniciens dentaires équins) est fondée en Grande-Bretagne.
La médecine dentaire vétérinaire utilise des procédés convenablement adaptés de la médecine dentaire générale.

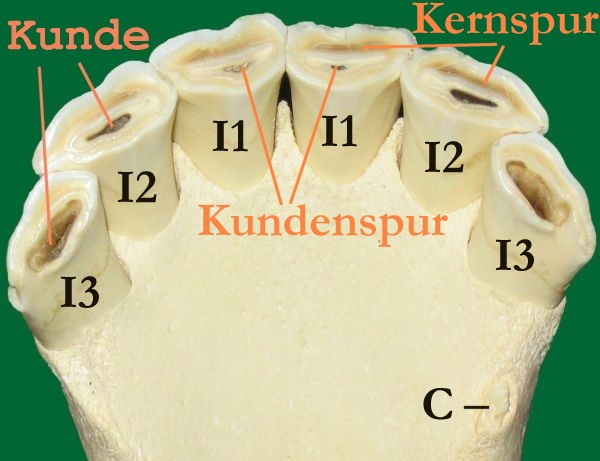
Cornets dentaires des incisives d'un cheval
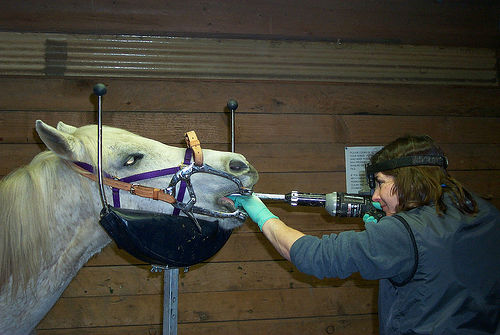
Traitement dentaire d'un cheval
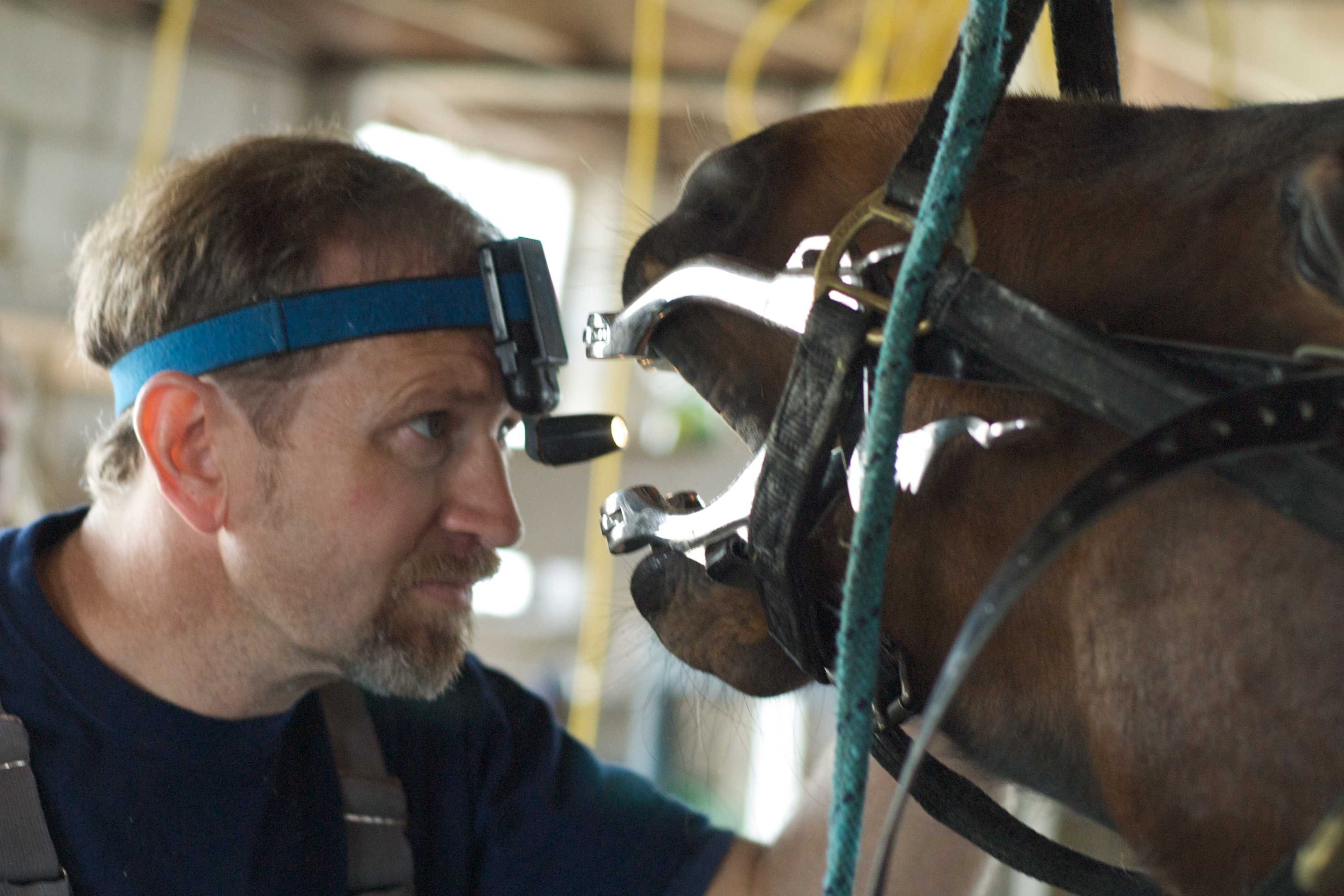
Examen dentaire d'un cheval

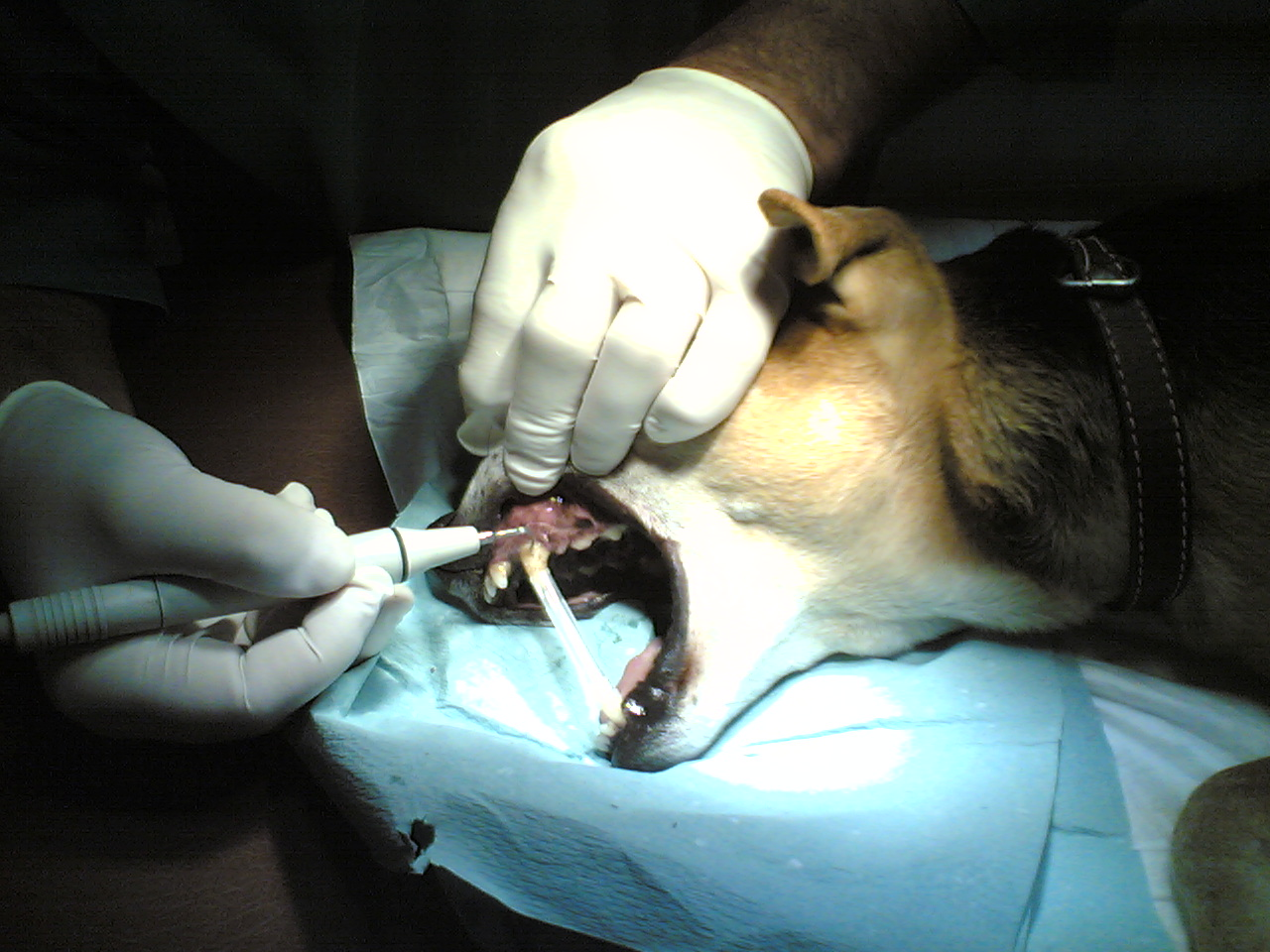
Enlèvement du tartre dentaire d'un chien
Extraction dentaire chez un chien
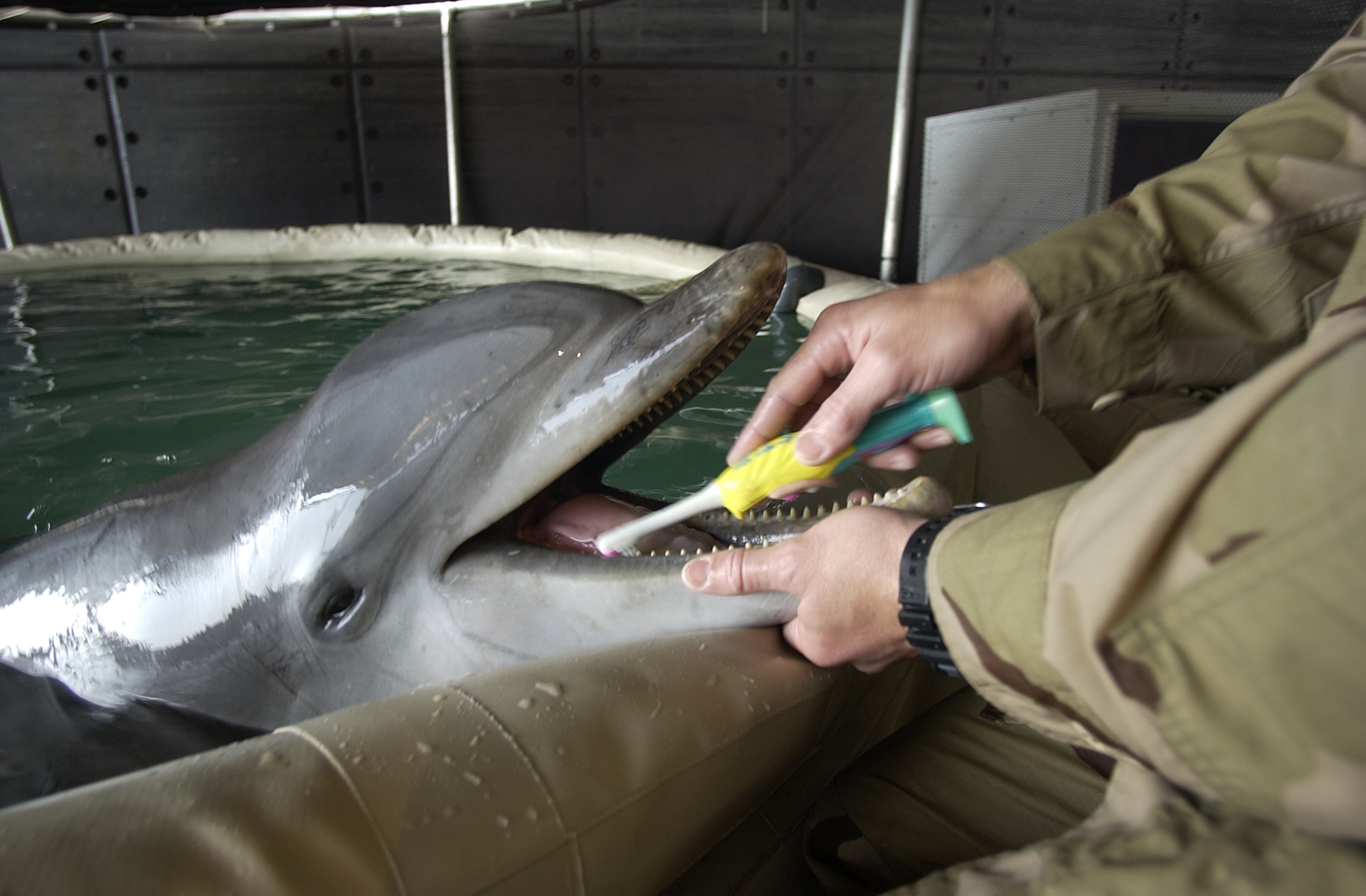
Nettoyage des dents d'un dauphin

## Collections historiques et musées d'histoire de la médecine dentaire

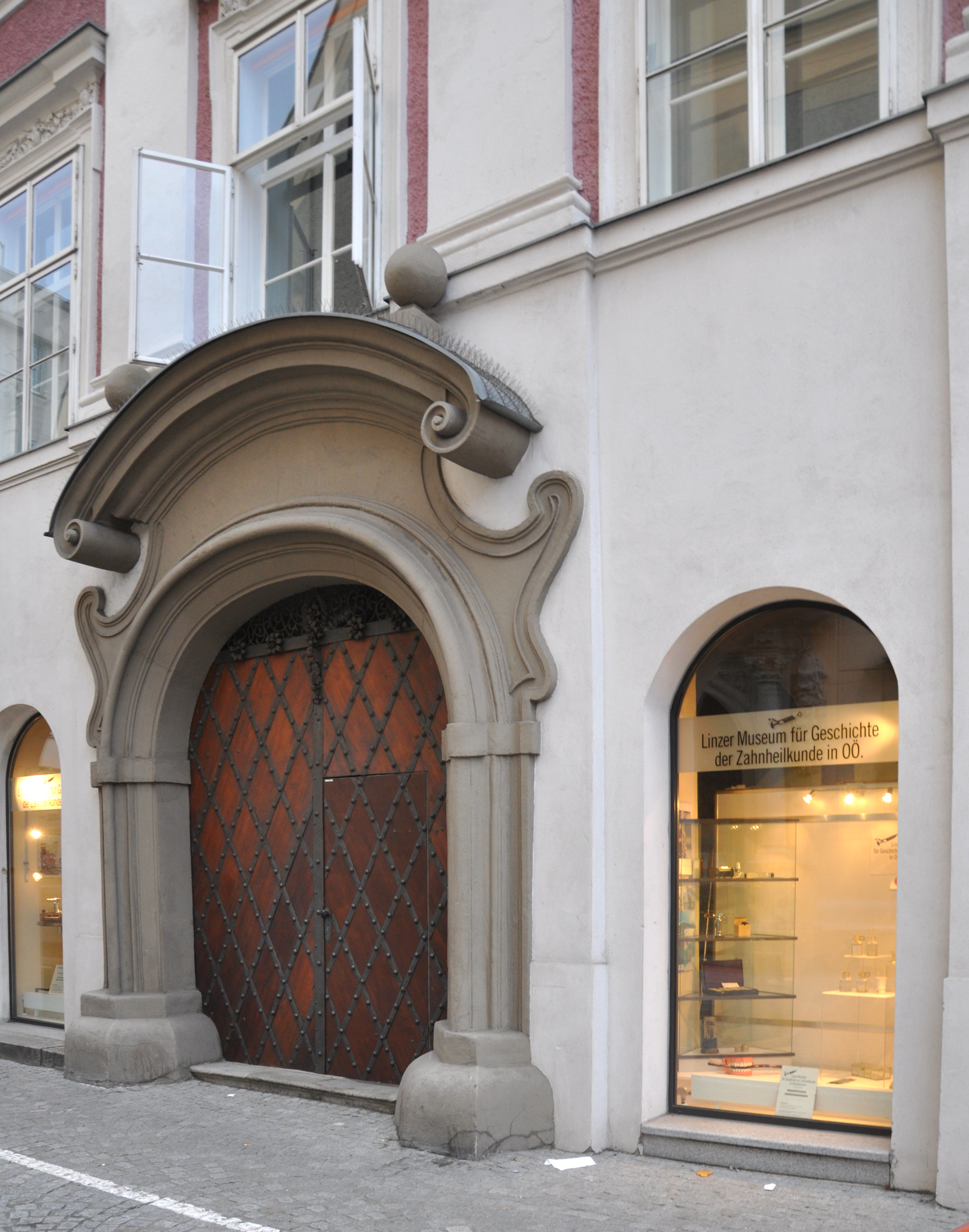
Musée de Linz d'histoire de la médecine dentaire en Autriche

### Musées et collections en Allemagne et dans les pays germanophones
L'histoire de la collection historique sur la médecine dentaire et de l'institut de recherche sur l'histoire des soins dentaires de la Société allemande pour les soins des dents, de la bouche et de la mâchoire est très étroitement liée avec le dentiste juif Curt Proskauer (1887–1972), à l'initiative de qui a résulté la fondation de l'institut du Reich pour l'histoire des soins dentaires, et qui a laissé son abondante bibliothèque et sa collection privée à l'Union du Reich des dentistes allemands. Cette action a été soutenue par le président de l'époque Fritz Linnert (1884–1949) et par le deuxième directeur Fritz H. Witt (1887–1969). La bibliothèque a été sauvée des vicissitudes de la guerre, puis administrée par la Chambre fédérale des dentistes jusqu'à son transfert à Berlin et la dissolution de la Bibliothèque des dentistes allemands. Au moment du déménagement en 2000, elle contenait environ 40 000 écrits, dont beaucoup à valeur historique. Depuis le transfert, elle est stockée dans des containers à Berlin et attend depuis une préparation historique.
Actuellement, dans l'espace germanophone, il y a quatre musées ouverts au public, spécialisés dans l'histoire de la médecine dentaire : le musée de Linz pour l'histoire des soins et de la technique dentaires, en Haute-Autriche, le musée dentaire de la Clinique dentaire universitaire Bernhard Gottlieb à Vienne, la collection d'histoire dentaire Gustav Korkhaus au centre de soins des dents, de la bouche et de la mâchoire de l'Université rhénane Frédéric-Guillaume de Bonn, et le Musée dentaire de Zschadraß. Ce dernier rassemble plus de cent collections privées petites ou grandes, de nombreuses archives notables de firmes dentaires, la collection Thiedmar Oehlert, l'ex-musée privé Bodirsky et le musée Winkelmann.
En outre, de nombreuses cliniques dentaires ont des collections d'enseignement et de recherche aux fins d'enseignement interne.

### Musées et collections en France
En France, à Paris, la collection du Dr Pierre Fauchard est actuellement conservé par le musée de l'Assistance publique - Hôpitaux de Paris. Elle est par ailleurs étudiée et valorisée par le Musée virtuel de l'art dentaire. Sur Lyon, le musée dentaire de l'université est une collection très riche qui bénéficie du soutien de son université de rattachement, Université Claude Bernard, Lyon 1.

### Musées et collections en Angleterre et pays anglophones
En Angleterre, le British Dental Museum conserve également une collection riche d'objets et d'instruments dentaires.

### Musées et collections en Italie
En Italie, à Turin, la collectionMuseo di Odontoiatria conserve une collection liée à son université de rattachement, Universit à Degli Studi di Turino.